# Bunuri mobile din domeniul artă plastică clasate în patrimoniul cultural național al României aflate în județul Sibiu (fond)
Acestă listă conține bunurile mobile din domeniul artă plastică clasate în Patrimoniul cultural național al României aflate la momentul clasării în județul Sibiu.
| Foto | Informații generale | Detalii tehnice | Descriere | Deținător                                 | Legături |
| ---- | --- | --- | --- | ----------------------------------------- | -------- |
|      | Predicator luteran din Brașov Autor: Goldschmidt, Lotte | Datare: Sfârșitul secolului al XIX-lea Școală: Școala românească / transilvăneană Dimensiuni: L: 1240 mm; LA: 830 mm Material: ulei pe pânză | Portret de pastor luteran, în picioare, 3/4, semi-profil spre stânga. Bărbatul, de vârstă mijlocie, are părul buclat tuns scurt, mustață și barbă. Ținuta sa e impozantă, iar figura luminoasă. Poartă vestimentația specifică pastorilor luterani, cu mantaua de catifea cu mâneci largi a ținutei de vară, peste roba decorată cu plăcuțe de argint, strânsă la brâu într-un șnur. În mâna stângă ține o carte de rugăciuni, iar cu dreapta se prinde de balustrada unei strane. Este plasat într-un interior de biserică foarte sumar sugerat. Cromatica în nuanțe de brun, ocru, griuri până la negru, gri argintiu. Semnat, datat și localizat, dreapta jos cu roșu: Lotte Goldschmidt Kronstadt 1893. | Muzeul Național Brukenthal, Sibiu         | Cimec    |
|      | Locotenent colonel Henevogel Autor: Heilmann, Ferdinand | Datare: Începutul secolului al XX-lea Școală: Școală transilvăneană (?) Dimensiuni: L: 490 mm; LA: 375 mm Material: Ulei pe pânză | Portret de bărbat în costum de ofițer, bust, în semi-profil spre stânga, pe fond neutru, reprezentându-l pe Locotenent colonelul Henevogel din armata austro-ungară, care poartă în piept Ordinul Imperial Austriac Coroana de Fier / Österreichisch-kaiserlicher Orden der Eisernen Kreuz grad de Cavaler, clasa a III-a, instituit 1816, conferit până în 1918; Însemnul de serviciu militar pentru ofițeri (clasa a III-a, pentru 25 de ani) / Militärdienstzeichen für Offiziere (3. Klasse, für 25 Jahre) (conferit 1890). Semnat dreapta jos cu negru. | Muzeul Național Brukenthal, Sibiu         | Cimec    |
|      | Colonelul Salamon Autor: Heilmann, Ferdinand | Datare: Începutul secolului al XIX-lea Școală: Artist transilvănean (?) Dimensiuni: L: 495 mm; LA: 400 mm Material: Ulei pe pânză | Portret de bărbat în costum de ofițer, bust, frontal, pe fond neutru, reprezentându-l pe Colonelul Salamon din armata austro-ungară, care poartă în piept Însemnul de serviciu militar pentru ofițeri (clasa a III-a, pentru 25 de ani) / Militärdienstzeichen für Offiziere (3. Klasse, für 25 Jahre) (conferit 1890). Semnat dreapta jos, cu negru. | Muzeul Național Brukenthal, Sibiu         | Cimec    |
|      | Maiorul Grossinger Autor: Heilmann, Ferdinand | Datare: Începutul secolului al XX-lea Școală: Artist transilvănean (?) Dimensiuni: L: 480 mm; LA: 375 mm Material: Ulei pe pânză | Portret de bărbat în costum de ofițer, bust, în semi-profil spre stânga, reprezentându-l pe Maiorul Grossinger din armata austro-ungară, care poartă în piept Meritul Militar / Militärverdienstkreuz (pe timp de razboi) (instituit 1849, conferit până în 1918); Medalia de război / Kriegsmedaille (instituită 1873, conferită până înainte de 1914); Însemnul de serviciu militar pentru ofițeri (clasa a III-a, pentru 25 de ani) / Militärdienstzeichen für Offiziere (3. Klasse, für 25 Jahre) (conferit 1890). Semnat dreapta jos, cu brun. | Muzeul Național Brukenthal, Sibiu         | Cimec    |
|      | Locotenent colonel Fekete Autor: Heilmann, Ferdinand | Datare: Începutul secolului al XX-lea Școală: Artist transilvănean (?) Dimensiuni: L: 500 mm; LA: 405 mm Material: Ulei pe pânză | Portret de bărbat în costum de ofițer, bust, frontal, reprezentându-l pe Locotenent colonelul Fekete din armata austro-ungară, care poartă în piept Meritul Militar (pe timp de război), instituit 1849 și conferit până în 1918; Medalia de război (instituită 1873 și conferită până înainte de 1914); Medalia comemorativă a Jubileului pentru forțele armate și jandarmerie? (conferită 1898), eronat redată (în oglindă) mai probabil decât Medalia onorară de 40 de ani de serviciu credincios; Crucea Sf. Maria a Ordinului Teutonic, varianta de după 1886. Semnat dreapta jos cu negru. | Muzeul Național Brukenthal, Sibiu         | Cimec    |
|      | Colonelul Grossmann Autor: Heilmann, Ferdinand | Datare: A doua jumătate a secolului al XIX-lea Școală: Pictor transilvănean (?) Dimensiuni: L: 510 mm; LA: 400 mm Material: Ulei pe pânză | Portret de bărbat în costum de ofițer, bust, în semi-profil spre stânga, reprezentându-l pe Colonelul Grossmann din armata austro-ungară, care poartă în piept Meritul Militar (pe timp de pace), instituit în 1849 și conferit până în 1918 și Însemnul de serviciu militar pentru ofițeri (clasa I, pentru 50 de ani) Semnat dreapta jos cu negru. | Muzeul Național Brukenthal, Sibiu         | Cimec    |
|      | Locotenent colonel Baitz Autor: Heilmann, Ferdinand | Datare: Începutul secolului al XX-lea Școală: Pictor transilvănean (?) Dimensiuni: L: 490 mm; LA: 375 mm Material: Ulei pe pânză | Portret de bărbat în costum de ofițer, bust, în semi-profil spre dreapta, reprezentându-l pe Locotenent colonel Baitz din armata austro-ungară, care poartă în piept Medalia de război (instituită 1873 și conferită până până înainte de 1914) și Însemnul de serviciu militar pentru ofițeri (clasa a III-a, pentru 25 de ani). Semnat și datat dreapta jos cu negru. | Muzeul Național Brukenthal, Sibiu         | Cimec    |
|      | Locotenent colonel Grosschmidt Autor: Heilmann, Ferdinand | Datare: Începutul secolului al XIX-lea Școală: Pictor transilvănean (?) Dimensiuni: L: 375 mm; LA: 480 mm Material: Ulei pe pânză | Portret de bărbat în costum de ofițer, bust, în semi-profil spre stânga, reprezentându-l pe Locotenent colonelul Grosschmidt din armata austro-ungară, care poartă în piept Medalia de război (instituită 1873 și conferită până până înainte de 1914) și Însemnul de serviciu militar pentru ofițeri (clasa a III-a, pentru 25 de ani). Semnat și datat dreapta jos cu negru. | Muzeul Național Brukenthal, Sibiu         | Cimec    |
|      | Locotent colonel Sztenzel Autor: Heilmann, Ferdinand | Datare: Începutul secolului al XX-lea Școală: Școala transilvăneană (?) Dimensiuni: L: 500 mm; LA: 405 mm Material: Ulei pe pânză | Portret de bărbat, bust, semi-profil spre stânga, reprezentându-l pe Lt. Col. Sztenzel, în ținută militară, cu Medalia de război / Kriegsmedaille (instituită 1873 și conferită până înainte de 1914) și Însemnul de serviciu militar pentru ofițeri (clasa a III-a, pentru 25 de ani). Semnat și datat dreapta jos cu negru. | Muzeul Național Brukenthal, Sibiu         | Cimec    |
|      | Natură moartă Autor: Goldschmidt, Lotte | Datare: Începutul secolului XX Școală: Școala românească / transilvăneană Dimensiuni: L: 570 mm; LA: 850 mm Material: ulei pe carton | Pe un ștergar alb așezat pe masă marcând o diagonală compozițională sunt așezate grupat mere roșii și verzi și frunze decorative în culorile toamnei. În ultimul plan este așezat un ceas de masă neo-clasic ce se profilează pe fundalul realizat cu o tușă rapidă în nuanțe de ocru. Semnat dreapta jos cu albastru: L. Goldschmidt. | Muzeul Național Brukenthal, Sibiu         | Cimec    |
|      | Friedericke Fieltsch Autor: Goldschmidt, Lotte | Datare: Începutul secolului XX Școală: Școala românească / transilvăneană Dimensiuni: L: 640 mm; LA: 495 mm Material: ulei pe pânză | Portret de femeie, bust, semi-profil spre stânga, încadrat într-un oval. Semnat dreapta jos, cu roșu: L. Goldschmidt. | Muzeul Național Brukenthal, Sibiu         | Cimec    |
|      | Odaliscă Autor: Popp, Mișu | Datare: Mijlocul secolului al XIX-lea Școală: Școală românească transilvăneană Dimensiuni: L: 845 mm; LA: 1375 mm Material: ulei pe pânză | Nud de femeie în interior, o preluare după Danae a lui Tizian. Scena este senzual voluptuoasă, nudul bine realizat din punct de vedere anatomic, dar într-o poziție și gestică de un erotism lipsit de finețe. Artistul descrie cu minuție și chipul femeii, ce-i drept, lipsit de expresie, precum și bijuteriile, faldurile cearceafului, penele evantaiului etc. Scena din fundal cu chipurile eunucilor e doar schițată. | Muzeul Național Brukenthal, Sibiu         | Cimec    |
|      | Timotei Cipariu Autor: Popp, Mișu | Datare: A doua jumătate a secolului al XIX-lea Școală: Școală românească / transilvăneană Dimensiuni: L: 1260 mm; LA: 800 mm Material: ulei pe pânză | Portret în picioare, în semi-profil spre dreapta, redat 3/4, reprezentându-l pe Timotei Cipariu. Bărbatul ține mâna pe o carte așezată pe măsuța din dreapta compoziției, iar cealaltă mână pe piept, ușor prinsă sub haină. Ținută de preot Greco-catolic. La gât poartă un lanț de aur cu o cruce mare. Are chipul frumos, cu o privire blândă și caldă și o atitudine care emană spiritualitate. Cromatică sobră, în nuanțe de ocru în redarea chipului, negru în redarea vestimentației. Fundal neutru, gri verzui. | Muzeul Național Brukenthal, Sibiu         | Cimec    |
|      | Ilie Măcelariu Autor: Georgescu, Constantin | Datare: A doua jumătate a secolului al XIX-lea Școală: Școala românească / transilvăneană Dimensiuni: L: 710 mm; LA: 520 mm Material: ulei pe pânză | Portret de bărbat (Ilie Măcelariu) redat bust, ușor semi-profil spre dreapta. Bărbatul este tuns scurt, are un început de calviție, are mustață și barbă tunse scurt. Poartă ochelari. Peste cămașa albă cu papion are vestă și haină de culoare închisă. La buzunarul interior al vestei se vede lănțișorul unui ceas de aur. Fundal neutru, brun. Semnat și datat cu ocru, dreapta jos spre mijloc: Georgescu pinx 873. | Muzeul Național Brukenthal, Sibiu         | Cimec    |
|      | Domnul Lăzărescu, din Craiova Autor: Popp, Mișu | Datare: A doua jumătate a secolului al XIX-lea Școală: Școală românească / transilvăneană Dimensiuni: L: 680 mm; LA: 545 mm Material: ulei pe pânză | Portret de bărbat, bust, redat frontal. Bărbatul are părul grizonat, poartă mustață. Ținută vestimentară sobră cu cămașă albă, papion și haină neagră, după moda epocii. În piept poartă o decorație. Fundal neutru. | Muzeul Național Brukenthal, Sibiu         | Cimec    |
|      | Femeie tânără Autor: Popp, Mișu | Datare: Mijlocul secolului al XIX-lea Școală: Școală românească / transilvăneană Dimensiuni: L: 667 mm; LA: 550 mm Material: ulei pe pânză | Portret de femeie bust, redat frontal. Modelul pare să fie un personaj mitologic, o interpretare după o scenă mitologică a unui artist european (probabil Danae a lui Tițian). Femeia are o atitudine languroasă, părul blond, în bucle, îi cade peste bustul cu sânii dezveliți, rochia alunecându-i peste umeri, pe brațe. Cromatica: nuanțe deschise de ocru și alburi colorate, intervenție de nuanțe reci de verde în vestimentație. Fundal brun închis. | Muzeul Național Brukenthal, Sibiu         | Cimec    |
|      | Un înger (Elisa Petrovici) Autor: Popp, Mișu | Datare: A doua jumătate a secolului al XIX-lea Școală: Școală românească / transilvăneană Dimensiuni: L: 630 mm; LA: 785 mm Material: ulei pe pânză | Chipul Elisei Petrovici este idealizat și tratat ca un chip de androgin, pentru reprezentarea unui înger. Personajul este plasat în centrul compoziției, bust, într-un ușor semi-profil spre dreapta, puțin aplecată înainte ca în zbor, cu părul cârlionțat marcându-i capul ca o aură. Poartă o bluză albă largă, cu mâneci largi. Are mâinile încrucișate la piept, într-un gest cucernic. În spate, aripile de înger se deschid larg spre colțurile superioare ale compoziției. Fundalul sugerează un cer întunecat. | Muzeul Național Brukenthal, Sibiu         | Cimec    |
|      | Haiducul Radu Anghel Autor: Popp, Mișu | Datare: A doua jumătate a secolului al XIX-lea Școală: Școală românească / transilvăneană Dimensiuni: L: 770 mm; LA: 615 mm Material: ulei pe pânză | Portretul haiducului Radu Anghel, în picioare, 3/4, semi-profil spre stânga. Are mustață mare, răsucită în sus, părul bogat până pe umeri împins la spate iese de sub cușma neagră. Poartă o cămașă gen ie albă, cu o lavalieră legată la gât, peste care are o pelerină brun închis. În șerparul înalt are două pistoale și două pumnale, în mâna dreaptă ține o toporișcă și de sub brațul drept se vede teaca unei săbii. Fundalul este un cer plumburiu în nuanțe de gri. Cromatică: alburi și griuri colorate, brun, ocru, negru, accente de roșu și albastru. | Muzeul Național Brukenthal, Sibiu         | Cimec    |
|      | Vasile Alecsandri Autor: Popp, Mișu | Datare: A doua jumătate a secolului al XIX-lea Școală: Școală românească / transilvăneană Dimensiuni: L: 525 mm; LA: 410 mm Material: ulei pe carton | Portretul lui Vasile Alecsandri, bust, în semi-profil spre dreapta. Poetul are calviția înaintată, părul și mustața sure. Poartă cămașă albă, cu lavalieră, peste care are o haină de culoare neagră. Fundalul este gri cu intervenții roșietice. | Muzeul Național Brukenthal, Sibiu         | Cimec    |
|      | Portret de femeie Autor: Popp, Mișu | Datare: A doua jumătate a secolului al XIX-lea Școală: Școală românească / transilvăneană Dimensiuni: L. 500 mm; LA: 390 mm Material: ulei pe carton | Portret de femeie redat bust, în semi-profil spre stânga. Femeia are părul bogat și lung, cu cărare pe mijloc, prins într-o coafură cu două cozi bogate. În păr are ca decor o floare roșie. Poartă cercei și lănțișor cu cruciuliță de aur sau argint aurit. Este îmbrăcată în costum popular cu iie albă brodată tot cu alb și paspoal auriu și pieptar bordat cu o panglică albastră și paspoal auriu. Fundal neutru, gri. | Muzeul Național Brukenthal, Sibiu         | Cimec    |
|      | Mama artistului Autor: Popp, Mișu | Datare: A doua jumătate a secolului al XIX-lea Școală: Școală românească / transilvăneană Dimensiuni: L. 510 mm; LA: 410 mm Material: ulei pe pânză | Portret de femeie redat bust, în semi-profil spre dreapta. Lucrarea o reprezintă pe mama pictorului, Elena Ioan Popp Moldovan. Femeia poartă părul prins la spate peste care are prins un batic sau o eșarfă ca o maramă sau vălitură. Are cercei și cruciuliță de aur prinsă la gât într-o bentiță neagră. Bluza albă, bogată, are guleraș brodat. Femeia ține mâna stângă pe un gherghef la care coase. Draperia care mărginește laterala dreaptă face rapel cromatic la roșul deschis din obrajii femeii. Fundal brun închis. | Muzeul Național Brukenthal, Sibiu         | Cimec    |
|      | Dl. Zănescu Autor: Popp, Mișu | Datare: A doua jumătate a secolului al XIX-lea Școală: Școală românească / transilvăneană Dimensiuni: L: 470 mm; LA: 370 mm Material: ulei pe pânză | Portret de bărbat redat bust, în semi-profil spre dreapta. Bărbatul are părul alb, ușor ondulat, și îl poartă pieptănat spre spate. Are mustață lungă și barbă în două smocuri lungi lateral bărbiei. Este îmbrăcat cu o haină de culoare închisă, pe sub care o vestă și un șal strâns la gât, de sub care se vede gulerul alb al cămășii. Figura se profilează pe fondul neutru, gri. | Muzeul Național Brukenthal, Sibiu         | Cimec    |
|      | Potopul Autor: Popp, Mișu | Datare: A doua jumătate a secolului al XIX-lea Școală: Școală românească / transilvăneană Dimensiuni: L: 365 mm; LA: 455 mm Material: ulei pe pânză | Scena biblică a Potopului din Vechiul Testament copiată după o stampă a lui Gustav Doré. Aglomerări de personaje cu trupuri prelungi, contorsionate și chinuite sunt plasate în dreapta și stânga centrului lucrării în care se revarsă un val uriaș. În fundal cerul este acoperit de nori plumburii. | Muzeul Național Brukenthal, Sibiu         | Cimec    |
|      | Portretul Elizei Petrovici Autor: Popp, Mișu | Datare: A doua jumătate a secolului al XIX-lea Școală: Școală românească / transilvăneană Dimensiuni: L: 515 mm; LA; 400 mm Material: ulei pe pânză | Portret de femeie redat bust, orientat spre stânga, cu fața întoarsă spre privitor. Tânăra are chipul frumos, cu trăsăturile bine conturate. Poartă cercei. Părul bogat este prins la spate unde se zărește de sub pălăria elegantă, amplă, bogat decorată. De sub haina neagră se vede dantela delicată a unei bluze elegante. Fundal neutru, brun, încadrat într-un oval. | Muzeul Național Brukenthal, Sibiu         | Cimec    |
|      | Andrei Mureșanu Autor: Popp, Mișu | Datare: A doua jumătate a secolului al XIX-lea Școală: Școală românească / transilvăneană Dimensiuni: L: 490 mm; LA: 375 mm Material: ulei pe pânză | Portretul lui Andrei Mureșanu, redat bust, frontal. Bărbatul are început de calviție, fruntea înaltă, poartă mustață și perciunii prelungiți într-o barbă scurtă. Poartă cămașă albă, cu lavalieră, vestă albă, peste care are o haină de culoare neagră. Fundalul este gri, pe alocuri brun roșietic. | Muzeul Național Brukenthal, Sibiu         | Cimec    |
|      | Portret de femeie Autor: Popp, Mișu | Datare: A doua jumătate a secolului al XIX-lea Școală: Școală românească / transilvăneană Dimensiuni: L: 430 mm; LA: 380 mm Material: ulei pe pânză | | Muzeul Național Brukenthal, Sibiu         | Cimec    |
|      | Preotul Andronic Autor: Popp, Mișu | Datare: A doua jumătate a secolului al XIX-lea Școală: Școală românească / transilvăneană Dimensiuni: L: 525 mm: LA: 415 mm Material: ulei pe carton | Portretul unui bărbat în vârstă, preot, redat bust în foarte ușor semi-profil spre stânga. Preotul are părul alb, lung, în bucle care îi cad pe spate, mustață și barbă mare. Poartă o haină preoțească neagră. Fundal neutru, cafeniu. Passe-par-tout oval. Semnat în dreapta jos, incizat. | Muzeul Național Brukenthal, Sibiu         | Cimec    |
|      | Sevasta Panovici Autor: Popp, Mișu | Datare: A doua jumătate a secolului al XIX-lea Școală: Școală românească / transilvăneană Dimensiuni: L. 680 mm; LA: 540 mm Material: ulei pe pânză | Portret compozițional cu o femeie șezând într-un fotoliu, redată 3/4, într-un interior, orientată spre dreapta, cu chipul întors spre privitor. Femeia a trecut de vârsta mijlocie, are o ținută sobră, poartă o haină de culoare închisă, brațele îi sunt sprijinite de brațele fotoliului, iar în mâna stângă ține o carte. Fundalul este neutru, în nuanțe de brun. | Muzeul Național Brukenthal, Sibiu         | Cimec    |
|      | Peisaj Autor: Popp, Mișu | Datare: A doua jumătate a secolului al XIX-lea Școală: Școală românească / transilvăneană Dimensiuni: L: 795 mm; LA: 1170 mm Material: ulei pe pânză | Peisaj de munte, cu pădure de brad și cascadă. Motivul cascadei și al morii, punctul cheie al compoziției, sunt plasate în centrul lucrării, dominând întregul tablou. Pădurea de brad se înalță falnic din stâncile abrupte, închizând compoziția. Câțiva copaci pe malul apei de munte în stânga și stânca masivă în dreapta mărginesc lateralele lucrării. Pe malul apei sunt plasate câteva personaje. Pe stânca abruptă, deasupra cascadei se vede moara. În fundal se profilează masive golașe, iar cerul este încărcat de nori tulburi sau roșietici sub reflexele razelor soarelui. Cromatica e rezolvată în nuanțe de verde, brun, alburi și griuri colorate, cu accente de albastru deschis și roșu. | Muzeul Național Brukenthal, Sibiu         | Cimec    |
|      | Portret de femeie Autor: Popp, Mișu | Datare: A doua jumătate a secolului al XIX-lea Școală: Școală românească / transilvăneană Dimensiuni: L: 415 mm; LA: 295 mm Material: ulei pe pânză | Portret de femeie redat bust, în semi-profil spre dreapta. Tânăra are chipul frumos și delicat. Părul este aranjat într-o coafură la spate și breton ondulat. Poartă haină de culoare ocru de sub care se vede bluza cu dantelă albă. Fundal neutru, cafeniu. | Muzeul Național Brukenthal, Sibiu         | Cimec    |
|      | Portret de fată (D-ra J.) Autor: Popp, Mișu | Datare: A doua jumătate a secolului al XIX-lea Școală: Școală românească / transilvăneană Dimensiuni: L: 395 mm; LA: 325 mm Material: ulei pe pânză | Portret de femeie redat bust, în semi-profil spre dreapta. Tânăra are chipul frumos și delicat. Părul este purtat cu cărare pe mijloc, aranjat într-o coafură la spate și breton ondulat. Poartă o rochie de culoare roșie cu bentiță neagră la gât și decorată în jurul acesteia cu dantelă neagră. Fundal neutru, cafeniu. | Muzeul Național Brukenthal, Sibiu         | Cimec    |
|      | Portret de bărbat Autor: Popp, Mișu | Datare: A doua jumătate a secolului al XIX-lea Școală: Școală românească / transilvăneană Dimensiuni: L: 390 mm; LA: 300 mm Material: ulei / hârtie / carton | Portret de bărbat redat bust în semi-profil spre dreapta. Bărbatul este de vârstă destul de înaintată, are fruntea înaltă, părul grizonat, ușor ondulat, poartă mustață mare și barbă. De sub haina de culoare închisă se vede cămașa albă. Fundal neutru, în nuanțe de gri. | Muzeul Național Brukenthal, Sibiu         | Cimec    |
|      | Portret de femeie Autor: Popp, Mișu | Datare: A doua jumătate a secolului al XIX-lea Școală: Școală românească / transilvăneană Dimensiuni: L: 390 mm; LA: 295 mm Material: ulei pe carton | Portret de femeie redat bust, în semi-profil spre dreapta. Tânăra are chipul frumos și delicat. Părul este purtat cu cărare pe mijloc, aranjat într-o coafură la spate după moda epocii. Poartă bijuterii, cercei și broșă prinsă la gât, cu pietre semiprețioase, iar în păr are un trandafiraș după moda Biedermeier. Are o rochie de culoare brună, cu lavalieră roșie. Fundal neutru, cafeniu. | Muzeul Național Brukenthal, Sibiu         | Cimec    |
|      | Portret de femeie Autor: Popp, Mișu | Datare: A doua jumătate a secolului al XIX-lea Școală: Școală românească / transilvăneană Dimensiuni: L: 385 mm; LA: 310 mm Material: ulei pe carton | Portret de femeie redat bust, în semi-profil spre stânga. Tânăra are chipul frumos și delicat. Părul bogat și lung este purtat cu cărare pe mijloc, aranjat într-o coafură sofisticată, ridicat la ceafă. Poartă bijuterii, cercei și broșă prinsă la gât, cu pietre semiprețioase, iar în păr are un trandafiraș după moda Biedermeier. Are o rochie de culoare brună, cu guleraș de dantelă albă. Fundal neutru, ocru deschis. | Muzeul Național Brukenthal, Sibiu         | Cimec    |
|      | Ștefan Emilian Autor: Popp, Mișu | Datare: A doua jumătate a secolului al XIX-lea Școală: Școală românească / transilvăneană Dimensiuni: L: 390 mm; LA: 300 mm Material: ulei pe carton | Portret de bărbat redat bust, în semi-profil spre stânga. Bărbatul poartă părul pieptănat cu cărare pe partea stângă, are mustață și barbă lungă pe lateralele bărbiei. Poartă haină de culoare închisă peste cămașa albă la care papion. Fond neutru, cafeniu. | Muzeul Național Brukenthal, Sibiu         | Cimec    |
|      | Constantin D. Aricescu Autor: Popp, Mișu | Datare: A doua jumătate a secolului al XIX-lea Școală: Școală românească / transilvăneană Dimensiuni: L: 395 mm; LA: 300 mm Material: ulei pe pânză | Portret de bărbat redat bust în semi-profil spre dreapta. Bărbatul este de vârstă destul de înaintată, are fruntea înaltă, părul grizonat tuns scurt, ușor ondulat, poartă mustață mare și barbă. De sub haina de culoare închisă se vede cămașa albă sub gulerul căreia este legată o lavalieră neagră. Fundal gri cu efecte de rozuri. | Muzeul Național Brukenthal, Sibiu         | Cimec    |
|      | Portret de bărbat Autor: Popp, Mișu | Datare: A doua jumătate a secolului al XIX-lea Școală: Școală românească / transilvăneană Dimensiuni: L: 375 mm; LA: 300 mm Material: ulei pe carton | Portret de bărbat redat bust, în semi-profil spre stânga. Bărbatul poartă părul pieptănat cu cărare pe partea stână, are mustață și bărbuță scurtă, sub buza inferioară. Poartă haină de culoare închisă peste cămașa albă. Fond neutru, cafeniu. | Muzeul Național Brukenthal, Sibiu         | Cimec    |
|      | Domnul J. Autor: Popp, Mișu | Datare: A doua jumătate a secolului al XIX-lea Școală: Școală românească / transilvăneană Dimensiuni: L: 400 mm; LA: 325 mm Material: ulei pe pânză | Portret de bărbat redat bust în semi-profil spre dreapta. Bărbatul este de vârstă matură, are fruntea înaltă, părul tuns scurt, ușor ondulat, poartă mustață. De sub haina de culoare închisă se vede gulerul alb al cămășii. Fundal neutru, cafeniu. | Muzeul Național Brukenthal, Sibiu         | Cimec    |
|      | Portret de femeie Autor: Popp, Mișu | Datare: A doua jumătate a secolului al XIX-lea Școală: Școală românească / transilvăneană Dimensiuni: L: 395 mm; LA: 295 mm Material: ulei pe pânză | Portret de femeie redat bust, în semi-profil spre dreapta. Tânăra are chipul frumos și delicat. Părul bogat și lung este prins într-un coc înalt, iar bretonul este cârlionțat. Poartă o tunică cu gulerul pe gât, de culoare închisă, de sub care se zărește gulerașul alb al cămășii. Fundal neutru, cafeniu. | Muzeul Național Brukenthal, Sibiu         | Cimec    |
|      | Nicolae Popp, fratele pictorului Autor: Popp, Mișu | Datare: A doua jumătate a secolului al XIX-lea Școală: Școală românească / transilvăneană Dimensiuni: L: 390 mm; LA: 320 mm Material: ulei pe pânză | Portret de bărbat redat bust în semi-profil spre dreapta. Bărbatul este de vârstă matură, are fruntea înaltă, părul tuns scurt, cu perciuni, poartă barbă mare și mustață. Îl reprezintă pe Nicolae Popp, fratele pictorului. Fundal neutru, ocru închis. | Muzeul Național Brukenthal, Sibiu         | Cimec    |
|      | Carolina Raicu Autor: Popp, Mișu | Datare: A doua jumătate a secolului al XIX-lea Școală: Școală românească / transilvăneană Dimensiuni: L: 355 mm; LA: 280 mm Material: ulei pe pânză | Portret de femeie redat bust, în semi-profil spre stânga. Tânăra are chipul frumos și delicat. Părul bogat și lung, cu bucle făcute cu fierul, aranjat într-o coafură sofisticată, este prins spre spate. Poartă bijuterii, cercei, nasturi și broșă prinsă la gât, cu perle. Are o rochie de catifea neagră, cu guleraș de dantelă albă. Fundal neutru, ocru. | Muzeul Național Brukenthal, Sibiu         | Cimec    |
|      | Portret de bărbat Autor: Popp, Mișu | Datare: A doua jumătate a secolului al XIX-lea Școală: Școală românească / transilvăneană Dimensiuni: L: 385 mm; LA: 310 mm Material: ulei pe pânză | Portret de bărbat redat bust, în semi-profil spre stânga. Bărbatul de vârstă mijlocie are părul scurt, pieptănat pe spate, poartă barbă scurtă și mustață. Peste cămașa albă la care are legat un papion, poartă haină de culoare gri închis. Fundal neutru, cafeniu. Încadrată într-un oval. | Muzeul Național Brukenthal, Sibiu         | Cimec    |
|      | Portret de femeie Autor: Popp, Mișu | Datare: A doua jumătate a secolului al XIX-lea Școală: Școală românească / transilvăneană Dimensiuni: L: 390 mm; LA: 300 mm Material: ulei pe pânză | Portret de femeie redat bust, în ușor semi-profil spre dreapta. Femeia are părul bogat și lung, cu cărare pe mijloc, prins într-o coafură cu bucle bine conturate făcute cu fierul. Poartă cercei lungi de aur sau argint aurit. Rochia elegantă, de catifea neagră este garnisită cu guleraș de natelă și mătase plisată. La gât poartă o broșă mare cu o piatră semi-prețioasă albastră. Fundal neutru, gri verzui. | Muzeul Național Brukenthal, Sibiu         | Cimec    |
|      | Natură moartă Autor: Popp, Mișu | Datare: A doua jumătate a secolului al XIX-lea Școală: Școală românească / transilvăneană Dimensiuni: L: 240 mm; LA: 365 mm Material: ulei pe pânză | Natură moartă cu un coș cu fructe răsturnat (dinspre stânga spre dreapta) care ocupă aproape integral cadrul compozițional. Din coșul de nuiele se rostogolesc fructele: mere, pere, struguri negri, prinse într-o pânză albă. Cromatică: ocruri, brunuri, albastru închis, alburi colorate, accente de roși și verde. Fundal brun închis. | Muzeul Național Brukenthal, Sibiu         | Cimec    |
|      | Moartea Cleopatrei Autor: Popp, Mișu | Datare: A doua jumătate a secolului al XIX-lea Școală: Școală românească / transilvăneană Dimensiuni: L: 385 mm; LA: 310 mm Material: ulei pe carton | Scenă istorică plasată într-un interior, reprezentând moartea Cleopatrei. Regina Egiptului apare în centrul stânga compoziției, căzută pe un divan, cu vipera în mână sprijinită din spate de una dintre sclave. Din dreapta, spre centru, împăratul roman ridică mâinile într-un gest dramatic. În primul plan, o sclavă căzută, iar în dreapta compoziției, doi soldați romani, în spatele împăratului, redați parțial. În centrul dreapta compoziției, pe o măsuță acoperită cu o țesătură albă un vas de vin și o fructieră de argint, iar în primul plan stânga un buchet de flori sunt tratate cu atenția unor naturi statice de sine stătătoare. Cromatică bogată: roșu, albastru, galben auriu, alburi și griuri colorate și brunuri, în tonuri strălucitoare. | Muzeul Național Brukenthal, Sibiu         | Cimec    |
|      | Portret de fată (D-ra Brezeanu) Autor: Popp, Mișu | Datare: A doua jumătate a secolului al XIX-lea Școală: Școală românească / transilvăneană Dimensiuni: L: 314 mm; LA: 237 mm Material: ulei pe pânză | Portret de femeie tânără, redat bust, semi-profil spre stânga, într-o manieră convențională, cu atenție pentru reproducerea fidelă a trăsăturilor modelului. Femeia are părul buclat, prins la spate într-o coafură de epocă și breton. Poartă cercei, probabil perle, iar vestimentația este în nuanțe de albastru și brun cu intervenții de alb la dantela de la guler. | Muzeul Național Brukenthal, Sibiu         | Cimec    |
|      | Cap de copil Autor: Popp, Mișu | Datare: A doua jumătate a secolului al XIX-lea Școală: Școală românească / transilvăneană Dimensiuni: L: 260 mm; LA: 220 mm Material: ulei pe carton | Portret de copil redat bust, ușor orientat spre dreapta.Fetița are chipul senin și vesel. Poartă cercei. Are o hăiniță de culoare roz. Fundal neutru, gri deschis. | Muzeul Național Brukenthal, Sibiu         | Cimec    |
|      | Portret de fată (D-ra Vlaicu) Autor: Popp, Mișu | Datare: A doua jumătate a secolului al XIX-lea Școală: Școală românească / transilvăneană Dimensiuni: L: 250 mm; LA: 190 mm Material: ulei pe pânză | Portret de femeie tânără, redat bust, orientată spre stânga, cu chipul întors spre privitor. Are părul negru prins într-un coc și breton cârlionțat. Poartă o jachetă brun roșcat. Fundal neutru, gri verzui deschis. Lucrarea o reprezintă pe Rafaela Vlaicu. | Muzeul Național Brukenthal, Sibiu         | Cimec    |
|      | Orfeu în infern Autor: Popp, Mișu | Datare: A doua jumătate a secolului al XIX-lea Școală: Școală românească / transilvăneană Dimensiuni: L: 710 mm; LA: 1100 mm Material: ulei pe pânză | Scenă mitologică ce ilustrează legenda lui Orfeu, în momentul în care, cântând din miraculoasa liră pe care i-a dăruit-o Apollo, încearcă să îi înduplece pe stăpânii Infernului, Pluto și Proserpina, să i-o redea pe iubita Euridice, pentru a o readuce pe pământ. Compoziție amplă, în primul plan centru stânga Orfeu (aproape nud, cu drapaj de culoare roșie în jurul coapsei și piciorului stâng) cu lira; în centru dreapta, Pluto și Proserpina (cu mantii drapate, de culoare galben auriu, respectiv alb verzui) ascultându-l cu atenție. În stânga ultimului plan, câteva personaje feminine, cu bustul nud, ființe ale Infernului, cu torțe, redate în mișcare, întorc capetele spre scena primului plan. În dreapta primului plan, într-un con de umbră, un personaj masculin întins, cu fața în jos și mâinile sub cap, pare că a scăpat o torță. În fundal, nori învolburați în griuri închise. | Muzeul Național Brukenthal, Sibiu         | Cimec    |
|      | Portret de femeie Autor: Popp, Mișu | Datare: A doua jumătate a secolului al XIX-lea Școală: Școală românească / transilvăneană Dimensiuni: L: 500 mm; LA: 400 mm Material: ulei pe carton | Portret de femeie redat bust, în ușor semi-profil spre dreapta. Tânăra are părul bogat și lung, pieptănat pe spate, în bucle. Poartă cercei de aur și lănțișor de aur cu cruciuliță. Este îmbrăcată în costum popular cu iie albă decorată la gât cu bentiță aurie și pieptar roșu bordat cu o panglică aurie. Fundal neutru, gri. | Muzeul Național Brukenthal, Sibiu         | Cimec    |
|      | Portret de femeie Autor: Popp, Mișu | Datare: A doua jumătate a secolului al XIX-lea Școală: Școală românească / transilvăneană Dimensiuni: L: 350 mm; LA: 300 mm Material: Ulei pe carton | Portret de femeie tânără, redat bust, într-o manieră convențională, cu atenție pentru reproducerea cât mai fidelă a trăsăturilor modelului, dar și pentru redarea delicateții, prospețimii și frumuseții tinerei dincolo de chipul frumos. Are părul prins într-un coc și breton ondulat. Vestimentație de culoare închisă, pe gât. Fundal neutru. | Muzeul Național Brukenthal, Sibiu         | Cimec    |
|      | Portret de femeie Autor: Popp, Mișu | Datare: A doua jumătate a secolului al XIX-lea Școală: Școală românească / transilvăneană Dimensiuni: L: 440 mm; LA: 325 mm Material: ulei pe pânză | Portret de fată, redat bust, în ușor semi-profil spre dreapta. Fata poartă părul pe umeri și breton. Are o haină de culoare roșu deschis, ca și bluza. Fundal neutru. | Muzeul Național Brukenthal, Sibiu         | Cimec    |
|      | Autoportret Autor: Georgescu, Constantin | Datare: A doua jumătate a secolului al XIX-lea Școală: Școala românească / transilvăneană Dimensiuni: L: 530 mm; LA: 430 mm Material: ulei pe pânză | Autoportret de tinerețe al pictorului Constantin Georgescu, redat bust, frontal. Tânărul poartă părul bogat pieptănat cu cărare pe stânga și perciuni lungi și are mustăcioară tunsă scurt. Privirea vie și luminoasă. Poartă o haină de culoare închisă peste cămașa albă la al cărei guler are legată o lavalieră (eșarfă) de culoare roșie. În mâna stângă ține paleta de pictor pe care sunt scoase culori, iar cu dreapta ține pensula. Fundal neutru, gri închis. | Muzeul Național Brukenthal, Sibiu         | Cimec    |
|      | Portret de bătrână Autor: Popp, Mișu | Datare: A doua jumătate a secolului al XIX-lea Școală: Școală românească / transilvăneană Dimensiuni: L: 632 mm; LA: 490 mm Material: ulei pe pânză | Portret de femeie în vârstă redată bust, frontal. Semnele vârstei sunt marcate pe fața frumoasă a modelului. Femeia poartă o bonetă elegantă, de culoare închisă, ornată cu dantelă. Este înveșmântată într-o rochie neagră cu guleraș alb, brodat și garnisit cu dantelă, sub care se încheie o fundă din mătase gri argintiu peste care este prinsă o broșă. Pe umeri are un șal de culoare roșie cu ornamente vegetale cu inserții de galben auriu și negru. Fundal neutru. Semnat și datat dreapta jos, în oval, cu roșu. | Muzeul Național Brukenthal, Sibiu         | Cimec    |
|      | Portret de bărbat Autor: Georgescu, Constantin | Datare: A doua jumătate a secolului al XIX-lea Școală: Școala românească / transilvăneană Dimensiuni: L: 315 mm; LA: 243 mm (în Registrul inventar apar inversate lungimea cu lățimea) Material: ulei pe pânză | Semnat și datat dreapta jos, cu brun, în afara oglinzii: C. Georgescu pinx (1)872 | Muzeul Național Brukenthal, Sibiu         | Cimec    |
|      | Vasile Alecsandri Autor: Popp, Mișu | Datare: A doua jumătate a secolului al XIX-lea Școală: Școală românească / transilvăneană Dimensiuni: L: 507 mm; LA: 410 mm Material: ulei pe carton | Lucrarea îl reprezintă pe Vasile Alexandri, într-un portret bust, în semi-profil spre dreapta. Cromatica sobră, în nuanțe de ocru si griuri. De sub haina neagră se ridică gulerul cămășii albe. Fundal neutru, gri verzui. | Muzeul Național Brukenthal, Sibiu         | Cimec    |
|      | Flori Autor: Henția, Sava | Datare: Începutul secolului al XX-lea Școală: Școala românească Dimensiuni: L: 780 mm; LA: 510 mm Material: ulei pe pânză | Compoziție pe verticală cu buchet bogat de crenguțe cu flori de măr, într-un vas ceramic, plasat pe o suprafață plană și pe un fond neutru. Florile albe și roz, cu accente de roșu deschis, susținute de frunzele în nuanțe de verde se reliefează pregnant pe fundalul brun închis. Vasul ceramic de forma unei amfore, este ocru închis. Semnat stânga jos cu roșu: „S. Henția 1902”. | Muzeul Național Brukenthal, Sibiu         | Cimec    |
|      | Portret de femeie Autor: Popp, Mișu | Datare: A doua jumătate a secolului al XIX-lea Școală: Școală românească / transilvăneană Dimensiuni: L: 950 mm; LA: 740 mm Material: ulei pe pânză | Portret de femeie, redat 3/4 șezând, în ușor semi-profil spre dreapta. Cu o ținută care impresionează prin eleganță și bun gust, tânăra apare șezând, într-un interior sugerat doar prin fotoliul de epocă tapițat cu piele pictată. Orientată ușor spre dreapta, fata întoarce capul spre spectator, întâmpinându-l cu o privire frontală. Are chipul frumos și proaspăt, este fardată discret și pieptănată cu bucle răsucite cu fierul, după moda epocii. În păr are prins un buchețel de trandafiri specific modei Biedermeier. Carnația e redată în nuanțe delicate de ocru și roz. SÎn mâna dreaptă ține un evantai. Eleganta rochie de mătase albastră, prin decolteul larg și mânecile scurte, îi pune în evidență frumusețea umerilor, a bustului și a brațelor. Corsetul îi accentuează finețea taliei. Cu o minuție caracteristică stilului său de esență academistă, artistul redă dantelăria aplicată pe rochie și bijuteriile (cerceii, pandantivele, brățările și inelele de aur și argint, împodobite cu pietre prețioase și perle, și ceasul prins la brâu). Calitatea și strălucirea ținutei e realizată prin nuanțările de albastru, alburi și griuri colorate, în contrast cu fundalul tern. Semnat dreapta jos spre mijloc, cu negru și datat. | Muzeul Național Brukenthal, Sibiu         | Cimec    |
|      | Portret de fată Autor: Popp, Mișu (?) | Datare: A doua jumătate a secolului al XIX-lea Școală: Școală românească / transilvăneană Dimensiuni: L: 433 mm; LA: 345 mm Material: ulei pe pânză | Portret de fată, redat bust. Tânăra are fața prelungă și delicată, poartă părul împletit într-o coadă la spate și breton. Bluza pe gât are culoarea gri albăstrui. Fundal neutru, gri verzui. | Muzeul Național Brukenthal, Sibiu         | Cimec    |
|      | Maica Domnului cu Iisus Autor: Popp, Mișu | Datare: A doua jumătate a secolului al XIX-lea Școală: Școala românească / transilvăneană Dimensiuni: L:793 mm; LA: 485 mm Material: ulei pe lemn | Maica Domnului reprezentată în postură de Împărăteasă cerească, șezând, cu Pruncul în brațe și cu sceptru. Are chipul frumos și delicat, atitudinea simplă, gânditoare. Mâinile sunt tratate cu atenție și delicatețe. Vestimentația este rezolvată în tonuri calde și se detașează pregnant de fundalul albastru deschis, cu intervenții de alb și gri. | Muzeul Național Brukenthal, Sibiu         | Cimec    |
|      | Portret de bărbat Autor: Tamás, Emerich | Datare: Sfârșitul secolului al XIX-lea Școală: Școala transilvăneană Dimensiuni: L. 373 mm; LA: 340 mm Material: ulei pe pânză | Portret de bărbat redat în profil spre dreapta. Bărbatul are început de calviție, poartă perciuni și mustață mare, răsucită în sus. Cromatica: griuri colorate până la negru, nuanțe de ocru și brun, intervenții de alb. Fundal neutru, gri deschis. Semnat dreapta jos, incizat în pastă. | Muzeul Național Brukenthal, Sibiu         | Cimec    |
|      | Portret de femeie Autor: Tamás, Emerich | Datare: Sfârșitul secolului al XIX-lea Școală: Școala transilvăneană Dimensiuni: L: 385 mm; LA: 340 mm Material: ulei pe pânză | Portret de femeie tânără, redat bust, frontal. Tânăra are trăsăturile bine marcate, părul negru este pieptănat strâns la spate. Poartă o rochie cu guleraș pe gât, mâneci bufante cu volane, de culoare roz. Cromatica: nuanțe deschise de ocru, griuri și alburi colorate, accente de roșu și negru. Semnat dreapta jos, cu roșu. | Muzeul Național Brukenthal, Sibiu         | Cimec    |
|      | Portret de bărbat cu pălărie Autor: Tamás, Emerich | Datare: Sfârșitul secolului al XIX-lea Școală: Școala transilvăneană Dimensiuni: L: 450 mm; LA: 370 Material: ulei pe pânză | Autoportret redat bust, în semi-profil spre dreapta. Tânărul are trăsăturile bine marcate, cu ochi mari și buze cărnoase. Poartă o pălărie neagră care îi umbrește ușor obrazul stâng. Sub haina neagră are o cămașă albă la care este legată o lavalieră. Cromatica: nuanțe de brun, ocru, alburi colorate, griuri colorate și negru; accente de roșu. Fundal neutru, brun închis. Semnat stânga jos, monogramă. | Muzeul Național Brukenthal, Sibiu         | Cimec    |
|      | Portret de femeie Autor: Tamás, Emerich | Datare: Sfârșitul secolului al XIX-lea Școală: Școala transilvăneană Dimensiuni: L: 500 mm; LA: 380 mm Material: ulei pe pânză | Portret de femeie redat bust, în semi-profil spre dreapta. Femeia de vârstă destul de înaintată, ține capul și privirea plecate. Are părul strâns într-un coc. Poartă o rochie cu platcă și volane la mâneci, de culoare albastră. Fundal neutru, nuanță deschisă de ocru. Cromatică: nuanțe de ocru, brun, albastru. Semnat și datat dreapta jos cu alb. | Muzeul Național Brukenthal, Sibiu         | Cimec    |
|      | Femeie tânără Autor: Tamás, Emerich | Datare: Sfârșitul secolului al XIX-lea Școală: Școala transilvăneană Dimensiuni: L: 485 mm; LA: 335 mm Material: ulei pe pânză | Portret de femeie bust, în semi-profil spre dreapta. Tânăra are tenul delicat, ca de porțelan, poartă părul lung, roșu, lăsat liber pe spate. Poartă un taior de culoare verde. Fundal roșu carmin. Semnat dreapta jos, incizat în pastă. | Muzeul Național Brukenthal, Sibiu         | Cimec    |
|      | Femeie tânără Autor: Tamás, Emerich | Datare: Sfârșitul secolului al XIX-lea Școală: Școala transilvăneană Dimensiuni: L: 555 mm; LA: 380 mm Material: ulei pe pânză pe hârtie | Portret de femeie bust, în semi-profil spre dreapta. Tânăra are chipul frumos, cu tenul alb roziu, ca de porțelan, poartă părul lung, lăsat liber pe spate. Poartă un taior de culoare oranj. Fundal roșu carmin. Semnat dreapta jos, incizat în pastă. | Muzeul Național Brukenthal, Sibiu         | Cimec    |
|      | Peisaj cu colibe Autor: Tamás, Emerich | Datare: Sfârșitul secolului al XIX-lea Școală: Școala transilvăneană Dimensiuni: L: 680 mm; LA: 550 Material: ulei pe pânză | Peisaj rural într-o zi de primăvară. În primul plan trunchiurile uscate ale unui copac, în planul secund stânga, o colibă, iar în dreapta ultimului plan o căsuță modestă, sărăcăcioasă chiar, albă, cu acoperiș de șindrilă, profilată pe pădurea care obturează linia orizontului. Cromatica: nuanțe de verde, de brun, până la brun roșcat, alburi și colorate. | Muzeul Național Brukenthal, Sibiu         | Cimec    |
|      | Autoportret (tânăr) Autor: Tamás, Emerich | Datare: Sfârșitul secolului al XIX-lea Școală: Școala transilvăneană Dimensiuni: L: 330 mm; LA: 218 mm Material: ulei pe pânză | Autoportret redat bust, în semi-profil spre dreapta. Tânărul are trăsăturile bine marcate, cu ochi mari și buze cărnoase. Poartă o pălărie neagră care îi umbrește ușor obrazul stâng. Sub haina neagră are o cămașă albă la care este legată o lavalieră. Cromatica: nuanțe de brun, ocru, alburi colorate, griuri colorate și negru; accente de roșu. Fundal neutru, brun închis. Semnat stânga jos, monogramă. | Muzeul Național Brukenthal, Sibiu         | Cimec    |
|      | Autoportret Autor: Tamás, Emerich | Datare: Sfârșitul secolului al XIX-lea Școală: Școala transilvăneană Dimensiuni: L: 330 mm; LA: 218 mm Material: ulei pe pânză | Portret de bărbat (Autoportret) bust, în semi-profil spre stânga. Artistul are părul pieptănat pe spate, barbă scurtă prelungită de la perciuni. Poartă o haină de culoare închisă. Fundal neutru, cafeniu închis. Cromatica: brunuri și griuri închise, ocruri și accente de roșu și alb. | Muzeul Național Brukenthal, Sibiu         | Cimec    |
|      | Portret de bătrân Autor: Tamás, Emerich | Datare: Sfârșitul secolului al XIX-lea Școală: Școala transilvăneană Dimensiuni: L: 470 mm; LA: 330 mm Material: ulei pe pânză | Portret de bărbat în vârstă, bust, semi-profil spre stânga. Bărbatul are mustață și barbă, poartă o pălărie cu borul ridicat. Vestimentația tratată sumar. Cromatica: nuanțe de brun și alburi colorate. Fundal neutru. | Muzeul Național Brukenthal, Sibiu         | Cimec    |
|      | Portret de fată Autor: Tamás, Emerich | Datare: Sfârșitul secolului al XIX-lea Școală: Școala transilvăneană Dimensiuni: L: 390 mm; LA: 260 mm Material: ulei pe pânză | Portret de fată în semiprofil spre dreapta. Tânăra are ochi albaștri, părul prins la spate. Poartă o bluză albă. Fundal cafeniu. | Muzeul Național Brukenthal, Sibiu         | Cimec    |
|      | Portret de muncitor Autor: Tamás, Emerich | Datare: Sfârșitul secolului al XIX-lea Școală: Școala transilvăneană Dimensiuni: L: 425 mm; LA: 220 mm Material: ulei pe pânză | Portret de bărbat redat în profil spre stânga. Bărbatul are mustață scurtă și părul scurt și poartă pălărie. Cromatica este menținută în tonuri de gri. | Muzeul Național Brukenthal, Sibiu         | Cimec    |
|      | Portret de muncitor Autor: Tamás, Emerich | Datare: Sfârșitul secolului al XIX-lea Școală: Școala transilvăneană Dimensiuni: L: 455 mm; LA: 325 mm Material: ulei pe pânză pe carton | Portret de bărbat (muncitor) redat bust, orientat spre stânga, cu chipul întors spre privitor. Bărbatul are mustață și poartă o pălărie cu borul îngust. Pe sub haina de culoare închisă se vede cămașa albă. Fundal neutru.Portret expresiv, obținut prin accentuarea trăsăturilor modelului și simplitatea mijloacelor plastice. | Muzeul Național Brukenthal, Sibiu         | Cimec    |
|      | Cap de fetiță Autor: Tonitza, Nicolae | Datare: Perioada interbelică Școală: Școala românească Dimensiuni: L: 562 mm; LA: 388 mm Material: ulei pe carton | Portret de fetiță bust, semi-profil spre stânga, pregnant conturat pe fondul galben. Părul negru îi cade până pe umeri. Poartă o bluză alba. Centrul de interes și expresivitate se concentrează în ochii caracteristici acestei perioade de creație. Portretul este realizat într-o gamă cromatică caldă, cu nuanțe de galben, ocru, brun, alburi colorate și verde. Semnat dreapta sus, cu brun. | Muzeul Național Brukenthal, Sibiu         | Cimec    |
|      | Autoportret Autor: Tamás, Emerich | Datare: Sfârșitul secolului al XIX-lea Școală: Școala transilvăneană Dimensiuni: L: 290 mm; LA: 195 mm Material: ulei pe pânză | Autoportret bust pe fond neutru. Pictorul poartă părul pieptănat pe spate și barbă tunsă scurt, în prelungirea perciunilor. Contrastele cromatice realizate cu fundalul și așezarea luminii contribuie la evidențierea trăsăturilor psiho-fizionomice ale modelului. | Muzeul Național Brukenthal, Sibiu         | Cimec    |
|      | Cârciuma pescarului Autor: Tonitza, Nicolae | Datare: Perioada interbelică Școală: Școala românească Dimensiuni: L: 450 mm; LA: 350 mm Material: ulei pe carton | Interior de cârciumă cu mobilier simplu (masă rotundă și scaun în dreapta primului plan și masă dreptunghiulară parțial redată în stânga) și galantar în ultimul plan. Cromatica: nuanțe de albastru, ocru și brun. Accente de roșu și galben. Semnat stânga jos cu brun. | Muzeul Național Brukenthal, Sibiu         | Cimec    |
|      | Vas cu flori Autor: Tonitza, Nicolae | Datare: Perioada interbelică Școală: Școala românească Dimensiuni: L: 410 mm; LA: 500 mm Material: ulei pe pânză | Buchetul de diverse flori în nuanțe de galben, roșu și alburi colorate (susținute de nuanțe de brun și verde), debordând de culoare și prospețime ocupă întreaga suprafață a compoziției. Semnat dreapta jos, cu brun. | Muzeul Național Brukenthal, Sibiu         | Cimec    |
|      | Consilierul aulic Josef Bedeus von Scharberg Autor: Dörschlag, Carl | Datare: Ultimul sfert al secolului al XIX-lea Școală: Școală transilvăneană Dimensiuni: L: 650 mm; LA: 520 mm Material: ulei pe pânză | Portret de bărbat bust, redat în semi-profil, ușor orientat înspre dreapta, cu chipul întors spre privitor, pe fond neutru. Bărbatul are un chip senin, cu zâmbet în colțul buzelor, mustăcioară. Poartă ochelari. Are cămașă albă, vestă, lavalieră, haină negre. | Muzeul Național Brukenthal, Sibiu         | Cimec    |
|      | Capul unui bărbat în vârstă Autor: Dörschlag, Carl | Datare: Ultimul sfert al secolului al XIX-lea Școală: Școală transilvăneană Dimensiuni: L: 300 mm; LA: 240 mm Material: ulei pe pânză | Portret de bărbat în vârstă, bust, redat semi-profil spre stânga, după norme academiste. Bărbatul are început de calviție și mustață mare, albă. Cromatica: nuanțe de brun și ocru, accente de albastru și alb. Semnat monogramă și datat, stânga jos, zgâriat în pastă: CD 11/3.(18)83 | Muzeul Național Brukenthal, Sibiu         | Cimec    |
|      | Țărăncuță din Turnișor Autor: Albrich, Michael | Datare: Sfârșitul secolului al XIX-lea Școală: Școală transilvăneană Dimensiuni: L: 590 mm; LA: 41 mm Material: ulei pe carton | Portret de fată ¾, șezând, orientată înspre dreapta, cu chipul întors spre privitor, pe fond neutru. Fetița poartă vestimentație rurală, cu pieptar și haină cu cusături la manșete, șorț peste fusta largă și basma înnodată la spate. Cromatica ternă, în nuanțe de brun și griuri colorate, cu accente de alb și roșu, iar fondul este gri violet. Semnat și datat dreapta jos, cu roșu: M. Albrich 1900. | Muzeul Național Brukenthal, Sibiu         | Cimec    |
|      | Dansul zânelor Autor: Dörschlag, Carl | Datare: Începutul secolului al XX-lea Școală: Școală transilvăneană Dimensiuni: L: 1390 mm; LA: 2100 mm Material: ulei pe pânză | Peisaj fantastic cu personaje de basm. Compunerea este dominată de verticala trunchiului de copac ce acoperă întreg centrul lucrării, constituind elementul în jurul căruia se organizează circular întreaga compoziție. Zâne, pani, spiriduși plutesc, zboară și dansează într-o dezlănțuire armonioasă de trupuri goale, alungite, silfide grațioase și senzuale. Efectul de adâncime pe care-l creează cele două diagonale laterale ce se îndreaptă spre fundalul tabloului adâncește spațiul compozițional, închis de perdeaua verticalelor ritmate ale trunchiurilor de copaci din dreapta, ce aduc un plus notei decorative, în vreme ce aurele din jurul personajelor sporesc efectul de mister și vrajă. Cromatica în culori pastelate se înviorează prin accentele de verde crud, rozuri și albastru deschis. O ceață lăptoasă estompează detaliile desenului și potențează nota de basm. Semnat monogramă și datat stânga jos, cu brun: 25X CD (19)12 | Muzeul Național Brukenthal, Sibiu         | Cimec    |
|      | Martin Schuster Autor: Albrich, Michael | Datare: Sfârșitul secolului al XIXlea - începutul secolului al XX-lea Școală: Școală transilvăneană Dimensiuni: L: 1170 x 800 Material: ulei pe pânză | Portret de bărbat, redat 3/4, șezând pe un fotoliu, picior peste picior, orientat înspre stânga, cu chipul întors spre privitor, într-un interior. Bărbatul are părul alb, mustață și bărbuță. Poartă cămașă albă, pantaloni și vestă gri, haină neagră, în piept are o medalie. În stânga compoziției, pe o masă parțial redată, se află un teanc de cărți. Cromatică ternă, în nuanțe de gri (inclusiv fundalul), ocru, brun, alb, accente de roșu. | Muzeul Național Brukenthal, Sibiu         | Cimec    |
|      | Natură moartă cu un măr Autor: Csaki-Copony, Grete | Datare: Primul sfert al secolului al XX-lea Școală: Școală românească Dimensiuni: L: 700 mm; LA: 500 mm Material: ulei pe pânză | Pe o masă redată sub forma unui plan înclinat, cu un colț înspre primul plan, acoperită cu o față de masă albă, drapată, sunt așezate o farfurie, un măr și un pahar cu apă cu o linguriță. Cromatica: alburi și griuri colorate, accente de galben și roșu. Datat și localizat dreapta jos: Budapest 1917. | Muzeul Național Brukenthal, Sibiu         | Cimec    |
|      | Doi băieți șezând Autor: Csaki-Copony, Grete | Datare: Perioada interbelică Școală: Școală românească Dimensiuni: L: 910 mm; LA: 680 mm Material: ulei pe pânză | Compoziție cu doi copii șezând pe un scaun, redați frontal, ¾, pe fond neutru. Băiatul cel mai mare, așezat în spate dreapta, are mâna dreaptă așezată protector pe umărul celui mic, iar în mâna stângă ține un măr. Semnat stânga jos, cu negru: Gr. Cs. Cop. | Muzeul Național Brukenthal, Sibiu         | Cimec    |
|      | Stephan Ludwig Roth (In Registrul inventar: Stefan Ludwig Roth) Autor: Barner, Michael | Datare: perioada interbelică Școală: Școală românească Dimensiuni: L: 690 mm; LA: 640 mm Material: ulei pe pânză | Portret de bărbat (Stephan Ludwig Roth), bust, frontal, realizat într-o manieră modernă, cu simplificări și geometrizări ale formelor, pe un fundal decorativ de peisaj. Portretul e realizat în nuanțe de ocru (chipul) și gri închis (pentru vestimentația de paroh), fundalul peisager în nuanțe de verde, ritmat de verticalele brun ale trunchiurilor arborilor. Semnat monogramă și datat, dreapta jos, cu brun: M.B. 1933. | Muzeul Național Brukenthal, Sibiu         | Cimec    |
|      | Săpători de morminte Autor: Albrich, Michael | Datare: Sfârșitul secolului XIX - Începutul secolului XX Școală: Școală transilvăneană Dimensiuni: L: 1500 mm; LA: 960 mm Material: Ulei pe pânză | Într-un cimitir situat pe o colină, doi bărbați sapă o groapă de mormânt. Primul este redat în picioare, în mărime naturală, în prim plan centru dreapta, celălalt se vede parțial, fiind în groapa pe care o sapă, în stânga primului plan. În fundal un lanț de dealuri și cerul pe ¼ din înălțimea compoziției. Cromatica: nuanțe de ocru, brun, alburi și griuri colorate, verde și albastru. | Muzeul Național Brukenthal, Sibiu         | Cimec    |
|      | Dr. jur. Josef Bedeus von Scharberg Autor: Dörschlag, Carl | Datare: Începutul secolului al XX-lea Școală: Școală transilvăneană Dimensiuni: L: 1160 mm; LA: 885 mm Material: ulei pe pânză | Portret de bărbat, redat în picioare, ¾, într-un interior. Modelul este ușor orientat înspre stânga, ține în mâna dreaptă sprijinită de masa acoperită cu pluș roșu (pe care se află câteva cărți) un toc. Personajul este îmbrăcat simplu, cu cămașă albă, haină neagră și pantalon de culoare deschisă. Fundal gri verzui. Semnat monogramă și datat dreapta jos: CD(19)06. | Muzeul Național Brukenthal, Sibiu         | Cimec    |
|      | A. Bârseanu Autor: Chidu, Ilie | Datare: Perioada interbelică Școală: Școală românească; Școală transilvăneană Dimensiuni: L: 100 mm; LA: 855 mm Material: ulei pe pânză | Portret de bărbat șezând într-un fotoliu, ¾, orientat spre dreapta, în semi-profil spre dreapta, pe fond neutru. Lucrarea îl reprezintă pe folcloristul Andrei Bârseanu. Semnat dreapta sus, cu gri închis: I. Chidu. | Muzeul Național Brukenthal, Sibiu         | Cimec    |
|      | Portret de bărbat Autor: Cabadaieff, Dimitrie, Nicolae | Datare: deceniul al doilea al secolului al XX-lea Școală: Școala românească Dimensiuni: L: 1000 mm; LA: 700 mm Material: ulei pe pânză | Portret de bărbat bust, redat profil spre dreapta, pe fond neutru. Bărbatul are părul alb, mustață și cioc albe. Poartă haină, vestă, cravată negre, peste cămașa albă. Cromatică: nuanțe de brun, ocru, gri închis, alb. Semnat și datat cu alb, dreapta jos: D.N. Cabadaieff 1916. | Muzeul Național Brukenthal, Sibiu         | Cimec    |
|      | Portret de bărbat Autor: Cabadaieff, Dimitrie, Nicolae | Datare: deceniul al doilea al secolului al XX-lea Școală: Școala românească Dimensiuni: L: 1000 mm; LA: 700 mm Material: ulei pe pânză | Portret de bărbat, redat frontal, în picioare, trei sferturi pe fond neutru, ușor semi-profil spre dreapta. Tânărul bărbat are păr bogat, ușor ondulat, pieptănat cu cărare pe stânga, are mustață și cioc. Poartă vestă și haină brun, peste cămașa albă. Cromatica: nuanțe de brun, ocru, griuri și alburi colorate. Semnat, localizat și datat cu alb, dreapta jos: D.N. Cabadaieff, Sibiu, 1916. | Muzeul Național Brukenthal, Sibiu         | Cimec    |
|      | Bătrână șezând Autor: Cabadaieff, Dimitrie, Nicolae | Datare: Începutul secolului al XX-lea Școală: școală românească Dimensiuni: L: 970 mm; LA: 650 mm Material: ulei pe pânză | Portret de bătrână, șezând, redată 1/1, într-un peisaj, plasată în centrul dreapta compoziției. Femeia poartă basma înfășurată în jurul capului, cojoc, șorț peste fusta albă și opinci și se sprijină într-o cârjă. În spatele ei, o curte de țară, cu un perete de bârne, gard de uluci și un șir de pomi. Cromatica: nuanțe de ocru, brun, verde, accente de roșu, alburi colorate și albastru. Semnat și datat, dreapta jos, cu roșu: Cabadaieff 1913. | Muzeul Național Brukenthal, Sibiu         | Cimec    |
|      | Andrei Șaguna Autor: Cabadaieff, Dimitrie, Nicolae | Datare: Deceniul al doilea al secolului XX Școală: Școală românească Dimensiuni: L: 800 mm; LA: 595 mm Material: ulei pe pânză | Portret de bărbat (Mitropolitul Andrei Șaguna) redat bust, în semi-profil spre dreapta. Semnat, datat și localizat stânga jos, cu roșu: D.N. Cabadaieff Sibiu 1916. | Muzeul Național Brukenthal, Sibiu         | Cimec    |
|      | Horea, Cloșca și Crișan Autor: Chidu, Ilie | Datare: Primul sfert al secolului al XX-lea Școală: Școală românească; Școală transilvăneană Dimensiuni: L: 655 mm; LA: 710 mm Material: ulei pe pânză | Triplul portret îi reprezintă pe cei trei conducători ai răscoalei de la 1784 din Transilvania, Horea, Cloșca și Crișan, redați bust, pe fundalul unui peisaj colinar cu un cer înstelat. Cromatica: brunuri, ocruri, albastru, griuri și alburi colorate. Semnat, datat și localizat dreapta jos, cu brun: I. Chidu Sibiu 1924 | Muzeul Național Brukenthal, Sibiu         | Cimec    |
|      | Petru Maior Autor: Chidu, Ilie | Datare: Primul sfert al secolului al XX-lea Școală: Școală românească; Școală transilvăneană Dimensiuni: L: 600 mm; LA: 550 mm Material: ulei pe pânză | Portretul bust, semi-profil spre stânga, pe fond neutru, îl reprezintă pe marele intelectual român Petru Maior. Semnat dreapta jos, cu negru: I. Chidu. | Muzeul Național Brukenthal, Sibiu         | Cimec    |
|      | Părinții pictorului Autor: Chidu, Ilie | Datare: Începutul secolului al XX-lea Școală: Școală românească; Școală transilvăneană Dimensiuni: L: 610 mm; LA: 495 mm Material: ulei pe carton | Dublu portret, un bărbat și o femeie, bust, în costume populare, într-un interior foarte sumar redat, în fața unei ferestre. Portretul de femeie este plasat în centrul compoziției, în semi-profil spre stânga. Femeia poartă basma legată la spate, ie cu mâneci largi și pieptar. Bărbatul, în dreapta compoziției, redat într-un prim plan accentuat, profil spre stânga, îi stă în imediata apropiere. Are cămeșă albă și vestă, ține în mâini o carte deschisă. Cromatică sobră, nuanțe de ocru și brun, griuri și alburi colorate, negru. Semnat și datat stânga jos, cu negru: I. Chidu 1910. | Muzeul Național Brukenthal, Sibiu         | Cimec    |
|      | Babă șezând Autor: Cabadaeff, Drăgan Maria | Datare: Prima jumătate a secolului al XX-lea Școală: Școală românească Dimensiuni: L: 753 mm; LA: 510 mm Material: ulei pe pânză | Femeie în vârstă, șezând pe un scaun, orientată spre stânga, redată din profil, într-un interior. Poartă îmbrăcăminte rurală, cu basma, veston, fustă lungă de culoare închisă și șorț gri. În mâinile sprijinite în poală, ține o carte. Fundal neutru. Cromatica: griuri colorate, nuanțe de ocru și brun, accente de verde și galben. | Muzeul Național Brukenthal, Sibiu         | Cimec    |
|      | Țărancă citind Autor: Cabadaeff, Drăgan Maria | Datare: Prima jumătate a secolului al XX-lea Școală: Școală românească Dimensiuni: L: 700 mm; LA: 445 mm Material: ulei pe pânză | Femeie în vârstă, șezând pe un scaun, semi-profil spre dreapta, într-un interior sumar sugerat. Este îmbrăcată în costum popular de Mărginimea Sibiului, cu ie cu mâneci largi bufante, laibăr, fustă albă și șorț. Pe cap are o basma neagră legată la spate. Ține în poală o carte deschisă, din care citește. Cromatica: griuri și alburi colorate, nuanțe de ocru și brun, câteva accente de roșu. Semnat dreapta jos, cu roșu: M. Drăgan Cabadaieff. | Muzeul Național Brukenthal, Sibiu         | Cimec    |
|      | Sălișteancă - Soția pictorului Autor: Cabadaieff, Dimitrie, Nicolae | Datare: Perioada interbelică Școală: Școala românească Dimensiuni: L: 635 mm; LA: 360 mm Material: ulei pe pânză | Portret de femeie (soția pictorului), bust, frontal. Femeia poartă ie și pe cap o bama albă cu buline roșii. Cromatică: alburi colorate, nuanțe de ocru și brun, accente de roșu. Semnat dreapta jos, cu roșu: Cabadaieff. | Muzeul Național Brukenthal, Sibiu         | Cimec    |
|      | Bărbat cu fluier Autor: Cabadaeff, Drăgan Maria | Datare: Perioada interbelică Școală: Școală românească Dimensiuni: L: 720 mm; LA: 500 mm Material: ulei pe carton | Bărbat în picioare, cântând la fluier, plasat în centrul compoziției, într-un peisaj de iarnă redat sumar. Bărbatul are părul lung peste urechi, mustață și barbă neagră. Poartă pălărie și veston negre, pantaloni gri, cămașă albă. În peisajul acoperit de zăpadă, se disting câțiva copaci, în stânga compoziției. Semnat și datat dreapta jos, cu roșu: M. Drăgan Cabadaiev 1935. | Muzeul Național Brukenthal, Sibiu         | Cimec    |
|      | Ciobanul cu oile Autor: Cabadaeff, Drăgan Maria | Datare: Prima jumătate a secolului XX Școală: Școală românească Dimensiuni: L: 370 mm; LA: 500 mm Material: ulei pe pânză | Scenă cu un cioban cu oi, plasată în primul plan centrul dreapta compoziției, într-un peisaj. Ciobanul poartă cojoc și căciulă, este redat în picioare, cu fața spre privitor. Peisajul este flancat de trunchiuri de copaci pe ambele laturi și se desfășoară în adâncime, într-o redare perspectivală ușor ascendentă. La linia orizontului, curbele line ale unor dealuri se profilează pe cerul realizat în alburi colorate. Cromatica: nuanțe de verde, ocru, violet, alburi colorate, griuri, accente de brun închis și roșu. Semnat dreapta sus, cu roșu: M. Drăgan Cabadaieff. | Muzeul Național Brukenthal, Sibiu         | Cimec    |
|      | Țăran șezând Autor: Cabadaeff, Drăgan Maria | Datare: Prima jumătate a secolului XX Școală: Școală românească Dimensiuni: L: 640 mm; LA: 495 mm Material: ulei pe pânză | Compoziție cu un țăran, șezând, redat din profil, plasat în centrul compoziției, într-un interior. Țăranul poartă veston și ițari de culoare deschisă ți opinci. Pălăria este așezată pe jos, lângă scaun. Șede puțin aplecat, cu coatele sprijinite pe picioare și mâinile împreunate. Are părul peste urechi, început de calviție, poartă mustață. Cromatica: nuanțe de ocru și brun, griuri colorate, albastru lăptos. | Muzeul Național Brukenthal, Sibiu         | Cimec    |
|      | Moritz Guist Autor: Dörschlag, Carl | Datare: Ultimul sfert al secolului al XIX-lea Școală: Școală transilvăneană Dimensiuni: L: 815 mm; LA: 590 mm Material: ulei pe pânză | Portret de bărbat (directorul de școală Moritz Guist), redat în picioare, ¾, într-un interior. Personajul are corpul ușor orientat înspre dreapta și capul spre față stânga, se sprijină cu mâna dreapta, în care are un toc, de un birou pe care se află câteva cărți. În mâna stângă ține o carte. Cromatica ternă, în nuanțe de brun, gri, ocru, alb, negru. | Muzeul Național Brukenthal, Sibiu         | Cimec    |
|      | Peisaj pe Valea Someșului Autor: Ciupe, Aurel | Datare: Mijlocul secolului al XX-lea Școală: Școală românească Dimensiuni: L: 630 mm; LA: 800 mm Material: ulei pe pânză | | Muzeul Național Brukenthal, Sibiu         | Cimec    |
|      | Dr. Emil Sigerus Autor: Cabadaeff, Drăgan, Maria | Datare: Anii 30 ai secolului al XX-lea Școală: Școală românească Dimensiuni: L: 700 mm; LA: 550 mm Material: ulei pe pânză | Portretul lui Emil Sigerus, personalitate de seamă a vieții culturale a orașului Sibiu, este redat bust, frontal, pe fond neutru. Bărbatul are trăsături îmbătrânite, părul mustața și bărbuța albe, început de calviție, poartă ochelari. Poartă cămașă albă, vestă, haină și cravată de culoare închisă. Semnat dreapta jos, cu roșu: Maria D. Cabadaief. | Muzeul Național Brukenthal, Sibiu         | Cimec    |
|      | Portret de bărbat cu barbă Autor: Dörschlag, Carl | Datare: Sfârșitul secolului al XIX-lea Școală: Școală transilvăneană Dimensiuni: L: 1097 mm; LA: 852 mm Material: ulei pe pânză | Portret de bărbat, redat în picioare, ¾, într-un interior. Personajul este ușor orientat înspre stânga, ține în mâna dreaptă sprijinită de masa acoperită cu pluș roșu (pe care se află câteva cărți) un toc, iar în stânga niște hârtii/documente. Personajul este îmbrăcat după moda sfârșitului de secol XIX, cu cămașă albă, vestă și haină lungă, neagră, papion negru și pantalon gri deschis. Fond gri verzui. | Muzeul Național Brukenthal, Sibiu         | Cimec    |
|      | Autoportret Autor: Ciupe, Aurel | Datare: Perioada interbelică Școală: Școală românească Dimensiuni: L: 685 mm; LA: 800 mm Material: ulei pe pânză | Autoportret într-un interior. În primul plan centru stânga, este plasat autoportretul pictorului Aurel Ciupe bust, orientat spre stânga, cu capul întors spre privitor, profilat pe deschiderea ușii spre camera alăturată. În prima cameră, în stânga ușii deschise, un scaun, în dreapta, un pat simplu, acoperit cu un pled verde, cu dungi. În camera următoare se conturează vag alte piese de mobilier, în brunuri. Pe pereți sunt tablouri. Cromatica: nuanțe de brun, verde, griuri, ocru. Semnat dreapta jos, cu roșu: A. Ciupe. | Muzeul Național Brukenthal, Sibiu         | Cimec    |
|      | Țărancă din Sic Autor: Ciupe, Aurel | Datare: mijlocul secolului al XX-lea Școală: Școală românească Dimensiuni: L:810 mm; LA: 598 mm Material: ulei pe pânză | Portret de femeie, în costum popular, ¾, pe fond neutru. Femeia șede, ușor orientată spre dreapta, cu capul întors spre privitor, cu mâinile împreunate în poală. Poartă basma legată la spate, ie albă cu mâneci largi, bufante, pieptar scurt și fustă de culoare închisă. La gât are șiraguri de mărgele roșii (mărgean). Cromatică: vestimentația femeii este realizată în brunuri închise și alburi colorate, cu accente de roșu. Fundalul este în nuanțe de ocru și brun. Semnat stânga jos, cu roșu: A. Ciupe. | Muzeul Național Brukenthal, Sibiu         | Cimec    |
|      | Portret de femeie Autor: Glatz, Theodor | Datare: Mijlocul secolului al XIX-lea Școală: școală austriacă; școală transilvăneană Dimensiuni: L: 354 mm; LA: 273 mm Material: ulei pe pânză maruflată pe lemn | Portret de femeie bătrână, șezând pe un scaun cu tapiserie roșie, 3/4, ușor orientată spre dreapta, cu mâna stângă sprijinită de o coloană. În mâna dreaptă, sprijinită pe genunchi, ține o batistă albă. Poartă bonetă neagră și rochie neagră, după moda epocii, cu mânecă lungi. Fundal gri. Semnat și datat dreapta mijloc, zgâriat în pastă. | Muzeul Național Brukenthal, Sibiu         | Cimec    |
|      | Aria colectivului de la Trip (Oaș) Autor: Eleutheriade-Georgescu, Micaela | Datare: Începutul anilor 1960 Școală: Școală românească Dimensiuni: L: 550 mm; LA: 600 mm Material: ulei pe pânză | Scenă de muncă, cu țărani și utilaje, într-un peisaj deluros. Registrul inferior apar un utilaj agricol, în centrul compoziției doi țărani lângă o grămadă de baloți, în dreapta o căruță văzută din spate. În fundal, alți țărani care depozitează saci, iar în dreapta câteva căpițe de fân. Scena se profilează pe liziera unei păduri și pe dealurile înalte din fundal ale căror culmi se desenează pe fâșia îngustă de cer. Cromatica este realizată în culori calde: ocrul și galbenul căpițelor și al miriștii, alburi și griuri luminoase, nuanțe de verde și brun, accente de negru. Semnat stânga jos, cu negru: Eleutheriade. | Muzeul Național Brukenthal, Sibiu         | Cimec    |
|      | Moț cu cercuri Autor: Cabadaieff, Dimitrie, Nicolae | Datare: Prima jumătate a secolului al XX-lea Școală: Școală românească Dimensiuni: L: 940 mm; LA: 640 mm Material: ulei pe pânză | Portretul unui tânăr moț, redat frontal, în picioare, 1/1, în haine țărănești (cu clop, laibăr, ițari, opinci), cu cercuri pe spate și ferăstrău în mâna dreaptă, pe un fundal peisager. Cromatica: alburi și griuri colorate, nuanțe de ocru și brun. Semnat dreapta jos, cu negru: Cabadaieff | Muzeul Național Brukenthal, Sibiu         | Cimec    |
|      | Vedere din Sibiu Autor: Cabadaieff, Dimitrie, Nicolae | Datare: Perioada interbelică Școală: Școală românească Dimensiuni: L: 705 mm; LA: 485 mm Material: ulei pe carton | Peisaj urban, străduță îngustă, mărginită de clădirile vechi, masive din Orașul de Jos, Sibiu, redată în perspectivă plonjantă. În fundal, se zăresc coamele Munților Cibinului proiectate pe cerul senin, cu nori răzleți. Cromatica: nuanțe de ocru și brun în redarea clădirilor și a străzii, albastru pentru fundal (munți și cer), verde pentru elementele de vegetație, alburi colorate, accente de galben și verde. Semnat dreapta jos, cu negru: D.N. Cabadaieff. | Muzeul Național Brukenthal, Sibiu         | Cimec    |
|      | Peisaj urban cu Hanul „Zum Löwen” Autor: Csaki-Copony, Grete | Datare: Perioada interbelică Școală: Școală românească Dimensiuni: L: 630 mm; LA: 792 mm Material: ulei pe pânză | În realizarea compoziției, artista folosește un cadraj de apropiere care îi permite obținerea unei poziționări aproape de nivelul solului. Cerul este total eliminat din compoziție; văzute foarte de aproape, clădirile par să nu încapă în imagine, parte a acoperișului nefiind cuprinsă în compoziție. Primul plan, spațiul din fața hanului, este foarte îngust, supradimensionând, astfel, clădirea. În stânga, două siluete vag conturate prin câteva pete de culoare, sunt întru totul anonime. Planul central este ocupat de clădirea roșie: Hanul „Zum Löwen”, al cărui zid solid obturează privirea, impunându-se atenției ca un autentic protagonist al întregului peisaj. Într-un ultim plan spre fundal (stânga), se suprapun fațadele unor case desenate din culoare, geometric, sumar, dar în contururi și tonuri pronunțate. Ferestrele clădirilor sunt acei „ochi”, care apar în general în pictura expresionistă. Ritmul viu al compoziției se regăsește și în cromatică: roșul dominant, așternut în suprafețe mari, aprinde lucrarea și este potențat de suprafețele violet, albastre, verzi și de negrul de contur, accentele de alburi colorate și negru. Nesemnat, nedatat. | Muzeul Național Brukenthal, Sibiu         | Cimec    |
|      | Casă de la Tulcea Autor: Ciupe, Aurel | Datare: Mijlocul secolului al XX-lea Școală: Școală transilvăneană; Școală românească Dimensiuni: L: 365 mm; LA: 460 mm Material: ulei pe pânză | Peisaj de vară cu casă. Clădirea este plasată în centrul dreapta lucrării și se profilează pe verdele vegetației și cerul senin, de un albastru intens. Primul plan liber și perspectiva ușor ascendentă, albul curat și luminos al casei, precum și contrastul cu culorile din fundal, impun motivul, privitorului. Semnat și datat dreapta jos, cu roșu: A. Ciupe 1956. | Muzeul Național Brukenthal, Sibiu         | Cimec    |
|      | Două femei în grădină Autor: Csaki-Copony, Grete | Datare: Perioada interbelică Școală: Școală românească Dimensiuni: L: 580 mm; LA: 995 mm Material: ulei pe pânză | Compoziție cu două femei, într-un peisaj, cea din stânga, în rochie albastră, se întinde sprijinită pe braț, cea din dreapta, în rochie roșie, șede. Peisajul din fundal, cu trunchiurile sinuoase ale copacilor și frunzișul în nuanțe de verde, are un puternic aspect decorativ. Culoarea este așternută în suprafețe mari, uniforme în prim-plan, pentru ca în fundal să capete o tușă viguroasă. Semnat și datat dreapta jos, cu brun: G. Csaki Copony 1920. | Muzeul Național Brukenthal, Sibiu         | Cimec    |
|      | Cană cu flori Autor: Csaki-Copony, Grete | Datare: Perioada interbelică Școală: Școală românească Dimensiuni: L: 620 mm; LA: 490 mm Material: ulei pe carton | Cană cu flori (gladiole, trandafiri, gerbera) plasată în centrul compoziției, pe o tipsie, pe pervazul unei ferestre. Contururile sunt acuzate; cana este albă, florile multicolore (în nuanțe de roșu, galben, alburi colorate), planul pe care e așezată și fundalul în alburi colorate, violet și nuanțe de verde; accente de albastru și roșu. Nesemnat, nedatat. | Muzeul Național Brukenthal, Sibiu         | Cimec    |
|      | Șezătoare la Cisnădioara Autor: Csaki-Copony, Grete | Datare: Perioada interbelică Școală: Școala românească Dimensiuni: L: 535 mm; LA: 640 mm Material: ulei pe carton | În jurul unei mese aflată într-o încăpere sumar descrisă (doar masa, scaunele pe care șed personajele cu spatele la privitor și lampa, deasupra mesei), șed zece femei, toate cu chipurile înspre masă, două în picioare așează pe masă merinde și un băiețel, cu spatele spre întreaga scenă și fața spre privitor. Personajele sunt redate simplificat, cu chipurile abia schițate sau cu trăsăturile complet ignorate. Cromatica bogată, în nuanțe de verde, albastru, griuri și alburi colorate, violet, brun, ocru, ritmat dispuse în jurul suprafeței centrale de alb a mesei. Nesemnat, nedatat. | Muzeul Național Brukenthal, Sibiu         | Cimec    |
|      | Carnaval la Nisa Autor: Bălăcescu, Dem. Lucia | Datare: Anii 60 ai secolului al XX-lea Școală: Școală românească Dimensiuni: L: 562 mm; LA: 776 mm Material: ulei pe carton | Compoziție cu figuri caricaturale și măști (de carnaval), în peisaj. Lucrarea este construită pe diagonală stânga sus, dreapta mijloc. În partea din stânga compoziției și primul plan sunt aglomerate figurile realizate caricatural și personaje purtând măști. În partea din dreapta deasupra diagonalei, este peisajul cu mare și țărm. Figurile se disting ca formă și culoare pe fundalul ocru deschis, în contrast cu albastru intens, brunul și negrul din peisajul registrului superior. Semnat monogramă și datat, cu negru, dreapta jos: L.D.B. (1)966. | Muzeul Național Brukenthal, Sibiu         | Cimec    |
|      | Glăjăria veche de la Avrig Autor: Glatz, Theodor | Datare: Mijlocul secolului al XIX-lea Școală: Școala austriacă; Școala transilvăneană Dimensiuni: L: 182 mm; LA: 280 mm Material: ulei pe hârtie | Peisaj de pe valea Avrigului. Dincolo de pârâul ce marchează o diagonală ușoară stânga jos, dreapta mijloc, interesul artistului se oprește asupra clădirilor glăjăriei (centru stânga), pe care cade lumina, la poalele unei culmi de munte împădurită. Latura dreaptă este marcată de un pâlc de arbori. În fundal peisajul este închis de culmile Munților Făgăraș, deasupra cărora, cerul ocupă aproximativ ¼ din înălțimea lucrării. Cromatica: ocruri, brunuri, nuanțe de verde și albastru în redarea peisajului; alb și gri până la negru în redarea clădirilor. | Muzeul Național Brukenthal, Sibiu         | Cimec    |
|      | Peisaj cu pârâu Autor: Glatz, Theodor | Datare: A doua jumătate a secolului al XIX-lea Școală: Școală austriacă; Școală transilvăneană Dimensiuni: L: 186 mm; LA: 243 mm Material: ulei pe carton | Peisaj cu râu. Albia râului ocupă partea stângă spre centru a compoziției și e flancată de copaci pe laterala stângă. Pe linia mediană, un șir de arbori vine din dreapta pe o oblică ușoară spre centrul tabloului contribuind la realizarea perspectivei. La linia orizontului este vag conturat un lanț muntos. Cerului îi este acordată jumătate din înălțimea compoziției. Cromatica este menținută în nuanțe de griuri, verde, brun, ocru și alburi colorate. | Muzeul Național Brukenthal, Sibiu         | Cimec    |
|      | Peisaj deluros cu pomi și râu Autor: Glatz, Theodor | Datare: A doua jumătate a secolului al XIX-lea Școală: Școală austriacă; Școală transilvăneană Dimensiuni: L: 243 mm; LA: 324 mm Material: ulei pe carton | Centrul de interes al lucrării îl reprezintă pâlcul de arbori plasat central dreapta, aflați pe malul unui râu, probabil Oltul, redat în jumătatea din stânga compoziției. Una dintre ramuri marchează o diagonală compozițională (stânga sus – dreapta jos). Partea dreaptă redă un peisaj de pădure cu o scurtă linie de fugă perspectivală marcată de o potecă ce se strecoară printre trunchiuri și frunzișuri, dominat tot de cerul ce face legătura în registrul superior între cele două laturi ale peisajului în ansamblu, așa cum coroana copacului leagă în centrul compoziției, peisajul cu râu și cel de pădure. În fundal, se distinge lanțul muntos al Carpaților. Cerului îi este rezervată o proporție mare din înălțimea lucrării (aproximativ jumătate, mai mult în stânga compoziției). Cromatica: nuanțe de brun și ocru, alburi și griuri colorate, intervenții de verde. Intensitatea cromatică scade dinspre primul spre ultimul plan, care e redat în nuanțe foarte deschise. | Muzeul Național Brukenthal, Sibiu         | Cimec    |
|      | Femeie bătrână cu maramă Autor: Depner, Margarete | Datare: Perioada interbelică Școală: Școală transilvăneană; Școală românească Dimensiuni: L: 802 mm; LA: 600 mm Material: ulei pe pânză | Portret compozițional cu o femeie bătrână, bust, până în dreptul taliei, semi-profil spre stânga. Femeia este plasată în centrul ușor dreapta compoziției. Are capul plecat în față, privește în jos, cu pleoapele lăsate. Pe cap are o maramă albă, nelegată, care îi acoperă și umerii și brațele. Cromatica: alburi colorate, griuri-violet, ocru, accente de verde, brun și negru. | Muzeul Național Brukenthal, Sibiu         | Cimec    |
|      | Seminud feminin Autor: Depner, Margarete | Datare: Perioada interbelică Școală: Școală transilvăneană; Școală românească Dimensiuni: L: 905 mm; LA: 703 mm Material: ulei pe pânză | Semi-nud de femeie șezând, redat ¾, orientat spre stânga, cu capul întors spre stânga, semi-profil, pe fond neutru. Femeia, brunetă, cu părul tuns drept peste urechi, ține mâinile în șolduri și are abdomenul inferior și picioarele acoperite. Cromatica este ținută în nuanțe de ocru și griuri colorate, brun, cu accente de alb și negru. Semnat dreapta jos cu brun roșcat monogramă. | Muzeul Național Brukenthal, Sibiu         | Cimec    |
|      | Peisaj de iarnă din Sibiu Autor: Csaki-Copony, Grete | Datare: Prima jumătate a secolului al XX-lea Școală: Școală românească Dimensiuni: L: 970 mm; LA: 810 mm Material: ulei pe pânză | Peisaj de iarnă din Sibiu. Continuarea perspectivei plonjante din primul plan cu perspectiva montantă a restului compoziției obligă privirea să urmeze într-un ritm săltat acoperișurile caselor sibiene, până la turnul Bisericii Evanghelice. În primul plan, e plasat un personaj din care este redat doar chipul. În planurile următoare, urcă acoperișurile pline de zăpadă ale caselor de la zidul cetății, iar în fundal, pe o fâșie foarte îngustă de cer, se proiectează acoperișurile și o porțiune din turnul bisericii evanghelice. Cromatica în nuanțe de brun, ocru, alburi și griuri colorate, ritmate de contururile negre. Semnat și datat stânga jos, cu negru: G.C.C. 34. | Muzeul Național Brukenthal, Sibiu         | Cimec    |
|      | Țărancă săsoaică din Viscri Autor: Csaki-Copony, Grete | Datare: Prima jumătate a secolului al XX-lea Școală: Școală românească Dimensiuni: L: 640 mm; LA: 490 mm Material: ulei și tempera pe hârtie groasă/carton | Femeie în costum popular săsesc (cu pieptar, cojoc, fustă neagră și vălitură de cap), în forme stilizate, șezând pe un scaun într-un interior redat sumar. Cromatica: griuri colorate, alburi colorate, negru, accente de roșu, verde, brun, violet. Nesemnat, nedatat. | Muzeul Național Brukenthal, Sibiu         | Cimec    |
|      | Portretul lui Johanna Schreiber (În Registrul inventar: Portretul lui Johann Scheiber) Autor: Csaki-Copony, Grete | Datare: Prima jumătate a secolului al XX-lea Școală: Școala românească Dimensiuni: L: 660 mm; LA: 570 mm Material: ulei pe pânză | Portret de femeie în vârstă, bust, semi-profil spre stânga, pe fond neutru. Femeia are părul alb și trăsăturile marcate de vârstă. Este îmbrăcată în negru și la gât are o eșarfă/jabou albă. Cromatica: gri închis, negru, alburi colorate, nuanțe de ocru, accente de verde. Semnat și datat dreapta jos cu alb, monograma: G.C.C. 31 | Muzeul Național Brukenthal, Sibiu         | Cimec    |
|      | Peisaj Autor: Eleutheriade, Micaela | Datare: Mijlocul secolului al XX-lea Școală: Școală românească Dimensiuni: L: 550 mm; LA: 660 mm Material: ulei pe pânză | Peisaj cu case, la baza unor culmi muntoase, abordat în perspectivă descendentă. Grupul de case este plasat în centrul compoziției. Diagonala ușoară din primul registru a unui drum, care separă volumele clădirilor, dinamizează registrul inferior. În registrul superior, culmea muntoasă împădurită se ridică ferm, obturând orizontul. Elementele naturale sunt realizate în nuanțe de verde cu intervenții de brunuri, cele arhitecturale, în alburi colorate, cu accente de brun și roșu. Semnat stânga jos, cu negru: Eleutheriade. | Muzeul Național Brukenthal, Sibiu         | Cimec    |
|      | Vedere din Pekin Autor: Eleutheriade, Micaela | Datare: Prima jumătate a secolului al XX-lea Școală: Școală românească Dimensiuni: L: 550 mm; LA: 650 mm Material: ulei pe pânză | Vedere panoramică asupra orașului Pekin, într-o perspectivă descendentă în registrul inferior și ascendentă în cel superior. În stânga primului plan, apare caligrafiat, un copac, restul compoziției fiind în întregime o aglomerare de clădiri, între care se disting prin intensitatea cromatică cele două construcții joase din primul plan, centru stânga, partea superioară a unei pagode în centrul stânga compoziției și turnul care marchează verticala cea mai accentuată, care se profilează pe cerul de fundal, dreapta. Cromatica este menținută în nuanțe de ocru, griuri și brunuri diluate, accente de galben cu irizații aurii, verde și roșu. Semnat dreapta jos, cu negru: Eleutheriade. | Muzeul Național Brukenthal, Sibiu         | Cimec    |
|      | Curte la Paris Autor: Eleutheriade, Micaela | Datare: Prima jumătate a secolului al XX-lea Școală: Școală românească Dimensiuni: L: 410 mm; LA: 330 mm Material: ulei pe pânză | Motivul este redat într-un cadraj de apropiere, iar perspectiva este blocată de peretele din spate al curții. Câteva elemente de arhitectură (ușă, fereastră) sunt caligrafiate delicat. Arbuștii decorativi de pe latura dreaptă a compoziției dau o notă de caldă intimitate ansamblului. Cromatica este caldă, luminoasă, în ocruri aurii, griuri perlate, nuanțe de verde și brun și accente de roșu. Semnat stânga jos, cu negru: Eleutheriade. | Muzeul Național Brukenthal, Sibiu         | Cimec    |
|      | Fațadă la Samarcand Autor: Eleutheriade, Micaela | Datare: Anii 1960 Școală: Școală românească Dimensiuni: L: 350 mm; LA: $%0 mm Material: ulei pe pânză | Artista recurge la un cadraj de apropiere, în care decupează fațada unei clădiri, în fața căreia apar, ca niște elemente decorative ritmice, într-un desen suplu, trunchiurile unor copaci. Cromatica: nuanțe de verde și brun. Semnat dreapta jos, cu negru: Eleutheriade. | Muzeul Național Brukenthal, Sibiu         | Cimec    |
|      | Vas cu flori Autor: Csaki-Copony, Grete | Datare: Prima jumătate a secolului al XX-lea Școală: Școală românească Dimensiuni: L: 700 mm; LA: 560 mm Material: ulei pe carton | Vas de sticlă cu un buchet de flori de primăvară (lalele, lăcrămioare, narcise), în nuanțe de roșu, galben, alburi colorate, cu accente de verde, așezat pe o suprafață albă, pe un fundal neutru, de un albastru intens. O țesătură sub formă de plasă, dinamizează fundalul pe laterala dreaptă. Semnat dreapta jos, cu brun, monograma: G.C.C. | Muzeul Național Brukenthal, Sibiu         | Cimec    |
|      | Maiorul von Kokh Autor: Bergmann, Franz Anton | Datare: Începutul secolului al XIX-lea Școală: Atelier transilvănean Dimensiuni: L: 640 mm; LA: 500 mm Material: ulei pe pânză | Portret de bărbat, redat bust, frontal. Cel portretizat este Josef von Kökh, maior, căzut la datorie în bătălia de la Bar sur Aube, în anul 1813. Bărbatul este tânăr, are o figură plăcută, părul buclat și perciuni. Poartă o tunică albă. Fondul neutru. Cromatică: alburi și griuri colorate, nuanțe de verde, ocru, brun, accente de roșu. Semnat și datat stânga jos, cu gri: F. Bergmann pinxit Ao 1806. | Muzeul Național Brukenthal, Sibiu         | Cimec    |
|      | Portret de femeie Autor: Siegmund, Arnold | Datare: Primul sfert al secolului al XX-lea Școală: Pictură transilvăneană Dimensiuni: L: 1085 mm; l: 775 mm Material: ulei pe pânză | Portretul unei femei redată 3/4, șezând pe un scaun, într-un interior. Este orientată spre stânga, își sprijină mâna dreaptă de spătarul scaunului și are capul întors spre privitor. Tânăra femeie este în doliu, îmbrăcată în negru, cu un mantou peste rochie. Poartă pălărie cu voaletă și ține mâna stângă în poală, într-un manșon de blană. În fundal, pe peretele într-un gri albăstrui, se zărește o parte a unui tablou care reprezintă un peisaj. Cromatica: griuri albăstrui în nuanțe de la deschis la închis, spre negru, grun, ocru, accente de roșu și verde. Nesemnat, nedatat | Muzeul Național Brukenthal, Sibiu         | Cimec    |
|      | Portret de bărbat Autor: Bergmann, Franz Anton | Datare: Primul sfert al secolului al XIX-lea Școală: Atelier transilvănean Dimensiuni: L: 724 mm; LA: 520 mm Material: ulei pe pânză | Portret de bărbat redat frontal, bust până în dreptul taliei, pe fond neutru. Bărbatul are părul pieptănat pe frunte și perciuni, după moda epocii. Poartă haină de postav, de culoare închisă, cu guler rotund și nasturi metalici, decorativi, peste cămașa albă cu jabou și tunica de brocat, cu guler ridicat. Mâna dreaptă, pe care poartă un inel și inelul cu sigiliu, este dusă spre piept și ținută cu degetul mare de haină. Un alt sigiliu este prins de haină cu lănțișor de aur. Cromatica: nuanțe închise de brun până la negru, griuri colorate, alburi colorate, ocru, accente de galben auriu și roșu. Semnat și datat pe verso cu negru: F. Bergamann 1815. | Muzeul Național Brukenthal, Sibiu         | Cimec    |
|      | Portret de femeie Autor: Bergmann, Franz Anton | Datare: Primul sfert al secolului al XIX-lea Școală: Atelier transilvănean Dimensiuni: L: 733 mm; LA: 520 mm Material: ulei pe pânză | Portret de femeie redată bust, până în dreptul taliei. Modelul este redat frontal, ușor orientat înspre stânga. Are brațul drept așezat pe un soclu, iar cu mâna stângă ține o floare, în dreptul pieptului. Femeia are părul ridicat și prins într-un coc lejer, după moda vremii, acoperit cu un voal care cade până spre frunte. Este îmbrăcată într-o rochie elegantă, de mătase albă, cu mânecă scurtă, bufantă, cu dantelă în jurul decolteului larg, strânsă sub piept unde este și marcată cu o dantelă albastră. Șalul auriu îi cade ușor pe umărul stâng și e susținut de brațul stâng. Poartă bijuterii prețioase (inele, șiraguri de perle, cercei). Cromatica: alburi și griuri colorate, nuanțe deschise de ocru, de brun, de la brun roșcat la brun închis, spre negru, accente de albastru, galben-auriu, roșu și verde. Semnat și datat pe verso cu negru: F. Bergamann 1815. | Muzeul Național Brukenthal, Sibiu         | Cimec    |
|      | Hanul Dracului Autor: Bunescu, Marius | Datare: Mijlocul secolului al XX-lea Școală: Școală românească Dimensiuni: L: 470 mm; LA: 560 mm Material: ulei pe pânză | Primul plan este traversat pe orizontală de drumul pe care trec două căruțe la care trag câte doi cai. Motivul lucrării, Hanul Roșu, și casa mare din spatele lui stânga, apar în ultimul plan, pe o înălțime, profilate pe cer. Legătura dintre primul și ultimul plan se face prin spațiul verde și șirul de scări ce duc spre cele două clădiri. Scările care urcă spre han, sunt flancate de copaci. Artistul utilizează contrastul culorilor complementare și al celor calde-reci. Cromatica: dominantă de verde, nuanțe de brun, albastru, alburi și griuri colorate, accente de roșu și negru. Semnat stânga jos cu negru: Bunescu. | Muzeul Național Brukenthal, Sibiu         | Cimec    |
|      | Terasa Oteteleșanu în dărâmare Autor: Bunescu, Marius | Datare: Prima jumătate a secolului al XX-lea Școală: Școală românească Dimensiuni: L:530 mm; LA: 650 mm Material: ulei pe carton | Marius Bunescu, considerat unul dintre marii „ilustratori” ai Bucureștiului, se oprește asupra unuia dintre cele mai importante repere arhitecturale și culturale ale orașului, care intra în demolare la începutul anilor ’30, realizând un tablou cu o construcție solid articulată. Principala linie compozițională a acestui peisaj citadin de iarnă, e marcată de curba drumului ce cotește, într-o perspectivă ușor montantă, din primul plan, unde drumul este larg deschis, spre limita perspectivei blocate de clădirile înalte ce lasă vizibilă o porțiune restrânsă de cer, în stânga sus. Motivul lucrării este plasat în centrul dreapta compoziției. Greutatea zidurilor vechi, în forme geometrizate ritmate cromatic prin nuanțarea gamelor de griuri și alburi colorate, este echilibrată de accentul central al trunchiurilor de copaci. Semnat dreapta jos, cu negru: Bunescu. | Muzeul Național Brukenthal, Sibiu         | Cimec    |
|      | Peisaj de toamnă din Câmpulung Muscel Autor: Bunescu, Marius | Datare: Prima jumătate a secolului al XX-lea Școală: Școală românească Dimensiuni: L: 510 mm; LA: 610 mm Material: ulei pe pânză | Peisaj de toamnă, cu case pe malul unei ape. Lucrarea este construită pe o diagonală stânga jos, dreapta mijloc. Elementului acvatic îi este dedicată jumătatea din dreapta, iar elementului terestru natural și uman, partea din stânga sus / întreg registrul superior. Motivul este redat din apropiere, ceea ce elimină redarea cerului. Casele de pe malul opus al apei, sunt parțial obturate de copacii al căror frunziș arămiu se așterne pe pământ. Soarele blând face umbre pe pereții caselor care se oglindesc în apă. Cromatica: alburi și griuri colorate, arămiu, nuanțe de ocru, brun, verde și albastru, accente de negru. Semnat dreapta jos, cu albastru închis: Bunescu. | Muzeul Național Brukenthal, Sibiu         | Cimec    |
|      | Soția maiorului von Kokh Autor: Bergmann, Franz Anton | Datare: Începutul secolului al XIX-lea Școală: Atelier transilvănean Dimensiuni: L: 640 mm; LA: 500 mm Material: ulei pe pânză | Portret de femeie, redată bust, frontal. Femeia are părul strâns la spate, cu câțiva cârlionți căzuți pe frunte, pe cap o bentiță neagră. Poartă o rochie de culoare deschisă, strânsă sub piept, cu mânecă scurtă și decolteu amplu. Pe fundalul neutru, în dreapta personajului, sunt redate flori, parcă în mediul lor natural. Cromatica: alburi și griuri colorate, nuanțe de verde, ocru, brun, accente de roșu și negru. Semnat și datat stânga jos, cu gri închis: F. Bergmann 1806. | Muzeul Național Brukenthal, Sibiu         | Cimec    |
|      | Cap de studiu Autor: Bielz, Henriette | Datare: Prima jumătate a secolului al XX-lea Școală: Școală românească modernă Dimensiuni: L: 370 mm; LA: 340 mm Material: ulei pe carton | Portret de fată, bust, semi-profil spre dreapta, fond neutru. Cromatica: nuanțe de brun, nuanțe de ocru, alburi colorate, accente de roșu. Semnat și datat dreapta sus cu brun: H. Bielz 1919. | Muzeul Național Brukenthal, Sibiu         | Cimec    |
|      | Mătușa Seiverth Autor: Bielz, Henriette | Datare: Prima jumătate a secolului al XX-lea Școală: Școală românească modernă Dimensiuni: L: 830 mm; LA: 690 mm Material: ulei pe pânză | Femeie în vârstă șezând pe un fotoliu, redată ¾, frontal, pe fond neutru. Femeia poartă costum popular săsesc specific vârstei, haină neagră peste laibărul alb de piele cu ornamente florale și o fustă neagră, pe cap o basma albă. În mâna stângă ține o Biblie. Cromatică: Griuri închise până la negru, alburi colorate, nuanțe de ocru, accente de brun, albastru și verde. Stânga sus inscripție cu semnătură. | Muzeul Național Brukenthal, Sibiu         | Cimec    |
|      | Țărancă la războiul de țesut Autor: Bielz, Henriette | Datare: Prima jumătate a secolului al XX-lea Școală: Școală românească modernă Dimensiuni: L: 610 mm; LA: 460 mm Material: ulei pe pânză | Femeie îmbrăcată în costum popular săsesc, lucrând la războiul de țesut, într-un interior. În spatele ei, în stânga compoziției pe fereastra deschisă se vede frunzișul unui copac. Semnat stânga sus, cu negru: H. Bielz. | Muzeul Național Brukenthal, Sibiu         | Cimec    |
|      | Doamna Schubbe Autor: Bielz, Henriette | Datare: Prima jumătate a secolului al XX-lea Școală: Școală românească modernă Dimensiuni: L: 690 mm; LA: 540 mm Material: ulei pe pânză | Portret de femeie tânără șezând într-un fotoliu, ¾, semi-profil stânga. Este îmbrăcată în costum popular săsesc, cămașă albă cu mâneci largi, bufante și vestă (laibăr) verde, brodat și pe cap, vălitură. Accentuat interes de natura etnografic documentară. | Muzeul Național Brukenthal, Sibiu         | Cimec    |
|      | Fată de țăran sas Autor: Bielz, Henriette | Datare: Prima jumătate a secolului al XX-lea Școală: Școală românească modernă Dimensiuni: L: 590 mm; LA: 460 mm Material: ulei pe pânză | Portret de femeie tânără șezând, ¾, ușor semi-profil stânga, în costum popular săsesc, cămașă cu mâneci largi, bufante și vestă (laibăr). Interesul pictoriței se îndreaptă înspre aspectele etnografice, redarea elementelor de costum. Semnat și datat dreapta sus, cu negru: 1929 H. Bielz. | Muzeul Național Brukenthal, Sibiu         | Cimec    |
|      | Fată de țară cu pălărie de paie Autor: Bielz, Henriette | Datare: Prima jumătate a secolului al XX-lea Școală: Școală românească modernă Dimensiuni: L: 650 mm; LA: 465 mm Material: ulei pe pânză | Portret de femeie tânără șezând, ¾, semi-profil stânga. Este îmbrăcată în costum popular săsesc, cămașă albă cu mâneci largi, bufante și vestă (laibăr) neagră, decorată cu motive vegetale și pe cap, pălărie de paie. Accentuat interes de natură etnografic documentară. Cromatica: alburi colorate, griuri colorate, negru, nuanțe de ocru, accente de albastru, roșu, verde. Semnat și datat dreapta sus, cu negru: H. Bielz 1930. | Muzeul Național Brukenthal, Sibiu         | Cimec    |
|      | Pinacoteca și Gliptoteca din Munchen Autor: Böbel, Johann | Datare: Mijlocul secolului al XIX-lea Școală: Școală transilvăneană Dimensiuni: L: 780 mm; LA: 119 mm Material: ulei pe pânză | În registrul inferior este redată zona verde din fața Pinacotecii și Gliptotecii din München, în care sunt plasate câteva personaje, sub forma unor scene de gen de mici dimensiuni, menite să dinamizeze atmosfera. În registrul superior apar cele două edificii, recent ridicate de arhitectul Curții Bavariei, Leo von Klenze, spații destinate să adăpostească unele dintre cele mai celebre opere de artă ale lumii, muzee care s-au născut sub protecția lui Ludovic I de Bavaria. Aproape jumătate din înălțimea lucrării este rezervată cerului. Cromatica: nuanțe de verde, albastru, brun, ocru, griuri colorate. Semnat și datat dreapta jos, pe muchie șasiu, cu negru: „… gemalt von Johann Böbel …im Jahr 1853”. Lucrarea este realizată după o gravură. | Muzeul Național Brukenthal, Sibiu         | Cimec    |
|      | Mont Blanc Autor: Böbel, Johann | Datare: Mijlocul secolului al XIX-lea Școală: Școală transilvăneană Dimensiuni: L: 800 mm; LA: 1290 mm Material: ulei și tempera pe pânză | Peisaj montan (Mont Blanc). Lanțul muntos, cu masivul Mont Blanc este văzut de la poale, dintr-o localitate de munte ale cărei case de lemn, în arhitectura specifică, în fața unor arbori impunători, flanchează laterala dreaptă, și o capelă de piatră (și ea marcată de arbori) laterala stângă a compoziției. Pe drumul ce se deschide larg înspre primul plan într-o diagonală dinspre centru stânga spre față dreapta, sunt plasate câteva personaje, sub forma unor scene de gen de mici dimensiuni, menite să dinamizeze atmosfera. Dincolo de valea în care se zăresc clădirile unei localități, lanțurile muntoase, stâncoase, abrupte, domină ultimul plan profilându-se pe cer. | Muzeul Național Brukenthal, Sibiu         | Cimec    |
|      | Femei spălând cânepă în Olt (Avrig) Autor: Bielz, Henriette | Datare: Prima jumătate a secolului al XX-lea Școală: Școală românească modernă Dimensiuni: L: 465 mm; LA: 560 mm Material: ulei pe pânză | Peisaj cu râu și scenă de muncă. În registrul inferior, centru stânga, este concentrată scena cu femeile în costume populare, pe malul Oltului, spălând cânepă. Malul stâng al râului marchează jumătatea compoziției, iar cel drept vine într-o curbă accentuată spre mijlocul laturii inferioare a lucrării. În registrul superior: lunca Oltului și, în depărtare, lanțul Munților Făgărașului deasupra cărora cerului îi este acordată 1/3 din economia înălțimii. Cromatică: alburi și griuri colorate, nuanțe de albastru și verde, accente de roșu și brun. Semnat și datat stânga jos, cu gri: Henriette Bielz 1923. | Muzeul Național Brukenthal, Sibiu         | Cimec    |
|      | Țărancă săsoaică Autor: Bielz, Henriette | Datare: Prima jumătate a secolului al XX-lea Școală: Școală românească modernă Dimensiuni: L: 495 mm; LA: 350 mm Material: ulei pe carton | Portret de femeie, bust, frontal, pe fond neutru. Țăranca poartă cămașă albă cu mâneci largi, bufante, un laibăr de piele de culoare deschisă decorat cu ornamente florale, iar pe cap are o basma de culoare închisă. Cromatica: alburi și griuri colorate, nuanțe de ocru și roșu, accente de verde și albastru. Semnat și datat stânga sus, cu negru: H. Bielz 1938. | Muzeul Național Brukenthal, Sibiu         | Cimec    |
|      | Țăran tânăr sas Autor: Bielz, Henriette | Datare: Prima jumătate a secolului al XX-lea Școală: Școală românească modernă Dimensiuni: L: 715 mm; LA: 505 mm Material: ulei pe carton | Portret de tânăr redat bust, șezând, frontal, pe fond neutru. Tânărul țăran sas poartă costum popular de sărbătoare (cămașă albă, largă, prinsă într-un brâu lat, benzi, guler și cravată specifice, pălărie, toate decorate cu cusături și broderii) și închină paharul către privitor. Cromatică: alburi și griuri colorate, nuanțe de ocru, roșu, negru, accente de verde și albastru. Semnat și datat dreapta sus cu negru: H. Bielz 1938. | Muzeul Național Brukenthal, Sibiu         | Cimec    |
|      | Urmașul Autor: Bielz, Henriette | Datare: Prima jumătate a secolului al XX-lea Școală: Școală românească modernă Dimensiuni: L: 1000 mm; LA: 720 mm Material: ulei pe carton | Grup de patru personaje (mama, tatăl, bunica și copilul) redați ¾ cu orientări diferite ale ținutei, într-o compoziție piramidală, pe fond neutru. În primul plan copilul, redat frontal, în brațele mamei șezând, redată în planul secund, cu capul întors spre stânga, iar în spatele lor, în picioare, central tatăl, și lateral dreapta femeia în vârstă. Cromatică: alburi și griuri colorate, negru, nuanțe de ocru și verde, accente de roșu, galben și verde. Semnat și datat stânga sus, cu negru: H. Bielz 1940. Pe verso: compoziție neterminată, cu trei țărănci într-un interior. | Muzeul Național Brukenthal, Sibiu         | Cimec    |
|      | Cetatea Râșnovului Autor: Bunescu, Marius | Datare: Prima jumătate a secolului al XX-lea Școală: Școală românească Dimensiuni: L: 495 mm; LA: 620 mm Material: ulei pe carton | În primul plan, cursul îngust al unui pârâu ce se desparte în două brațe, în jumătatea din dreapta compoziției, străbate lucrarea pe orizontală. Imediat în planul următor, o livadă cu pomi cu coroane bogate, aplecate parcă de vânt, în spatele cărora se zăresc acoperișurile unor case, apoi, în ultimul plan, colina pe care se ridică cetatea Râșnov, profilată pe cer. Cromatica: nuanțe de verde, brun, ocru și griuri colorate. Semnat dreapta jos, cu negru: Bunescu. | Muzeul Național Brukenthal, Sibiu         | Cimec    |
|      | Peisaj din Sighișoara Autor: Bunescu, Marius | Datare: Perioada interbelică Școală: Școala românească Dimensiuni: L: 460 mm; LA: 350 mm Material: ulei pe pânză | Orașul Sighișoara este văzut de pe una dintre străduțele de sub cetate. Strada pietruită, deschisă larg în primul plan, în perspectivă ascendentă, se îngustează până obturează vederea, în centru lucrării. Deasupra șirului de case, în centru și stânga registrului superior, se înalță zidurile cetății, profilate pe cer. Volumele sunt bine precizate prin desen și culoare. Cromatica: nuanțe stinse, vechi, de ocruri, griuri și alburi colorate, accente de verde și brun. Semnat dreapta jos, cu gri închis: Bunescu. | Muzeul Național Brukenthal, Sibiu         | Cimec    |
|      | Peisaj Autor: Bunescu, Marius | Datare: Prima jumătate a secolului al XX-lea Școală: Școală românească Dimensiuni: L: 500 mm; LA: 880 mm Material: ulei pe pânză | Un promontoriu pe care apar și câteva case răsfirate, înaintează în mare din stânga înspre dreapta, ocupă laterala stângă și centrul compoziției, formând un golf. Marea se desfășoară urmând curba elegantă a țărmului, de la stânga la dreapta. La orizont, deasupra țărmului se ridică cerul căruia îi este rezervată aproximativ ¼ din înălțimea compoziției. Cromatica: marea și cerul în nuanțe de albastru, țărmul în brunuri închise, nuanțe de ocru și verde și accente de roșu. Semnat dreapta jos, cu negru: Bunescu. | Muzeul Național Brukenthal, Sibiu         | Cimec    |
|      | Soția pictorului Autor: Bunescu, Marius | Datare: Mijlocul secolului al XX-lea Școală: Școală românească Dimensiuni: L: 650 mm; LA: 540 mm Material: ulei pe carton | Portret de femeie (soția artistului), redată bust, semi-profil spre dreapta, pe fond neutru. Tratare realistă, cu accente expresioniste, atât în desenul acuzat cât și în contrastele cromatice. Cromatica: verde și roșu în redarea vestimentație, nuanțe de ocru, brun, griuri colorate și accente de albastru și roșu (în redarea chipului). Semnat dreapta jos cu negru: Bunescu. | Muzeul Național Brukenthal, Sibiu         | Cimec    |
|      | Vasile Stroescu Autor: Albescu, Sava | Datare: Începutul secolului al XX-lea Școală: Școală românească modernă Dimensiuni: L: 1000 mm; LA: 735 mm Material: ulei pe carton | Portret academist, cu redare în picioare, trei sferturi,orientat spre stânga. Bărbatul are păr bogat, ondulat, mustață și barbă mare, grizonate. Ține mâna dreaptă sprijinită pe o consolă, iar stânga în buzunarul patalonilor. Fond neutru, brun roșcat. | Muzeul Național Brukenthal, Sibiu         | Cimec    |
|      | Iosif Șterca Șuluțiu Autor: Albescu, Sava | Datare: începutul secolului al XX-lea Școală: Școală românească Dimensiuni: L: 910 mm; LA: 755 mm Material: ulei pe pânză | Portret bust, în ușor semi-profil spre stânga. Bărbatul are părul alb, bogat și mustață albă. Poartă o haină de culoare neagră, cămașă și papion albe. Fond neutru, brun. Semnat dreapta jos, cu brun și datat 1911. | Muzeul Național Brukenthal, Sibiu         | Cimec    |
|      | Portret de bărbat Autor: Albescu, Sava | Datare: Începutul secolului al XX-lea Școală: Școală românească Dimensiuni: L: 905 mm; LA: 755 mm Material: ulei pe pânză | Portret bust, redat frontal, cu capul întors în ușor semi-profil spre stânga. Personajul are început de calviție, păr alb, mustață. Poartă haină de culoare închisă, cămașă albă, papion negru. Semnat dreapta jos cu ocru și datat 1911. | Muzeul Național Brukenthal, Sibiu         | Cimec    |
|      | Ioan Micu Moldovan Autor: Albescu, Sava | Datare: Începutul secolului al XX-lea Școală: Școală românească Dimensiuni: L: 825 mm; LA: 625 mm Material: ulei pe pânză | Portret de bărbat, bust semi-profil spre dreapta. Bărbatul are mustață și barbă mari, albe. Privirea îi este concentrată, atitudinea severă. Poartă haină de culoare închisă cu rever de catifea roșie. Fond neutru brun-verzui. Semnat stânga jos, cu roșu. | Muzeul Național Brukenthal, Sibiu         | Cimec    |
|      | Portret de bărbat Autor: Albescu, Sava | Datare: Începutul secolului al XX-lea Școală: Școală românească Dimensiuni: L: 845 mm; LA: 615 mm Material: ulei pe pânză | Portret de bărbat redat bust, semi-profil spre dreapta. Bărbatul poartă părul ondulat și mustață impunătoare, grizonate. Fond neutru, brun roșcat. | Muzeul Național Brukenthal, Sibiu         | Cimec    |
|      | Ostaș român Autor: Albescu, Sava | Datare: Prima jumătate a secolului al XX-lea Școală: Școală românească Dimensiuni: L: 480 mm; LA: 375 mm Material: ulei/ hârtie maruflată pe carton | Portret de ostaș român din Primul război mondial, redat bust, semi-profil spre dreapta. Fond neutru, verde. Semnat stânga jos cu roșu. | Muzeul Național Brukenthal, Sibiu         | Cimec    |
|      | Portret Autor: Albescu, Sava | Datare: Prima jumătate a secolului al XX-lea Școală: Școală românească Dimensiuni: L: 360 mm; LA: 245 mm Material: ulei pe lemn | Portret de bărbat învârstă, bust, semi-profil spre stânga. Bărbatul are părul lung, peste urechi, mustață și barbă mare, sprâncene stufoase albe. Poartă căciulă și suman de iarnă. Semnat dreapta jos, cu roșu. | Muzeul Național Brukenthal, Sibiu         | Cimec    |
|      | Portret Autor: Albescu, Sava | Datare: Începutul secolului al XX-lea Școală: Școală românească Dimensiuni: 1490 mm; LA: 1000 mm Material: ulei pe pânză | Portret de bărbat redat în întregime, într-un interior, șezând, orientat spre dreapta. Are părul ondulat, pieptănat cu cărare pe mijloc și mustața albe. Poartă un costum și cravată de culoare închisă și cămașă albă. Stă picior peste picior, cu mâna dreaptă sprijinătă cu cotul de masa din stânga compoziției, parțial redată, cu mâinile împreunate pe picior. Cromatică: griuri, ocruri și alburi colorate, fond brun și brun verzui. Semnat dreapta jos, cu roșu. | Muzeul Național Brukenthal, Sibiu         | Cimec    |
|      | Gheorghe Dima Autor: Ludoșanu-Popp A. | Datare: Începutul secolului al XX-lea Școală: Școală românească Dimensiuni: L: 803 mm; LA: 602 mm Material: ulei pe pânză | Portret de bărbat redat bust, semiprofil spre stânga. Bărbatul are mustață și barbă scurt tunsă, poartă haină neagră, cămașă albă. Cromatica: brunuri, ocruri, gri închis, alb. Fond brun roșcat. Semnat și datat dreapta jos, cu roșu: A. Popp Ludoșanu 1926. | Muzeul Național Brukenthal, Sibiu         | Cimec    |
|      | Vătășeanu, directorul Băncii Albina Autor: Albescu, Sava | Datare: Începutul secolului al XX-lea Școală: Școală românească Dimensiuni: L: 876 mm; LA: 690 mm Material: ulei pe carton | Portret de bărbat, bust, semi-profil spre stânga. Bărbatul are mustață și barbișon, și poartă lornion. Are costum și cravată de culoare închisă și cămașă albă. Cromatică: brunuri închise, nuanțe de ocru, accente de alburi și brun. Fond neutru, ocru. Semnat și localizat dreapta jos cu roșu: Bordeaux, S. Albescu. | Muzeul Național Brukenthal, Sibiu         | Cimec    |
|      | Autoportret Autor: Albescu, Sava | Datare: Începutul secolului al XX-lea Școală: Școală românească Dimensiuni: L: 730 mm; LA: 595 mm Material: ulei pe carton | Autoportretul artistului la 25 de ani, redat bust, semi-profil spre dreapta. Tânărul are păr bogat, ondulat, pieptănat cu cărare, poartă mustață. Are un chip senin, privirea luminoasă. Poartă o haină cu o eșarfă legată la gât într-o fundă mare. Cromatica: brunuri, albastru, ocruri, cu accente de brun roșcat și alb. Fond brun roșcat. Semnat, datat și intitulat dreapta jos, cu roșu: Autoportret S. Albescu. 10. | Muzeul Național Brukenthal, Sibiu         | Cimec    |
|      | Samuel von Brukenthal Autor: Morres, Eduard | Datare: Prima jumătate a secolului al XX-lea Școală: Școala românească Dimensiuni: L: 576 mm; LA: 496 mm Material: ulei pe lemn | Portretul îl reprezintă pe baronul Samuel von Brukenthal, fiind realizat după lucrarea unui anonim austriac din a doua jumătate a secolului al XVIII-lea, aflată în colecția de pictură europeană a Muzeului Național Brukenthal. Baronul este redat bust, semiprofil spre stânga, are trăsăturile bine marcate, cu arcade pronunțate, ochi luminoși cu privirea pătrunzătoare, fruntea înaltă, nas mare, acvilin. Poartă perucă după moda epocii. Este îmbracat cu o haină de culoare închisă, și are un jabou de dantelă. Pe piept, în partea stângă se vede parțial decorația Crucea Mare a Ordinului Sfântul Ștefan. Fond neutru, de culoare închisă. | Muzeul Național Brukenthal, Sibiu         | Cimec    |
|      | Biserica din Piața Mare din Cluj Autor: Jaschke, Franz | Datare: Prima jumătate a secolului al XIX-lea Școală: Școală austriacă Dimensiuni: L: 515 mm; LA: 760 mm Material: ulei pe pânză | Lucrarea reprezintă Piața Mare din Cluj, în a cărei arhitectură se remarcă impresionanta clădire a bisericii catolice, plasată în centru lucrării, planul secund. În primul plan se desfășoară o scenă de gen cu numeroase personaje de etnii diferite venite la târg, iar în stânga două care trase de vite. În planul secund sunt tarabele și alte grupuri de personaje care cumpără sau sunt în trecere. Piața este închisă pe toate laturile, de clădiri. În fundal, deasupra acestora, cerului îi este rezervată aproximativ jumătate din înălțimea compoziției. Cromatica este realizată în nuanțe de brunuri și ocruri, cu intervenții de alburi colorate, griuri, albastru și verde. Semnat dreapta jos, cu negru: „Fr. Jaschke”, datat (1)836. | Muzeul Național Brukenthal, Sibiu         | Cimec    |
|      | Raphaelis Amasia, vulgò La Fornarina; în registrul inventar: „Raphaelis am Asia” Autor: Cunego, Domenico; (SC.); Rafaello, Sanzio; (PX.); Hamilton, Gavin; (EX.) | Datare: 1772 Școală: Școală italiană Dimensiuni: L: 278 mm.; LA: 190 mm.; L: 637 mm.; LA: 476 mm.; în registrul inventar: 0,19: 0,28. Material: acvaforte și dăltiță pe hârtie | Cunego transpune în gravură un portret celebru al lui Rafael, portretul iubitei sale, cunoscută sub numele „La Fornarina”. Portretul se află în colecția Galeriei Barberini din Roma. | Muzeul Național Brukenthal, Sibiu         | Cimec    |
|      | [Moise spărgând Tablele Legii]; în registrul inventar: „Moise” Autor: Cunego, Domenico; (SC.); Mazzuoli, Girolamo Francesco Maria, numit Parmigianino; (PX.); Hamilton, Gavin; (EX.) | Datare: 1773 Școală: Școală italiană Dimensiuni: L: 347 mm.; LA: 200 mm.; L: 630 mm.; LA: 470 mm.; în registrul inventar: 0,20: 0,35. Material: acvaforte și dăltiță pe hârtie | Moise este reprezentat așezat, nud, semi-drapat, ținând Tablele Legii deasupra capului său. Gravură de reproducere după fresca pictată de Parmigianino în biserica Madonna della Steccatta din Parma. | Muzeul Național Brukenthal, Sibiu         | Cimec    |
|      | Filia Roberti Strozzi Nobilis Florentini Vid. Epist. P. Aretini; (Fiica nobilului florentin Roberto Strozzi, vezi scrisoarea lui Pietro Aretino) Autor: Cunego, Domenico; (SC.); Vecelli, Tiziano; (PX.); Hamilton, Gavin; (EX.) | Datare: 1770 Școală: Școală italiană Dimensiuni: L: 310 mm.; LA: 253 mm.; L: 643 mm.; LA: 475 mm.; în registrul inventar: 0,255: 0,312. Material: acvaforte și dăltiță pe hârtie | Portretul Clarisei Strozzi, fiica bancherului Roberto Strozzi din Florența. Fetița este reprezentată în picioare, privind spre stânga, jucându-se cu câinele ei. Domenico Cunego a gravat după portretul pictat de Tizian în 1542, aflat atunci în palatul Strozzi din Roma. Este unul dintre puținele portrete de copii păstrate din secolul al XVI-lea. | Muzeul Național Brukenthal, Sibiu         | Cimec    |
|      | Ganymedes ab Jove raptus; (Ganimede răpit de Zeus) Autor: Cunego, Domenico; (SC.); Vecelli, Tiziano; (PX.); Hamilton, Gavin; (EX.) | Datare: 1770 Școală: Școală italiană Dimensiuni: L: 235 mm.; LA: 220 mm.; L: 640 mm.; LA: 476 mm.; în registrul inventar: 0,22: 0,235. Material: acvaforte și dăltiță pe hârtie | Adolescentul Ganimede este răpit de Zeus, metamorfozat în vultur. Domenico Cunego a gravat după un tablou din colecția Colonna, atribuit atunci lui Tizian. Pictura este atribuită acum lui Damiano Mazza (activ c.1573-1590). | Muzeul Național Brukenthal, Sibiu         | Cimec    |
|      | Effigies Incognita (Portretul unui necunoscut); în registrul inventar: „Bătrân cu barbă” Autor: Cunego, Domenico; (SC.); Bassano, Jacopo da Ponte; (PX.); Hamilton, Gavin; (EX.) | Datare: 1769 Școală: Școală italiană Dimensiuni: L: 235 mm.; LA: 171 mm.; L: 635 mm.; LA: 475 mm.; în registrul inventar: 0,173: 0,24. Material: acvaforte și dăltiță pe hârtie | Cunego transpune în gravură un portret al unui bărbat necunoscut, un bătrân cu barbă. Portretul se afla într-o colecție privată din Londra. Personajul a fost identificat prin cercetări ulterioare, cel portretizat fiind arhitectul Antonio di Ponte. | Muzeul Național Brukenthal, Sibiu         | Cimec    |
|      | Providentia; (Providența) Autor: Cunego, Domenico; (SC.); Carracci, Lodovico; (PX.); Hamilton, Gavin; (EX.) | Datare: 1772 Școală: Școală italiană Dimensiuni: L: 418 mm.; LA: 295 mm.; L: 640 mm.; LA: 470 mm.; în registrul inventar: 0,298: 0,42. Material: acvaforte și dăltiță pe hârtie | Figură feminină, drapată, cu capul înconjurat de un nimb de lumină. Femeia stă așezată lângă o coloană, cu deschidere spre grădină. La sânul femeii suge un copil, iar umărul său este atins de un heruvim, care îi arată cerul luminat. Femeia privește spre dreapta, în sus, având brațul drept ridicat cu mâna deschisă într-un gest elocvent, iar cu stânga ocrotește un grup de trei putti, dintre care unul susține un corn al abundenței și împarte fructe. La picioarele figurii feminine se află un alt putto, care privește în sus și ține mânerul unei torțe cu flăcările îndreptate în jos, spre vârful unei lance și lama unei securi. Domenico Cunego a gravat după „Alegoria Divinei Providențe” pictată în 1604 de Lodovico Carracci. Tabloul se afla în colecția Musei Capitolini din Roma. | Muzeul Național Brukenthal, Sibiu         | Cimec    |
|      | Nativitas Sancti Johanis Baptistae; (Nașterea Sf. Ioan Botezătorul) Autor: Cunego, Domenico; (SC.); Carracci, Lodovico ; (PX.); Hamilton, Gavin; (EX.) | Datare: 1769 Școală: Școală italiană Dimensiuni: L: 285 mm.; LA: 392 mm.; L: 473 mm.; LA: 636 mm.; în registrul inventar: 0,393: 0,287. Material: acvaforte și dăltiță pe hârtie | Compoziția este inspirată de Evanghelia lui Luca; scena reprezentată se petrece într-un interior boltit. În fundal, în dreapta, Elisabeta este îngrijită de un grup de femei. Nou născutul Ioan este adus în prim plan de una din femei, înconjurat de altele care îi pregătesc baia. Zaharia îngenunchează, ridicând brațele spre fiul său. Domenico Cunego a gravat după un tablou aflat într-o colecție privată din Anglia. Pictura originară nu se mai păstrează. | Muzeul Național Brukenthal, Sibiu         | Cimec    |
|      | S. Maria Magdalene; (Maria Magdalena) Autor: Cunego, Domenico; (SC.); Carracci, Annibale; (PX.); Hamilton, Gavin; (EX.) | Datare: 1772 Școală: Școală italiană Dimensiuni: L: 315 mm.; LA: 365 mm.; L: 470 mm.; LA: 635 mm.; în registrul inventar: 0,367: 0,316. Material: acvaforte și dăltiță pe hârtie | Maria Magdalena este reprezentată în peisaj, așezată pe spini, lângă trunchiurile unor copaci. Alături sunt aruncate rochia și bijuteriile purtate anterior. Figura cu bustul dezvelit, părul despletit, veșmântul din pânză de sac și lacrimile evocă retragerea în pustiu și penitența Mariei Magdalena. Capul înconjurat de nimb, potirul-relicvar și prezența îngerului care ține în mână ramura de palmier oferită martirilor, indică sanctificarea Mariei Magdalena, prin pocăință și suferință. Domenico Cunego a gravat după un tabloul pictat de Annibale Carracci, pierdut astăzi, păstrat în secolul al XVIII-lea în colecția Borghese din Roma. | Muzeul Național Brukenthal, Sibiu         | Cimec    |
|      | Apollo et Silenus; (Apollo și Silenus) Autor: Cunego, Domenico; (SC.); Carracci, Annibale; (PX.); Hamilton, Gavin; (EX.) | Datare: 1770 Școală: Școală italiană Dimensiuni: L: 235 mm.; LA: 395 mm.; L: 472 mm.; LA: 635 mm.; în registrul inventar: 0,397: 0,238. Material: acvaforte și dăltiță pe hârtie | Compoziția interpretată și ca „Apollo și Marsyas” a fost pictată de Annibale Carracci pe capacul unui clavecin. Sunt reprezentate două figuri de bărbați, într-un peisaj cu copaci în prim plan și silueta unui oraș în perspectiva îndepărtată. Un tânăr imberb, redat nud cu un drapaj sumar, stă în poză elaborată, așezat pe o blană de mistreț și cântă la syrinx, privind spre Silenus. Figura este interpretată și ca o reprezentare a compozitorului Olympus. Silenus are o figură cu păr și barbă rebele, așezat la baza unui copac, complet nud, într-o poză neglijentă. Un syrinx este agățat de trunchiul copacului din vecinătate. Lângă Apollo este agățat un flaut dublu (aulos). | Muzeul Național Brukenthal, Sibiu         | Cimec    |
|      | Galatea Autor: Cunego, Domenico; (SC.); Carracci, Agostino; (PX.); Hamilton, Gavin; (EX.) | Datare: 1772 Școală: Școală italiană Dimensiuni: L: 260 mm.; LA: 467 mm.; L: 470 mm.; LA: 640 mm.; în registrul inventar: 0,47: 0,26. Material: acvaforte și dăltiță pe hârtie | Agostino Carracci gravează după o frescă din Palatul Farnese din Roma. În secolul al XVIII-lea se considera că scena reprezenta „Triumful nimfei Galatea”. Cercetări recente identifică figurile centrale ale compoziției cu Glaucus și Scylla, acompaniați de tritoni, putti și nereide. | Muzeul Național Brukenthal, Sibiu         | Cimec    |
|      | Obitus S. Caeciliae Virginis et Martyris; (Moartea Sf. Cecilia, fecioară și martiră); în registrul inventar: „Martirizarea Sf. Cecilia” Autor: Cunego, Domenico; (SC.); Zampieri, Domenico numit, Domenichino; (PX.); Hamilton, Gavin; (EX.) | Datare: 1772 Școală: Școală italiană Dimensiuni: L: 420 mm.; LA: 394 mm.; L: 640 mm.; LA: 474 mm.; în registrul inventar: 0,395: 0,423. Material: dăltiță pe hârtie | Domenico Cunego a gravat după fresca pictată de Domenichino în 1611-1615, în capela Polet din biserica St. Louis din Roma (San Luigi dei Francesi). Scena reprezentată este cel al morții Sf. Cecilia, când îngerul a coborât să-i ofere cununa de martir și ramura de palmier, simbol al martirajului. | Muzeul Național Brukenthal, Sibiu         | Cimec    |
|      | S. M. Magdalene; (Maria Magdalena) Autor: Cunego, Domenico; (SC.); Reni, Guido; (PX.); Hamilton, Gavin; (EX.) | Datare: 1769 Școală: Școală italiană Dimensiuni: L: 235 mm.; LA: 174 mm.; L: 635 mm.; LA: 465 mm.; în registrul inventar: 0,175: 0,237. Material: acvaforte și dăltiță pe hârtie | Una din cele mai populare reprezentări ale Mariei Magdalena, pictată de Guido Reni. Figură de femeie, cu capul aplecat, întors spre dreapta. Părul despletit încadrează figura, iar citatul din Evanghelia Sf. Ioan se referă la gestul de umilință al Mariei Magdalena, care a uns picioarele lui Isus și le-a șters cu părul ei. | Muzeul Național Brukenthal, Sibiu         | Cimec    |
|      | Apollo et Hyacinthus Autor: Cunego, Domenico; (SC.); Zampieri, Domenico, numit Domenichino; (PX.); Hamilton, Gavin; (EX.) | Datare: 1771 Școală: Școală italiană Dimensiuni: L: 237 mm.; LA: 390 mm.; L: 476 mm.; LA: 640 mm.; în registrul inventar: 0,39: 0,24. Material: acvaforte și dăltiță pe hârtie | Domenico Cunego a gravat după fresca “Apollo spijinind trupul lui Hyacinthus” pictată de Domenichino în 1603, în Loggia del Giardino a palatului Farnese din Roma. Lucrarea redă legenda florii de hiacint, asociată cu moartea lui Hyacinthus. Era una din cele trei lucrări comandate de cardinalul Odoardo Farnese, inspirate din Metamorfozele poetului Ovidiu. | Muzeul Național Brukenthal, Sibiu         | Cimec    |
|      | Loth; (Loth și fiicele sale părăsind Sodoma) Autor: Cunego, Domenico; (SC.); Reni, Guido; (PX.); Hamilton, Gavin; (EX.) | Datare: 1771 Școală: Școală italiană Dimensiuni: L: 265 mm.; LA: 317 mm.; L: 472 mm.; LA: 632 mm.; în registrul inventar: 0,32: 0,27. Material: acvaforte și dăltiță pe hârtie | Guido Reni a pictat “Loth și fiicele sale părăsind Sodoma” în 1615, inspirat de istoria relatată în Vechiul Testament, capitolul 19 al Genezei. Compoziție cu trei figuri în prim plan: Loth este încadrat de cele două fiice ale sale. Cea din stânga ține cu ambele mâini vasul cu vin, aluzie la evenimentele care au urmat după fuga din Sodoma a lui Loth și a familiei sale. | Muzeul Național Brukenthal, Sibiu         | Cimec    |
|      | Filius Prodigus; (Fiul risipitor) Autor: Cunego, Domenico; (SC.); Barbieri, Giovanni Francesco, numit Guercino; (PX.); Hamilton, Gavin; (EX.) | Datare: 1770 Școală: Școală italiană Dimensiuni: L: 265 mm.; LA: 317 mm.; L: 477 mm.; LA: 640 mm.; în registrul inventar: 0,32: 0,27. Material: dăltiță pe hârtie | Domenico Cunego a gravat după lucrarea „Fiul risipitor” pictată de Guercino în anii 1627-1628. Compoziția ilustrează un episod din Evanghelia Sf. Luca (15:11-32). Pictura se afla în 1770 în palatul Lancellotti din Roma și se păstrează acum în galeria Borghese. | Muzeul Național Brukenthal, Sibiu         | Cimec    |
|      | Nereides Nymphae; (Nereide și Nimfe); în registrul inventar: „Ninfe” Autor: Cunego, Domenico; (SC.); Albani, Francesco; (PX.); Hamilton, Gavin; (EX.) | Datare: 1771 Școală: Școală italiană Dimensiuni: L: 243 mm.; LA: 405 mm.; L: 475 mm.; LA: 633 mm.; în registrul inventar: 0,40: 0,25. Material: acvaforte și dăltiță pe hârtie | Două nereide sumar drapate stau pe țărmul mării; cea din stânga este în genunchi și ține o cochilie plină cu perle, iar doi amorași o însoțesc, cu ramuri de corali în mâini. Cealaltă nereidă stă culcată pe țărm și se joacă cu o cochilie cu perle, în timp ce un amoraș revarsă asupra ei perle. În fundal, un alt amoraș pescuiește. Domenico Cunego a gravat după fresca pictată de Francesco Albani în palatul Chigi din Roma. | Muzeul Național Brukenthal, Sibiu         | Cimec    |
|      | Orco, Lucina e Norandino; (Orco, Lucina și Norandino ); în registrul inventar: „Lucina și Narandino” Autor: Cunego, Domenico; (SC.); Lanfranco, Giovanni; (PX.); Hamilton, Gavin; (EX.) | Datare: 1772 Școală: Școală italiană Dimensiuni: L: 247 mm.; LA: 400 mm.; L: 470 mm.; LA: 640 mm.; în registrul inventar: 0,40: 0,25. Material: acvaforte și dăltiță pe hârtie | Ilustrarea stanței 55, din cântul XVII al poemului „Orlando Furioso” de Ludovico Ariosto. Povestea lui Lucina și Norandino este relatată în versurile 26-68. Momentul reprezentat este cel în care căpcăunul Orco a descoperit-o pe Lucina, ascunsă sub o blană de oaie. Păstorul Norandino se află în preajmă, cu oile sale. Domenico Cunego a gravat după compoziția pictată în 1624 de Giovanni Lanfranco pentru vila din Frascati a cardinalului Scipione Borghese. | Muzeul Național Brukenthal, Sibiu         | Cimec    |
|      | [Isus pe Muntele Măslinilor] Autor: Volpato, Giovanni; (SC.); Allegri, Antonio, numit Correggio; (PX.); Hamilton, Gavin; (EX.) | Datare: 1773 Școală: Școală italiană Dimensiuni: L: 352 mm.; LA: 368 mm.; L: 477 mm.; LA: 642 mm.; în registrul inventar: 0,37: 0,355. Material: acvaforte și dăltiță pe hârtie | Compoziție inspirată de Evanghelia Sf. Luca (XXII:40). Îngerul îi apare lui Isus, în timp ce se ruga în grădina Ghetsemani, pe Muntele Măslinilor. În apropiere, ucenicii săi au adormit. În fundal, se disting siluetele celor care veneau să îl aresteze. G. Volpato a interpretat una dintre capodoperele lui Correggio, pictată c. 1525, aflată în momentul gravării în colecția regală din Spania. Volpato a gravat după un desen reductiv, atribuit lui Raphael Anton Mengs. | Muzeul Național Brukenthal, Sibiu         | Cimec    |
|      | [Prezentarea lui Isus la Templu] Autor: Campanella, Angelo; (SC.); Porta, Baccio della, numit Fra Bartolomeo di San Marco; (PX.); Hamilton, Gavin; (EX.) | Datare: 1771 Școală: Școală italiană Dimensiuni: L: 287 mm.; LA: 272 mm.; L: 640 mm.; LA: 475 mm.; în registrul inventar: 0,273: 0,288. Material: acvaforte și dăltiță pe hârtie | Angelo Campanella a gravat după o compoziție pictată în 1516 de călugărul dominican Fra Bartolomeo, pentru mănăstirea San Marco din Florența. Compoziția este inspirată din Evanghelia Sf. Luca (II, 22). Central, Marele Preot al Templului primește în brațele sale Pruncul, prezentat de Sf. Maria și de Sf. Iosif. Două femei, dintre care una îngenuncheată, contemplă Pruncul. | Muzeul Național Brukenthal, Sibiu         | Cimec    |
|      | [Tentația; Izgonirea din Paradis] Autor: Capellan, Antonio; (SC.); Michelangelo; (PX.); Hamilton, Gavin; (EX.) | Datare: 1772 Școală: Școală italiană Dimensiuni: L: 250 mm.; LA: 462 mm.; L: 472 mm.; LA: 638 mm.; în registrul inventar: 0,465: 0,451. Material: acvaforte și dăltiță pe hârtie | Antonio Capellan a gravat după fresca pictată de Michelangelo, în cel de-al patrulea panou, pe bolta Capelei Sixtine. Compoziția reunește două scene inspirate din Vechiul Testament, capitolul III al Genezei. În stânga, este reprezentată scena Tentației. Adam este surprins în momentul în care vrea să culeagă fructul din Pomul Cunoașterii, iar Eva, primește de la șarpe mărul păcatului. În dreapta, Adam și Eva și-au acoperit nuditatea cu frunze de viță de vie și Îngerul Domnului, înarmat cu sabie, îi izgonește din Paradis. | Muzeul Național Brukenthal, Sibiu         | Cimec    |
|      | Meleager et Atalanta Autor: Lonsing, François Joseph Louis; (SC.); Pippi, Giulio, numit Giulio Romano; (PX.); Hamilton, Gavin; (EX.) | Datare: 1772 Școală: Școală italiană Dimensiuni: L: 278 mm.; LA: 484 mm.; L: 633 mm.; LA: 474 mm.; în registrul inventar: 0,25: 0,31. Material: acvaforte și dăltiță pe hârtie | Într-un peisaj de pădure, se desfășăară vânătoarea mistrețului din Calydon. Meleagru călare, împreună cu un alt vânător, își ridică sulițele spre a străpunge mistrețul doborât la pământ și înconjurat de câini. În stânga, Atalanta, înarmată cu un arc, trimite o săgeată spre mistrețul doborât. Atalanta este însoțită de alaiul său de vânători, înarmați cu sulițe. | Muzeul Național Brukenthal, Sibiu         | Cimec    |
|      | Johanes est nomen eius; (Stabilirea numelui Sf. Ioan) Autor: Tinti, Camillo; (SC.); Sarto, Andrea del, numit Vannucchi; (PX.); Hamilton, Gavin; (EX.) | Datare: 1771 Școală: Școală italiană Dimensiuni: L: 290 mm.; LA: 427 mm.; L: 475 mm.; LA: 635 mm.; în registrul inventar: 0,43: 0,293. Material: acvaforte și dăltiță pe hârtie | Camillo Tinti a gravat după o frescă pictată de Andrea del Sarto, în Chiostro dello Scalzo, Florența. În dreapta compoziției, Sf. Elisabeta stă pe pat, după nașterea lui Ioan, ce avea să fie Ioan Botezătorul. Lângă pat este așezat Zaharia, și scrie numele pe care Elisabeta îl indică. Central, o servitoare ține noul născut în brațe. În stânga, o femeie bătrână așezată pe un scaun este martora scenei, iar o servitoare iese cu vasele de apă. | Muzeul Național Brukenthal, Sibiu         | Cimec    |
|      | [Nunta din Cana Galileii]; în registrul inventar: „Nunta din Canna” Autor: Volpato, Giovanni; (SC.); Robusti, Jacopo, numit Tintoretto; (PX.); Hamilton, Gavin; (EX.) | Datare: 1772 Școală: Școală italiană Dimensiuni: L: 312 mm.; LA: 360 mm.; L: 470 mm.; LA: 640 mm.; în registrul inventar: 0,363: 0,315. Material: acvaforte și dăltiță pe hârtie | Giovanni Volpato a gravat după o compoziție de mari dimensiuni pictată de Tintoretto în 1561, pentru refectoriul mănăstirii Ordinului Dei Crociferi din Veneția. La data gravării, pictura era transferată în sacristia bisericii Santa Maria della Salute. Tintoretto a ilustrat un episod relatat în Evanghelia Sf. Ioan (II, 1-10) în care Cristos înfăptuiește miracolul transformării apei în vin, la nunta din Cana Galileii. | Muzeul Național Brukenthal, Sibiu         | Cimec    |
|      | Galatea; în registrul inventar: „Galateea” Autor: Cunego, Domenico; (SC.); Rafaello, Sanzio; (PX.); Hamilton, Gavin; (EX.) | Datare: 1771 Școală: Școală italiană Dimensiuni: L: 370 mm.; LA: 290 mm.; L: 632 mm.; LA: 470 mm.; în registrul inventar: 0,292: 0,373 Material: acvaforte și dăltiță pe hârtie | Galatea este reprezentată stând în picioare într-o scoică purtată pe mare de doi delfini, înconjurați de tritoni și nereide. În partea superioară a compoziției trei putti țintesc cu săgeți spre Galatea. Fresca lui Rafael se află în Villa Farnesina din Roma. | Muzeul Național Brukenthal, Sibiu         | Cimec    |
|      | Lusores; (Trișorii) Autor: Volpato, Giovanni; (SC.); Merisi, Michelangelo, numit Carravaggio; (PX.); Hamilton, Gavin; (EX.) | Datare: 1772 Școală: Școală italiană Dimensiuni: L: 275 mm.; LA: 320 mm.; L: 470 mm.; LA: 640 mm.; în registrul inventar: 0,323: 0,275. Material: dăltiță pe hârtie | Giovanni Volpato a gravat după o compoziție timpurie a lui Caravaggio, aflată în momentul gravării în galeria Barberini din Roma. Pictorul și gravorul surprind momentul psihologic al unui joc de cărți, în care un tânăr naiv este înșelat de doi jucători versați. Unul îi privește peste umăr cărțile și îi semnalează celuilat, care înlocuiește două cărți. Volpato adaugă un comentariu moralizator, citând din Epistolele lui Horațiu (I:19), despre efectele devastatoare ale jocurilor de noroc. | Muzeul Național Brukenthal, Sibiu         | Cimec    |
|      | Modestia et Vanitas; (Modestia și Vanitatea) Autor: Volpato, Giovanni; (SC.); Vinci, Leonardo da; (PX.); Hamilton, Gavin; (EX.) | Datare: 1770 Școală: Școală italiană Dimensiuni: L: 267 mm.; LA: 264 mm.; L: 640 mm.; LA: 475 mm.; în registrul inventar: 0,265: 0,265. Material: acvaforte și dăltiță pe hârtie | Giovanni Volpato a gravat după o pictură atribuită în secolul al XVIII-lea lui Leonardo da Vinci. În prezent, lucrarea este atribuită lui Bernardino Luini (1480/5-ante 1532). Sunt reprezentate două figuri feminine, una îmbrăcată în veșmânt monahal, alegorie a modestiei și cealaltă într-o rochie somptuoasă, alegorie a vanității. | Muzeul Național Brukenthal, Sibiu         | Cimec    |
|      | Juppiter et Antiopa; (Jupiter și Antiopa) Autor: Perini, Giuseppe Sforza; (SC.); Negretti, Jacopo, numit Palma Il Giovanne; (PX.); Hamilton, Gavin; (EX.) | Datare: 1770 Școală: Școală italiană Dimensiuni: L: 290 mm.; LA: 245 mm.; L: 642 mm.; LA: 478 mm.; în registrul inventar: 0,247: 0,29. Material: acvaforte și dăltiță pe hârtie | Giuseppe Sforza Perini a gravat după o compoziție atribuită în sec. al XVIII-lea pictorului Palma Il Giovane, aflată în colecția prințului Pio di Savoia din Roma. Tema mitologică cu substrat erotic se baza pe relatarea din scrierile lui Euripide și Hyginus. Scena se petrece pe muntele Kithairon, unde frumoasa Antiopa adormise alături de Cupido. Jupiter, deghizat în satir, o dezvelește. | Muzeul Național Brukenthal, Sibiu         | Cimec    |
|      | [Cristos în casa lui Simon Fariseul]; în registrul inventar: „Magdalena spală picioarele lui Isus” Autor: Volpato, Giovanni; (SC.); Caliari, Paolo, numit Veronese; (PX.); Hamilton, Gavin; (EX.) | Datare: 1772 Școală: Școală italiană Dimensiuni: L: 310 mm.; LA: 388 mm.; L: 470 mm.; LA: 640 mm.; în registrul inventar: 0,39: 0,31. Material: acvaforte și dăltiță pe hârtie | Giovanni Volpato a gravat după o compoziție de mari dimensiuni pictată de Veronese între 1556-1570, pentru refectoriul mănăstirii benedictine din Verona. În secolul al XVIII-lea lucrarea se afla în palatul Durazzo din Genova, iar astăzi se păstrează în colecția Galeriei Sabauda din Torino. Veronese a ilustrat un episod relatat în Evanghelia Sf. Matei (XXVI, 11) în care Maria Magdalena îi spală picioarele lui Cristos, în timpul ospățului din casa lui Simon Fariseul. | Muzeul Național Brukenthal, Sibiu         | Cimec    |
|      | [Repaus în timpul Fugii în Egipt]; în registrul inventar: „Fuga în Egipt” Autor: Capellan, Antonio; (SC.); Fiori, Federico, numit Barrocci, Federico; (PX.); Hamilton, Gavin; (EX.) | Datare: 1772 Școală: Școală italiană Dimensiuni: L: 310 mm.; LA: 247 mm.; L: 633 mm.; LA: 474 mm.; în registrul inventar: 0,25: 0,31. Material: acvaforte și dăltiță pe hârtie | Antonio Capellan a gravat după una dintre cele mai populare lucrări ale pictorului Federico Barrocci, cunoscută sub numele „Madona cu cireșe”. Pictată c.1570, lucrarea se afla în momentul gravării în colecția Aldobrandini. Titlul gravurii este substituit de un citat din Evanghelia Sf. Ap. Matei, cu referire la îndemnul divin primit de Iosif de a o lua pe Maria, împreună cu Pruncul și de a fugi cu ei în Egipt. Scena reprezentată este un popas nocturn, lângă niște copaci; în fundal sunt două construcții, una în formă de piramidă. Maria stă așezată lângă un pârâu și ia apă într-un vas, Iosif culege o ramură cu fructe și i-o dă Pruncului, iar în dreapta se află măgarul. În prim plan, în stânga, se află pălăria răsturnată a Mariei și o legătură cu lucruri. | Muzeul Național Brukenthal, Sibiu         | Cimec    |
|      | S. Catharina; (Sf. Ecaterina) Autor: Tinti, Camillo; (SC.); Mazzuoli, Girolamo Francesco Maria, numit Parmigianino; (PX.); Hamilton, Gavin; (EX.) | Datare: 1771 Școală: Școală italiană Dimensiuni: L: 335 mm.; LA: 262 mm.; L: 642 mm.; LA: 475 mm.; în registrul inventar: 0,253: 0,34. Material: acvaforte și dăltiță pe hârtie | Camillo Tinti a gravat după „Logodna mistică a Sf. Ecaterina din Alexandria”, o compoziție pictată de Parmigianino între 1527-1531, păstrată în momentul gravării în Galeria Borghese din Roma. Scena se petrece în interior. Sf. Ecaterina, sprijinită pe roata pe care avea să fie martirizată, îngenunchează în fața Maicii Domnului, care ține în poală Pruncul. Ecaterina primește de la Isus inelul de logodnă. În prim plan, capul Sf. Iosif, în profil. În fundal, în cadrul unei uși, un cuplu asistă la scena logodnei. | Muzeul Național Brukenthal, Sibiu         | Cimec    |
|      | Alexandri et Roxanae Nuptiae; (Nunta lui Alexandru cu Roxana); în registrul inventar: „Alexandru și Roxana” Autor: Volpato, Giovanni; (SC.); Rafaello, Sanzio; (PX.); Hamilton, Gavin; (EX.) | Datare: 1772 Școală: Școală italiană Dimensiuni: L: 226 mm.; LA: 460 mm.; L: 473 mm.; LA: 630 mm.; în registrul inventar: 0,46: 0,23. Material: acvaforte și dăltiță pe hârtie | Giovanni Volpato a gravat după fresca „Nunta lui Alexandru cu Roxana” pictată de elevii lui Rafael în vila marchizului Olgiati din Roma. Compoziția se bazează pe descrierea unei lucrări a pictorului Aetion, făcută de Lucian din Samosata. Roxana stă așezată pe pat și doi amorași o asistă. În fața ei, Alexandru îi oferă o coroană, asistat de Hephaistion și Hymen, zeul căsătoriei. În dreapta, un grup de amorași se joacă cu sulița, scutul și armura lui Alexandru. | Muzeul Național Brukenthal, Sibiu         | Cimec    |
|      | Nuptiae Meleagri et Atalantae; (Nunta lui Meleagru cu Atalanta) Autor: Tinti, Camillo; (SC.); Caldara, Polidoro da Caravaggio; (PX.); Hamilton, Gavin; (EX.) | Datare: 1772 Școală: Școală italiană Dimensiuni: L: 238 mm.; LA: 312 mm.; L: 473 mm.; LA: 634 mm.; în registrul inventar: 0,315: 0,244. Material: acvaforte și dăltiță pe hârtie | Camillo Tinti a gravat după o pictură murală monocromă, pictată de Polidoro da Caravaggio și Maturino da Firenze, în 1524-1525 pe fațada unui nimfeum din grădina palatului marchizului Stefano Bufalo din Roma. Scena numită în inscripție „Nunta lui Meleagru și Atalanta” reprezintă un ritual de sacrificiu. Meleagru și Atalanta asistă la un ritual în fața a trei altare, la care sunt aduși bouri pentru sacrificare. | Muzeul Național Brukenthal, Sibiu         | Cimec    |
|      | Sibyllae Qvatuor / A Raphaele Sancio Vrbinate, Romae, In Ecclesia S. Mariae Pacis Depictae; (Cele patru Sibile, pictate de Rafael în biserica Santa Maria della Pace); în registrul inventar: „Alegorie” Autor: Volpato, Giovanni; (SC.); Rafaello, Sanzio; (PX.); Hamilton, Gavin; (EX.)                                                            | Datare: 1772 Școală: Școală italiană Dimensiuni: L: 270 mm.; LA: 528 mm.; L: 470 mm.; LA: 634 mm.; în registrul inventar: 0,53: 0,27. Material: acvaforte și dăltiță pe hârtie | Giovanni Volpato a gravat după fresca pictată de Rafael și Sebastiano del Piombo, în 1514, în capela Chigi din biserica Santa Maria della Pace. Sunt figurate patru sibile, respectiv cele din Cuma, Persia, Frigia și Tibur. Fiecare dintre ele au avut revelații, prevestitoare ale nașterii lui Cristos. Revelațiile lor sunt figurate în texte înscrise pe rotulus, prezentate de îngeri. | Muzeul Național Brukenthal, Sibiu         | Cimec    |
|      | Perseus et Andromede; (Perseu și Andromeda) Autor: Volpato, Giovanni; (SC.); Caldara, Polidoro da Caravaggio; (PX.); Hamilton, Gavin; (EX.) | Datare: 1772 Școală: Școală italiană Dimensiuni: L: 245 mm.; LA: 315 mm.; L: 470 mm.; LA: 640 mm.; în registrul inventar: 0,315: 0,25. Material: acvaforte și dăltiță pe hârtie | Giovanni Volpato a gravat după o frescă pictată de Polidoro Caldara în 1524-1525, pe fațada unui nymphaeum, în grădina palatului marchizului Bufalo din Roma. Era o ilustrare a unui episod din Metamorfozele poetului latin Ovidiu (IV, 663-705). În centrul compoziției se află Andromeda, înlănțuită pe o stâncă, unde urma să fie devorată de Cetus, un monstru marin trimis de Poseidon. Perseus sosește în zbor, purtând coiful înaripat al lui Hades și o salvează pe Andromeda. La scenă asistă părinții Andromedei, regele Etiopiei Cefeus și soția sa Cassiopea. | Muzeul Național Brukenthal, Sibiu         | Cimec    |
|      | [Crearea Evei] Autor: Capellan, Antonio; (SC.); Michelangelo; (PX.); Hamilton, Gavin; (EX.) | Datare: 1772 Școală: Școală italiană Dimensiuni: L: 242 mm.; LA: 287 mm.; L: 472 mm.; LA: 635 mm.; în registrul inventar: 0,29: 0,243. Material: acvaforte și dăltiță pe hârtie | Antonio Capellan a gravat după fresca pictată de Michelangelo, pe bolta Capelei Sixtine, în cel de-al cincilea panou. Compoziția ilustrează momentul în care Domnul îi insuflă viață Evei, abia desprinsă din coasta lui Adam. Acesta este adormit, lângă trunchiul retezat al unui copac. Titlul stampei este substituit din citatul din Cartea Genezei (II, 22): Dumnezeu a făcut femeia din coasta lui Adam. | Muzeul Național Brukenthal, Sibiu         | Cimec    |
|      | S. Catherina; (Sf. Ecaterina din Siena, mireasa lui Cristos); în registrul inventar: „Sf. Ecaterina” Autor: Capellan, Antonio; (SC.); Allegri, Antonio, numit Correggio; (PX.); Hamilton, Gavin; (EX.) | Datare: 1772 Școală: Școală italiană Dimensiuni: L: 322 mm.; LA: 243 mm.; L: 630 mm.; LA: 467 mm.; în registrul inventar: 0,246: 0,325. Material: acvaforte și dăltiță pe hârtie | Antonio Capellan a gravat după o capodoperă a pictorului Correggio, datată c. 1517. Este o compoziție cu temă religioasă, înscrisă în peisaj. Sf. Ecaterina din Siena îngenunchează în fața Madonei, având sabia cu care a luptat simbolic pentru unitatea bisericii, depusă la picioarele Madonei. Sf. Ecaterina ține în mâna dreaptă ramura de palmier, simbol al martirajului și în stânga primește inelul de la Prunc. Acesta privește spre Madona, care îi încurajează gestul. | Muzeul Național Brukenthal, Sibiu         | Cimec    |
|      | Vânătoare de căprioare Autor: FYT, Jan | Datare: mijlocul secolului XVII Dimensiuni: L: 1840 mm; LA: 2680 mm (în registrul inventar: 184 x 287 cm) Material: ulei pe pânză | Vânătoarea de căprioare este doar un pretext pentru Fyt de a ne introduce în universul cadrului natural de la marginea unei păduri cu copaci rupți și trestiile din zona mlăștinoasă, din apropiere. Căprioarele și cei unsprezece câini de vânătoare sunt surprinși de pictor într-un moment de maximă atenție: declanșarea atacului pentru prinderea animalelor, care-și caută salvarea în mlaștină. Fyt realizează o viziune sintetică a naturii și a animalelor, insistând asupra detaliului grafic, artistul redând dinamica scenei cu ușurință. Întreaga scenă apare într-un ecleraj abil dozat, într-o lumină rece, fiind redată în dominante de brunuri, teruri, verde și gri, în tușe sigure. | Muzeul Național Brukenthal, Sibiu         | Cimec    |
|      | Marte și Venus pândiți de zeii din Olimp Autor: VRIENDT, Frans van, zis Floris | Datare: mijlocul secolului XVI Dimensiuni: L: 930 mm; LA: 1160 mm (în registrul inventar: 93 x 115,5 cm) Material: ulei pe lemn | În prim planul lucrării sunt reprezentate trei personaje mitologice: Marte, Venus și Amor într-o scenă intimă. Marte poartă o mantie roșie peste bustul gol și pe cap un coif cu pene roșii. În fundal, partea dreaptă, după o draperie brun închis, se zăresc câțiva zei. | Muzeul Național Brukenthal, Sibiu         | Cimec    |
|      | Moșneag cu îngerul său păzitor Autor: WILLEBORT, Thomas zis Bosschaert | Datare: mijlocul secolului XVII Dimensiuni: L: 470 mm; LA: 270 mm Material: ulei pe pânză aplicată pe lemn | În prim planul lucrării este reprezentat un bărbat în vârstă adormit, cu capul rezemat în mâna stângă, așezat pe o banca, lângă o coloană. În spatele lui un înger în veșmânt gri-perle și cu o panglică albastră stă aplecat asupra lui, iar deasupra, în cer, Fecioara Maria cu Pruncul Iisus și grupuri de îngeri. În fundal se zărește un peisaj deluros și un râu, iar cerul este parțial acoperit de nori. | Muzeul Național Brukenthal, Sibiu         | Cimec    |
|      | Vizitația (în registrul inventar: Elisabeta și Maria) Autor: WITTE, Pieter de, zis Candit | Datare: sfârșitul secolului XVI Dimensiuni: L: 260 mm; LA: 200 mm Material: ulei pe lemn | Lucrarea o înfățișează pe Maria în rochie roșie, prinsă sub bust cu un șnur răsucit și cu o mantie albastră în timp ce vorbește cu Elisabeta îmbrăcată cu o rochie verde și cu un acoperământ alb, din cap până la picioare. În spatele Mariei un bărbat și o femeie în veșminte viu colorate (oranj, albastru, verde, roz) și alte două femei din spatele unei coloane masive ce domină încăperea, asistă la discuție. Toate femeile reprezentate în lucrare, cu excepția Mariei, au capetele plecate. Un cățel mic alb, de lângă scaunul din colțul drept, este singura vietate ce nu acordă atenție scenei. | Muzeul Național Brukenthal, Sibiu         | Cimec    |
|      | Atacul hoților (în registrul inventar: Hoți atacând pe neașteptate) Autor: BREDAEL, Alexander van | Datare: a doua jumătate a secolului XVII Dimensiuni: L: 165 mm; LA: 225 mm (în registrul inventar: 17 x 23 cm) Material: ulei pe cupru | Mai multe persoane călătoresc cu trei care cu coviltir, încărcate, ce coboară un deal golaș, doar trei copaci tineri flanchează partea stângă a lucrării. Călătorii sunt atacați prin surprindere de către hoți, călare pe cai. Între călători și atacatori au loc încăierări și schimburi de focuri. Unii dintre călători sunt jefuiți, alții omorâți, iar alții puși pe fugă și amenințați cu pușca. Cu toate că situația este dramatică, cadrul ambiental este senin, cerul este parțial acoperit de nori, iar după luminozitate, ziua pare a fi după amiază. Personajele au vestimentația viu colorată. | Muzeul Național Brukenthal, Sibiu         | Cimec    |
|      | Portret de bărbat | Datare: sfârșitul primei jumătăți a sec. XIX Școală: Atelier bucureștean Dimensiuni: 714 x 585 mm Material: ulei pe pânză | Bust masculin spre dreapta. Personajul poartă un anteriu liliachiu, împodobit cu steluțe aurii și un caftan (chukha) albastru, căptușit și bordat cu blană brună, prevăzut cu un guler amplu de asemenea din blană brună. Pe cap, peste craniul pleșuv sau ras, poartă o bonetă tradițională croșetată, de culoare roșie cu ornamente negre. Figura este ovală, cu nas și ochi mari, frunte înaltă, barbă căruntă. Expresia este gravă, demnă, atentă și binevoitoare. Personajul se detașează de fundalul brun prin efecte de lumină. Compoziție bine structurată, echilibrată cromatic, dominată de brun și albastru închis, cu accente de roșu și liliachiu. | Muzeul Național Brukenthal, Sibiu         | Cimec    |
|      | Portret de femeie | Datare: sfârșitul primei jumătăți a sec. XIX Școală: Atelier bucureștean Dimensiuni: 710 x 585 mm Material: ulei pe pânză | Bust feminin ușor spre stânga, văzut frontal. Personajul vârstnic, șezând pe un fotoliu, poartă o rochie de culoare albastru închis, cu un guler amplu din muselină brodată, dispus pe trei rânduri și având adăugate în partea superioară a mânecilor un volănaș de voal. Pe piept poartă două broșe mari din aur, cea de sus în forma unei funde Louis XVI, având în centru un portret de copil, iar cea de jos sub forma unui motiv vegetal, decorată cu pietre prețioase. Pe cap poartă o bonetă cu două panglici brodate late, ce coboară peste piept, decorată în față cu motivul panseluței. Figură ovală, cu ochi mari, sprâncene groase, arcuite, ochi mari, bruni, nas mare, gură mică. Părul castaniu, despărțit în două pe mijloc, este structurat în două cocuri din câte 3 colaci, care acoperă urechile. Expresia personajului este gravă, cu un aer trist și obosit, dar binevoitoare. Compoziție bine structurată, echilibrată cromatic, personajul detașându-se de fundalul brun prin contrastul dintre tonurile închise (brunul fundalului și albastrul rochiei) și albul dantelăriei, cu accente de verde și auriu. | Muzeul Național Brukenthal, Sibiu         | Cimec    |
|      | Portretul lui Dr. Fabritius Autor: Kimm, Friedrich | Datare: anii 30 ai secolului XX Școală: Școală românească modernă; școala transilvăneană Dimensiuni: L: 750 mm; LA: 600 mm Material: cărbune pe hârtie | Portretul bust al unui bărbat (Dr. Fabritius) șezând la o masă, văzut din față, ușor întors spre stânga. Ține mâinile cu coatele sprijinite de masă. Cu mâna stângă prinde încheieturii mâinii drepte ale cărei degete ating ușor bărbia. De vârstă mijlocie, bărbatul are o frunte înaltă, accentuată de începutul de calviție și părul pieptănat spre spate. Fața e prelungă, cu trăsăturile clar desenate, sprâncene stufoase, ochi cu cearcăne pronunțate. Peste cămașă poartă o haină, iar la gât are cravată. Semnat și datat stânga jos, sub cot: „Kimm 38”. Pe versoul lucrării este o schiță în cărbune a unei case vechi. | Muzeul Național Brukenthal, Sibiu         | Cimec    |
|      | Selma von Szerwiczky | Datare: a doua jumătate a secolului al XIX-lea Școală: Școală transilvăneană (?) Dimensiuni: L: 1175 mm; LA: 670 mm Material: Ulei pe pânză | Portret de fetiță, în mărime naturală, în picioare, ușor orientată spre dreapta, într-un interior. Are părul castaniu, tuns cu breton. Chipul are trăsături delicate și privirea luminoasă, deși serioasă. Poartă pălărie albă cu catifea roșie. Mantoul lung, de culoare închisă, are nasturi metalici, iar gulerul e înnobilat cu blăniță albă. Manșonul în care fata își ține mâinile, este din aceeași blăniță. Ghetele sunt acoperite pe picior în sus de o supra-șosetă groasă. În spatele fetiței se zărește o măsuță rotundă, acoperită cu un brocat ocru auriu. În dreapta compoziției se vede o parte dintr-o sobă înaltă de tuci. Podeaua e acoperită cu un covor oriental. Fundalul este realizat în nuanțe de brun. | Muzeul Național Brukenthal, Sibiu         | Cimec    |
|      | Pădure incendiată Autor: Arthois, Jacques d' (în registrul inventar: Maniera lui Jaques d'Arthois) | Datare: mijlocul sec. XVII Dimensiuni: L: 420 mm; LA: 615 mm Material: ulei pe pânză | La liziera unei păduri, lângă un teren în pantă, ușor surpat, și cei trei-patru copaci de la marginea drumului, câteva personaje stau de vorbă. În planul secund este valea unui râu care își urmeză cursul spre fundal, unde se zăresc construcțiile unui oraș. Cromatica dominantă din prim plan este realizată în nuanțe de orcu, brun, brun-roșcat, în plan central în brun și verde, iar în fundal în nuanțe de albastru - verde și accente vii de roșu, albastru și ocru (vestimentația personajelor). | Muzeul Național Brukenthal, Sibiu         | Cimec    |
|      | La adăpost Autor: Arthois, Jacques d' (în registrul inventar: Maniera lui Jaques d'Arthois) | Dimensiuni: L: 420 mm; LA: 615 mm Material: ulei pe pânză | O mică turmă compusă dintr-un cal, o capră, un ied, este însoțită de o femeie cu copilul ei pe drumul dintre două zone împădurite. În partea stângă, trei personaje stau de vorbă lângă un copac înalt, cu trunchiul înclinat spre dreapta. Drumul se deschide în depărtare, spre o zonă deluroasă, iar cerul este parțial acoperit de nori. Paleta cromatică este dominată de nuanele de brun închis din prim plan, de accentele luminoase din fundal (cer), și cele vii, de roșu, albastru (vestimentația personajelor). | Muzeul Național Brukenthal, Sibiu         | Cimec    |
|      | Peisaj de munte cu vite Autor: BERCHEM, Claas Pietersz | Datare: mijlocul secolului XVII Dimensiuni: L: 273 mm; LA: 335 mm (în registrul inventar: 0, 270 x 0, 335 m) Material: ulei pe pânză | Într-o regiune colinară, un bărbat cu pălărie cu boruri mari, călare pe un cal, mână o turmă mică compusă din vaci, oi, o capră și un țap; lângă el merg o femeie cu fustă roșie, bluză albă, vestă albastră și șorț bej și un câine. Femeia cară un sac plin în mâna dreaptă. Grupul se deplasează din fundal spre primul plan. Femeia și bărbatul par să poarte un dialog. De pe dealul din fundal se înalță în fum gros spre cerul senin. Lucrarea are multe stângăcii în execuție. | Muzeul Național Brukenthal, Sibiu         | Cimec    |
|      | Peisaj stâncos cu vite Autor: BERCHEM, Claes Pietersz | Datare: mijlocul sec. XVII Dimensiuni: L. 275 mm, LA: 335 mm (în registrul inventar: 0,270 x 0,335) Material: ulei pe pânză | Într-un peisaj deluros, în amurgul zilei, este reprezentată o femeie (cu bluză albă, vestă roșie, fustă albastră) cu un copil în brațe, călare pe un măgar. Lângă ea stă un bărbat cu spatele la privitor, cu veșminte roșii, pălărie brun cu boruri mari și desculț. Personajele sunt înconjurate de oi, vaci și un câine și sunt plasate lângă o movilă înaltă de pământ, în dreapta lucrării. Tabloul este realizat în nuanțe de brun, ocru, verde, albastru și cu accente de roșu-vermillon (vestimentația bărbatului). | Muzeul Național Brukenthal, Sibiu         | Cimec    |
|      | Pustiirile războiului Autor: BERCHEM, Claas, Pietersz | Datare: mijlocul secolului XVII Dimensiuni: L: 830 mm; LA: 1040 mm (în registrul inventar: 0,80 x 1,02 m) Material: ulei pe pânză | Scena ilustrează cai și luptători, stafaje cu gesturi diverse. Atenția este concentrată pe primul plan, în care bărbați călare iau câțiva prozonieri; scena este mai aglomeratată în fundal stânga, ce ilustrează un grup de ostași în retragere; în dreapta jos două femei își plâng bărbații morți pe câmpul de luptă, iar lângă ele, un cal căzut sub un tufiș, din care se vede doar partea posterioară. Scena este flancată în partea dreaptă de dealul stâncos, în fundal de o zonă colinară cu arbori și de fumul gros în urma incendierii unei localități, iar cerul cu nori ocupă registrul superior al lucrării. Dominanta cromatice este realizată în nuanțe de brun, verde-brun și gri-verde, cu foarte puține accente de roșu vermillon, ocru și albastru. | Muzeul Național Brukenthal, Sibiu         | Cimec    |
|      | Atac într-un defileu Autor: BERCHEM, Claas Pietersz | Datare: mijlocul secolului XVII Dimensiuni: L: 827 mm; LA: 1040 mm (în registrul inventar: 0,80 x 1,02 m) Material: ulei pe pânză | În centrul lucrării, în primele planuri, se desfășoară o luptă crâncenă într-un defileu, între călăreți și pedeștri, printre ei aflându-se mulți luptători și cai căzuți la pământ, morți și răniți. Călărețul de pe calul alb trage cu pușca asupra luptătorului care călărește calul roșcat, iar în spatele bărbatului de pe calul alb, un războinic cu coif și armură se pregătește să îl atace cu sulița, pe la spate. Pe colina din fundal se zărește un castel. Lucrarea este realizată în nuanțe de brun (pământul), maron-roșcat (soldați, cai), verde-gri (colina și castelul), ocru- brun cu foarte puține accente de roșu vermillon, albastru (soldați), ocru-auriu (cal). | Muzeul Național Brukenthal, Sibiu         | Cimec    |
|      | Peisaj cu cornute Autor: BERCHEM, Claas Pietersz (Dirck van Bergen) | Datare: mijlocul secolului XVII Dimensiuni: L: 314 mm; LA: 403 mm (în registrul inventar: 0,320 x 0,420 m) Material: ulei pe lemn | Într-un peisaj ușor colinar, o femeie îmbrăcată cu un sarafan ce se închide cu șireturi la piept, bluză albă, șorț roșu și cu un coș cu fructe în brațe, călărește un măgar; o altă femeie, ce poartă o greutate pe cap este lângă o vacă, iar în dreapta lor, un tânăr desculț, cu pălărie cu boruri largi mână o mică turmă formată din capre și țapi; în fundal dreapta câteva vaci iar în stânga doi cai. Ziua este la asfințitul soarelui. Lucrarea este realizată, cu unele stăngăcii, în nuanțe de brun, verde-brun, gri-verde, brun-roșcat și ocru-brun. | Muzeul Național Brukenthal, Sibiu         | Cimec    |
|      | Vaca și capra la pârâu Autor: Bergen, Dirck van | Datare: a doua jumătate a secolului XVII Dimensiuni: L: 240 mm; LA: 355 mm (în registrul inventar: 0,240 x 0,360) Material: ulei pe lemn | Într-un peisaj colinar, o vacă bălțată bea apă dintr-un pârâu. În fața ei este o capră iar în spate un tufiș lângă care stă un cioban cu pălărie cu boruri mari. Pe colina din fundal dreapta se zăresc ruinele unei cetăți iar în stânga o clădire cu turn rotund. Ziua este spre asfințit. | Muzeul Național Brukenthal, Sibiu         | Cimec    |
|      | Peisaj cu ruină Autor: BLOEMEN, Jan Frans zis Orizonte (Jan Frans Bloemen - Orizonte ?) | Datare: a doua jumătate a sec. XVII Dimensiuni: L: 845 mm; LA: 1105 mm (în registrul inventar: 0,850 x 1,120 m) Material: ulei pe pânză | Într-un peisaj colinar, dominat de cerul înnourat (redat în nuanțe de albastru, alb, gri, ocru deschis) ce ocupă 2/3 din suprafața lucrării, se zăresc ruinele unui castel înconjurat de câțiva copaci, în centru. În prim planul lucrării, puțin spre dreapta este un izvor ce țâșnește dintr-o construcție sub forma unui mic turn, iar pe marginea pârâului format, cele câteva persoane care stau pe pietrele înalte se pregătesc să se spele. Lucrarea este realizată în game de brun, brun-roșcat, verde-brun și ocru. | Muzeul Național Brukenthal, Sibiu         | Cimec    |
|      | Peisaj cu ruine antice Autor: BLOEMEN, Jan Frans zis Orizonte (Jan Frans Bloemen - Orizonte ?) | Datare: a doua jumătate a sec. XVII Dimensiuni: L: 843 mm: LA: 1100 mm (în registrul inventar: 0,830 x 1,110 m) Material: ulei pe pânză | Într-un peisaj aflat la marginea unei localități, patru persoane trec pe cărarea dintre stânci, coloanele în ruine acoperite de verdeață și o urnă de mari dimensiuni așezată pe un postament de piatră, aflată în partea stângă. Spațiul pictural este delimitat de prezența a doi copaci în stânga și dreapta, iar în perspectivă îndepărtată se zăresc un pisc muntos și o zonă colinară, albia unui râu și câmpia întinsă, dar și cerul albastru acoperit de norii luminoși. În primul plan lucrarea este realizată în nuanțe de brun și brun roșcat, iar fundalul în dominante cromatice de albastru, ocru și verde deschis. | Muzeul Național Brukenthal, Sibiu         | Cimec    |
|      | În atelierul de pictură Autor: BOS, Balthasar van den (în maniera lui) | Datare: sfârșitul sec. XVII Dimensiuni: L: 520 mm; LA: 620 mm Material: ulei pe pânză | Poziția centrală a lucrării este ocupată de pictorul redat în ambianța sa, așezat în fața șevaletului, cu spatele la privitor, care execută portretul doamnei aflată în stânga lui, alături de fiica ei. Doamna poartă o rochie bleumarin închis, cu mâneci ample, în combinație cu alb, iar în spatele rochiei este prinsă o trenă amplă, ocru-aurie. În partea stângă este etalată, pe dalele din piatră, recuzita prezentă și în alte lucrări ale lui Balthasar van den Bos, un glob terestru de suportul căruia este prinsă o textură roșie cu albastru și două sculpturi - portrete bust. Atelierul este redat în semi-obscuritate; o sursă de lumină, ce pornește din partea stângă sus și care nu se vede, este direcționată pe personajele feminine model, recuzita de lângă ele și parțial pe spatele pictorului. Dominanta cromatică este în nuanțe de brun cu accente de roșu, ocru-auriu și gri-verde. | Muzeul Național Brukenthal, Sibiu         | Cimec    |
|      | În atelierul de sculptură Autor: Balthasar van den Bos (în maniera lui) | Datare: sfârșitul secolului XVII Dimensiuni: L: 520 mm; LA: 605 mm (în registrul inventar: 0, 520 x 0,620 m) Material: ulei pe pânză | Artistul sculptor este reprezentat șezând în fața operei sale, având capul întors spre cele trei personaje masculine - probabil colecționari de artă interesați să cumpere sculptura de mari dimensiuni. Atelierul este redat în semi-obscuritate, un fascicol luminos ce pornește de undeva de sus este direcționat pe spatele sculptorului, pe lucrările acestuia și pe doi dintre cei trei cumpărători. | Muzeul Național Brukenthal, Sibiu         | Cimec    |
|      | Anna de Austria, a IV-a soție a lui Felipe II, regele Spaniei Autor: Anonim flamand (în registrul inventar: Anonim olandez) | Datare: sfârșitul secolului XVII - începutul secolului XVIII Dimensiuni: L: 70 mm; LA: 52 mm Material: ulei pe hârtie | Lucrarea în miniatură reprezintă bustul unei femei ușor întoarse spre stânga. Personajul redat poartă o rochie neagră, cu guler înalt, în stil spaniol, și bonetă mică pe cap. Gulerul, eșarfa și boneta de culoare ocru deschis accentuează fizionomia personajului ce se evidențiază pe fundalul neutru, închis. Personajul este pictat ”ad vivum”, pictorul reușind să dea mai multă expresivitate portretului prin prospețimea obrajilor și buzele senzuale. În cazul acestei lucrări, cunoscută anterior sub denumirea ”Doamnă distinsă cu bonetă”, identificarea personajului a fost posibilă prin comparația cu portretul reginei Anna de Austria, soția regelui Felipe al II-lea al Spaniei, din colecția Kunshistorisches Museum din Viena, pictat în 1571 de către Alonso Sanchez. | Muzeul Național Brukenthal, Sibiu         | Cimec    |
|      | Helen Fourment, a doua soție a lui Rubens Autor: Rubens, Peter Paul | Datare: prima jumătate a secolului XVII Dimensiuni: L: 590 mm; LA: 375 mm (în registrul inventar: 0,59 x 0,38) Material: ulei pe lemn | Femeia reprezentată (Helen Fourment) stă în picioare pe o mantie roșie. Ea ține cu amândouă mâinile o mantie închisă la culoare, cu o bordură lată ornamentală, căptușită cu blană, în jurul trupului gol. Femeia cu părul roșcat, tuns sub ureche și lăsat liber, are prins în vârful capului un voal scurt, ochii puțin oftalmici, îndreptați spre privitor, sprâncenele ușor arcuite, nasul drept și obrajii îmbujorați. | Muzeul Național Brukenthal, Sibiu         | Cimec    |
|      | Vânătoare de mistreț Autor: SNYDERS, Frans | Datare: prima jumătate a sec. XVII Dimensiuni: L: 1840 mm; LA: 3020 mm (în registrul inventar: 1,82 x 2,99 m) Material: ulei pe pânză | Imaginea tabloului este ocupată aproape în totalitate de prezența unui porc mistreț de mari dimensiuni care este fugărit în mare viteză de o haită de câini de vânătoare, din partea dreaptă spre stânga tabloului. Unul dintre câini, cel din prim plan, face o acrobație, dându-se peste cap, întreaga scenă caracterizându-se printr-un puternic dinamism. Linia orizontului este foarte înaltă, cerul este acoperit de norii plumburii. Dominanta cromatică este realizată în nuanțe de brun (mistrețul), maron-roșcat, ocru deschis (câinii) și verde-brun (cadrul natural). | Muzeul Național Brukenthal, Sibiu         | Cimec    |
|      | Animale în peisaj deluros Autor: SNYDERS, Frans (?) | Datare: primul sfert al secolului XVII Dimensiuni: L: 1545 mm; LA: 2215 mm (în registrul inventar: 1,59 x 2,21m) Material: ulei pe pânză | Într-un peisaj colinar, o turmă mică formată dintr-o vacă, un câine sălbatic african, o capră și un măgar este redată alături de un cârd compus din două rațe sălbatice, doi fazani, un cocoș și un curcan, o găină, un păun și două dropii, dar și un iepure, în prim planul lucrării. Atât păsările cât și animalele manifestă o atenție aparte, între ele pare să existe un dialog al privirilor. În planul secund un bărbat pune șaua pe un cal, iar alți cai albi și mânjii lor sunt lângă o căruță. Trei păsări zboară pe cerul cu lumini specifice amurgului zilei. Lucrarea este realizată în nuanțe de ocru, brun, brun-roșcat cu accente de gri-perle, roșu-vermillon și albastru. | Muzeul Național Brukenthal, Sibiu         | Cimec    |
|      | Trei evrei Autor: Toorenvliet, Jakob | Datare: sfârșitul sec. XVII Dimensiuni: L: 425 mm; LA: 615 mm Material: ulei pe lemn | Într-o încăpere relativ mică, lângă câteva trepte în fundal, trei bărbați stau la o masă pătrată din lemn, fiind concentrați asupra cărților din fața lor. Unele dintre ele, cele mari sunt deschise, iar cele mai mici, închise și răspândite pe masă. Bărbatul din stânga citește, iar cel din față și din dreapta discută pe marginea textului citit. Potrivit vestimentației, personajele aparțin clasei de mijloc a societății. Ei poartă haine ample de culoare închisă; unul dintre ei are căptușala din blană, altul poartă o beretă, iar ceilalți căciuli căptușite cu blană și toți gulere albe în pliuri. Cei trei bărbați au barbă și sunt îmbujorați. Interiorul este realizat în nuanțe de brun, vestimentația bărbaților este neagră, brun, ocru-verde închis și ocru deschis la gulere. | Muzeul Național Brukenthal, Sibiu         | Cimec    |
|      | Judecata de apoi Autor: Vriendt, Frans de, zis Floris | Datare: prima jumătate a sec. XVI Dimensiuni: L: 260 mm; LA: 403 mm (în registrul inentar: 0, 26 x 0,38 m) Material: ulei pe lemn | Lucrarea urmează o schemă compozițională tradițională: registrul superior reprezintă Raiul cu judecătorul divin în mijloc. Mâna sa stângă indică iadul pentru damnați (cei osândiți la chinurile iadului), în timp ce mâna dreaptă îi binecuvântează pe favorizații sorții. Fecioara și Ioan Botezătorul stau cu el în nori, intervenind în numele muritorilor. Ei sunt încurajați de apostoli, profeți, martiri și sfinți. Într-un medalion oval, arhanghelul Mihail execută judecata cu sabia. Personajele din stânga care sunt îngenunchiate și se ridică dintre cei morți sunt binecuvântați; ei sunt mai numeroși decât damnații din partea dreaptă. Aceștia din urmă sunt grupați și chinuiți de satirii cu coarne și pielea tuciurie și de câinii iadului. Toate personajele sunt reprezentate nude, pictorul nereușind o redare anatomică perfectă, compoziția pierzând prin claritate. | Muzeul Național Brukenthal, Sibiu         | Cimec    |
|      | Băiat cu urcior Autor: Dorschlag, Carl | Școală: Școală transilvăneană Dimensiuni: L: 1010 mm; LA: 680 mm Material: ulei pe carton | Nudul de băiat este redat din față, întors spre stânga 1/3. Capul este aplecat și întors spre dreapta 1/3. Băiatul are mâinile pe lângă corp, în mâna stângă ține un urcior. Se sprijină pe piciorul stâng, având genunchiul drept ușor flexat. Tânărul are părul scurt, ține pleoapele plecate, privirea în jos. Artistul descrie cu atenție oasele și musculatura feței, gâtului și umerilor. Forma și mușchii întregului corp sunt evidențiați din nuanțările meșteșugite ale culorilor și jocul umbrelor. Cromatica este menținută în griuri și alburi colorate. Lucrarea este semnată (monogramă) și datată, dreapta jos, cu gri: „9CD7.VI”. | Muzeul Național Brukenthal, Sibiu         | Cimec    |
|      | Fr. Michael Herberth Autor: Dorschlag, Carl | Școală: școală transilvăneană Dimensiuni: L: 1150 mm; LA: 880 mm Material: ulei pe pânză | Lucrarea îl reprezintă pe Friedrich Michael Herberth (1802–1889), fondatorul și directorul Băncii de Economii din Sibiu, într-un portret executat la comandă. Personajul este redat în picioare, pe trei sferturi, frontal, cu capul întors 1/3 spre stânga, sprijinindu-se ușor cu mâna dreaptă de un birou sugerat doar, în stânga compoziției. Are părul alb, scurt, pieptănat spre dreapta, cu perciuni lungi, barbă și mustață. Fruntea este lățită de începutul de calviție și e marcată de două riduri adânci între sprâncene. Bărbatul poartă o haină de stofă ocru-cafeniu, cu rever lat, descheiată la nasturi, vestă neagră, încheiată, cămașă albă, lavalieră neagră și pantaloni gri. La vestă se vede lănțișorul unui lornion. În mâna stângă ține un carnet și un toc. Personajul se profilează pe un fond neutru, ocru verzui. Lucrarea este semnată (monogramă) și datată, dreapta sus, cu roșu: „9CD8”. | Muzeul Național Brukenthal, Sibiu         | Cimec    |
|      | Johann Draser Autor: Dorschlag, Carl | Datare: sf. sec. XIX - înc. sec. XX Școală: școala transilvăneană Dimensiuni: L: 1075 mm; LA: 820 mm Material: ulei pe pânză | Bărbatul tânăr este redat în mărime trei sferturi, văzut din față, cu o foarte ușoară orientare a privirii înspre dreapta, într-o portretizare convențională. Are fața ovală, părul șaten ondulat, cu cărare pe dreapta, fruntea înaltă, ca într-un ușor început de calviție. Ochii sunt de culoare închisă, buzele cărnoase, poartă mustață tunsă foarte scurt. Tenul este redat în nuanțe de ocru deschis și ușoare intervenții de roșu foarte deschis. Lumina, care vine dinspre partea dreaptă, îi cade mai ales pe frunte. Bărbatul poartă o haină lungă, închisă la culoare, cu rever larg, vestă neagră, cu nasturii închiși. De vestă este prins lănțișorul auriu al unui lornion. Personajul are cămașă albă și papion negru. Modelul este profilat pe un fond neutru, gri verzui. | Muzeul Național Brukenthal, Sibiu         | Cimec    |
|      | Cap de bărbat - studiu Autor: Dorschlag, Carl | Școală: școală transilvăneană Dimensiuni: L: 600 mm; LA: 480 mm Material: ulei pe pânză | Bărbatul este redat în semi profil 3/4 spre dreapta. Are părul negru, bogat, iar perciunii lungi se prelungesc cu barba lungă, căruntă, despicată (la modă pe la mijlocul secolului XIX). Sprâncenele sunt bine conturate, fruntea încrețită, ochii de culoare deschisă, verzui, privirea încruntată, nasul mare, drept. Mustața mare și stufoasă, sură, ca și barba îi acoperă buza superioară. Chipul este realizat în tonuri luminoase de ocru și nuanțe luminoase de roșu. Bărbatul poartă un costum de epocă, din care se vede mâneca bogată, ca a unei mantale, peste care o placă este prinsă într-o curelușă ce vine din spate. La gât poartă o eșarfă scurtă, neagră. Este probabil o uniformă de ofițeri de cuirasieri sau de dragoni (la umăr se vede sistemul de prindere a cuirasei, decorată pe piept cu un motiv sub formă de schelet de pește. Pe piept, sub cuirasa, se vede marginea vestonului, decorată cu broderii pe roșu). Portretul se profilează pe un fundal neutru, în nuanțe de ocruri și brunuri. Lucrarea este semnată (monogramă) și datată, dreapta jos, cu gri: „9/2CD84”. | Muzeul Național Brukenthal, Sibiu         | Cimec    |
|      | Țigan Autor: Dorschlag, Carl | Școală: Școală transilvăneană Dimensiuni: L: 600 mm; LA: 490 mm Material: ulei pe pânză | Modelul este un țigan de vârstă mijlocie, portretizat bust, în semi profil ¾, spre stânga. Are părul lung, în cârlionți ce îi cad până aproape de umeri, șaten închis, pieptănat cu cărare pe mijloc. Fruntea este ridată și arcadele bine conturate, ochii de culoare închisă, nasul coroiat, mare. Mustața bogată se prelungește până la bărbie, într-un cioc tăiat scurt. Bărbatul poartă o cămașă albă largă, tip ie, cu guler scurt, descheiată la gât, prinsă într-un brâu, cu o cataramă mare, redată parțial. Portretul se profilează pe un fond neutru, realizat în nuanțe de ocru, gri și brun. Lucrarea este semnată (monogramă) și datată stânga jos, cu brun roșcat: „4/VIICD87”. | Muzeul Național Brukenthal, Sibiu         | Cimec    |
|      | Franz Gebbels, portret Autor: Dorschlag, Carl | Școală: școală transilvăneană Dimensiuni: L: 705 mm; LA: 540 mm Material: ulei pe pânză | Personajul portretizat este Franz Gebbel (1835-1877), important om politic și publicist, activ în mișcarea de apărare a drepturilor comunității săsești. Din anul 1868, a fost redactor al ziarului Siebenbürgisch-Deutschen Wochenblatt. Lucrarea este realizată conform rețetei picturii academiste: desenul construiește forma și descrie detaliile feței și costumului, culoarea se menține într-o gamă restrânsă de brun și ocru. Esențialul constă în rememorarea fizionomiei modelului. Modelul este redat bust (până sub piept), profil 1/3 spre dreapta. Personajul poartă părul scurt, pieptănat spre spate, cu perciuni care se continuă cu barba bogată, tunsă scurt și mustață. Fruntea este înaltă, cu un început ușor de calviție, ochii albaștri, nasul drept. Bărbatul poartă vestimentație orășenească, după moda central europeană a celei de-a doua jumătăți a secolului al XIX-lea: haină neagră cu rever lat, cămașă albă, cu pliuri și papion negru. Privirea încrezătoare și sigură, ținuta sobră, descriu caracterul unui bărbat puternic, cu o poziție socială importantă. Portretul se profilează pe un fond neutru, în griuri închise. Lucrarea este semnată și datată dreapta sus, cu roșu: „C.Dörschlag 77 – 78”. | Muzeul Național Brukenthal, Sibiu         | Cimec    |
|      | Dr. W. Brukner Autor: Dorschlag, Carl | Școală: școală transilvăneană Dimensiuni: L: 1102 mm; LA: 860 mm Material: ulei pe pânză | Lucrarea îl reprezintă pe dr. Wilhelm Bru(c)kner, consilier regal. Bărbatul este reprezentat într-un interior, în picioare, pe trei sferturi, văzut din față, cu corpul și capul orientate 1/3 spre dreapta. Ține mâinile împreunate, în zona abdomenului, iar în mâini are un carnet și un creion. Bărbatul are părul grizonat pieptănat cu cărare pe mijloc. Poartă mustață și cioc, și ele cărunte. Are ochelari. La haină este prins lănțișorul auriu al unui ceas. Este îmbrăcat într-o ținută sobră, cu o haină lungă, de culoare închisă, cu reverul larg, de sub care se vede cămașa albă cu guler scurt pe gât și cravata gri deschis, legată într-un nod mare. Interiorul în care este plasat personajul cuprinde un birou acoperit cu un material textil verde (în stânga compoziției) pe care se află câteva cărți și o călimară, și un scaun capitonat cu piele în dreapta. O draperie ocru auriu închide compoziția pe latura dreaptă. Fundalul este realizat în nuanțe de ocru verzui. Lucrare semnată și datată stânga sus cu roșu: „C. Dörschlag 97”. | Muzeul Național Brukenthal, Sibiu         | Cimec    |
|      | Portret de bărbat Autor: Dorschlag, Carl | Datare: sf. sec. XIX - înc. sec. XX Școală: Școală transilvăneană Dimensiuni: L: 1090 mm; LA: 855 mm Material: ulei pe pânză | Bărbatul este reprezentat în mărime trei sferturi, șezând, picior peste picior, într-un interior. Modelul e instalat confortabil într-un fotoliu tapisat cu catifea roșie. Este de vârstă mijlocie, șaten, cu un început destul de pronunțat de calviție. Poartă mustață. Este îmbrăcat cu o haină după moda celei de-a doua jumătăți a secolului al XIX-lea, neagră, descheiată, sub care se vede vesta, tot neagră, cu nasturii încheiați, și cămașa albă. Gulerul scurt, pe gât al cămășii este prins într-o bentiță neagră. Tot aici este prinsă și Crucea mare a Ordinului de Malta. Pantalonii gri fac un contrast elegant cu haina. La o butonieră a vestei este legat lănțișorul auriu al unui ceas de buzunar. Bărbatul ține mâinile împreunate în poală, peste niște hârtii, probabil acte. La mâna stângă are un inel cu sigiliu pe degetul mic și verighetă. În stânga compoziției se află biroul, redat parțial, acoperit cu o față de masă cu franjuri, din catifea verde cu ornamente florale, pe care se află câteva volume, acte și o pană de scris. Fundalul este neutru, în nuanțe de brun. | Muzeul Național Brukenthal, Sibiu         | Cimec    |
|      | Portretul lui Gustav Thalmann Autor: Dorschlag, Carl | Școală: școala transilvăneană Dimensiuni: L: 1280 mm; LA: 830 mm Material: ulei pe pânză | Gustav Thalmann, cunoscut susținător al drepturilor sașilor în Transilvania, a fost comite între anii 1891–1910. Carl Dörschlag îl înfățișează într-un portret în picioare, mărime trei sferturi, paginare cunoscută pentru efectul de monumentalitate, cu capul întors spre dreapta 1/3. Are ochi albaștri și mustață căruntă. Pe cap poartă căciulă, în mâini ține sabia. Comitele este înfățișat în veșminte de paradă, cu căciulă de astrahan împodobită cu pană de păun prinsă într-o bijuterie de argint aurit și pietre prețioase, haina cu guler de blană scumpă, colanul și cordonul din argint aurit cu pietre prețioase și semiprețioase, decorații și medalii ale casei imperiale și sabia de paradă împodobită cu pietre prețioase. Pe piept, în dreapta, steaua de comandor al Ordinului imperial austriac Franz Joseph, regulamentar asociată cu crucea aceluiași ordin, purtată la gât. Pe piept, în stânga: Medalia Apărării Civice Pragheze din 1866. La mâneca stângă se vede butonul de aur cu rubin, pe degetul mic al mâinii drepte are un inel de aur cu rubin, nasturii sunt de argint aurit cu perle. Personajul se profilează pe fondul în nuanțe de verde. Lucrarea este semnată (monogramă) și datată, stânga jos cu roșu: „CD1911”. | Muzeul Național Brukenthal, Sibiu         | Cimec    |
|      | Portretul soției artistului Autor: Tonitza, Nicolae | Datare: Primul sfert al sec. XX Școală: Școală românească modernă Dimensiuni: L: 419 mm; LA: 267 mm Material: ulei pe carton | Soția pictorului este redată într-un portret bust, din profil, spre stânga, pe un fond neutru. Are părul pieptănat pe spate, fruntea înaltă, nasul fin, drept, gura cu buze pline, frumos desenată. În reprezentarea ochilor artistul folosește acea pată de culoare închisă, rotundă, care induce nota de mister. Decolteul rochiei evidențiază delicatețea gâtului și a curburii umărului. Culoarea, ținută într-o gamă restrânsă de ocruri și brunuri (singurele accente fiind în roșul gurii și verdele rochiei) este așternută în tușe largi, rapide. | Muzeul Național Brukenthal, Sibiu         | Cimec    |
|      | Autoportret Autor: Tonitza, Nicolae | Școală: Școală românească modernă Dimensiuni: L: 335 mm; LA: 330 mm Material: ulei pe pânză | Artistul se portretizează frontal, bust, profilat pe un fond neutru. Poartă pălărie trasă șăgalnic pe frunte, pe partea stângă. Culoarea, în tonuri și valorații de ocruri și brunuri, construiește formele, aplicată în tușă păstoasă. Semnat și datat dreapta spre mijloc, pe rever, cu cafeniu: „Tonitza 1914”. | Muzeul Național Brukenthal, Sibiu         | Cimec    |
|      | Portret de femeie din profil Autor: Tonitza, Nicolae | Școală: Școală românească modernă Dimensiuni: L: 845 mm; LA: 555 mm Material: ulei pe pânză | Tânăra femeie, redată șezând, bust (până în dreptul taliei), profil spre stânga, pe un fond neutru. Paginarea este mai puțin inspirată, bustul fiind plasat prea jos în cadrul tabloului, cu intenția de a permite desfășurarea cu tendință decorativă a impunătoarei și grațioasei pene prinsă în pălăria cărămizie de modă 1900, înnodată sub bărbie. Ochii sunt ascunși sub borul pălăriei, la fel mâinile, înmănușate sunt vag desenate. Nasul, și mai ales gura și bărbia sunt desenate cu atenție și o doză de senzualitate. Femeia poartă o rochie gri perlat cu buline verzi. Pensulația este ușoară, iar culorile alese sunt diafane: alburi colorate, griuri perlate și rozuri înviorate de fugare tușe verzi-albăstrii în descrierea bluzei, a fundei și a penelor, ocruri aurii pentru tenul gâtului și al feței și accentul roșu cărămiziu al pălăriei și gurii. Semnat și datat stânga sus, cu brun: „N. Tonitza 1915”. | Muzeul Național Brukenthal, Sibiu         | Cimec    |
|      | Flori Autor: Tonitza, Nicolae | Datare: primul sfert sec. XX Școală: Școală românească modernă Dimensiuni: L: 400 mm; LA: 237 mm Material: ulei pe carton | În vaza de ceramică în formă de amforă, înaltă, cu modele stilizate în ocru și brun, e aranjat un buchet de trandafiri galbeni. Printre flori se strecoară discret frunzele în nuanțe calde de verde. O floare e căzută pe masă, la baza vasului. Modelul fundalului, ce pare un furnir cu intarsii, e realizat în tonuri de brunuri. Semnat stânga sus, cu verde închis: „Tonitza”. | Muzeul Național Brukenthal, Sibiu         | Cimec    |
|      | Dr. jur. J. Bedeus von Scharberg | Dimensiuni: L: 1150 mm; LA: 870 mm Material: ulei pe pânză | Lucrarea îl reprezintă pe Dr. Josef Bedeus von Scharberg, director al Bodenkreditanstalt, membru al curatoriul Muzeului Brukenthal. Modelul este înfățișat în picioare, în mărime ¾, într-un interior. Bărbatul are o vârstă înaintată, păr puțin, lins, și o frunte lățită de calviție. Ochii sunt marcați de pleoapele ușor căzute și cearcănele pronunțate. Fața prelungă este acoperită parțial de barba și mustața bogate, sure. Este îmbrăcat simplu, cu o haină cafeniu închis de sub care se vede la gât cămașa albă și pantaloni ocru verzui. În mâna dreaptă, cu care se sprijin de o masă are un toc cu peniță. Pe masa redată parțial, acoperită cu o țesătură de culoare roșie, se află câteva volume copertate și o călimară neagră cu un alt toc de scris. Fondul lucrării este realizat în nuanțe de ocru și gri. Tabloul este semnat (monogramă) și datat, dreapta jos, cu roșu: „9CD5”. | Muzeul Național Brukenthal, Sibiu         | Cimec    |
|      | Băiat cu baston Autor: Dorschlag, Carl | Școală: școala transilvăneană Dimensiuni: L: 1010 mm; LA: 680 mm Material: ulei pe carton | Nudul de băiat este redat în picioare, din spate, întors 1/3 înspre privitor. Copilul își sprijină mâinile întinse într-un baston. Sunt redate cu atenție și finețe profilul delicat cu nasul puțin cârn și bretonul scurt, linia fină a gâtului, brațele, corpul și picioarele subțiri, dar cu musculatura deja conturată, abdomenul puțin bombat specific copiilor, curbura coloanei vertebrale adâncită în zona lombară. Lucrarea este realizată în ocruri, griuri și alburi colorate. Lumina cade pe spatele copilului, aruncând umbra înspre față stânga. Fondul este păstrat în aceeași cromatică luminoasă, conferind lucrării o atmosferă de seninătate și candoare. Lucrare semnată (monogramă) și datată, dreapta jos, cu gri: „CD.03”. Pandant cu lucrarea Băiat cu urcior, inv. 1305. | Muzeul Național Brukenthal, Sibiu         | Cimec    |
|      | Samuel Traugott Binder Autor: Dorschlag, Carl | Școală: Școală transilvăneană Dimensiuni: L: 1150 mm; LA: 880 mm Material: ulei pe pânză | Lucrarea îl reprezintă pe Dr. Med. Samuel Traugott Binder, medic în Mediaș. Personajul este redat în mărime trei sferturi, în picioare, orientat spre dreapta 1/3, sprijinindu-se cu mâna stângă de spătarul unui scaun din piele. Bărbatul este în vârstă, are părul alb, ușor ondulat, pieptănat cu cărare pe stânga. Are mustață albă și ea, bogată. Este înveșmântat într-o ținută elegantă, cu o haină lungă, neagră, vestă neagră, la care se vede lănțișorul unui lornion, pantaloni negri, cămașă albă cu nasturi de perle și guler scurt, la care are prins un papion negru. La mâna dreaptă poartă un inel de aur pe arătător și o verighetă pe inelar. Figura se profilează pe fondul neutru, în nuanțe de verde. Lucrarea este semnată (monogramă) și datată, stânga sus, cu negru: „9CD8”. | Muzeul Național Brukenthal, Sibiu         | Cimec    |
|      | Educația lui Amor | Datare: sec. XVII Școală: Școală italiană Dimensiuni: 1630 x 1140 mm (în registrul inventar: 166 x 116 cm) Material: ulei pe pânză | Pe trunchiul unui stejar bătrân șede spre stânga Mercur, nud, cu pălăria înaripată (petasus) pe cap și sandale cu carâmb (calligae) în picioare, având brațul drept și coapsa stângă acoperită de o mantie albastră. Între degetul arătător și mijlociu al mâinii stângi el ține o foaie sprijinită pe coapsa sa stângă, de pe care Amor citește. Amor, blond și nud, are partea superioară a aripilor colorată în albastru-verzui. La stânga, văzută frontal, puțin spre dreapta, stă Venus, blondă și înaripată, încercând să rețină din cădere veșmântul ei liliachiu. Sub același braț ea ține arcul lui Amor iar la picioarele ei zace o tolbă cu săgeți. Compoziție bine structurată, dominată de brunurile din fundal, de care personajele se detașează prin efectele de lumină. Accentele de purpuriu, albastru și auriu înviorează cromatic lucrarea, susținând armonios efectele de lumină. | Muzeul Național Brukenthal, Sibiu         | Cimec    |
|      | Conversație Autor: Brouwer, Adriaen | Datare: prima jumătate a secolului XVII Dimensiuni: L: 158 mm; LA: 205 mm (în registrul inventar:16 x 20,5 cm) Material: ulei pe lemn | Pe ulița de la marginea unui sat, un țăran și o țărancă stau de vorbă; femeia șade pe un buștean iar bărbatul din fața ei stă în picioare și gesticulează în timp ce vorbește. Ambii țărani au veșminte brun, brun roșcat și ocru. În spatele femeii o vacă se îndreaptă în peisajul redat în fundalul lucrării. În partea dreaptă este reprezentată o casă țărănească cu acoperiș din paie și gard din lemn. Cadrul natural este redată în nuanțe de verde intens. | Muzeul Național Brukenthal, Sibiu         | Cimec    |
|      | Țăran turmentat Autor: Brouwer, Adriaen | Datare: prima jumătate a secolului XVII Dimensiuni: L: 190 mm; LA: 160 mm (în registrul inventar: 20 x 17 cm) Material: ulei pe lemn | Un țăran cu haină roșie, pantaloni brun roșcat și basc brun închis este așezat pe un scaun mic cu spătar. Bărbatul își rezeamă capul în mâna stângă, sprijinită de colțul mesei pe care este o cană de lut maron iar în mâna dreaptă ține o cană mare din lut ocru și verde. O lumină caldă cade pe peretele din stânga țăranului și pe podea, la picioarele lui. | Muzeul Național Brukenthal, Sibiu         | Cimec    |
|      | Încăierare la jocul de cărți Autor: Brouwer, Adriaen | Datare: prima jumătate a secolului XVII Dimensiuni: L: 350 mm; LA: 270 mm Material: ulei pe lemn | Patru țărani aflați într-o încăpere pentru a juca cărți ajung la ceartă. În prim planul lucrării sunt lăsate câteva obiecte pe pardoseală: un recipient brun roșcat din lut, un pahar, o spadă, cărți de joc și bani. De pe baca din lemn aflată între cei doi bărbați aflat în conflict, cad pe podea încă trei cărți. Trei țărani maltratează pe un al patrulea. O țărancă în vârstă îl trage de umărul cămășii, lăsând să se vadă astfel o rană la umărul țăranului agresat. Un tânăr țăran cu pantaloni verzi și jachetă roșie, cu piciorul drept pe bancă, îl lovește în cap pe țăranul rănit ce ține în mâna dreaptă un cuțit. O țărancă cu basma pe cap, care vrea să intre în cameră, privește cu uimire scena de la micul geam al ușii din fundal. | Muzeul Național Brukenthal, Sibiu         | Cimec    |
|      | Incendierea Troiei | Datare: prima jumătate a sec. XVII Școală: Școală germană Dimensiuni: L. 540 mm. ; L.A. 48 mm. Material: ulei pe cupru | Troia incendiată și deja în ruine apare în fundal pe 2/3 din suprafața lucrării, distingându-se anevoie din bezna nopții, luminată de flăcări uriașe și de multe-multe luminițe (torțe, lumânări) ale oamenilor ce fug încercând să se salveze. Arcade și ziduri prăbușite apar din stânga-sus (pe o stâncă) până în dreapta-jos, unde e sugerată apa mării. În centrul compoziției, mai în adâncime, apare și „calul troian” înconjurat de mulțimea (siluete stafaj), alegând înspăimântată. În prim-plan, tot pe o diagonală dinspre stânga spre dreapta, numeroasele personaje ce se înghesuie, sunt mai bine redate, cu vestimentație (roșu, alb, gri, albastru, galben), cu trupurile în mișcare și fizionomiile (bărbați, femei și copii), luminate palid de focurile din jur. Printre personaje apare și un bărbat cu mantie și pălărie roșie cu panaș alb (cu armură ca de secol XVII) apoi Eneas îmbrăcat ca un centurion roman. În jurul lui e familia sa și el îl poartă pe Anchises în spinare. Apare și un cal alb prin mulțimea ce se îndreaptă spre câteva ambarcațiuni pe care se încarcă deja butoaie și lăzi. Atmosfera de grabă spaimă și agitație e subliniată de mulțimea în mișcare cu gesturile foarte diversificate, dar și de eclerajul slab, umbrele numeroase și redarea spectaculoasă a incendiului. | Muzeul Național Brukenthal, Sibiu         | Cimec    |
|      | Închinarea Magilor Autor: Saraceni Carlo (după); Adam Elsheimer (în maniera) | Datare: ca. 1600 Școală: Școala italiană? Școala germană? Dimensiuni: Î. 490 mm; LA. 390 mm Material: ulei pe cupru | Deși originar din Veneția, dar activ o lungă perioadă din cariera sa la Roma, pictorul Carlo Saraceni a fost profund marcat de maniera pictorului german Adam Elsheimer, stabilit și el la Roma. Tabloul "Închinarea Magilor" din colecția Muzeului Național Brukenthal este menționat în Registrul de inventar ca fiind o replică după un tablou al lui Saraceni (?). Cert este faptul că în compoziția temei tabloului, desen și cromatică se regăsesc trăsături comune ambilor pictori menționați mai sus, ale căror lucrări au fost adesea confundate. (Comparații posibile cu Carlo Saraceni, "Naștera lui Isus", ca. 1610, Residenzgalerie Salzburg; Adam Elsheimer, "Sfânta Familie cu Ioan Botezătorul", ca. 1599, Gemäldegalerie Berlin). | Muzeul Național Brukenthal, Sibiu         | Cimec    |
|      | Închinarea Magilor Autor: Bassano Jacopo; (După) | Datare: sfârșit secoll XVI - început secol XVII Școală: Școala italiană Dimensiuni: Î. 270 mm; LA. 206 mm Material: ulei pe lemn de fag | În colecțiile Institutului Național de Grafică din Roma se păstrează o gravură realizată de Sadeler Raphael il Vecchio în anul 1598 (Istituto Nazionale per la Grafica, Roma, inv. 40417). Fișa de catalog a gravurii respective menționează că este o copie după pictura lui Jacopo Bassano, "Adorația Magilor", 1580, expusă în Galleria Borghese din Roma, fapt contestat de cercetările ulterioare, publicate în 1992 (Brown B.L., Marini P. ș.a.), care menționează că gravura respectivă este o copie după o altă pictură a lui Jacopo Bassano, considerată pierdută. Imaginea gravurii reproduce identic scena reprezentată în pictura sibiană (care pare să aibă retușuri grosolane făcute în timpul restaurării din anul 1897). | Muzeul Național Brukenthal, Sibiu         | Cimec    |
|      | Visul lui Iacob Autor: Fetti Domenico; (După) | Datare: secolul XVIII Școală: Școala italiană Dimensiuni: Î. 550 mm; LA. 420 mm Material: ulei pe pânză | Copie după originalul aflat la Kunsthistorisches Museum din Viena, realizat de Domenico Fetti în perioada în care se afla în Mantua și lucra sub patronajul Cardinalului Ferdinando I Gonzaga. Tema lucrării are o semnificație mesiatică, inspirată din Vechiul Testament: visul sau viziunea lui Iacob cu îngerii urcând pe o scară la cer este calea spre Rai pe care o arată omenirii Isus, ca descendent al lui Abraham, Isaac și Iacob. | Muzeul Național Brukenthal, Sibiu         | Cimec    |
|      | Pereche tînără cu un copil Autor: TILBORG, Egidius | Datare: începutul secolului XVII Dimensiuni: L: 350 mm; LA: 245 mm Material: ulei pe lemn | O tânără pereche este reprezentată șezând pe scaune din lemn, într-o încăpere rustică. Bărbatul, în haină verde, cămașă albă, pantaloni brun deschis, cu nas proeminent este redat în profil; el ține în mâna dreaptă o cană mare din lut, piciorul drept, fără șosetă și pantof, îl sprijină pe o cutie din lemn, iar piciorul stâng, cu un pantof decupat la spate, pe podea. Soția, cu bluză roșie, vestă verde, îl privește; ea ține capul micuței fete cu rochiță brun roșcat, șorț brun închis și bonețică ocru deschis, între mâini. Pe peretele din fundal sunt agățate diverse ustensile de bucătărie, iar sub ele o bufniță stă pe un butoi. | Muzeul Național Brukenthal, Sibiu         | Cimec    |
|      | Sat de munte Autor: Frommel, Karl Ludwig | Datare: început de sec. XIX Școală: Școlală germană Dimensiuni: L: 160 mm ; LA. 210 mm. Material: ulei pe hârtie lipită pe carton | În peisaj e un munte în fundal, cu coama unduioasă sub cerul cu nori (alb, tonuri de albastru), în fața căruia apar dealuri înalte cu vegetație măruntă și câțiva copaci. În plan secund, se văd printre coroane de copaci acoperișurile câtorva case ale unui sat, în stânga apărând și o mică biserică cu un turn scund (roșuri, verzuri, gri, brun). Un câmp se desfășoară în centrul compoziției și avan-plan, redat în verde și galben, cu o potecă în dreapta, pe care apare silueta văzută din spate a unei țărănci cu o greblă pe umăr (o fustă roșie, cu o jiletcă neagră și bluză albă, cu o basma albă pe cap). | Muzeul Național Brukenthal, Sibiu         | Cimec    |
|      | Potârnichi speriate ; pandant; Potârniche zburând Autor: Hamilton, Philipp Ferdinand (?) | Datare: sfârșit de sec. XVII, început de sec. XVIII Școală: Școală austriacă Dimensiuni: L. 420 mm. ; LA. 520 mm. Material: ulei pe pânză | Plasate în centrul compoziției în prim-plan, apar două potârnichi pășind pe pământ, amândouă desfăcându-și aripile spre a-și lua zborul. Sunt redate destul de grosier în brunuri nuanțate și accente de roșu, alb și oranj, cu câteva detalii ale penajului, capetelor și labelor, mișcarea lor având însă ceva nefiresc, greoi. Reprezentarea păsărilor este dezavantajată și datorită ambientului peisager de fundal, pictat grosolan, cu linia orizontului destul de coborâtă, cu copacii din stânga redați á contre-jour în verde închis, totul cu tușe „murdare”, și nuanțări stângace. | Muzeul Național Brukenthal, Sibiu         | Cimec    |
|      | Alpii Autor: Hirth du Frênes, Rudolf | Datare: sfârșit de sec. XIX Școală: Școală germană Dimensiuni: L.160 mm. ; L.A. 290 mm. Material: ulei pe pânză | În fundal, pe întreg registrul superior al compoziției, apar vârfuri de munți ce se succed în lanț, văzuți prin pâclă, sub norii albi și cerul albastru. În prim plan pe o cărare, apare silueta unui personaj în haină neagră și cămașă albă, cu cușmă neagră pe cap. În tușe de brun, verde, alb, gri, accente de galben, e redat pământul, în stânga apărând și un fragment de gard rustic, iar în dreapta fiind sugerată marginea unei râpe. În centru-stânga în plan median apare o cabană compusă din două corpuri de clădire, cu parter de piatră și etaj din lemn, cu un balcon pe care se vede o cuvertură roșie, apoi în spatele cabanei câțiva brazi verzi. Cromatica viguroasă pare pe alocuri a fi influențată de maniera impresionistă. | Muzeul Național Brukenthal, Sibiu         | Cimec    |
|      | Mică turmă în peisaj păduros ; pandant: Peisaj cu vite | Datare: a doua jumătate a sec. XVIII Școală: Școală ausriacă Dimensiuni: L. 200 mm. ; LA. 280 mm. Material: ulei pe pânză | În fundal, pe întreg registrul superior al compoziției, apar vârfuri de munți ce se succed în lanț, văzuți prin pâclă, sub norii albi și cerul albastru. În prim plan pe o cărare, apare silueta unui personaj în haină neagră și cămașă albă, cu cușmă neagră pe cap. În tușe de brun, verde, alb, gri, accente de galben, e redat pământul, în stânga apărând și un fragment de gard rustic, iar în dreapta fiind sugerată marginea unei râpe. În centru-stânga în plan median apare o cabană compusă din două corpuri de clădire, cu parter de piatră și etaj din lemn, cu un balcon pe care se vede o cuvertură roșie, apoi în spatele cabanei câțiva brazi verzi. Cromatica viguroasă pare pe alocuri a fi influențată de maniera impresionistă. | Muzeul Național Brukenthal, Sibiu         | Cimec    |
|      | Peisaj cu vite ; pandant: Mică turmă în peisaj păduros | Datare: a doua jumătate a sec. XVIII Școală: Școală austriacă Dimensiuni: L. 200 mm. ; LA. 280 mm. Material: ulei pe pânză | În prim-plan în centru-dreapta, e redată din semi-profil spre stânga și puțin din spate, o vacă (în brunuri și pete de alb pe spinare și pe bot). Stă în picioare cu capul spre stânga compoziției, unde stau așezate jos o capră și o oaie, iar o a doua capră mai în spate. Acestea sunt conturate vag în brunuri cu alb și griuri. În fundal stânga apar (tot vag conturate în tonuri de verde), câteva dealuri sub cerul albastru-gri-brun, cu nori albi cu pete de brun-oranj. În fundal (centru-dreapta), profilându-se pe același cer redat în culori „murdare”, apare (în brunuri și griuri) o casă țărănească pe un deal. Întreaga imaginea e în tonuri închise, cu contururi neclare și culoare așezată neglijent. | Muzeul Național Brukenthal, Sibiu         | Cimec    |
|      | Portret de femeie Autor: NETSCHER, Caspar (?) | Datare: mijlocul secolului XVII Dimensiuni: L:1660 mm; LA: 1270 mm (în registrul inventar: 17 x 12,5 cm) Material: ulei pe cupru | Lucrarea redă portretul unei femei în rochie neagră, întoarsă spre dreapta, cu privirea îndreptată spre privitor; părul șaten închis este pieptănat pe spate fiind strâns într-o pălăriuță iar la urechi atârnă în onduleuri. Femeia are fruntea lată, ochii mari, sprâncenele subțiri, nasul prelung și buzele roșii. Rochia cu guler dublu este prins cu o broșă, iar manșetele late sunt din voal alb. Femeia ține mâinile împreunate în dreptul talei, la încheietura mâinii drepte poartă un șirag de mărgele albe, iar în mână ține un evantai. | Muzeul Național Brukenthal, Sibiu         | Cimec    |
|      | Pereche tânără Autor: NETSCHER, Caspar | Dimensiuni: L:425 mm; LA: 405 mm (în registrul inventar: 43 x 40 cm) Material: ulei pe pânză | Un bărbat și o femeie în costume de epocă, fiecare cu un pahar cu picior în mâna dreaptă, stau pe o terasă, într-o atitudine intimă. Bărbatul ține mâna stângă pe pieptul tinerei doamne iar aceasta îi prinde mâna cu mâna ei stângă. Pe postamentul de lângă ei este o sticlă cu puținul vin rămas, câteva fire de flori tăiate și un covor pe fundal roșu, cu motive orientale în nuanțe de albastru, brun și ocru deschis. În fundal se zărește un peisaj în lumina specifică înserării. | Muzeul Național Brukenthal, Sibiu         | Cimec    |
|      | Portul Neapole Autor: Anonim olandez | Datare: secolul XVIII Dimensiuni: L: 833 mm; LA: 1188 mm (în registrul inventar: 81 x 118 cm) Material: ulei pe pânză | Lucrarea ilustrează imaginea unui port văzută de pe țărm, privitorul putând fi unul dintre numeroasele personaje reprezentate. La țărm sunt ancorate diverse ambarcațiuni mai mari dar și mai mici, cu velatura strânsă sau coborâtă. În partea dreaptă, o ambarcațiune mare este ancorată la țărm, lângă o coloană rotundă cu o bilă mare în vârf, iar in fața ei este un grup de personaje în costume de epocă, doi cai și o cămilă încărcată cu multe bagaje. În partea stângă, sunt redați mulți lucrători și un măgar, iar în fundal, un deal înalt și construcțiile unei așezări, cu o cetate fortificată. Cerul este parțial acoperit de nori. | Muzeul Național Brukenthal, Sibiu         | Cimec    |
|      | Port cu coloană Autor: Anonim olandez | Datare: secolul XVIII Dimensiuni: L: 817 mm; LA: 1175 mm (în registrul inventar: 81 x 119 cm) Material: ulei pe pânză | Lucrarea ilustrează imaginea unui port, văzută dinspre țărm, unde mai multe ambarcațiuni cu velatura strânsă sau coborâtă sunt ancorate. În partea dreaptă este o coloană rotundă, cu partea superioară acoperită de vegetație. Pe țărm sunt redate multe personaje din diverse clase sociale: lucrători în port ocupați cu descărcarea ambarcațiunilor, aristocrați în costume de epocă dar și animale: cai și cămile. În fundal, dreapta se zăresc edificiile unui oraș amplasat într-o zonă colinară, iar în centrul lucrării, un far. Cerul este parțial acoperit de nori. | Muzeul Național Brukenthal, Sibiu         | Cimec    |
|      | Bătrân chel Autor: VERELST, Pietersz. (?) | Datare: începutul secolului XVIII Dimensiuni: L: 1293 mm; LA: 950 mm (în registrul inventar: 121 x 94 cm) Material: ulei pe pânză | Un bărbat chel și cu barbă, îmbrăcat cu veșminte brun roșcat și cămașă albă șade, fiind puțin întors spre dreapta. Cu brațul drept ține o sticlă dreptunghiulară iar în mâna stângă un pahar plin, pe care îl privește zâmbind. | Muzeul Național Brukenthal, Sibiu         | Cimec    |
|      | Bogatul și săracul Lazăr Autor: Bassano Jacopo; (După) | Datare: ca. 1600 Școală: Școala italiană Dimensiuni: Î. 345 mm; LA. 485 mm Material: ulei pe cupru | "Parabola bogatului nemilostiv și a săracului Lazăr" din Evanghelia după Luca este o temă religioasă pe care Jacopo Bassano a interpretat-o ca pe o scenă de gen, cu multe personaje - îmbrăcate în veșminte specifice epocii și rangului lor, surprinse în mișcare și atitudini diverse, câini de companie și vânat pregătit pentru a fi gătit, într-un cadru arhitectonic fastuos. Tabloul de la Sibiu este o copie "în oglindă" după o pictură realizată de Jacopo Bassano (probabil cea aflată la Villa Finale din San Antonio, Texas; după original, Jan Sadeler a executat în cca. 1598 o reproducere fidelă - fără inversare, într-o gravură dedicată lui Johannes Albertus à Sprinzenstain und Neuhaus, în a cărei inscripție se menționează că este realizată după pictura lui Jacopo Bassano). | Muzeul Național Brukenthal, Sibiu         | Cimec    |
|      | Căprioară ; pandant: Cerb | Datare: sec. XVIII Școală: Școală germană Dimensiuni: L. 590 mm ; LA. 700 mm Material: ulei pe pânză | Lângă un copac, apare în prim-plan dreapta, o căprioară redată destul de rigid, din profil, cu capul înspre stânga și pășind în aceeași direcție. E reprezentată în brun cu puncte albe și tonalități de oranj, integrată într-un fel de peisaj schițat sumar, realizat tot în dominantă de brun, pe alocuri cu intervenții de verde. Din centru până în dreapta compoziției se deschide o perspectivă în succesiune de planuri (brun, oranj și accente de gri), în care se văd alte câteva căprioare și câțiva cerbi pe lângă o apă, apoi munți în fundal și cerul albastru tot cu nuanțe de brun, ce intervin și peste alburile norilor. | Muzeul Național Brukenthal, Sibiu         | Cimec    |
|      | Cerb; pandant: Căprioară | Datare: sec. XVIII Școală: Școală germană Dimensiuni: L. 580 mm ; LA. 700 mm Material: ulei pe pânză | Ocupând suprafața tabloului din centru până în extrema stângă, cerbul (în brunuri, oranj, alb, gri), este redat în avanscenă, din profil, cu capul spre dreapta și făcând pași tot spre dreapta. El apare pe fundalul unui peisaj de margine de pădure (stânga), cu copci și tufe dese în nuanțe de verde și tușe scurte de brun-oranj. Capul cerbului, cu coarne rămuroase se profilează în centrul compoziției, pe albastrul cerului. În fața lui se deschide o scurtă linie de fugă spre fundal, unde se vede á contre-jour, coroana înclinată a unui copac pe cerul cu nori albi iar în dreapta apar trunchiurile și ramurile desfrunzite ale altor copaci. Deși animalul apare rigid, fără suficientă sugestie de mișcare, ambientul peisagistic atenuează acest defect, aducând o notă firească imaginii de ansamblu. | Muzeul Național Brukenthal, Sibiu         | Cimec    |
|      | Vânătoare de mistreți | Datare: sec. XVIII Școală: Școală germană Dimensiuni: L. 1530 mm ; LA. 2340 mm Material: ulei pe pânză | Prin concentrarea scenei de vânătoare cu mistrețul încolțit de doi câini, doar în prim-plan în centrul compoziției, pictorul accentuează latura peisagistică a lucrării. Prin comparație cu amploarea peisajului, lupta animalelor, plasată și printre rădăcinile încolăcite ale unui copac uriaș (dreapta), apare doar ca o sugestie de mișcare și un pretext tematic. Tufe stufoase, mărăcini și copaci se desfășoară în centrul compoziției pe tot registrul inferior, într-un decor de pădure deasă și sălbatică, redată în verzuri nuanțate, brunuri, griuri și intervenții de roșu-oranj. În stânga compoziției apare o apă (nuanțe de albastru-gri), iar spre centru-stânga se văd venind doi vânători și încă un câine ce se îndreaptă spre mistrețul încolțit. Trecerea și legătura spre registrul superior cu cerul înnorat, se face prin coroana copacului din centru-stânga și frunzișul des al copacului gros din dreapta compoziției. În fundal pe o stâncă, apare redat sumar un castel, peisajul armonizând astfel cromatic și compozițional ansamblul imaginii. | Muzeul Național Brukenthal, Sibiu         | Cimec    |
|      | Fiii lui Iacob aduc hainele însângerate ale lui Iosif Autor: SMEYERS, Egide (Gillis) | Datare: sfârșitul secolului XVII Dimensiuni: L: 1175 mm; LA: 1745 mm Material: ulei pe pânză | În interiorul unei încăperi, un grup de bărbați tineri, cei 11 fiii ai lui Jacob, stau în jurul tatăl lor așezat pe un scaun cu brațe, cu privirea pierdută și gesturi deznădăjduite. Bărbatul are părul și barba cărunte, poartă veșminte albastre și o vestă lungă roz, căptușită cu blană albă, prinsă la mijloc cu o curea. Vârstnicul, Jacob, ține în poală "haina cea frumoasă", dar cu pete de sânge, a lui Iosif, "fiul cel ascultător, care vorbea frumos și se temea de Dumnezeu". Cu toate că inițial frații au dorit să-l omoare pe Iosif pentru a nu ajunge să se închine lui, acesta a scăpat cu viață fiind vândut unor negustori din Egipt, iar pentru a-și convinge tatăl că "fiul mult iubit" a fost mâncat de o fiară sălbatică, frații au pătat haina lui Iosif cu sângele unui ied sacrificat. Pictorul a folosit game reci de albastru și verde, dar și calde de roșu, ocru la vestimentația personajelor. | Muzeul Național Brukenthal, Sibiu         | Cimec    |
|      | Încăierare Autor: VRANCX, Sebastian | Datare: prima jumătate a secolului XVII Dimensiuni: L: 480 mm; LA: 900 mm (în registrul inventar: 49 x 89,5 cm) Material: ulei pe lemn | Pictorul realizează o imagine panoramică a unui sat, desfășurând în centrul lucrării încăierarea dintre țărani și soldați. Terenul accidentat subliniat prin jocul planurilor oblice, perspectiva diversificată, contrastele cromatice între zonele dens pictate și cele prin care transpare preparația de fond, ca și detaliile pitorești - grupul țăranilor și cel al soldaților înarmați cu săbii - relevă unele dintre elementele specifice creației lui Sebastian Vrancx. Proprii scenelor de bătălie pictate de el sunt acordurile sobre de coloare, dominate de verde, brun și cenușiu, cu unele accente de lumină în fundal și accente vii de culoare (roșu-vermilion) la vestimentația luptătorilor. | Muzeul Național Brukenthal, Sibiu         | Cimec    |
|      | Interior de cârciumă cu țărani Autor: Cuyp, Benjamin Gerritsz | Datare: prima jumătate a secolului XVII Dimensiuni: L: 505 mm;LA: 759 mm (în registrul inventar: 50,2 x 72,7 cm) Material: ulei pe lemn | Într-o cârciumă câteva grupuri de țărani stau la mese și pe scaune din lemn. Fiecare personaj este concentrat în diverse activități: personajul corpolent din prim plan cântă la vioară, doi țărani de lângă el sunt cu paharele în mână, altul ține în mână o cană mare din lut, un preot cocoșat stă în fața acestuia și citește. În colțul dreapta un butoi, un vas de aramă răsturnat, patru vase mari din lut și o copaie sunt așezate lângă o roată de car. În fundal stânga două mici grupuri de 2-3 personaje stau la mesele și scaunele joase. Cromatica lucrării este realizată în nuanțe de ocru, verde și brun, brun-roșcat. | Muzeul Național Brukenthal, Sibiu         | Cimec    |
|      | Izraeliții la izvor Autor: Bassano Jacopo; (După) | Datare: ca. 1600 Școală: Școala italiană Dimensiuni: Î. 135O mm; LA. 1750 mm Material: ulei pe pânză | Scena reprezentată în tablou este alcătuită din personaje disparate, copiate din alte lucrări ale lui Jacopo Bassano ("Gli Israeliti Bevono L'Acqua Miracolosa", "Vara / Sacrificiul lui Isaac", ca. 1575, "Întoarcerea lui Iacob la Familia Sa", ca. 1580 șa.). Subiectul tabloului înfățișează una din opririle israeliților pe parcursul Exodului lor din Egipt; după trecerea lor prin Deșertul Sinai, ajunși la locul numit Rephidim, chinuiți de sete i-au reproșat lui Moise că i-a scos din Egipt ca să îi ducă la moarte. Moise a cerut sfatul lui Dumnezeu, care l-a îndemnat să lovească cu toiagul în stânca Horebului și astfel israeliții au primit apă de băut și dovada că Dumnezeu se afla în mijlocul lor. Episodul biblic reflectă stilul pastoral nocturn" al lui Jacopo Bassano și sugerează alegoria rătăcirilor existențiale, a călătoriilor spirituale în căutarea de mântuirii. | Muzeul Național Brukenthal, Sibiu         | Cimec    |
|      | Umbrela pictorului Autor: Petrașcu, Gheorghe | Datare: Prima jumătate a secolului XX Școală: Școală românească Dimensiuni: L: 240 mm; LA: 170 mm Material: ulei pe lemn | Peisaj la malul mării, în care rolul personajului principal este jucat de umbrela galbenă, care asigură verticala compozițională. Raportul între pământ, apă și cer este echilibrat, fiecare ocupând 1/3 din economia înălțimii compoziției. Cromatica este realizată în acorduri de griuri și alburi colorate și nuanțe calde de ocru și galben. Semnat dreapta jos cu negru: G. Petrașcu. | Muzeul Național Brukenthal, Sibiu         | Cimec    |
|      | Odaliscă Autor: Pallady, Theodor | Datare: Prima jumătate a secolului XX Școală: Școală românească Dimensiuni: L: 410 mm; LA: 600 mm Material: ulei pe carton | Odaliscă într-un interior. Femeia stă într-o poziție comodă, culcată pe o parte pe un divan acoperit cu un pled de culoare verde, cu capul sprijinit în mâna stângă. Poartă șalvari roșu vermillon, o bluză albă decoltată și un șal care îi coboară de pe cap, pe spate. Cu mâna dreaptă ține furtunul unei narghilele plasate în fața ei, în centrul primului plan. Covorul și tapetul din fundal sunt decorate cu motive geometrice. Cromatica: nuanțe de roșu, verde, galben, albastru și alburi colorate. | Muzeul Național Brukenthal, Sibiu         | Cimec    |
|      | Vue de St. Valery sur la Somme Autor: Aliamet, Jean Jacques; (SC.); Hackert, Jakob Philip; (PX.); Aliamet, Jacques; (DIR.); (EX.) | Datare: Sec. XVIII Școală: Școală franceză Dimensiuni: L: 356 mm.; LA: 462 mm.; L: 430 mm.; LA: 530 mm.; în registrul inventar: 0,36 : 0,46 Material: acvaforte și pointe sèche | Gravură în sens invers după o guașă pictată de Hackert în 1767. Gravura a fost realizată sub coordonarea lui Aliamet, de către elevii care lucrau în atelierul lui. Vedută a estuarului râului Somme, pe coasta nord-vestică a Picardiei. În fundal se distinge orașul St. Valery-sur-Somme și marea cu două corăbii. Pe țărm, în prim plan, un bărbat asistă la descărcarea năvoadelor cu scoici, aduse de pescari, iar două femei își încarcă scoicile în coșuri. În plan secund, pescarii trag năvoadele. Stampa este dedicată cavalerului Jacques Nicolas Le Boucher d’Ailly, primar și comandant al orașului Abbeville. | Muzeul Național Brukenthal, Sibiu         | Cimec    |
|      | Semetipsum obtulit immaculatum Deo; în registrul inventar: „Isus pe cruce” Autor: Beauvais, Nicolas-Duaphin de; (SC.); (EX.); Loo, Charles André van; (PX.) | Datare: Sec. XVIII Școală: Școală franceză Dimensiuni: L: 560 mm.; LA: 378 mm.; L: 585 mm.; LA: 394 mm.; în registrul inventar: 0,38 : 0,57 Material: Acvaforte și dăltiță pe hârtie | Iisus răstignit pe cruce, la baza căreia stă încolăcit un șarpe, având în stânga osemintele și craniul lui Adam, iar în dreapta mărul păcatului originar. În fundal este reprezentată cetatea Ierusalim. Mesajul compoziției este explicit în inscripția stampei, prin citarea unui verset din „Epistola către Evrei a Sf. Apostol Pavel”: „S-a adus pe Sine însuși jertfă lui Dumnezeu, fără pată ” (9:14). Pasajul se referă la superioritatea jertfei lui Iisus, față de acelea menționate în Vechiul Testament. | Muzeul Național Brukenthal, Sibiu         | Cimec    |
|      | [Spălătoreasa] Autor: Danzel, Jacques Claude; (SC.); (EX.); Greuze, Jean Baptiste; (PX.); (EX.) | Datare: 1765 Școală: Școală franceză Dimensiuni: L: 450 mm.; LA: 340 mm.; L: 505 mm.; LA: 422 mm.; în registrul inventar: 0,345 : 0,45 Material: Acvaforte finisată cu dăltița/ hârtie | Gravura este în sens invers față de pictura cunoscută și sub numele de „La Savonneuse de Mr. Greuze”, lucrare comandată de colecționarul La Live de Jully, membru asociat al Academiei franceze. Scenă de gen, amplasată într-un interior modest, cu o tânără femeie așezată pe un butoi, aplecată asupra unui vas în care spăla rufe. Femeia este reprezentată în semi-profil, privind în sus, spre privitor. | Muzeul Național Brukenthal, Sibiu         | Cimec    |
|      | [Mamă tânără cu trei copii] Autor: Cars, Laurent; (SC.); Jardinier, Claude Donat; (SC.); Greuze, Jean Baptiste; (PX.) | Datare: 1764 Școală: Școală franceză Dimensiuni: L: 430 mm.; LA: 340 mm.; L: 508 mm.; LA: 358 mm.; în registrul inventar: 0,34 : 0,43 Material: Acvaforte finisată cu dăltița/ hârtie; stadiu înainte de literă | Scenă de gen amplasată într-un interior de epocă. O tânără mamă stă așezată în fața unui șemineu, dojenindu-l pe fiul cel mare, care stă în spatele ei și suflă într-o trompetă. Femeia ține în brațe un prunc adormit după ce l-a alăptat, iar în stânga, într-un scăunel se află cel de-al treilea copil adormit, cu cana de mâncare alături. În fundal, pe masă se află leagănul, în fața mamei, pe podea, un vas cu mâncare și în dreapta un coș cu lenjerie. | Muzeul Național Brukenthal, Sibiu         | Cimec    |
|      | [Încoronarea cu spini]; în registrul inventar: „Batjocorirea lui Isus” Autor: Drevet, Claude; (SC.); Dyck, Anton van; (PX); Drevet, Pierre; (EX.) | Datare: Sec. XVIII Școală: Școală franceză Dimensiuni: L: 266 mm.; LA: 190 mm.; (margini tăiate); în registrul inventar: 0,195 : 0,285 Material: Acvaforte și dăltiță pe hârtie; Stadiul II | Compoziția reprezintă scena încoronării cu spini a lui Iisus, inspirată din relatarea patimilor în Evanghelia lui Matei, 27:29. Cristos se află în închisoare, așezat cu mâinile legate și capul aplecat spre dreapta. În jurul lui, șapte personaje îl insultă. Un soldat îi pune coroana de spini pe cap și un torționar îi întinde o creangă în chip de sceptru. Gravura este în sens invers față de compoziția pictată de Anton van Dyck. | Muzeul Național Brukenthal, Sibiu         | Cimec    |
|      | Septième Vue d’Italie Autor: Le Bas, Jacques Philippe; (DIR.); (SC.); Vernet, Claude Joseph; (PX.); Le Bas, Jacques Philippe; (EX.) | Datare: Sec. XVIII Școală: Școală franceză Dimensiuni: L: 355 mm.; LA: 460 mm.; L: 427 mm.; LA: 486 mm.; în registrul inventar: 0,46 : 0,355 Material: acvaforte și pointe sèche | Peisaj de coastă. Țărm stâncos, cu construcții și vegetație. O corabie este ancorată în port și alta se află în larg. În prim plan, în dreapta, două bărci cu pescari care trag năvoadele din apă. În stânga, un grup de femei cu coșuri, pregătite să cumpere pește. Gravură realizată sub coordonarea lui Le Bas, cu contribuția lui Louis Joseph Masquelier și a altor gravori din atelierul său. Editorul J. Ph. Le Bas a dedicat stampa soției lui Étienne de Maison-Rouge, un bogat demnitar francez, administrator general al finanțelor. | Muzeul Național Brukenthal, Sibiu         | Cimec    |
|      | Première Vue des Environs de Caudebec en Normandie; în registrul inventar: „Vues de Normandie” Autor: Le Gouaz, Yves Marie; (SC.); Hackert, Jakob Philip; (PX.); Aliamet, Jacques; (DIR.); (EX.) | Datare: Sec. XVIII Școală: Școală franceză Dimensiuni: L: 360 mm.; LA: 455 mm.; L: 420 mm.; LA: 488 mm.; în registrul inventar: 0,46 : 0,36 Material: acvaforte și pointe sèche | În prim plan, lângă un copac un pescar stă de vorbă cu o femeie tânără, care duce un coș, în timp ce alta stă aplecată asupra unui coș de rufe; alături, un bărbat descarcă un coș din barca sa. În plan secund, o casă pe malul fluviului și un castel fortificat sus, pe stânci. Pe fluviu sunt două bărci cu pânze și o altă barcă cu pescari. În depărtare se disting clădirile orașului Caudebec-en-Caux din departamentul Seine Maritime, Normandia. Stampa este dedicată de către editorul Jacques Aliamet, contelui Kreutz, ambasador al regelui Suediei în Franța. | Muzeul Național Brukenthal, Sibiu         | Cimec    |
|      | Seconde Vue des Environs de Caudebec en Normandie; în registrul inventar: „Secondes Vues de Normandie” Autor: Le Gouaz, Yves Marie; (SC.); Hackert, Jakob Philip; (PX.); Aliamet, Jacques; (DIR.); (EX.) | Datare: Sec. XVIII Școală: Școală franceză Dimensiuni: L: 355 mm.; LA: 453 mm.; L: 323 mm.; LA: 487 mm.; în registrul inventar: 0,46 : 0,36. Material: acvaforte și pointe sèche | În prim plan, pe un promontoriu, lângă un copac este reprezentat un grup de trei femei, care se joacă cu un câine; două sunt așezate și una stă în picioare. Lângă ele se află un bărbat reprezentat din spate, sprijinit pe un băț. Bărbatul privește spre bărcile acostate pe celălalt mal al fluviului, la baza zidurilor unui castel fortificat. Vedută inspirată din zona orașului Caudebec-en-Caux din departamentul Seine Maritime, Normandia. Stampa este dedicată de către editorul Jacques Aliamet, contelui Kreutz, ambasador al regelui Suediei în Franța. | Muzeul Național Brukenthal, Sibiu         | Cimec    |
|      | [Desenatorul]; în registrul inventar: „Figuri izolate din viața cotidiană” Autor: Pierre, Jean Baptiste Marie; (SC.) | Datare: 1756 Școală: Școală franceză Dimensiuni: L: 177 mm.; LA: 114 mm.; L: 290 mm.; LA: 210 mm.; în registrul inventar: 0,115 : 0,18 Material: acvaforte pe hârtie | Tânăr artist, așezat pe o piatră, reprezentat în semi-profil, întors spre stânga, ține cu ambele mâini o mapă de desene. | Muzeul Național Brukenthal, Sibiu         | Cimec    |
|      | [Femeie alăptând]; în registrul inventar: „Figuri izolate din viața cotidiană” Autor: Pierre, Jean Baptiste Marie; (SC.) | Datare: 1756 Școală: Școală franceză Dimensiuni: L: 176 mm.; LA: 114 mm.; L: 290 mm.; LA: 216 mm.; în registrul inventar: 0,115 : 0,18 Material: acvaforte pe hârtie | Tânără mamă își alăptează copilul, stând așezată pe un scaun cu spătar, întoarsă spre stânga. | Muzeul Național Brukenthal, Sibiu         | Cimec    |
|      | [Matelotul turc]; în registrul inventar: „Figuri izolate din viața cotidiană” Autor: Pierre, Jean Baptiste Marie; (SC.) | Datare: 1756 Școală: Școală franceză Dimensiuni: L: 177 mm.; LA: 113 mm.; L: 290 mm.; LA: 215 mm.; în registrul inventar: 0,115 : 0,18 Material: acvaforte pe hârtie | Bărbat în picioare, văzut din profil, spre stânga. Poartă costum oriental, pe cap o căciulă specifică mateloților și în mâinile încrucișate la piept, un șirag lung de mătănii. În plan secund, în dreapta, o barcă. | Muzeul Național Brukenthal, Sibiu         | Cimec    |
|      | [Femeie rugându-se]; în registrul inventar: „Figuri izolate din viața cotidiană” Autor: Pierre, Jean Baptiste Marie; (SC.) | Datare: 1756 Școală: Școală franceză Dimensiuni: L: 174 mm.; LA: 114 mm.; L: 290 mm.; LA: 212 mm.; în registrul inventar: 0,115 : 0,18 Material: acvaforte pe hârtie | Tânără femeie, reprezentată din profil, spre sânga, stă îngenuncheată pe o placă de mormânt, pe care se află o pălărie. Femeia își ține mâinile sub șorț. În fața ei, pe câteva blocuri de piatră, se află un crucifix înclinat. | Muzeul Național Brukenthal, Sibiu         | Cimec    |
|      | [Băiat cu o cană în mână]; în registrul inventar: „Figuri izolate din viața cotidiană” Autor: Pierre, Jean Baptiste Marie; (SC.) | Datare: 1756 Școală: Școală franceză Dimensiuni: L: 175 mm.; LA: 114 mm.; L: 287 mm.; LA: 215 mm.; în registrul inventar: 0,115 : 0,18 Material: acvaforte pe hârtie | Băiat reprezentat din profil, spre dreapta, așezat pe un scaun. Poartă o pălărie cu boruri largi, ține ochii închiși și în mână are o cană. În spate se află un stâlp din piatră cu coronament, pe care este înfășurat un lanț. În fundal, în dreapta este schițat un apeduct. | Muzeul Național Brukenthal, Sibiu         | Cimec    |
|      | [Om în mantie]; în registrul inventar: „Figuri izolate din viața cotidiană” Autor: Pierre, Jean Baptiste Marie; (SC.) | Datare: 1756 Școală: Școală franceză Dimensiuni: L: 177 mm.; LA: 114 mm.; L: 290 mm.; LA: 215 mm.; în registrul inventar: 0,115 : 0,18 Material: acvaforte pe hârtie | Bărbat tânăr, în picioare, ușor întors spre dreapta. Personajul poartă o pălărie cu boruri largi răsfrânte, o mantie amplă de călător și se sprijină pe un toiag. | Muzeul Național Brukenthal, Sibiu         | Cimec    |
|      | [Familie de cerșetori]; în registrul inventar: „Figuri izolate din viața cotidiană” Autor: Pierre, Jean Baptiste Marie; (SC.) | Datare: 1756 Școală: Școală franceză Dimensiuni: L: 167 mm.; LA: 111 mm.; L: 290 mm.; LA: 220 mm.; în registrul inventar: 0,115 : 0,18 Material: acvaforte pe hârtie | Tânăr cerșetor, reprezentat în picioare, întors 3/4 spre stânga. Este desculț, poartă veșminte rupte și o pălărie cu boruri largi, răsucite în sus. În stânga, în plan secund sunt trei figuri, o femeie așezată pe pământ, văzută din spate și un copil așezat, văzut din profil. Lângă ei stă în picioare un bărbat, în profil, cu capul aplecat. Peisaj sumar sugerat, cu pietre și vegetație. Figura centrală are chipul umbrit cu hașuri încrucișate. | Muzeul Național Brukenthal, Sibiu         | Cimec    |
|      | Le Comte de Cagliostro; (Contele Cagliostro) Autor: Anonim; (SC.); Guérin, Gabriel Christophe; (DEL.) | Datare: Sec. XVIII Școală: Școală franceză Dimensiuni: L: 233 mm.; LA: 157 mm.; L: 337 mm.; LA: 225 mm.; în registrul inventar: 0,156 : 0,234 Material: Acvaforte și dăltiță pe hârtie | Portret înscris în medalion oval, cu ramă profilată, surmontată de un ribon cu fundă. Cagliostro este reprezentat bust, în ținută informală, cu umerii întorși spre stânga, iar capul cu privirea ridicată, spre dreapta. Medalionul se sprijină pe un postament profilat, care conține inscripția. | Muzeul Național Brukenthal, Sibiu         | Cimec    |
|      | I ere Vue de Marseille; în registrul inventar: „Vedere din Marsilia” Autor: Aliamet, Jean Jacques; (SC.); Vernet, Claude Joseph; (PX.); Aliamet, Jacques; (DIR.); (EX.) | Datare: Sec. XVIII Școală: Școală franceză Dimensiuni: L: 355 mm.; LA: 450 mm.; L: 425 mm.; LA: 484 mm.; în registrul inventar: 0,455 : 0,36 Material: acvaforte și pointe sèche | Gravură în sens invers, realizată sub coordonarea lui Aliamet, de către elevii care lucrau în atelierul său. Gravura reproduce o marină pictată de Joseph Vernet. Peisaj de coastă, cu țărm muntos, fortificații, golf cu ape liniștite, corăbii și bărci cu vâsle. Pe țărm, pe o stâncă sunt reprezentați un bărbat așezat și două femei stând de vorbă; în dreapta, un pescar. Planșa este dedicată abatelui Grimaldi, vicar general al arhiepiscopiei Rouen. | Muzeul Național Brukenthal, Sibiu         | Cimec    |
|      | Cârciumărese și Gura leului Autor: Dimitrescu, Ștefan | Datare: Perioada interbelică Școală: Școală românească Dimensiuni: L: 610 mm; LA: 500 mm Material: ulei pe pânză | Natură statică cu flori, Cârciumărese și Gura leului, într-un vas de ceramică, plasat în centrul compoziției, pe fond neutru. Cromatica: flori în nuanțe de roșu și alburi colorate, galben, verde, fundalul brun. Semnat dreapta jos, cu ocru: Șt. Dimitrescu. | Muzeul Național Brukenthal, Sibiu         | Cimec    |
|      | Odaliscă Autor: Aman, Theodor | Datare: Sfârșitul secolului al XIX-lea Școală: Școală românească Dimensiuni: L: 350 mm; LA: 500 mm Material: ulei pe pânză | Scenă de interior cu odaliscă întinsă pe un covor. Femeia citește sau privește într-o carte ilustrată deschisă pe o perniță ornamentală așezată în fața ei. Poartă o ținută vaporoasă, dintr-un material fin, de culoare verde, cu decoruri florale alb și roz, cu dantele la mâneci și un șal roșu deschis ce îi trece peste talie și cade pe covorul din fața ei. Are mâna stângă sprijinită cu cotul de un divan plasat în dreapta compoziției. Accentele orientale ale interiorului sunt asigurate prin utilizarea recuzitei specifice: mobilierul, covorul, ținuta femeii (papucii sunt neglijent abandonați în stânga compoziției) și, în dreapta primului plan, o narghilea. În stânga ultimului plan, o măsuță rotundă pe care este așezată o vază cu flori. Cromatica este realizată în nuanțe de brun, ocru și verde, cu accente de alb și roșu. Semnat și datat dreapta jos, cu brun: Th. Aman 1887 | Muzeul Național Brukenthal, Sibiu         | Cimec    |
|      | Peisaj Autor: Henția, Sava | Datare: Sfârșitul secolului al XIX-lea Școală: Școală românească Dimensiuni: L: 195 mm; LA: 446 mm Material: ulei pe pânză | Peisaj de vară, la margine de sat. În centrul stânga primului plan, o fântână cu cumpănă. În planul secund două case scunde, una în centrul, cealaltă în stânga compoziției se proiectează de perdeaua consistentă de vegetație deasupra căreia se ridică cerul căruia îi este acordat circa un sfert din înălțimea compoziției. Pensulație măruntă și alertă, de inspirație impresionistă. Cromatică: nuanțe reci și calde de verde, ocru, griuri și alburi colorate. Semnat dreapta jos, cu negru: Henția. | Muzeul Național Brukenthal, Sibiu         | Cimec    |
|      | Femeie la țărmul mării Autor: Ressu, Camil | Datare: Prima jumătate a secolului XX Școală: Școală românească Dimensiuni: L: 696 mm; LA: 495 mm Material: ulei pe carton | Peisaj marin cu nud de femeie. Nudul în picioare, privit din spate ușor întors spre dreapta, pe o stânga la țărmul mării, în centrul stânga compoziției, este redat în perspectivă plonjantă. În fața femeii apa mării se lovește de stânci, învolburată. Cromatica e realizată în nuanțe de ocru, brun, albastru și alburi colorate. Semnat stânga jos, cu negru: C. Ressu. | Muzeul Național Brukenthal, Sibiu         | Cimec    |
|      | Cap de copil Autor: Grigorescu, Nicolae | Datare: Ultima parte a secolului al XIX-lea Școală: Școală românească Dimensiuni: L: 230 mm; LA: 140 mm Material: ulei pe lemn | Portret de copil redat în semi-profil spre stânga pe fond neutru. Cromatica: nuanțe de ocru și brun, accente de roșu și alb. Semnat stânga jos, cu roșu: Grigorescu. | Muzeul Național Brukenthal, Sibiu         | Cimec    |
|      | Portret de femeie Autor: Stahi, Constantin D. | Datare: A doua jumătate a secolului al XIX-lea Școală: Școală românească Dimensiuni: L: 500 mm; LA: 370 mm Material: ulei pe pânză | Portret de femeie redat bust, în semi-profil spre stânga, pe fond neutru. Cromatica: nuanțe de brun și ocru, griuri colorate / albăstrii și alb. Semnat, datat și localizat stânga jos, cu ocru: C. Stahyi/ (1)870 / Iassy/ | Muzeul Național Brukenthal, Sibiu         | Cimec    |
|      | Coastă de mare cu bărci (în RI: Coastă pe mare cu bărci) Autor: Steriadi, Jean Alexandru | Datare: Prima jumătate a secolului XX Școală: Școală românească Dimensiuni: L: 430 mm; LA: 532 mm Material: ulei pe pânză | Peisaj cu coastă la țărmul mării, cu case și bărci, redate în perspectivă ascendentă. În centrul imaginii, șirul de case, așezate într-o ușoară diagonală, în fața lor bărci și în primul plan pe o porțiune îngustă, marea. În spatele primului rând de case, așezarea urcă pe coasta. În ultimul plan, în depărtare, cerul ocupă o porțiune restrânsă în economia tabloului. Cromatica în ocruri, griuri colorate, alburi colorate și albastru, accente de roșu și verde. Semnat și datat dreapta jos, cu negru: Steriadi (1)939. | Muzeul Național Brukenthal, Sibiu         | Cimec    |
|      | Nud de femeie din spate Autor: Iser, Iosif | Datare: Prima jumătate a secolului XX Școală: Școală românească Dimensiuni: L: 535 mm; LA: 360 mm Material: Tempera pe hârtie | Nud de femeie văzut din spate, ușor întors dinspre stânga, plasat în centrul dreapta compoziției, pe fond neutru. Cromatica: nuanțe de ocru, brun si gri închis. Semnat stânga jos, cu negru: Iser | Muzeul Național Brukenthal, Sibiu         | Cimec    |
|      | Dublu portret (tatăl și fiul) Autor: Tattarescu, Gheorghe | Datare: A doua jumătate a secolului al XIX-lea Școală: Școală românească Dimensiuni: L: 1090 mm; LA: 880 mm Material: ulei pe pânză | Dublu portret de bărbat și copil (tată și fiu) redați în picioare, ¾, pe fond neutru. Bărbatul, orientat ușor spre stânga, are mâna stângă la piept, în deschiderea vestei. Cu mâna dreaptă ține copilul pe după umeri. Amândoi poartă ținute elegante, specifice epocii. Cromatica în nuanțe de brun, ocru, gri, negru și alb, accente de roșu în ținuta copilului, la funda pe care o poartă la gât și la manșetele hainei. Semnat și datat dreapta jos, cu roșu: Tattarescu 1866. | Muzeul Național Brukenthal, Sibiu         | Cimec    |
|      | Flori Autor: Petrașcu, Gheorghe | Datare: Prima jumătate a secolului XX Școală: Școală românească Dimensiuni: L:460 mm; LA: 550 mm Material: ulei pe pânză | Natură moartă cu flori roșii (maci) și albe, într-un vas de ceramică smălțuită (în gri și verde) plasat în centrul compoziției pe un suport acoperit cu o țesătură populară cu motive geometrice, în dominantă de roșu, cu accente de albastru, galben și verde. Fundal: griuri și alburi colorate. Semnat și datat dreapta mijloc spre jos, cu negru: G. Petrașcu (1)925. | Muzeul Național Brukenthal, Sibiu         | Cimec    |
|      | Ghiocel Autor: Grigorescu, Nicolae | Datare: Sfârșitul secolului al XIX-lea Școală: Școală românească Dimensiuni: L: 390 mm; LA: 260 mm Material: ulei pe lemn | Schiță de bou alb, văzut din față spre dreapta. Cromatica: alburi și griuri colorate, brun și cafeniu. | Muzeul Național Brukenthal, Sibiu         | Cimec    |
|      | Portret de balerină Autor: Rădulescu, Magdalena | Datare: Prima jumătate a secolului XX Școală: Școală românească Dimensiuni: L: 649 mm; LA: 542 mm Material: ulei pe carton | Portret de femeie tânără, redat bust, pe fond neutru, în ușor semi-profil spre stânga. Cromatica delicată în alburi colorate, griuri colorate și rozuri, cu accente de roșu și negru așternute în pastă subțire dă un aspect de irealitate, fiind și purtătoarea conținutului simbolic. Semnat stânga jos, cu negru: Magdalena Rădulescu. | Muzeul Național Brukenthal, Sibiu         | Cimec    |
|      | Peisaj Autor: Melka, Venceslav | Descoperit: jud., com. Dimensiuni: 22,3 x 53,5 cm Material: acuarelă pe hârtie | Peisajul reprezintă, probabil, un sat aflat la marginea depresiunii Câmpiei Transilvane cu limita de contact cu Munții Apuseni. Semnat dreapta jos cu brun-bordo: V. Melka. | Colecții particulare, Sibiu               | Cimec    |
|      | Peisaj cu pod la Vlaici Autor: Dărăscu, Nicolae | Datare: Începutul secolului XX Școală: Școala românească Dimensiuni: L: 885 mm; LA: 1240 mm Material: ulei pe pânză | Peisaj cu pod peste o apă curgătoare. Cele două registre ale compoziției sunt marcate de orizontala podului. Pe pod trece o familie: bărbatul trage de căpăstru un măgăruș, pe care stă mama ținând în brațe un copil mic, trimitere la scena biblică a Fugii în Egipt. Dincolo de pod, centru spre stânga, de-a lungul văii, se zăresc clădirile unei așezări, între care se distinge, în centrul compoziției, turla bisericii. În ultimul plan, linia domoală a colinei este bine marcată pe cerul în culorile apusului. Amurgul colorează întregul peisaj în nuanțe intense de verde, albastru, violet și brun roșcat. Semnat și datat dreapta jos, cu negru: N. Dărăscu (19)12 | Muzeul Național Brukenthal, Sibiu         | Cimec    |
|      | Judecătorul Petrus Klausenburger Autor: Valepagi, Stephanus Adolf | Datare: mijl. sec. XVIII Școală: Școală transilvăneană Dimensiuni: L: 1080 mm; LA: 790 mm Material: ulei pe pânză | Judecătorul regal Petrus Klausenburger este redat în picioare, frontal, mărime ¾. Are fața ovală, fruntea înaltă, nas mare acvilin. Poartă perucă. Poartă o manta de culoare brun închis, bordată cu blană albă, pe sub care are o haină de culoare asemănătoare, prinsă în șnururi. La cingătoare, într-un lănțișor argintiu, o cheiță și sigiliul. Cu mâna dreaptă, pe al cărei deget mic poartă un inel cu sigiliu, ține mânerul unei săbii prinse la șold. Pe fundalul brun cărămiziu, o draperie ornamentală verde închis, cu franjuri și ciucuri aurii. În stânga capului personajului, blazonul de familie. Pe verso, pe pânză: „Herrn Petri von Clausenburger Pro Regis Judicio Abed. im 68. Jahre seines Alters in Anno 1759 verfertigt. Pingxit v. Stephanus Adolph Anno 1759”. | Muzeul Național Brukenthal, Sibiu         | Cimec    |
|      | Susanna Klausenburger, născută Adammi Autor: Valepagi, Stephanus Adolf | Datare: mijlocul sec. XVIII Școală: Școala transilvăneană Dimensiuni: L: 1100 mm; LA: 840 mm Material: ulei pe pânză | Lucrarea o reprezintă pe Susanna Klausenburger, soția judecătorului regal Petrus Klausenburger, redată în picioare, frontal, mărime ¾. Are fața ovală, fruntea înaltă, orbitele ochilor și arcadele pronunțate. Poartă o ținută specifică patriciatului săsesc de secol XVIII. Pe cap are o vălitură prinsă în ace de păr de argint ornate cu pietre prețioase și semi-prețioase. Are o rochie de catifea brun închis, tip sarafan. Corsetul rochiei este împodobit cu o plăcuță bustieră de argint aurit. Cingătoare din același material. Cămașă de mătase albă decorată cu dantelă albă, mâneci ample, prinse în bentiță cu fundă pe mijlocul antebrațului. Eșarfa de dantelă de pe umeri e prinsă în plăcuța de corset. Șorț de voal alb bordat cu dantelă. În mâna stângă, femeia ține o carte (Biblia). Pe fundalul brun cărămiziu, o draperie ornamentală verde închis, cu franjuri și ciucuri aurii. În dreapta și stânga capului personajului, două medalioane în care sunt reprezentate peisaje cu copaci. În medalionul din stânga, cinci copaci rupți la înălțimi diferite, simbolizând copiii decedați la vârste diferite. În medalionul din dreapta: doi copaci reprezentând pe cei doi copii rămași în viață. Pe verso, pe pânză: „Frau Susanna Clausenburgerin geborene Adamun im 58. Jahre ihre Alters im Anno 1759 verfertigt. Pingxit: Stephanus Adolph Anno 1759” „Ausbebessert am 6. Mai 1878.” | Muzeul Național Brukenthal, Sibiu         | Cimec    |
|      | Johannes Andreas Huhn. Pandant: Zacharias Huhn | Datare: 1711 Școală: Școală germană Dimensiuni: 440 x 360 mm Material: ulei pe pânză | Bust spre dreapta. Cap cu păr blond, lung și creț, puțin spre stânga, ochi cenușii, bărbie voluntară. Obrajii sunt rumeni, dar zona din jurul gurii este lividă. Figură încruntată, exprimând suferință. Personajul poartă un jabou alb cu dantelă, o haină albastră, decorată cu motive florale argintii, având căptușeala roșie și o manta roșie, căzută de pe umeri. Fundal de culoare închisă. Compoziție bine structurată. | Muzeul Național Brukenthal, Sibiu         | Cimec    |
|      | Capul unui băiat necunoscut | Datare: sec. XVIII Școală: Școală germană Dimensiuni: 245 x 195 mm Material: ulei pe hârtie lipită pe lemn de brad | Cap de copil, puțin aplecat înainte. Față bucălată, obrăjori rumeni, ochi cenușii, păr blond, cârlionțat, spre dreapta. Veșmânt gălbui cu guler alb. | Muzeul Național Brukenthal, Sibiu         | Cimec    |
|      | Astronom (în registrul inventar: Matematician) | Școală: Școală germană Dimensiuni: 420 x 380 mm Material: ulei pe pânză, fixată pe lemn de brad | Bărbat încărunțit, cu barbă și mustață, stând la o masă. Este îmbrăcat cu o robă cenușie, pe sub care poartă o cămașă albă și e încins cu o curea. Mâna dreaptă este sprijinită pe o lunetă, cu stânga măsurând cu compasul într-o carte deschisă. În partea superioară a paginii stângi a cărții se poate citi semnul alchimic pentru mercur (folosit în astronomie pentru planeta Mercur), ceea ce constituie un argument suplimentar că bărbatul reprezentat este un astronom (probabil iezuit) și nu un matematician. În stânga personajului, pe masă, se află o sferă celestă. Figura meditativă, liniștită, exprimă concentrare. Compoziție bine structurată, dominată de griuri verzui, portret expresiv, care se distinge de fundalul întunecat prin jocurile de lumină. | Muzeul Național Brukenthal, Sibiu         | Cimec    |
|      | Tâmplarul Wolf Autor: Stock, Johann Martin | Datare: a doua jumătate a sec. XVIII Școală: Școală transilvăneană Dimensiuni: L: 760 mm; LA: 560 mm Material: ulei pe pânză | Portret bust al unui bărbat de vârstă mijlocie, reprezentându-l pe tâmplarul sas Wolf. Redare frontală, cu o foarte ușoară orientare înspre dreapta. Are figura ușor încruntată, fruntea înaltă, sprâncene bine desenate, arcuite, ochii mari, de culoare închisă, cu privirea intensă, nas puternic, părul cărunt pieptănat pe spate și drept peste urechi. Poartă o vestimentație după moda barocului, cu o haină de culoare închisă, cu ornamente aurii la nasturi, pe sub care se vede o vestă albă de mătase, ornată cu o panglică brodată aurie, și jabou de mătase albă. Fond neutru, brun cafeniu. | Muzeul Național Brukenthal, Sibiu         | Cimec    |
|      | Soția tâmplarului Wolf Autor: Stock, Johann Martin | Datare: sfârșitul sec. al XVIII-lea Școală: Școală transilvăneană Dimensiuni: L: 770 mm; LA: 590 mm Material: ulei pe pânză | Portret bust al unei femei de vârstă mijlocie, reprezentând-o pe soția tâmplarului sas Wolf. Redare frontală, cu o foarte ușoară orientare înspre stânga. Femeia este îmbrăcată după moda patriciatului săsesc de secol XVIII. Pe cap poartă vălitură prinsă cu ace de păr de argint împodobite cu perle, pietre prețioase și semi-prețioase. Poartă o rochie brun cafeniu, tip sarafan, a cărei plăcuță bustieră este împodobită cu blană, dantelă aurie și un trandafir. Bluză de mătase alb perlat, cu intervenții de dantelă pe umeri, cu mâneci lungi, ample. La gât poartă mai multe șiraguri de perle. Fond gri-cafeniu. | Muzeul Național Brukenthal, Sibiu         | Cimec    |
|      | Julius Misselbacher, negustor din Sighișoara Autor: Schuller, Ludwig | Datare: a doua jumătate a sec. al XIX-lea Școală: școală transilvăneană Dimensiuni: L: 990 mm; LA: 780 mm Material: ulei pe pânză | Julius Misselbacher (1838-1870) a fost negustor în Sighișoara. Portretul său, ¾, are ca fundal un peisaj al orașului Sighișoara. Bărbatul șede pe un scaun orientat înspre dreapta, ținând mâna stângă peste speteaza scaunului, iar mâna dreaptă, în care are un baston, peste poală. Bărbatul are părul negru, scurt, pieptănat spre spate, sprâncene groase, nasul pronunțat, buze cărnoase, mustață și barbișon. Are o ținută semeață. Poartă un costum de culoare închisă, cămașă albă și papion. Vesta cafenie este asortată cu pantalonii. În stânga peisajului din fundal, a cărui cromatică este în verde și brunuri, în care cerul, în griuri colorate, ocupă aproape 2/3 din înălțime, recunoaștem școala și sus, pe culme cetatea medievală a Sighișoarei. Semnat și datat, stânga jos, cu roșu: L. Schuller 1871. | Muzeul Național Brukenthal, Sibiu         | Cimec    |
|      | Alegorie Autor: Miess, Friedrich | Datare: primele două decenii ale sec. XX Școală: școală transilvăneană Dimensiuni: L. 1745 mm; LA: 2500 mm Material: ulei pe pânză | Alegorie a primăverii. Peisajul se deschide cu un platou întins, cu o pajiște cu flori albastre și albe, ce coboară într-o vale urmată de un șir de culmi domoale, împădurite, și apoi de un sir de munți stâncoși (peisaj caracteristic sudului Transilvaniei), în nuanțe de gri violet și alburi colorate și cerul albastru deschis. În primul plan, două personaje în mărime naturală, redate monumental, o femeie și un bărbat, plasați pe laterale, își întind mâinile unul spre celalalt – femeia cu spatele, bărbatul cu fața înspre privitor. Tânăra, în stânga, este redată nud, din spate, cu piciorul stâng ușor flexat, sprijinindu-și mâna dreaptă de trunchiul unui copăcel înflorit (sau poate o tufă de trandafiri foarte înaltă). Pe cap – figura redată profil dreapta – poartă o coroniță din frunze și flori albastre. Cu mâna dreaptă întinde bărbatului un trandafir roz, către care acesta din urmă întinde tot mâna dreaptă. Bărbatul ține mâna stângă la piept, în zona inimii. În jurul șoldurilor poartă un material de culoare închisă, poate o piele de animal. În spatele bărbatului un câine/lup negru. | Muzeul Național Brukenthal, Sibiu         | Cimec    |
|      | Berta von Brukenthal Autor: Abrany Lajos | Datare: începutul sec. XX Școală: transilvăneană Dimensiuni: L: 800 mm; LA: 650 cm Material: ulei pe pânză | Berta (Bertha) von Brukenthal, este reprezentată în semiprofil ¾ spre dreapta, bust, până în dreptul taliei, șezând, într-un interior, într-o atitudine semeață. Are fața prelungă, fruntea înaltă, ochi căprui, ușor încercănați, nas destul de mare, drept, buzele subțiri. Părul grizonat, pieptănat cu cărare pe mijloc, este prins la spate sub o tichiuță din catifea vișinie și dantelă albă. Femeia poartă o rochie elegantă, din catifea vișinie, decorată cu un guler larg de dantelă neagră, care cade și peste umeri, sub forma unui volan, dând amploare mânecii. Bustul rochiei este decorat cu un plastron de mătase albă cu ornamente florale discrete, gri. Rochia se încheie în nasturi sub corsaj. Un set de perle în cinci șiraguri la gât și o pereche de cercei, completează eleganta ținută. Portretul se profilează pe un fond neutru în griuri colorate și nuanțe de brunuri. Semnat și datat stânga jos, cu roșu: „Ábrányi Lajos 1901”. | Muzeul Național Brukenthal, Sibiu         | Cimec    |
|      | Peter Lange von Burgenkron (în Registrul inventar: Baungenhein) Autor: Miess, Friedrich | Datare: ultimul deceniu al sec. al XIX-lea Școală: școală transilvăneană Dimensiuni: L: 1090 mm; LA: 840 mm Material: ulei pe pânză | Peter Lange von Burgenkron, întemeietorul Casei de Economii din Brașov (Kronstädter Allgemeine Sparkassa), este înfățișat șezând într-un fotoliu, într-un interior. Bărbatul în vârstă este redat frontal, foarte ușor orientat înspre dreapta. Părul ușor grizonat este pieptănat pe o parte, lăsând descoperită fruntea înaltă. Nasul proeminent, drept, buze cărnoase, mustață. Ochii căprui obosiți sunt marcați de cearcăne, fața este ridată trădând vârsta. Ambele brațe se sprijină pe brațele fotoliului, în mâna stângă ține un sul de hârtie. Bărbatul poartă un costum de culoare închisă, cămașă albă și papion. Fundal neutru, în nuanțe de brun. Semnat și datat dreapta jos, cu roșu: Miess 94. | Muzeul Național Brukenthal, Sibiu         | Cimec    |
|      | Portretul lui Christian Miess Autor: Miess, Friedrich | Datare: ultimul deceniu al sec. al XIX-lea Școală: școală transilvăneană Dimensiuni: L: 1090 mm; LA: 840 mm Material: ulei pe pânză | Bărbatul/Christian Miess, directorul Casei de Economii din Brașov (Kronstädter Allgemeine Sparkassa)/ este înfățișat ¾, șezând pe un scaun, într-un interior. Este orientat înspre stânga, sprijinindu-și brațul drept de o masă acoperită cu un covor anatolian, cu fața întoarsă spre privitor. Are părul alb, pieptănat cu cărare pe dreapta, cu un început pronunțat de calviție, ochii albaștri cu pleoapele puțin căzute, încercănați, pomeții obrajilor lăsați, nasul mare, gura aproape ascunsă sub mustața albă. Trăsăturile feței sunt obosite de vârstă. Poartă un costum de culoare închisă, cămașă albă și papion. Fundal neutru, în nuanțe de brun verzui. Semnat și datat dreapta jos, cu brun: Miess 96. | Muzeul Național Brukenthal, Sibiu         | Cimec    |
|      | Cele trei Parce Autor: Popp, Misu | Datare: a doua jumătate a secolului al XIX-lea Școală: Școală românească Material: ulei pe pânză | Scenă mitologică reprezentând cele trei Parce, într-o compoziție piramidală. Central, în picioare, semi-nud, cu drapaj de voal din dreptul taliei, este plasată cea mai tânără dintre femei. Este blondă și e pieptănată cu părul prins la spate și, în jurul capului, două cosițe împletite ce pornesc din față, din cărare. La încheietura brațului stâng ține o furcă de tors, din care toarce un fir pe care îl întinde între mâini. În stânga compoziției șede cea mai învârstă. Are capul acoperit cu o eșarfă cafenie. Fusta are aceeași culoare, cămașa e albă. În dreapta compoziției, plasată ceva mai sus, tot șezând, orientată 1/3 înspre stânga, este femeia de vârstă mijlocie, cu părul de culoare închisă, pieptănat cu cărare și prins la spate, înveșmântată după moda antică, într-o ținută prinsă pe umărul drept, brun roșcat cu o intervenție de alb perlat la corsaj. Fond neutru, în cafeniu și griuri colorate. | Muzeul Național Brukenthal, Sibiu         | Cimec    |
|      | Tatăl pictorului citind Autor: Popp, Mișu | Datare: a doua jumătate a sec. al XIX-lea Școală: Școală românească și transilvăneană Dimensiuni: L: 665 mm; LA: 535 mm Material: ulei pe pânză | Portret compozițional al tatălui pictorului Mișu Popp. Bărbatul, în vârstă, este redat bust, frontal, ușor orientat înspre dreapta. Are părul alb, mustață și barbă mare, albe. Poartă haină de culoare închisă de sub care se vede, în jurul gâtului, cămașa albă. Pe masa din fața sa, din care se vede o porțiune restrânsă se află o carte. Bărbatul ține în mâinile sprijinite de masă/citește/o altă carte deschisă. Fond închis, în nuanțe de brun cafeniu. | Muzeul Național Brukenthal, Sibiu         | Cimec    |
|      | Călugăr Autor: Popp, Mișu | Datare: a doua jumătate a sec. al XIX-lea Școală: Școală românească și transilvăneană Dimensiuni: L: 580 mm; LA: 460 mm Material: ulei pe pânză | Portret de călugăr, redat bust, semi-profil 3/4 spre stânga, cu carte. Bărbatul în vârstă, stă cu capul sprijinit în mâna dreaptă, iar cu stânga ține cartea deschisă. Are părul lung, alb, mustață și barbă mari, albe. Trăsăturile feței sunt marcate de vârstă: fruntea ridată, ochii adânciți în orbite, colțurile gurii lăsate. Poartă o cămașă amplă, cu mânecă largă, galben auriu. Pe umărul drept se vede o pelerină albastră. Inspirat din portretul renascentist. | Muzeul Național Brukenthal, Sibiu         | Cimec    |
|      | Autoportret Autor: Popp, Mișu | Datare: deceniul nouă al secolului al XIX-lea Școală: Școală românească; școală transilvăneană Dimensiuni: L: 690 mm; LA: 580 mm Material: ulei pe pânză | Autoportret al pictorului Mișu Popp. Artistul se înfățișează bust, orientat spre dreapta și fața întoarsă spre privitor. Are părul ondulat pieptănat spre spate, barbă și mustață stufoase. În cadrul fizionomiei se remarcă ochii cu o privire pătrunzătoare. Bărbatul ține brațele încrucișate la piept. Poartă o ținută simplă: o haină de culoare închisă, de sub care se vede gulerul și manșetele cămășii albe. Fond neutru, în nuanțe de brun. | Muzeul Național Brukenthal, Sibiu         | Cimec    |
|      | Grup de portrete Autor: Popp, Mișu | Datare: A doua jumătate a secolului al XIX-lea Școală: Școala românească; Școală transilvăneană Dimensiuni: L: 650 mm; LA: 500 mm Material: ulei pe pânză | Portret de grup. În centrul imaginii, portretul bust unei femei cu părul lung și o bonetă de catifea neagră, specifică ținutei medievale. O înconjoară, reprezentați în cele patru colțuri ale lucrării, tot în portrete bust, cei patru titani ai Renașterii italiene: Leonardo, Raffael, Michelangelo și Tizian. | Muzeul Național Brukenthal, Sibiu         | Cimec    |
|      | Portretul lui Ludwig Neugeboren Autor: Agotha Janos | Datare: mijlocul sec. XIX Școală: școală transilvăneană Dimensiuni: L: 930 mm; LA: 750 mm Material: ulei pe pânză | Lucrarea îl reprezintă pe Ludwig Neugeboren (1806–1887) preot evanghelic, naturalist, custode al Muzeului Brukenthal. Modelul este redat șezând, într-un interior. Bărbatul are o față prelungă, cu fruntea înaltă, accentuată de începutul de calviție. Ochii, puțin încercănați, sunt de culoare deschisă, cu pleoapele grele, ușor lăsate și sprâncenele aproape drepte; nasul mare, subțire, drept, gura cu buze groase, arcuite într-un zâmbet reținut. Are părul bogat, pieptănat cu bucle în jurul feței, și perciuni. Este îmbrăcat după moda epocii; poartă un costum de culoare neagră, haina cu reverul lat descheiată, vestă cu encoeur adânc, încheiată în nasturi, sub care are o cămașă albă. La gât are un papion negru și un guler scurt, detașabil, caracteristic ținutei de pastor. Personajul stă într-un fotoliu Biedermeier, tapisat cu mătase roșie, lângă o măsuță de lucru, în stânga compoziției. Își sprijină cotul brațului stâng de brațul fotoliului, în mână are o batistă de mătase arămie. În mâna dreaptă, al cărei antebraț este sprijinit de masă, ține un toc cu peniță. Pe masa acoperită cu o catifea verde oliv se află un microscop. Fundalul este neutru, în nuanțe de gri verzui. | Muzeul Național Brukenthal, Sibiu         | Cimec    |
|      | Alma Neugeboren cu copilul Autor: Agotha Janos | Datare: mijlocul sec. XIX Școală: Școală transilvăneană Dimensiuni: L: 920 mm; LA: 750 mm Material: ulei pe pânză | Dublu portret compozițional; Alma Neugeboren, soția naturalistului Johann Ludwig Neugeboren este înfățișată împreună cu copilul ei. Mama șade într-un fotoliu Biedermeier, tapisat cu mătase roșie, orientat ușor înspre dreapta, copilul stă în picioare, în stânga sa. Tânăra femeie are chipul prelung, fruntea înaltă, ochii luminoși, albaștri, cu pleoape grele, nasul mare, ușor coroiat, gura bine desenată, cu colțurile ușor ridicate într-un zâmbet. Forma delicată a feței este subliniată de coafura modernă: părul castaniu e pieptănat cu cărare pe mijloc, prins lejer de pe laterale într-un coc lăsat pe ceafă, împodobit cu o codiță împletită peste cap. Își sprijină ușor mâna dreaptă, în care ține o batistă de dantelă albă, în poală. Cu mâna stângă cuprinde copilul, apropiindu-l de corpul ei. Este îmbrăcată cu o rochie neagră de catifea, elegantă după moda vieneză a mijlocului de secol XIX. Decolteul larg, ornat peste piept cu o fâșie îngustă dantelă albă, în formă de encoeur, îi dezvelește umerii. Un volan lat dublează partea de sus a rochiei, peste piept. De aici, rochia se lărgește mult și cade amplu în partea de jos. Mâneca este prinsă și ușor încrețită puțin mai jos de cot. Femeia poartă un set discret de bijuterii de aur cu coral roșu (broșă și cercei). Copilul are un chip luminos, vesel: fața cu obraji bucălați, frunte înaltă, ochi albaștri, părul blond, pieptănat cu cărare pe mijloc, se ridică în bucle deasupra urechilor. Copilul poartă o cămășuță lungă și largă, probabil tot de catifea, de culoare gri închis albăstrui. În mâna stângă pe care o ține în poala mamei, are o sabie de jucărie. Fundal neutru, într-un gri verzui. | Muzeul Național Brukenthal, Sibiu         | Cimec    |
|      | Portret de bărbat Autor: Miess, Friedrich | Datare: începutul secolului al XX-lea Școală: Școală tranislvăneană Dimensiuni: L: 420 mm; LA: 336 mm Material: ulei pe pânză | Portretul bust al bărbatului, în profil spre dreapta se detașează pe fondul neutru, întunecat. Întreaga atenție se concentrează asupra figurii, redată cu un realism exacerbat. Trăsăturile mărturisesc vârsta destul de înaintată: părul rar, alb, calviția destul de pronunțată, ridurile adânci, mușchii feței și ai gâtului slăbiți. Bărbatul are trăsături ferme, fruntea înaltă, nasul mare, puternic, gura bine desenată cu colțurile lăsate. Poartă o haine de culoare închisă, de sub care se vede gulerul cămășii albe. Semnat dreapta jos cu alb: Miess. | Muzeul Național Brukenthal, Sibiu         | Cimec    |
|      | Doi câini într-un interior Autor: Miess, Friedrich | Datare: sfârșitul secolului al XIX-lea - începutul sec. al XX-lea Școală: școală transilvăneană Dimensiuni: L: 485 mm; LA: 690 mm Material: ulei pe pânză | Doi câini sunt ghemuiți unul lângă celălalt pe o carpetă veche, ocru, așezată pe pardoseala de cărămidă, ocupând aproape întreaga compoziție. Cel din dreapta, un boxer cafeniu, are ochii închiși, și stă încovrigat, cu capul spre celălalt, cel din stânga, cu corpul alb și capul cafeniu, stă cu botul pe labe și se uită direct spre privitor. În fundal stânga, o sobă veche de tuci și o găleată ruginită. Semnat dreapta jos, cu roșu: Miess. | Muzeul Național Brukenthal, Sibiu         | Cimec    |
|      | Nud cu pălărie culcat într-un interior Autor: Miess, Friedrich | Datare: începutul sec. al XX-lea Școală: Școală românească modernă Dimensiuni: L: 890 mm; LA: 170 mm Material: ulei pe pânză | Nudul unei femei, culcate pe spate, pe un pat acoperit cu un cearceaf alb. Tânăra ține mâna stângă pe lângă capul pe care îl întoarce astfel ușor înspre privitor, în vreme ce brațul drept e întins pe lângă corp. Din dreptul șoldurilor, peste care este așezată o bucată de țesătură albă, corpul femeii este ușor întors spre privitor, cu genunchii puțin flexați. Femeia are ochii închiși, iar trăsăturile feței, ca de altfel, întreaga poziție, sunt relaxate. În stânga primului plan, o măsuță sau poate un taburet, pe care sunt o pălărie de paie cu fundă roșie, o piesă de vestimentație gri și un șirag de mărgele brun roșcat, iar în dreapta, o măsuță acoperită cu o față de masă cu model în alb și negru, pe care se află mai multe fructe, mere, pere, struguri, așezate într-o farfurie, o fructieră și pe lângă acestea. Pe peretele zugrăvit albastru turcoaz cu dungi verticale indigo și roz, din spatele femeii, se află trei tablouri (opere ale lui Fr. Miess), iar în stânga, o comodă cu sertare, pe care se află un ghiveci cu flori. | Muzeul Național Brukenthal, Sibiu         | Cimec    |
|      | Interior de bucătărie italiană Autor: Miess, Friedrich | Datare: sfârșitul sec. al XIX-lea Școală: Școală transilvăneană Dimensiuni: L: 865 mm; LA: 620 mm Material: ulei pe pânză | Într-un interior de bucătărie dintr-o veche casă italiană, o femeie șede pe un scaun, în fața unui șemineu cu cadru înalt, de piatră, în care arde focul. Femeia, redată din profil, poartă părul strâns la spate, are cercei, este îmbrăcată îngrijit, în ținută de port, cu cămașă cu mânecă bufantă, gri albăstrui, cu un guler mare brodat, alb, o fustă lungă și largă, roz și un șorț alb. În mâna stângă are un lemn cu care ațâță jarul, dreapta o ține în poală. Scena este plasată în centrul compoziției. În primul plan stânga, de pe pardoseala de piatră, ciugulesc boabe o cloșcă cu pui, iar în dreapta se află o masă înaltă, cu sertare, de lemn masiv, pe care e așezat un vas mare, de aramă, iar sub ea o grămadă de lemne. În spatele încăperii se mai disting câteva piese de mobilier. Cromatica este menținută în nuanțe de brunuri și ocru, cu lumini și umbre aruncate de flăcările din vatră. Semnat stânga jos, cu roșu: Miess. | Muzeul Național Brukenthal, Sibiu         | Cimec    |
|      | Femeie în fața samovarului Autor: Coulin, Arthur | Datare: sfârșitul secolului al XIX-lea Școală: școală transilvăneană Dimensiuni: L: 950 mm; LA: 600 cm Material: ulei pe pânză | Într-un interior, o tânără femeie șade într-un fotoliu Biedermeier întors 1/3 spre dreapta, într-o atitudine meditativă. Este redată în profil, spre dreapta, cu capul sprijinit ușor în mâna stângă, rezemată în cot de brațul fotoliului, iar dreapta așezată pe spătarul rotunjit al fotoliului. Are părul prins la spate în coc. Poartă o rochie lungă, după moda sfârșitului de secol XIX, strânsă pe corp până sub bust, apoi largă, cu un volănaș aplicat la baza fustei, la cca. 20 de centimetri înălțime, decolteu encoeur, cu mâneci lungi, bufante până la cot, apoi strânse pe mână. Rochia este din saten ivoriu, cu dungi înguste, roșii, și e decorată cu o panglică roșie înnodată într-o fundă mare sub piept. În fundal, în dreapta, o comodă, pe care este așezat samovarul, iar pe perete în stânga se vede colțul ramei unui tablou. Lumina este dirijată pe scena din centrul lucrării, în vreme ce restul compoziției este lăsat în penumbră. | Muzeul Național Brukenthal, Sibiu         | Cimec    |
|      | Portret de copil Autor: Coulin, Arthur | Datare: sfârșitul secolului al XIX-lea Școală: școală transilvăneană Dimensiuni: L: 570 mm; LA: 300 mm Material: ulei pe pânză | Portretul bust al unui băiat, semi profil 1/3 spre stânga, redat pe un fond decorativ. Băiatul are părul șaten deschis, ușor ondulat, purtat cu cărare pe partea stângă, ochi albaștri și tenul deschis, cu pomeții îmbujorați. Copilul poartă o haină de culoare închisă, peste care se răsfrânge gulerul alb al unei cămăși. Portretul se evidențiază pe fondul unui covor, probabil Anatolian, cu fondul de culoare roșie cu ornamente geometrice negre. | Muzeul Național Brukenthal, Sibiu         | Cimec    |
|      | Garoafe Autor: Luchian, Ștefan | Datare: Începutul secolului XX Școală: Școală românească Dimensiuni: L: 350 mm; LA: 470 mm Material: Ulei pe carton | Natură moartă cu garoafe roșii, albe și portocalii, într-un vas de ceramică smălțuită, plasat în centrul compoziției. Trei garoafe roșii, în stânga vasului. Suprafața pe care este așezat vasul e în alburi colorate, iar fundalul în nuanțe de brun. Semnat stânga jos cu negru: S. Luchian. | Muzeul Național Brukenthal, Sibiu         | Cimec    |
|      | Christianissimo Regi dignum mundo angelis et hominibus Christi patientis spectaculum; în registrul inventar: „Isus pe Cruce” Autor: Edelinck, Gerard; (SC.); Le Brun, Charles; (PX.); Drevet, Pierre (EX.) | Datare: 1700 Școală: Școală franceză Dimensiuni: L: 960 mm.; LA: 650 mm.; L: 1100 mm.; LA: 770 mm.; în registrul inventar: 0,655 : 0,97 Material: acvaforte și dăltiță pe hârtie; imprimată de pe două plăci | Reprezentare a lui Christos răstignit. Deasupra, pe labelum inscripția „Iesvs Nasarenvs Rex Ivdeorum”, repetată și în greacă. La baza crucii, pe o pernă brodată cu flori de crin este așezată coroana regală a Franței. În jurul Crucii, pe pământ și în cer sunt reprezentați îngeri închinându-se, cu expresii de compasiune pentru patimile Mântuitorului. | Muzeul Național Brukenthal, Sibiu         | Cimec    |
|      | Vânat lângă un arbore (în registrul inventar: Vânat mort lângă un copac) Autor: Fyt, Jan (în registrul inventar: Genul lui Philipp Ferdinand von Hamilton / Jan Fyt) | Datare: mijlocul secolului XVII Dimensiuni: L: 748 mm, LA: 923 mm (în registrul inventar: 0,750 x 0,930) Material: ulei pe pânză | Într-un peisaj cu deschidere în partea dreaptă a tabloului, o natură moartă formată dintr-un iepure, păsări mici și o tolbă de vânătoare, sunt rezemate de trunchiul unui arbore. În planul al doilea, stânga, o pisică se apropie de vânat. Lucrat într-o gamă sobră, tabloul este înviorat de un contrast violent de complementare, cum ar fi carminul de pe pântecele păsărilor mici și verdele smarald al vegetației. Tabloul este lucrat într-o pastă lisă cu foarte fine împăstări. Lipsește, însă, spontaneitatea facturii tipice din lucrările lui Fyt. Concepția este barocă, cu intenția animării naturii moarte nu numai prin compunere, dar și prin prezența animalelor vii, cum ar fi pisica. | Muzeul Național Brukenthal, Sibiu         | Cimec    |
|      | Uliță de sat Autor: Teniers, David I (?) | Datare: prima jumătate a secolului XVII Dimensiuni: L: 826 mm; LA: 1150 mm (în registrul inventar: 0,83 x 1,17) Material: ulei pe pânză | Concepută într-o formulă descriptivă, compoziția se desfășoară într-un spațiu tipic rural, în care natura a redevenit cadru al activităților omenești. Personajele, cu tipologia, atitudinile și mișcărie lor stângace, precum și elementele de decor – forma și repartizarea caselor, structura arborilor – sugerează înscrierea lucrării în registrul tematic al creației lui David I Teniers. Factura de lucru greoaie, modul de distribuire a luminii, economia cromatică aparțin unui executant cu calități artistice limitate, fapt care face ca lucrarea să nu fie cu certitudine atribuită lui Teniers cel Bătrân. | Muzeul Național Brukenthal, Sibiu         | Cimec    |
|      | Interior țărănesc cu băutori (în registrul inventar: Oameni băuți într-o cârciumă de țară) Autor: Teniers, David II | Datare: mijlocul secolului XVII Dimensiuni: L: 253 mm; LA: 195 mm (în registrul inventar: 0,26 x 0,20) Material: ulei pe lemn | În colțul unui interior rustic este reprezentat un grup format din patru personaje, o femeie și trei bărbați, fiecare cu privirea îndreptată în altă direcție. În centru, un bărbat (pantaloni maro, haină verde-gri, pălărie roșie, cămașă albă) ține într-o mână o cană din lut, înaltă și în alta, o pipă cu coadă scurtă. Femeia din spatele lui (bluză ocru, părul strâns cu un batic, fustă verde-gri) șade lângă un butoi, cu un pahar în mână, iar în partea stângă, doi bărbați, unul în picioare, iar altul (în veșminte maro) șade pe un butoi. | Muzeul Național Brukenthal, Sibiu         | Cimec    |
|      | Interior țărănesc (în registrul inventar. Cameră țărănească și o bufniță) Autor: Teniers, David II | Datare: mijlocul secolului XVII Dimensiuni: L: 257 mm; LA: 194 mm (în registrul inventar: 0,26 x 0,20) Material: ulei pe lemn | Într-un interior rustic, cinci țărani sunt reprezentați lângă un șemineu. Deasupra șemineului este prins un desen ilustrând o bufniță. În centrul lucrării, un țăran cu haine și pălărie maro și vestă roșie dansează ținând în mână un pahar cu vin. Lângă el, un alt țăran, cu pantaloni și pălărie maro și haină verde, stă la o masă din lemn cu un vas de lut în față și un ulcior mare sub masă. La altă masă stau doi țărani, dintre care unul, cu pantaloni, pălărie și haină verzi, șade pe un butoi. În fundal dreapta, un țăran (pantaloni cărămizii, haină verde și pălărie roșie) stă cu spatele la cei prezenți. Pictorul este preocupat atât de redarea atmosferei interiorului, cât și de schițarea fizionomiilor caricaturizate ale bărbaților petrecăreți, a căror prezență întărește aspectul comic al scenei. | Muzeul Național Brukenthal, Sibiu         | Cimec    |
|      | Interior țărănesc cu fumători (în registrul inventar: Fumători într-o cameră țărănească) Autor: Teniers, David II | Dimensiuni: L: 203 mm: LA: 277 mm (în registrul inventar: 0,20 x 0,28) Material: ulei pe lemn | Într-un interior țărănesc, un țăran cu haine maro și tichie roșie stă pe o bancă și fumează; lângă el, pe jos, este o cană înaltă, iar pe măsuță, un ulcior și o strachină din lut. În spatele lui, un țăran își umple pipa și alți patru stau de vorbă. Dominanta cromatică este realizată în tonuri de brun. | Muzeul Național Brukenthal, Sibiu         | Cimec    |
|      | Interior țărănesc cu cântăreț la lăută (în registrul inventar: Cântăreț din lăută într-o cameră țărănească) Autor: Teniers, David II | Datare: mijlocul secolului XVII Școală: Anvers Dimensiuni: L: 205 mm; LA: 278 mm (în registrul inventar: 0,20 x 0,28) Material: ulei pe pânză maruflată pe lemn | În prim-planul lucrării, o țărancă care citește și un țăran care cântă la lăută stau la o masă, pe care se află un ulcior și câteva cărți. În spatele femeii, un alt țăran cu tichie roșie se uită peste umărul ei la cartea pe care aceasta o ține în mâini. În fața mesei se află un ulcior mare, pus pe jos. În camera alăturată, în fundal, patru țărani stau la o masă și beau. | Muzeul Național Brukenthal, Sibiu         | Cimec    |
|      | Camera de gardă Autor: Teniers, David II | Datare: mijlocul secolului XVII Dimensiuni: L: 40,5 mm; LA: 56,7 mm (în registrul inventar 0,40 x 0,57) Material: ulei pe lemn | În prim-planul lucrării se văd aruncate pe podea armuri, pinteni, coifuri, o halebardă, iar între ele, o armură cu coif așezată în picioare. În încăperea alăturată, se zăresc câțiva soldați care joacă cărți, iar în fundal un soldat cu un drapel alb se pregătește să iasă din încăpere. Cromatica gri-verzui a armurilor este foarte bine realizată. Nu lipsesc accentele de roșu și alb-gălbui. | Muzeul Național Brukenthal, Sibiu         | Cimec    |
|      | Dragoste deranjată Autor: Teniers, David II | Dimensiuni: L: 688 mm; LA: 840 mm (în registrul inventar: 0,68 x 0,83) Material: ulei pe pânză | În prim-planul lucrării este reprezentat un interior rustic, în care un țăran cu haină roșie îmbrățișează o femeie care ține de mână un copil. În partea stângă, lângă cuptor, sunt răspândite legume, dar și ustensile de bucătărie, în partea opusă. În stânga lucrării, soțul înșelat coboară treptele cu un cuțit în mână. În fundal, dreaptă, este redată o slujnică cu două vaci. Întreaga compoziție este realizată în tonuri de brun, brun roșiatic și ocru auriu. | Muzeul Național Brukenthal, Sibiu         | Cimec    |
|      | Crainicul de serviciu Autor: Ter Borch, Gerard | Datare: mijlocul secolului XVII Dimensiuni: L: 418 mm; LA: 308 mm (în registrul inventar: 0,41x 0,31) Material: ulei pe pânză | În partea stângă a lucrării, un crainic cu pălărie roșie și cizme înalte așteaptă în picioare ca ofițerul din fața lui, așezat la o măsuță, să termine de scris un ordin. Pe măsuță se află pălăria cu pană a ofițerului, iar sub masă stă culcat un câine. Lucrarea este realizată în nuanțe de brun, brun roșiatic, ocru, cu accente de roșu vermillon. | Muzeul Național Brukenthal, Sibiu         | Cimec    |
|      | Christos și Ioan Botezătorul cu mielul Autor: Thomas, Jan (în registrul inventar: Jan Thomas) | Datare: mijlocul secolului XVII Dimensiuni: L: 565 mm; LA: 695 mm (în registrul inventar: 0,56 x 0,69) Material: ulei pe pânză | Copilul Christos șade lângă o stâncă, pe o mantie roșie. În fața lui este reprezentat Ioan cu un miel, având panglici albastre legate de cornițe și crucea de lemn. În partea superioară a crucii este legată o panglică albă ce cade pe umărul lui drept. În fundal, în partea dreaptă a lucrării, este redat un peisaj de munte cu castel. | Muzeul Național Brukenthal, Sibiu         | Cimec    |
|      | Judecata lui Paris Autor: Thomas, Jan | Datare: mijlocul secolului XVII Dimensiuni: L: 696 mm; LA: 890 mm (în registrul inventar: 0,69 x 0,89) Material: ulei pe pânză | Paris este reprezentat în cadrul natural, stând rezemat de un copac; în fața lui stau trei zeițe: Hera, Aphrodita și Athena, iar în spate, Mercur. Aphrodita, lângă care este rezemat Amor cu arcul și săgețile, este cea care primește mărul de aur de la Paris. Deasupra grupului sunt reprezentați patru îngeri ce poartă draperii, iar în stânga, un grup de copii se joacă. În partea dreaptă, câteva personaje feminine urmăresc scena, din spatele copacilor. Personajele aflate în centrul compoziției sunt evidențiate de un fascicol de lumină. Nuanțele dominante sunt cele de brun, albastru-gri și câteva accente de roșu-vermillon și albastru. | Muzeul Național Brukenthal, Sibiu         | Cimec    |
|      | Natură moartă Autor: Eder, Hans | Școală: Școală românească modernă Dimensiuni: L: 570 mm; LA: 657 mm Material: ulei pe pânză | | Muzeul Național Brukenthal, Sibiu         | Cimec    |
|      | Autoportret cu paleta Autor: Eder, Hans | Datare: prima jum. sec. XX Școală: Școală românească modernă Dimensiuni: L: 915 mm; LA: 815 mm Material: ulei pe pânză | Autoportret în atelier. În atelierul doar sugerat, artistul șede pe un scaun, orientat 1/3 spre stânga, într-o atitudine degajată, puțin aplecat înainte. Are părul grizonat. Sprijină antebrațul mânii stângi în care ține paleta și trei pensule, pe picior; în mâna dreaptă, așezată pe genunchi, are o pensulă. Poartă cămașă albă, cravată verde, pantaloni brun. Silueta sa se profilează pe fondul vibrat, cu dominantă de ocru și brun roșcat. Semnat stânga sus, cu negru: „HE”. | Muzeul Național Brukenthal, Sibiu         | Cimec    |
|      | Natură moartă Autor: Eder, Hans | Școală: Școală românească modernă Dimensiuni: L: 465 mm; LA: 700 mm Material: ulei / pânză / carton | Compoziția este de tipul „tablou în tablou”. În primul plan, pe pervazul acoperit cu un material textil brun roșcat al unei ferestre deschise, o vază de sticlă cu patru crizanteme (în stânga), în fața căreia sunt așezate două mere, și o fructieră cu trei mere (în dreapta). Dincolo de fereastră, în planul îndepărtat, un peisaj citadin iarna, Piața Sfatului din Brașov, cu câteva clădiri dintre care se recunoaște Primăria veche, și câteva siluete abia schițate. Perspectiva se închide în stânga compoziției cu un masiv muntos, în dreapta, deasupra clădirilor un spațiu restrâns este acordat cerului plumburiu hibernal. Cromatica în brun, verde, albastru, ocru nuanțate pentru primul plan, și alburi și griuri colorate pentru fundal. Semnătură cu negru, dreapta jos: „HE”. | Muzeul Național Brukenthal, Sibiu         | Cimec    |
|      | Port în sudul Franței Autor: Eder, Hans | Datare: prima jumăttae a sec. XX Școală: Școală românească modernă Dimensiuni: L: 408 mm; LA: 864 mm Material: ulei pe pânză | Un debarcader, la malul mării. În stânga primului plan, pe suprafața în nuanțe de verde, cu reflexe și oglindiri în ocru și violet, plutește o barcă. În centru dreapta planului secund, este ancorat un cargobot ale cărui catarg și coș de abur, marchează verticale care echilibrează înălțimea malului din stânga ultimului plan. Pe chei, un personaj și un vehicul, schițate doar, și câteva bărcuțe trase la mal. În planul următor, marea liniștită, în verzuri și albastruri se prelungește cu griul albăstrui al cerului care deține cam jumătate din înălțimea compoziției. Cromatica lucrării este realizată în verzuri, albastruri, ocru, brunuri și griuri. Semnătură (monogramă), dreapta jos, în violet: „HE”. | Muzeul Național Brukenthal, Sibiu         | Cimec    |
|      | Femeie cu capre Autor: Popea, Elena | Datare: deceniul trei al sec. XX Școală: Școală românească modernă Dimensiuni: L: 535 mm; LA: 367 mm Material: ulei pe carton | Plasat central în cadrul compoziției, grupul femeii cu capră este redat într-un peisaj arid, lângă o apă, la marginea unui sat. Personajele sunt redate sumar, cu anularea detaliilor individualizatoare. În fundal se aliniază un șir de case, între care, spre dreapta, se ridică un turn înalt ce formează o verticală solidă a compoziției. Cerul acoperă jumătate din spațiul lucrării, impunându-se prin norii grei, realizați în tușe păstoase. Cromatica (ocruri, brunuri, alburi și griuri colorate, intervenții de nuanțe luminoase de roșu și verde) este înviorată prin contrastul gamelor calde și reci. Semnat dreapta jos, în creion: „Elena Popea”. | Muzeul Național Brukenthal, Sibiu         | Cimec    |
|      | Case vechi din Olanda Autor: Popea, Elena | Datare: sf. deceniului trei al sec. XX Școală: Școală românească modernă Dimensiuni: L: 596 mm; LA: 473 mm Material: ulei pe carton | Compoziția este ordonată pe o diagonală ce pleacă din colțul din stânga jos și se oprește pe latura dreaptă cam la o treime din înălțimea lucrării. Pe această direcție se înșiră clădirile înguste cu acoperișuri țuguiate. Cu contururi ușor neregulate, edificiile cvasi uniforme, par înclinate, privirea fiind condusă de-a lungul lor, ritmic și ușor accelerat de succesiunea fațadelor și a umbrelor lor ce se reflectă în pavajul ud. Spațiul cerului este foarte redus, apărând ca un fragment de fundal. Semnat dreapta sus, în creion: „E.Popea”. | Muzeul Național Brukenthal, Sibiu         | Cimec    |
|      | Grup de țărani Autor: Popea, Elena | Datare: prima jum. a sec. XX Școală: Școală românească modernă Dimensiuni: L: 250 mm; LA: 200 mm Material: ulei pe carton | Grupul de țărani (în cerc) plasați central stânga poartă sumane scurte, ițari, opinci și căciuli (clopuri). Alte numeroase personaje, tot în costume populare, sunt redate sumar în planul următor. În fundal câțiva copaci se profilează pe un grup de case din care se identifică doar acoperișurile brun roșcat. Cromatica este menținută în alburi colorate, brunuri și ocruri, cu accente de verde și brun roșcat. Semnată dreapta jos, în creion: „Elena Popea”. | Muzeul Național Brukenthal, Sibiu         | Cimec    |
|      | Peisaj Autor: Popea, Elena | Datare: prima jum. sec. XX Școală: Școală românească modernă Dimensiuni: L: 480 mm; LA: 650 mm Material: ulei pe pânză | Un peisaj de munte în care versanții cuprind între ei o vale îngustă, deschisă spre privitor. În stânga primului plan apar trei căsuțe fugar schițate, central doi copaci. În spatele lor se ridică impunător masivele muntoase, construite din trăsături rapide de penel, cu tușă largă. Deasupra crestelor, o porțiune foarte îngustă e rezervată cerului. Cromatica e bazată pe nuanțări de verde și griuri albăstrii surdinizate specifice acestei etape în care paleta de culori e mai sobră și mai rece. Semnat dreapta jos în creion: „Elena Popea”. | Muzeul Național Brukenthal, Sibiu         | Cimec    |
|      | Interiorul castelului din Bran Autor: Popea, Elena | Datare: Primul sfert al sec. XX Școală: Școală românească modernă Dimensiuni: L: 280 mm; LA: 250 mm Material: ulei pe carton | O încăpere mică din castelul Bran, cu o arcadă în fundal, central, și o fereastră în dreapta. Camera e mobilată simplu, cu o canapea cu pernițe decorative, o noptieră, iar sub fereastră, un fotoliu și un sfeșnic. În fundal, deasupra canapelei, o nișă semicirculară, în care se află o icoană. | Muzeul Național Brukenthal, Sibiu         | Cimec    |
|      | Partida de croquet Autor: Eder, Hans | Școală: Școală românească modernă Dimensiuni: L: 704 mm; LA: 892 mm Material: ulei pe carton | Într-o compoziție ușor plonjantă, într-un luminiș al unei păduri de conifere, în fața unei cabane parțial redată în fundal, un grup de oameni se relaxează: în stânga primului plan, o femeie într-o rochie albastră șede într-un fotoliu; lângă ea, un câine alb. În spatele ei, un cuplu pare angajat într-o conversație. În dreapta primului plan, un băiat blond cu pantaloni până la genunchi și cămașă albă și o fată cu rochiță roz joacă croquet (un joc de tradiție săsească). În centrul compoziției un alt băiat, cu crosa pe umăr, așteaptă să primească mingea. Cromatica e vie și bogată, de la ocruri, la albastruri, verzuri, brunuri și alburi colorate. Tușa este împăstată, pe alocuri intervenții cu cuțitul. Semnat și datat stânga jos, cu albastru: „HE 23”. | Muzeul Național Brukenthal, Sibiu         | Cimec    |
|      | Femeie în costum de călărie Autor: Coulin, Arthur | Școală: Școală transilvăneană Dimensiuni: L: 478 mm; LA: 380 mm Material: ulei pe pânză | O femeie în ținută de călărie, redată 3/4, pe fundal de peisaj sumar redat. Atitudinea femeii sugerează că este în șa. Poartă pălărie neagră cu boruri scurte, ușori ridicate, jachetă cafenie cambrată pe bust și talie, încheiată într-un singur nasture, cămașă albă, papion brun roșcat. Cerul, fondul pe care se proiectează bustul femeii, este realizat în griuri albăstrii și alburi colorate. Atenția artistului se îndreaptă asupra chipului femeii, a cărui expresie o surprinde cu atenție, lăsând doar schițat restul compoziției. Semnat dreapta jos cu brun: „Coulin”. | Muzeul Național Brukenthal, Sibiu         | Cimec    |
|      | Autoportret Autor: Coulin, Arthur | Școală: Școală transilvăneană Dimensiuni: L: 288 mm; LA: 213 mm Material: ulei pe pânză | Autoportret bust (până în dreptul umerilor), semiprofil 3/4. Bărbatul e pieptănat cu cărare pe dreapta. Poartă mustață și barbă tunsă scurt. Fond neutru, închis. Semnat (monogramă) și datat dreapta sus, cu ocru: “A.C. 1905”. | Muzeul Național Brukenthal, Sibiu         | Cimec    |
|      | Portretul mamei pictorului Autor: Coulin, Arthur | Datare: înc. sec. XX Școală: școală transilvăneană Dimensiuni: L: 680 mm; LA: 550 mm Material: ulei pe pânză | Portretul unei femei în vârstă, mama pictorului, bust, ușor orientat spre dreapta. Atenția artistului se concentrează asupra chipului trist al femeii, lăsând în faza de schiță restul lucrării. Părul grizonat, prins în coc, cu cărare pe mijloc, lasă descoperită fruntea înaltă. Ochii de o culoare deschisă, nedefinită, pomeții obrajilor căzuți, colțurile gurii lăsate. Rochie neagră, cu guler scurt, pe gât, pe umeri și brațe eșarfă albă. Portretul e încadrat într-un oval medalion. Fond neutru, gri. | Muzeul Național Brukenthal, Sibiu         | Cimec    |
|      | Nud Autor: Coulin, Arthur | Datare: începutul secolului al XX-lea Școală: Școală transilvăneană Dimensiuni: L: 430 mm; LA: 960 mm Material: ulei pe pânză | Nud de femeie culcat, cu capul întors spre privitor, pe un pled în alburi colorate, profilat pe un fundal gri albăstrui, care ocupă aproape două treimi din înălțimea compoziției. Semnat dreapta sus, cu ocru: "Coulin". | Muzeul Național Brukenthal, Sibiu         | Cimec    |
|      | Autoportret Autor: Smigelschi, Octavian | Datare: înc. sec. XX Școală: Școală transilvăneană Dimensiuni: L: 420 mm; LA: 345 mm Material: ulei pe pânză | Autoportret bust, profil 1/3 spre dreapta, pe fond neutru. Părul tuns scurt, perciuni care se continuă cu barbă tăiată și ea scurtă. Modelul poartă și mustață. Privirea se întoarce spre spectator. Elementele vestimentare sunt doar schițate. Fondul ocru apare doar în jurul capului, fără să acopere întreaga suprafață a pânzei. Cromatica sobră, ținută în nuanțe de ocru și brun, cu câteva accente de roșu (gură, pomeții obrajilor, urechea dreaptă). | Muzeul Național Brukenthal, Sibiu         | Cimec    |
|      | Peisaj de iarnă Autor: Hermann, Hans | Datare: Primul sfert al secolului al XX-lea Școală: Școală românească Dimensiuni: L: 500 mm; LA: 700 mm Material: ulei pe carton | Peisaj rural de iarnă. În centrul, ușor dreapta compoziției este plasată o casă veche, ale cărei ziduri sunt susținute de contraforți. Perspectiva se deschide pe curba drumului ce marchează laterala stângă, conducând privirea înspre fundalul lucrării unde casele din depărtare, ca și cele din zona mediană din dreapta compoziției, cu acoperișurile acoperite de nea, se profilează pe munții înzăpeziți. Cerul ocupă aproximativ 1/5 din înălțimea compoziției. Soarele înspre apus, aruncă umbrele spre primul plan. Cromatică: nuanțe de ocru de la ocru deschis, spre galben și spre oranj, alburi și griuri colorate, accente de oranj și verde. Semnat și datat cu gri, dreapta jos: Hans Hermann 1923. | Muzeul Național Brukenthal, Sibiu         | Cimec    |
|      | Vânzătoare de dovleci Autor: Konnerth, Hermann | Datare: prima jumătate a secolului al XX-lea Școală: Școală românească Dimensiuni: L: 950 mm; LA: 600 mm Material: Ulei pe pânză | Compoziție cu o tânără, redată bust, care ține în mâini, într-un coș împletit, un bostan reprezentat într-un prim plan accentuat. În spatele fetei e sugerată o piață, prin silueta unei alte femei care duce un coș (probabil) cu struguri, colțul unei mese pe care se văd legume (castraveți), în stânga imaginii, și, în fundal, un șir de tarabe. Abordarea într-o perspectivă ușor plonjantă elimină prezența cerului. Cromatica în nuanțe de ocru, oranj, brun, gri, negru, în suprafețe clar delimitate. Semnat și datat stânga jos, cu negru: H. Konnerth 1930. | Muzeul Național Brukenthal, Sibiu         | Cimec    |
|      | Bărci la Brăila Autor: Steriadi, Jean Alexandru | Datare: Prima jumătate a secolului al XX-lea Școală: Școală românească Dimensiuni: L: 610 mm; LA: 490 mm Material: ulei pe pânză | Compoziție cu o corabie cu două catarge, redată în prim plan, într-un peisaj marin. Semnat dreapta jos cu gri: Steriadi. | Muzeul Național Brukenthal, Sibiu         | Cimec    |
|      | Pădure Autor: Bogdan, Catul | Datare: Mijlocul secolului al XX-lea Școală: Școală românească Dimensiuni: L: 549 mm; LA: 452 mm Material: ulei pe carton | Peisaj de pădure, în perspectivă ușor montantă, în care se impun trunchiurile alburii ale copacilor, prin al căror frunziș se zăresc licăriri de cer. Contrastele cromatice rece cald și cele complementare conferă dinamică lucrării. Cromatica: nuanțe de ocruri, verde, alburi și griuri colorate, accente de oranj și albastru. Semnat dreapta jos, cu brun: C. Bogdan. | Muzeul Național Brukenthal, Sibiu         | Cimec    |
|      | Ionel Teodoreanu Autor: Dimitrescu, Ștefan | Datare: Anii 30 ai secolului al XX-lea Școală: Școală românească Dimensiuni: L: 696 mm; LA: 498 mm Material: ulei pe carton | Portret de bărbat, redat ¾, șezând, corpul ușor orientat spre stânga și puțin aplecat în față, coatele pe genunchi, mâinile împreunate, privirea frontală. Bărbatul poartă o bluză cu mânecă lungă, albastră și pantaloni cafenii. Figura lui se profilează pe o țesătură cu ornamente stilizate, în roșu, portocaliu, cu accente de albastru deschis și negru. Semnat dreapta jos: Ștefan Dimitrescu. | Muzeul Național Brukenthal, Sibiu         | Cimec    |
|      | Înmormântare în Siberia Autor: Popp, Aurel | Datare: Primul sfert al secolului al XX-lea Școală: Școală românească modernă Dimensiuni: L: 350 mm; LA: 470 mm Material: ulei pe carton | Scenă de pe front, cu o căruță văzută din spate, într-un prim plan accentuat, în care sunt transportate, trupurile soldaților uciși. Cromatică în griuri, brunuri și negru, cu accente de roșu și alburi colorate. Semnat și datat, stânga jos, cu gri deschis: A. Popp 919. | Muzeul Național Brukenthal, Sibiu         | Cimec    |
|      | Marină (Veneția) Autor: Dărăscu, Nicolae | Datare: Prima jumătate a secolului al XX-lea Școală: Școală românească Dimensiuni: L: 495 mm; LA: 602 mm Material: ulei pe pânză | Într-un prim plan accentuat, cinci gondole, redate integral sau parțial sunt priponite de stâlpii de ancorare ce flanchează malurile canalelor venețiene. Dincolo de acestea, se întinde apa canalului, apoi pe malul opus se ridică monumentele orașului. Formele în umbră, din primul plan, accentuat conturate, fixează ferm echilibrul compozițional. Registrul superior strălucește în lumina care fluidizează formele. Cromatica: nuanțe de albastru, ocru, alburi colorate, brun roșcat. Semnat dreapta jos, cu brun roșcat: Dărăscu. | Muzeul Național Brukenthal, Sibiu         | Cimec    |
|      | Țărănci Autor: Theodorescu-Sion, Ion | Datare: Primul sfert al secolului al XX-lea Școală: Școală românească Dimensiuni: L: 500 mm; LA: 400 mm Material: ulei pe pânză | Scenă cu două femei, într-un peisaj rural. Personajele sunt plasate în centrul dreapta primului plan, una șede pe jos, cealaltă, în picioare, cu spatele spre privitor, are un copil în brațe. În spatele lor, în stânga compoziției, gardul unei gospodării, cu o vacă, o căpiță și acoperișul unei construcții. În ultimul plan, perspectiva este obturată în stânga de un pâlc de copaci, iar în dreapta se deschide spre depărtare. Cromatică: nuanțe stinse de cafeniu, violet și griuri colorate, accente de verde, galben, roșu. Semnat stânga jos cu negru. | Muzeul Național Brukenthal, Sibiu         | Cimec    |
|      | Peisaj din Mangalia Autor: Grigorescu, Lucian | Datare: A doua jumătate a anilor 30 ai secolului al XX-lea Școală: Școală românească Dimensiuni: L: 815 mm; LA: 1004 mm Material: ulei pe pânză | Peisaj de vară cu case, compus pe orizontală. Un prim plan cu vegetație, apoi șirul de clădiri marcate de pomi, este zona de interes a tabloului și este desfășurat pe linia mediană, pe o foarte ușoară diagonală, în creștere de la stânga la dreapta. 1/3 din înălțimea compoziției este rezervată cerului. Dinamica lucrării e asigurată de verticalele copacilor care întrerup monotonia orizontalei clădirilor și de cromatica realizată în armonii și contraste cromatice (de complementare și rece - cald). Cromatica: nuanțe de brun, ocru, verde, albastru, griuri colorate, accente de roșu, galben, alb. Semnat dreapta jos, cu verde: L. Grigorescu. | Muzeul Național Brukenthal, Sibiu         | Cimec    |
|      | Mahoane Autor: Steriadi, Jean Alexandru | Datare: Prima jumătate a secolului al XX-lea Școală: Școală românească Dimensiuni: L: 550 mm; LA: 840 mm Material: ulei pe carton | Compoziție în peisaj cu două bărci trase pe nisip la malul mării, văzute într-o perspectivă ușor montantă pentru a le conferi monumentalitate. În ultimul plan, marea liniștită se continuă cu cerul ce ocupă aproximativ o treime din înălțimea compoziției. Cromatică: brun, ocru, albastru, griuri și alburi colorate. Semnat dreapta jos, cu brun: J. Al. Steriadi. | Muzeul Național Brukenthal, Sibiu         | Cimec    |
|      | Schi iarna - peisaj Autor: Schunn, Heinrich | Datare: Prima jumătate a secolului al XX-lea Școală: Școală românească Dimensiuni: L: 1300 mm; LA: 970 mm Material: ulei pe pânză | Peisaj de iarnă, într-o așezare de munte. Perspectivă plonjantă în registrul inferior, apoi montantă. În primul plan, casele dispuse dezordonat sunt alternate cu grădini și marcate de copaci desfrunziți și brazi. Așezarea se întinde pe toată culmea din primul plan și pe valea din stânga compoziției. În spatele acestei culmi, se ridică semețe crestele tot mai abrupte ale munților. Întreg peisajul e acoperit de zăpadă. Pictorul nu construiește o perspectivă liniară, ci structurează o succesiune de planuri colorate ce taie orizontal tabloul, primind lumina din față. Diagonala mare, ce unește colțul din stânga jos cu cel din dreapta sus, dinamizează compoziția și-i dă o mișcare ascensională, sacadată de verticalele scurte ale caselor și brazilor din registrul inferior. Cromatica: alburi și griuri colorate, albastru, accente de verde, ocru, brun. | Muzeul Național Brukenthal, Sibiu         | Cimec    |
|      | Interior țărănesc Autor: Iorgulescu-Yor, Petre | Datare: Prima jumătate a secolului al XX-lea Școală: Școală românească Dimensiuni: L: 740 mm; LA: 368 mm Material: ulei pe carton | Compoziția este organizată în raport de motivul central: soba din pământ, a casei țărănești, plasată în centrul compoziției. Unghiul format din cele două laturi ce se întâlnesc în colțul din fundal stânga, dinamizează compoziția. În primul plan, în stânga, lângă perete, un scaun acoperit cu o scoarță, pe al cărui spătar e agățat un pieptar. În mijlocul primului plan, o pereche de ghete fără șireturi. În spatele sobei, lângă perete, pe o ladă sunt aruncate țesături colorate. Încăperea are tavanul din grinzi de lemn. Cromatică: alburi și griuri colorate, nuanțe de roșu, brun, ocru, accente de verde și albastru. Semnat dreapta jos, cu negru: P. Iorgulescu Yor. | Muzeul Național Brukenthal, Sibiu         | Cimec    |
|      | Interior cu femeie Autor: Petrașcu, Gheorghe | Datare: Prima jumătate a secolului al XX-lea Școală: Școală românească Dimensiuni: L: 460 mm; LA: 380 mm Material: ulei pe pânză | Interior de atelier cu un personaj feminin care șede pe un divan acoperit cu o cuvertură și pe care sunt așezate două pernițe decorative. Pe jos, înspre primul plan, o scoarță cu motive ornamentale pe fond negru. În fundal, prin fereastră se zărește frunzișul unui copac. Cromatica: albastru și galben (contrastant), nuanțări de brun și ocru, accente de roșu, verde, alburi și griuri colorate. Semnat și datat stânga jos, cu negru: G. Petrașcu (1)935. | Muzeul Național Brukenthal, Sibiu         | Cimec    |
|      | Peisaj din Paris Autor: Phoebus, Alexandru | Datare: Prima jumătate a secolului al XX-lea Școală: Școală românească Dimensiuni: L: 700 mm; LA: 545 mm Material: ulei pe carton | Peisaj de pe malul Senei. Cheiul de-a lungul apei, pe o ușoară diagonală, creează perspectiva în adâncime, încheindu-se cu un pod de piatră, văzut în depărtare. Verticala compoziției e susținută de copacii cu coroane aplatizate ce ies din înălțimea compoziției și zona de sus a falezei, la care se accede printr-un șir de scări, în centrul dreapta lucrării. Formele sunt simplificate, geometrizate, ordonate riguros. Cromatica ternă, mată, în griuri colorate și verde. Semnat și localizat cu gri, dreapta sus: Alex. Phoebus Paris. | Muzeul Național Brukenthal, Sibiu         | Cimec    |
|      | Fată din Cisnădioara Autor: Csaki, Copony Grete | Datare: Deceniul al treilea al secolului al XX-lea Școală: Școală românească Dimensiuni: L: 830 mm; LA: 660 mm Material: ulei pe pânză | Portret de fată, redat frontal, în picioare, până în dreptul taliei. Are fața prelungă, cu trăsăturile desenate accentuat, părul pieptănat cu cărare pe mijloc, prins la spate. Poartă o haină austeră, gri închis, la baza gâtului, încheiată în nasturi. În mâna dreaptă, îndoită din cot, ține o farfurie cu trei mere. Fundalul neutru, în griuri deschise, lateralele marcate, în dreapta un vas de ceramică pe un soclu, în stânga o draperie. Cromatica: griuri de la deschis la închis, spre negru, brun, ocru, accente de galben și roșu. Semnat stânga sus, monogramă: GrCsC. | Muzeul Național Brukenthal, Sibiu         | Cimec    |
|      | Zi de ploaie Autor: Honigberger, Ernst | Datare: Primul sfert al secolului al XX-lea Școală: Școală românească Dimensiuni: L: 650 mm; LA: 940 mm Material: ulei pe pânză | Peisaj colinar, văzut în perspectivă ușor plonjantă. Punctul de interes al compoziției este plasat în zona mediană, unde se află două șiruri de brazi, secondate, în planul imediat următor de două căsuțe. Curbele formelor de relief continuă și în planul următor, pentru a deveni ceva mai abrupte, în fundal, în stânga, unde masivele muntoase se profilează pe cerul acoperit de un plafon de nori, și împădurite în dreapta. Cromatica: nuanțe de verde, ocru, galben, griuri și alburi colorate, violet. Semnat și datat stânga jos, cu brun cafeniu: E.HO.(19)20. | Muzeul Național Brukenthal, Sibiu         | Cimec    |
|      | Autoportret Autor: Popp, Aurel | Datare: Deceniul cinci al secolului al XX-lea Școală: Școală românească modernă Dimensiuni: L: 810 mm, LA: 650 mm Material: ulei pe pânză | Autoportret de maturitate al lui Aurel Pop, redat bust, semi-profil spre dreapta, într-un ușor racursiu de jos în sus. Trăsăturile feței sunt construite expresiv. Pictorul poartă pălărie verde, și o haină (posibil halat) verde peste cămașa albă. Fond neutru, gri verzui. Semnat și datat, stânga sus, cu verde: Popp A. 941 II. | Muzeul Național Brukenthal, Sibiu         | Cimec    |
|      | Peisaj de vară Autor: Popp, Aurel | Datare: Deceniul trei al secolului al XX-lea Școală: Școală românească modernă Dimensiuni: L: 990 mm; LA: 796 mm Material: ulei pe placaj | Peisaj de vară, cu un gard de scânduri în primul plan, în spatele căruia este o vegetație bogată, cu doi pomi cu coroane bogate, iar în spatele lor, în ultimul plan, casa cu clădirile anexe se zăresc prin frunziș. Cromatica luminoasă, în dominantă de verde, brunuri cafenii, cu accente de albastru și alburi colorate. Semnat și datat stânga jos, cu negru: Popp Aur… 939. | Muzeul Național Brukenthal, Sibiu         | Cimec    |
|      | Natură statică cu narghilea Autor: Pallady, Theodor | Datare: Prima jumătate a secolului al XX-lea Școală: Școală românească Dimensiuni: L: 600 mm; LA: 510 mm Material: ulei pe carton | Natură moartă cu narghilea, pistol, stilete, farfurioară cu dulciuri sau/și fructe, aranjate în centrul compoziției, pe un fundal în dungi verticale de culoare verde și roșu vermillon. Cromatica: verde, roșu vermillon, violet, brun, accente de galben. Semnat dreapta mijloc, cu gri închis. | Muzeul Național Brukenthal, Sibiu         | Cimec    |
|      | Nalbe Autor: Ciupe, Aurel | Datare: Mijlocul secolului al XX-lea Școală: Școală românească Dimensiuni: L: 495 mm; LA: 395 mm Material: ulei pe pânză | Buchet de flori, nalbe roșii și albe, într-un vas de ceramică smălțuită brun, plasat în centrul compoziției, pe un plan realizat în alburi subtil colorate. În registrul superior, florile se profilează pe fundalul unei țesături stilizate, în dungi roșu carmin, verde și indigo. Cromatica: nuanțe de roșu, verde, brun, alburi colorate, accente de ocru și galben. | Muzeul Național Brukenthal, Sibiu         | Cimec    |
|      | Portret de fată Autor: Ressu, Camil | Datare: mijlocul secolului al XX-lea Școală: Școală românească Dimensiuni: L: 1000 mm; LA: 800 mm Material: ulei pe pânză | Portret de fată, redat ¾, șezând, orientată înspre dreapta, cu bustul și capul întoarse spre privitor. Are părul până pe umeri, buclat, poartă o rochie albă en-coeur, cu mânecă scurtă. Cromatică: alburi și griuri colorate, ocru, brun. Semnat și datat stânga jos, cu negru. | Muzeul Național Brukenthal, Sibiu         | Cimec    |
|      | Interiorul artistului Autor: Petrașcu, Gheorghe | Datare: Prima jumătate a secolului al XX-lea Școală: Școală românească Dimensiuni: L: 460 mm; LA: 380 mm Material: ulei pe pânză | Interior al atelierului de la Târgoviște, cu divan acoperit cu o scoarță cu motive ornamentale pe care sunt mai multe pernițe decorative. Deasupra divanului, pe perete, tablouri ale artistului. Cromatica: dominantă de ocru și brun; roșu vermillon, albastru, alburi colorate, negru. Semnat și datat dreapta jos, cu negru: G. Petrașcu (1)936. | Muzeul Național Brukenthal, Sibiu         | Cimec    |
|      | Întoarcerea de la muncă Autor: Baba, Corneliu | Datare: Prima jumătate a secolului al XX-lea Școală: Școală românească Dimensiuni: L: 1640 mm; LA: 1200 mm Material: ulei pe pânză | Compoziție cu grup de țărani, întorcându-se de la muncă, pe fond de peisaj. Cele patru personaje sunt redate într-un prim plan accentuat, monumental, ¾, dispuse pe o ușoară diagonală ce coboară dinspre stânga sus spre dreapta. Tatăl, primul de la stânga la dreapta, de vârstă mijlocie, cu privirea plecată, are trăsăturile îmbătrânite de muncă, început de calviție, barbă scurtă. Poartă cămașă albă și pantaloni cafenii. Cu mâna dreaptă duce sapa pe umăr. Următorul personaj, plasat în centrul imaginii, ușor în spatele bărbatului, mama și bunica, poartă o năframă petrecută pe sub bărbie, veston în dungi verzi și brun roșcat și fustă lungă, neagră, poartă sapa pe umărul stâng. În dreapta grupului, fata poartă năframă albă, veston brun roșcat peste o bluză albă, fustă până sub genunchi, de culoare roșie; în dreapta duce sapa, iar în stânga ține la piept o cană de ceramică smălțuită. Al patrulea personaj, mama, soția, fiica, este redată parțial, doar capul și mâna dreaptă, poartă și ea o năframă cafeniu deschis și duce sapa pe umăr, este singura care privește în zare. Cromatica: nuanțe multiple de brun, ocru, roșu, alb, griuri colorate, negru, accente de verde. Semnat și datat dreapta jos, cu brun închis: Baba (19)43. | Muzeul Național Brukenthal, Sibiu         | Cimec    |
|      | Peisaj din Iași Autor: Grigorescu, Lucian | Datare: Anii 30 ai secolului al XX-lea Școală: Școală românească Dimensiuni: L: 505 mm; LA: 610 mm Material: ulei pe pânză | Peisaj de vară cu pomi și case. În primul plan, într-un spațiu deschis un cuplu redat simplificat, la dimensiuni reduse, văzut din spate. În planul imediat următor, trei și apoi în adâncime, încă doi copaci falnici, cu coroane bogate. Într-o perspectivă ușor descendentă, clădirile văzute printre copaci, obturează orizontul și înaintează și pe laterale, ca într-o curte interioară, lăsând un spațiu foarte restrâns cerului. Cromatica: nuanțe de ocru, verde, albastru, griuri colorate, accente de brun roșcat, oranj, galben, alb. Semnat dreapta jos, cu brun închis: L. Grigorescu. | Muzeul Național Brukenthal, Sibiu         | Cimec    |
|      | Poetul Marcel Breslașu Autor: Ciucurencu, Alexandru | Datare: Mijlocul secolului al XX-lea Școală: Școală românească Dimensiuni: L: 1000 mm; LA: 810 mm Material: ulei pe pânză | Portret de bărbat (poetul Marcel Breslașu), redat frontal, într-un interior. Bărbatul șede într-un fotoliu, picior peste picior, fumând pipă, într-o atitudine degajată și ținută lejeră. În mâna dreaptă, pe care o are sprijinită de genunchiul drept, ține o carte. Figura sa se profilează pe raftul cu cărți al unei biblioteci. Cromatică: nuanțe elegante și sobre de brun, ocru, verde, accente de roșu vermillon și albastru. Semnat dreapta mijloc spre jos, cu alb, monograma: AC. | Muzeul Național Brukenthal, Sibiu         | Cimec    |
|      | Natură moartă cu fazani și raci Autor: Țuculescu, Ion | Datare: Prima jumătate a secolului al XX-lea Școală: Școală românească Dimensiuni: L: 700 mm; LA: 880 mm Material: ulei pe pânză | În centrul compoziției, pe un blat (masă) acoperit cu un material de culoare verde, un platou încărcat cu raci de un roșu vermillon intens. În stânga acestuia, un fazan, iar în fundal stânga două sticle de forme diferite. Cromatică: verde, roșu, brun, alburi colorate, negru, fundal verde închis. Semnat și datat, dreapta jos, cu negru: I. Țuculescu 1940. | Muzeul Național Brukenthal, Sibiu         | Cimec    |
|      | Evreu din Galiția Autor: Grigorescu, Nicolae | Datare: A doua jumătate a secolului al XIX-lea Școală: Școală românească Dimensiuni: L: 660 mm; LA: 625 mm Material: ulei pe pânză | Portret de bărbat, evreu, bust, semi-profil dreapta, pe fond neutru. Bărbatul are barbă și mustață, poartă căciulă cu apărătoare de urechi, și suman peste haină și cămașă. Cromatică: nuanțe de brun, ocru, accente de roșu. Semnat dreapta jos, cu roșu: Grigorescu. | Muzeul Național Brukenthal, Sibiu         | Cimec    |
|      | Flori de măr Autor: Stoenescu, Eustațiu | Datare: Prima jumătate a secolului al XX-lea Școală: Școală românească Dimensiuni: L: 1000 mm; LA: 690 mm Material: ulei pe carton | Compoziție cu crenguțe cu flori de măr, aranjate într-o vază albastră, în centrul compoziției. Cromatică: alburi și griuri colorate, brunuri, albastru. Semnat dreapta jos, cu negru: Stoenescu. | Muzeul Național Brukenthal, Sibiu         | Cimec    |
|      | Flori sufletești Autor: Mattis-Teutsch, Hans | Datare: Primul sfert al secolului al XX-lea Școală: Școală românească Dimensiuni: L: 343 mm; LA: 400 mm Material: ulei pe carton | Compoziție abstractă organizată în interiorul și în exteriorul unui „mugur” central alb, pe curbe ce sugerează germinare, creștere, dezvoltare. Ritmul compoziției este dat atât de alternarea formelor, cât și de alăturarea culorilor. Cromatica: alburi colorate, nuanțe de roșu, verde, galben, violet, negru. Semnat dreapta jos, cu roșu, monograma: MT. | Muzeul Național Brukenthal, Sibiu         | Cimec    |
|      | Vas cu flori Autor: Maniu Mutzner, Rodica | Datare: Perioada interbelică Școală: Școală românească Dimensiuni: L. 530 mm; LA: 601 mm Material: ulei pe carton | Buchet de flori – dalii, crizanteme – într-un vas rotund, pe un șervet cu o tipsie, pe o masă rectangulară. Florile se află într-o dezordine controlată, care le accentuează mlădierea și personalitatea fiecăreia și creează acea atmosferă de fragment de natură „transportat” în interior. Cromatica: nuanțe de oranj, galben, verde, ocru, alburi și griuri colorate, brun. | Muzeul Național Brukenthal, Sibiu         | Cimec    |
|      | Două femei nud Autor: Maxy, Max Hermann | Datare: Prima jumătate a secolului al XX-lea Școală: Școală românească Dimensiuni: L: 660 mm; LA: 550 mm Material: ulei pe pânză | Două femei nud, într-o compoziție cu fundal de peisaj. Formele tratate geometric simplificat, în fațete, în maniera cubismului analitic. Femeia din primul plan este așezată, lăsată puțin pe spate, sprijinită în mâna dreaptă, semi-profil dreapta, cu capul întors spre privitor. În planul următor, a doua tânără șede picior peste picior, semi-profil stânga, cu capul întors spre privitor. Fundalul e realizat din fragmente de peisaj, văzute ca într-o oglindă spartă. Cromatica: nuanțe de ocru, verde, brun, gri, accente de galben, brun roșcat, negru. Semnat și datat stânga jos, cu negru: Maxy 1932. | Muzeul Național Brukenthal, Sibiu         | Cimec    |
|      | Dacă omul vrea să piară Autor: Popp, Aurel | Datare: Deceniul trei al secolului al XX-lea Școală: Școală românească modernă Dimensiuni: L: 1545 mm; LA: 1990 mm Material: ulei pe pânză | Scenă de război. În primul plan, distribuite semicircular, pe o direcție din spate stânga spre centrul primului plan, trupuri de bărbați sunt încordate, contorsionate într-un efort extrem de a trage un tun uriaș pe câmpul de luptă acoperit de cadavre. În planul secund, în stânga, siluete în mișcare poartă drapele zdrențuite, iar în centru și spre dreapta se conturează amenințătoare infernala mașină de război. Cromatica în nuanțe de gri, cu intervenții de roșu deschis, sângeriu, în fundal. Semnat stânga jos, cu gri. | Muzeul Național Brukenthal, Sibiu         | Cimec    |
|      | Moartea lui Decebal Autor: Popp, Aurel | Datare: Deceniul trei al secolului al XX-lea Școală: Școală românească modernă Dimensiuni: L: 250 mm; LA: 1125 mm Material: ulei pe placaj | Lucrare neterminată. Compoziție desfășurată pe orizontală, cu un mare număr de personaje, reprezentând finalul înfruntării dintre trupele dacice și cele romane. Central, într-un cort, se află trupul lui Decebal, pe un catafalc improvizat. În fața cortului, trei soldați primul din stânga cu spatele spre privitor, următorul la pământ, la picioarele celui răpus și un al treilea, în poziție de luptă, în încordarea gestului de a trage cu arcul. Grupul central este redat în brunuri, brun roșcat și verde. | Muzeul Național Brukenthal, Sibiu         | Cimec    |
|      | Cu pârghii Autor: Popp, Aurel | Datare: mijlocul secolului al XX-lea Școală: Școală românească modernă Dimensiuni: L: 375 mm; LA: 670 mm Material: ulei pe pânză | Scenă de muncă cu un grup de șase bărbați, lucrători forestieri, surprinși în plin efort de muncă, pe fundalul unui peisaj de pădure. Cele șase personaje sunt dispuse într-o compoziție aproape circulară (doi cu spatele, în primul plan, ceilalți patru în planul secund, cu fața), în atitudini de mare încordare a corpurilor și a musculaturii, implicate în manevrarea unor bârne groase de lemn, pentru dislocarea unor trunchiuri și rădăcini de copaci. Cromatica: nuanțe de ocru, brun, verde, alburi și griuri colorate. Semnat și datat, dreapta jos, cu gri: Aurel Pop 951. | Muzeul Național Brukenthal, Sibiu         | Cimec    |
|      | Nud de femeie culcat în peisaj Autor: Luchian, Ștefan | Datare: Începutul secolului al XX-lea Școală: Școală românească Dimensiuni: L: 320 mm; LA: 415 mm Material: ulei pe pânză | Nud de femeie, culcat, cu mâna stângă sub capul întors înspre fundalul lucrării. Cromatică: ocruri, brunuri, alburi colorate, roz, violaceu, albastru pal. Semnat stânga jos, cu brun roșcat: Luchian. | Muzeul Național Brukenthal, Sibiu         | Cimec    |
|      | Case din Maroc Autor: Popescu, Ștefan | Datare: Prima jumătate a secolului al XX-lea Școală: Școală românească Dimensiuni: L: 500 mm; LA: 600 mm Material: ulei pe pânză | Peisaj cu oraș oriental (Maroc), case cu arhitectură specifică se îngrămădesc una lângă cealaltă pe câteva rânduri, care cresc unul în spatele celuilalt, lăsând o porțiune foarte îngustă cerului. În primul plan, câteva siluete în vestimentație orientală. În centrul dreapta compoziției, un șir de scări urcă spre o străduță îngustă. Cromatică: tonuri stinse de ocru, brun roșcat, alburi și griuri colorate. Semnat stânga jos, cu negru: St. Popescu. | Muzeul Național Brukenthal, Sibiu         | Cimec    |
|      | Autoportret Autor: Eder, Hans | Datare: Primul sfert al secolului al XX-lea Școală: Școală românească Dimensiuni: L: 500 mm; LA: 420 mm Material: ulei pe pânză | Autoportret, redat bust, frontal. Bărbatul are părul pieptănat pe o parte, fruntea înaltă, trăsăturile bine marcate, poartă ochelari. Are o haină verde peste o cămașă albă și cravată de culoare închisă. Cromatica: nuanțe de verde, ocru, alburi colorate, accente de brun roșcat, galben, negru. Semnat și datat stânga sus cu albastru, monogramă: HE (19)25. | Muzeul Național Brukenthal, Sibiu         | Cimec    |
|      | Spaniolă Autor: Iser, Iosif | Datare: Prima jumătate a secolului al XX-lea Școală: Școală românească Dimensiuni: L: 740 mm; LA: 520 mm Material: ulei / hârtie /carton | Femeie tânără, șezând, picior peste picior, pe un scaun fără spătar, în centrul compoziției. Este orientată spre dreapta, cu chipul întors spre privitor. Are mâna dreaptă în șold, iar stânga pe piciorul stâng. Poartă o bluză albă, vestă neagră, fustă până la genunchi, carmin, pălărie neagră. Fundal în nuanțe de ocru, oranj, roșu. Semnat stânga jos, cu indigo: Iser (19)39. | Muzeul Național Brukenthal, Sibiu         | Cimec    |
|      | Femeie în verde cu portocală Autor: Depner, Margarete | Datare: Prima jumătate a secolului al XX-lea Școală: Școală românească Dimensiuni: L: 802 mm; LA: 602 mm Material: ulei pe pânză | Portret compozițional cu o tânără, redată în picioare, ¾, semi-profil dreapta, cu capul și privirea ușor plecate, îndreptate spre portocala pe care o ține în mâna stângă. În mâna dreaptă are o floare. Fata are forme destul de masive, redate sculptural. Are părul prins sub o bască indigo și poartă o rochie simplă, verde, cu un decolteu rotund, și mâneci scurte. Silueta ei se profilează pe fondul neutru, realizat în nuanțe de verde închis. Cromatica: nuanțe de verde, ocru, roșu, indigo, accente de galben, portocaliu. | Muzeul Național Brukenthal, Sibiu         | Cimec    |
|      | Natură statică cu mere Autor: Mihăilescu, Corneliu | Datare: Primul sfert al secolului al XX-lea Școală: Școală românească Dimensiuni: L: 200 mm; LA: 450 mm Material: ulei pe carton | Natură moartă cu mere și tavă. Formele construite din culoare. Cromatica: nuanțe și transparențe de griuri și alburi colorate, verde, albastru, brun, roșu, ocru. Semnat dreapta jos cu roșu, monogramă. | Muzeul Național Brukenthal, Sibiu         | Cimec    |
|      | Dans Autor: Rădulescu, Magdalena | Datare: A doua jumătate a secolului al XX-lea Școală: Școală românească Dimensiuni: L: 480 mm; LA: 400 mm Material: ulei pe placaj | Compoziție cu șase dansatori redați schematic, cu abolirea elementelor de plasare spațială. Cromatica: nuanțe de roșu, verde, alburi colorate, accente de galben și negru. | Muzeul Național Brukenthal, Sibiu         | Cimec    |
|      | Ancuța cu lucrul Autor: Radu, Rhea Silvia | Datare: Mijlocul secolului al XX-lea Școală: Școală românească Dimensiuni: L: 640 mm; LA: 440 mm Material: ulei pe carton | Compoziție cu o fetiță tricotând, șezând cu picioarele încrucișate, redată din profil, orientată înspre dreapta. Interiorul este abia sugerat, singurul element clar redat fiind paharul în care este așezat ghemul din care lucrează fata, în stânga primului plan. Cromatica: alburi colorate, verzuri albăstrii și ocruri, accente de brun, roșu carmin și albastru. Semnat și datat dreapta sus, cu brun: R. Silvia Radu 1956. | Muzeul Național Brukenthal, Sibiu         | Cimec    |
|      | Împletitoarea Autor: Schullerus, Trude | Datare: Prima jumăttae a secolului al XX-lea Școală: Școală românească Dimensiuni: L: 800 mm; LA: 620 mm Material: ulei pe pânză | Portret de fetiță, redată șezând, ¾, frontal, în centrul compoziției, lucrând la o împletitură din paie. Cromatica: nuanțe de albastru, roșu, galben, gri închis, ocru. Semnat dreapta jos,cu roșu: T. Schullerus și datat stânga jos, cu negru: 1937. | Muzeul Național Brukenthal, Sibiu         | Cimec    |
|      | Stânjenul de lemne Autor: Popescu, Vasile | Datare: Prima jumătate a secolului al XX-lea Școală: Școală românească Dimensiuni: L: 500 mm; LA: 610 mm Material: ulei pe carton | Peisaj cu pădure. În centrul registrului inferior și punctul de interes al imaginii, este plasat stânjenul de lemne; copacii se desfășoară pe întreaga înălțime a compoziției. Cromatica: nuanțe de verde intens, galben, ocru, brun, alburi și griuri colorate. Semnat și datat, stânga jos, cu roșu: Vasile Popescu (1)941. | Muzeul Național Brukenthal, Sibiu         | Cimec    |
|      | Natură statică cu banane Autor: Widmann, Walter | Datare: Prima jumătate a secolului al XX-lea Școală: Școală românească Dimensiuni: L: 840 mm; LA: 640 mm Material: ulei pe pânză | Compoziție cu fructe și veselă pe un bufet de sufragerie, cu furnir de culoare închisă. În registrul inferior, un coș cu banane și o farfurioară cu biscuiți. În registrul superior, o lămâie lângă un ciorchine de strugure, o supieră de ceramică și o ploscă decorativă, toate pe un material textil alb, drapat, în fața unui pendul, văzut doar până la jumătatea cadranului. Cromatică: nuanțe de brun, ocru, verde, alburi colorate, accente de albastru, galben și roșu. Semnat și datat dreapta sus, zgâriat în pastă: W.Widmann (19)30. | Muzeul Național Brukenthal, Sibiu         | Cimec    |
|      | Peisaj de iarnă Autor: Nagy, Imre | Datare: Prima jumătate a secolului al XX-lea Școală: Școală românească Dimensiuni: L: 980 mm; LA: 730 mm Material: ulei pe pânză | Peisaj de iarnă cu case. Primul plan se deschide printr-o perspectivă plonjantă. Punctul de interes este gruparea densă de case din planul secund, ale căror volume sunt redate cu ajutorul luminilor și umbrelor. În registrul superior se întind dealurile acoperite de zăpadă, în perspectivă montantă și o porțiune restrânsă cordată cerului. Cromatica: nuanțe de indigo și albastru, alburi colorate, brun, gri, negru, accente de roșu și galben. Semnat și datat dreapta sus, cu albastru închis: Nagy Imre 1928. | Muzeul Național Brukenthal, Sibiu         | Cimec    |
|      | Interior din Târgoviște Autor: Petrașcu, Gheorghe | Datare: Prima jumătate a secolului al XX-lea Școală: Școală românească Dimensiuni: L: 510 mm; LA: 600 mm Material: ulei pe pânză | Interior al atelierului de la Târgoviște, cu femeie (soția artistului), șezând, orientată spre stânga, pe o canapea în planul secund, dreapta compoziției. În fața ei, două scaune, iar în spatele lor, la perete, o măsuță, iar în stânga, un divan. Pe peretele din stânga o scoarță cu motive ornamentale pe fond negru. Pe peretele din fundal stânga, tablouri și spre stânga în continuare, fereastra deschisă. Pe jos, covoare pe fond negru și roșu. Cromatica în dominantă de roșu și negru, alburi și griuri colorate, accente de albastru. Semnat și datat dreapta sus, cu negru: G. Petrașcu (1).933. | Muzeul Național Brukenthal, Sibiu         | Cimec    |
|      | Natură statică cu raci și carafă Autor: Șirato, Francisc | Datare: Prima jumătate a secolului al XX-lea Școală: Școală românească Dimensiuni: L: 450 mm; LA: 550 mm Material: ulei pe carton | Pe planul unei mese poziționată cu un colț pe latura inferioară a compoziției, sunt aranjate obiecte de sticlă și porțelan. În cupa din dreapta compoziției este o lămâie, iar pe farfurie sunt așezați raci. Plasată în ultimul plan al acestui grupaj, carafa se profilează pe fundalul în nuanțe de verde. Cromatica: alburi colorate, nuanțe de roșu, galben, verde. Semnat stânga jos, cu negru: Șirato. | Muzeul Național Brukenthal, Sibiu         | Cimec    |
|      | Peisaj cu felinar Autor: Huși, Viorel H. | Datare: Prima jumătate a secolului al XX-lea Școală: Școală românească Dimensiuni: L: 230 mm; LA: 330 Material: ulei pe carton | Peisaj citadin realizat în perspectivă ușor descendentă. Laterala dreaptă este marcată de felinarul care dă titlul tabloului și care îndreaptă privirea pe direcția drumului ce pătrunde spre interiorul compoziției. Punctul de interes al imaginii se coagulează în grupul de case plasat în centrul spre fundalul imagini, a căror prezență se impune prin formele riguros desenate și prin cromatică. În ultimul plan, colinele domoale se profilează pe cerul cu nori. Cromatică: foarte bogată, nuanțe de albastru, verde, ocru, galben, brun, brun roșcat, alburi și griuri colorate, negru. | Muzeul Național Brukenthal, Sibiu         | Cimec    |
|      | Peisaj de toamnă din Câmpulung Muscel Autor: Bunescu, Marius | Datare: Perioada interbelică Școală: Școală românească Dimensiuni: L: 510 mm; LA: 610 mm Material: ulei pe pânză | Peisaj de toamnă cu casă și apă. O diagonală ce pornește din colțul stânga jos spre mijlocul lateralei din dreapta, desparte mediul acvatic, de cel terestru. Dincolo de apa din primul plan, pe mal, în stânga imaginii, un pâlc de copaci de esențe diferite, ale căror coroane ies din cadraj, iar pe jos, frunze uscate. Dincolo de ei, plasată în centrul imaginii, în registrul superior, o casă pe malul apei. Coroanele copacilor din stânga compoziției, se unesc cu cele ale celor de pe malul apei, și, datorită cadrajului de apropiere, obturează complet orizontul, fără să lase spațiu cerului. Cromatica: griuri și alburi colorate, nuanțe de ocru, brun, verde, albastru. Semnat dreapta jos, cu albastru închis: Bunescu. | Muzeul Național Brukenthal, Sibiu         | Cimec    |
|      | Peisaj Autor: Tonitza, Nicolae | Datare: Prima jumătate a secolului al XX-lea Școală: Școală românească Dimensiuni: L: 550 mm; LA: 430 mm Material: ulei pe carton | În prim plan, în stânga, două siluete feminine, în negru, probabil tătăroaice, se profilează pe un peisaj urban. În planul secund, dincolo de zidul cu poartă, se ridică un grup de clădiri profilate pe cerul plumburiu. Cromatică: nuanțe de ocru, brun, verde, accente de negru, griuri colorate. Semnat stânga sus, cu negru: Tonitza. | Muzeul Național Brukenthal, Sibiu         | Cimec    |
|      | Se lasă seara la Văratic Autor: Catargi, H. Henri | Datare: Prima jumătate a secolului al XX-lea Școală: Școală românească Dimensiuni: L: 570 mm; LA: 840 mm Material: ulei pe pânză | Peisaj de seară. În centrul imaginii este marcată localitatea Văratec, prin acoperișurile câtorva case și turla bisericii. Primul plan este liber, lăsând privirea să străbată distanța până la punctul de interes al lucrării. Copacii plasați pe laterala stângă, pe o diagonală îndreptată spre centrul compoziției, ca și căsuța din dreapta planului secund tot pe o diagonală, au rolul de a conduce ochiul privitorului de-a lungul perspectivei. Plopul din centru dreapta marchează verticala compoziției și la fel ca și așezarea, se profilează pe fundalul muntos. Aproximativ 1/3 din înălțimea compoziției este ocupată de cer. Cromatică: nuanțe de verde, albastru, ocru, gri, accente de roșu și galben. Semnat stânga jos, cu gri: H. Catargi 1934. | Muzeul Național Brukenthal, Sibiu         | Cimec    |
|      | Târg la Sibiu Autor: Schweitzer-Cumpăna, Rudolf | Datare: Prima jumătate a secolului al XX-lea Școală: Școală românească Dimensiuni: L: 580 mm; LA: 480 mm Material: ulei pe carton | Într-o perspectivă plonjantă, este redat un târg în Piața Mare a orașului Sibiu. Umbrelele ce străjuiesc tarabele se aliniază în șiruri care înaintează spre fundal, sugerând perspectiva și ocupând întreg registrul inferior și cam o treime din cel superior. Pe culoare, în fața tarabelor, personaje cu siluete abia conturate, dinamizează spațiul. Clădirile înalte obturează fundalul. Cromatica variată și luminoasă, cu dominantă de alburi colorate, nuanțe de ocru, brun, roșu, verde, galben. Semnat dreapta jos, cu roșu: Schweitzer-Cumpăna. | Muzeul Național Brukenthal, Sibiu         | Cimec    |
|      | Stradă din Sibiu Autor: Schweitzer-Cumpăna, Rudolf | Datare: Prima jumătate a secolului al XX-lea Școală: Școală românească Dimensiuni: L: 580 mm; LA: 480 mm Material: ulei pe carton | Într-un prim plan accentuat, o străduță din Sibiu, flancată de case cu arhitectura specifică a Orașului vechi, șerpuiește spre fundalul compoziției, obturat de ziduri. Pasta e așternută gros, în tușe nervoase, specific artistului. Cromatică în ocruri, brunuri, galben, accente de verde, roșu, albastru. Semnat dreapta jos, cu roșu: Schweitzer-Cumpăna. | Muzeul Național Brukenthal, Sibiu         | Cimec    |
|      | Natură statică cu ceainic roșu Autor: Popp, Sabin | Datare: Prima jumătate a secolului al XX-lea Școală: Școală românească Dimensiuni: L: 510 mm; LA: 610 mm Material: ulei pe carton | În primul plan, pe un blat de lemn, un bufet, se află o tavă cu un ceainic roșu, unul mai mic de porțelan, un clește de zahăr, o ceașcă cu o linguriță pe o farfurioară și o lămâie. În planul secund, în stânga, o carte peste un caiet, iar în dreapta o cană și o farfurie de ceramică smălțuită și o lămâie. Cromatică: ocruri, griuri și alburi colorate, accente de roșu, verde, galben și albastru. Semnat în creion stânga jos: Sabin Popp. | Muzeul Național Brukenthal, Sibiu         | Cimec    |
|      | Peisaj citadin Autor: Demetriade Bălăcescu, Lucia | Datare: Prima jumătate a secolului al XX-lea Școală: Școală românească Dimensiuni: L: 600 mm; LA: 500 mm Material: ulei pe pânză | Peisaj urban cu biserică, plasată în centrul compoziției, într-o perspectivă ușor plonjantă, realizat într-o manieră simplificată, naivă. În spatele monumentului se aglomerează clădirile orașului. Cromatică: griuri colorate, nuanțe de brun și ocru, accente de verde și albastru. Semnat și datat stânga jos, cu negru: L.D. Bălăcescu 1941. | Muzeul Național Brukenthal, Sibiu         | Cimec    |
|      | CARTEAUX, General de Division (CARTEAUX, general de divizie) Autor: Tassaert, Jean Joseph François; (SC.); Boze; (DEL.); Jean; (EX.) | Datare: Primul sfert al sec. XIX Școală: Școală franceză Dimensiuni: L:450 mm.; LA: 315 mm.; L: 310 mm.; LA: 230 mm.; în registrul inventar: 0,235: 0,312 Material: Pointillé pe hârtie groasă gălbuie, cu filigran; în registrul inventar: gravură. | Portret al generalului de divizie Carteaux, unul dintre apropiații lui Napoleon. Portret bust, întors 3/4 privire spre dreapta, în exterior. | Muzeul Național Brukenthal, Sibiu         | Cimec    |
|      | Napoleon Premier, /Empereur des Français/ Né à Ajaccio, le 15 Août 1769; în registrul inventar: Napoleon I Autor: Charon, Louis François; (SC.); Jean; (EX.) | Datare: 1815 Școală: Școală franceză Dimensiuni: L:495 mm.; LA: 335 mm.; în registrul inventar: 0,315: 0,468 Material: Acvatinta/hârtie groasă gălbuie, aplicată pe carton; în registrul inventar: litografie | Împăratul Napoleon I, urcat pe o stâncă; figură întreagă, în contrapost, cu piciorul drept în față. Mâna dreapta este ascunsă în veston, un gest caracteristic personajului, iar mâna stângă este la spate, în dreptul gărzii sabiei. Împăratul poartă uniforma de general, cu trei decorații, tricorn și cisme înalte de călărie. În fundal este schițat un peisaj, cu copaci, obelisc și monument funerar. | Muzeul Național Brukenthal, Sibiu         | Cimec    |
|      | Bătălia de la Aspern Autor: Pucherna, Antonín; (SC.); Habermann, Franz von; (DEL.) | Datare: 1809 Școală: Școală austriacă Dimensiuni: L: 645 mm.; LA: 805 mm.; L: 546 mm.; LA: 728 mm.; în registrul inventar: 0,725: 0,555 Material: acvaforte și acvatinta colorată; hârtie groasă gălbuie; în registrul inventar:gravură colorată | Atacul cuirasierilor francezi conduși de generalul-colonel, contele d’Espagne asupra austriecilor din regimentul Fröhlich în lupta de la Aspern din 22 mai 1809. | Muzeul Național Brukenthal, Sibiu         | Cimec    |
|      | Bătălia de la Aspern Autor: Pucherna, Antonín; (SC.); Habermann, Franz von; (DEL.); în registrul inventar: | Datare: 1809 Școală: Școală austriacă Dimensiuni: L: 640 mm.; LA: 720 mm.; L: 548 mm.; LA: 728 mm.; în registrul inventar: 0,725: 0,555 Material: acvaforte și acvatinta colorată; hârtie groasă gălbuie; în registrul inventar: gravură colorată | Scenă de luptă în timpul bătăliei de la Aspern, în 22 mai 1809, între trupele austriece și cele franceze. Devastarea curții bisericii și incendierea bisericii de către regimentul condus de Benjowsky și de batalionul condus de Jordis. Desenul a fost făcut de Franz von Habermann după relatarea autentică a participanților la evenimente. | Muzeul Național Brukenthal, Sibiu         | Cimec    |
|      | Il est d'un roi de se vaincre soi-même; [Familia lui Darius la picioarele lui Alexandru cel Mare]; în registrul inventar: „Scenă din viața lui Alex. cel Mare” Autor: Le Clerc, Sebastien; (DEL:); (SC.); Le Brun, Charles (PX.); Langlois, N.; (EX.)                                                                                                | Datare: 1696 Școală: Școală franceză Dimensiuni: L: 142 mm.; LA: 172 mm.; L: 177 mm.; LA: 210 mm.; în registrul inventar: 0,17: 0,142 Material: acvaforte și dăltiță | Alexandru cel Mare oferă protecția sa familiei regelui Darius al III-lea al Persiei, după înfrângerea acestuia în lupta de la Issus, din anul 333 înainte de Christos. Alexandru, însoțit de generalul Hephaestion se îndreaptă spre cortul unde se refugiaseră Sisygambis, mama regelui și Stateira, fiica lui Darius III, care avea să devină a doua soție a lui Alexandru. Gravura interpretează compoziția pictată de Charles Le Brun, intitulată „Reginele Persiei la picioarele lui Alexandru cel Mare”. | Muzeul Național Brukenthal, Sibiu         | Cimec    |
|      | Academia de pictură Autor: Franken, Frans III (în maniera) | Datare: mijlocul secolului XVII Școală: Școală flamandă Dimensiuni: L: 502 mm; LA: 650 mm (în registrul inventar: 0,39/064 m) Material: ulei pe lemn | Muza artei, Pictura, în veșminte antice, cu falduri ample, este reprezentată în fața șevaletului, cu capul întors spre privitor. În spațiul unui atelier al academiei de pictură, printre lucrările expuse se evidențiază: „Ioan Botezătorul cu mielul”, „Jucătorii de cărți”, „Ceres și Bacchus” și un peisaj (probabil) de Momper. Personajul feminin stă la o măsuță rotundă, acoperită cu o față de masă verde pe care se află paleta, recipiente de diverse forme și mărimi cu substanțe și culori. Sub masă sunt răspândite diverse desene, schițe și vasul cu pensule. În spatele personajului ce întruchipează Pictura, este o masă mare dreptunghiulară, cu o față de masă roșie, iar pe ea se află globul terestru, o lăută și partitura. În partea stângă a atelierului, prin deschiderea cu boltă înaltă, se zărește o altă încăpere unde se află trei pictori așezați fiecare la șevaletul lui și nobila doamnă a cărui portret a fost deja realizat de muza artei, Pictura, fiind expus în prima sală, alături de ea. Paleta cromatică este diversă, cu nuanțe calde de ocru și roșu vermillon, însă desenul este mai dur, cu unele stângăcii și factura mai puțin îngrijită. | Muzeul Național Brukenthal, Sibiu         | Cimec    |
|      | Dr. Fabritius Autor: Eder, Hans | Datare: 1943 Școală: pictură germană din Transilvania Dimensiuni: L: 910 mm; LA: 720 mm Material: ulei pe pânză | Lucrarea reprezintă un bărbat de vârstă mijlocie, așezat pe un scaun, cu mâna dreaptă sprijinită de o masă, plasat în centrul compoziției. Are fața prelungă, fruntea înaltă, bombată, cu cutele dintre sprâncenele groase, bine conturate, accentuate. Toate trăsăturile feței sunt tratate sculptural: gura cu buze senzuale, nasul ferm, urechile, bărbia cu adâncitură. Mâinile, ținute în poală, cu degete prelungi și fine, sunt de asemenea tratate cu atenție. Poartă verighetă pe inelarul mâinii drepte. Bărbatul poartă o haină cafenie și batistă ocru în buzunar. La cămașa galben pai, are un papion roșu vermillon. Pantalonii sunt gri cu reflexe metalice. Portretul se profilează pe fundalul în nuanțe de verzuri și intervenții de cafeniu. Lucrarea este semnată dreapta sus, cu negru, monogramă: „HE” și datată: 1943. | Muzeul Național Brukenthal, Sibiu         | Cimec    |
|      | Peisaj din Balcic Autor: Schunn, Heinrich | Datare: anii 30-40 secolul XX Școală: pictură românească interbelică din Transilvania Dimensiuni: L: 600 mm; LA: 780 mm Material: ulei pe carton | Lucrarea are o compoziție complexă și atent elaborată, în descendență cézanniană. Perspectivă plonjantă. Arhitecturile simplificate, geometrizate ale clădirilor ce ocupă planul median, sunt risipite ritmic în cadrul acestei suprafețe, liniile lor riguroase fiind îndulcite vizual de petele de culoare ale vegetației ce creează, în același timp, un contrast plăcut, firesc, între albul strălucitor și nuanțat al caselor, verdele copacilor și roșurile acoperișurilor. Compoziția este echilibrată pe diagonala în cadrul căreia coșului înalt al ultimei case din dreapta îi corespunde verticala felinarului de la malul mării (în stânga jos). Cele câteva intervenții figurative din primul plan (femeia cu copil, cele două femei care cară apă, cei doi măgăruși), redate simplificat, joacă un rol decorativ în ansamblul tabloului. Fundalul cu muntele arid calcaros pe care se desfășoară compoziția este tivit parțial de albastrul cerului, dând pregnanță și creând un contrast necesar marii suprafețe de alb nuanțat. Tușa largă și onctuoasă, dă formelor masivitate, iar lumina e aproape egală în intensitate. | Muzeul Național Brukenthal, Sibiu         | Cimec    |
|      | Surul și Negoiul Autor: Dörschlag, Carl | Datare: 1893 Școală: pictură germană din Transilvania Dimensiuni: L: 630 mm; LA: 1100 mm Material: ulei pe pânză | Lucrarea oferă o privire panoramică asupra Munților Făgăraș. În primul plan se întinde câmpia, cromatic dominată de verdele nuanțat și bogat pigmentat (prin intervenții de alb, galben, roșu, brunuri). Culisa laterală din stânga este formată de un tufiș. În partea centrală a imaginii, tufele și copacii ce fac trecerea bruscă spre munți, sunt realizați într-o tușă onctuoasă, valoric monotonă, cu sugestii volumetrice și formale greoaie. Alburile și griurile munților înzăpeziți, contribuie la efectul monumental al fundalului montan. Cerul, de un albastru deschis, cu nori denși redați în alburi nuanțate meșteșugit realizate, are un rol important în evidențierea reliefului. Tabloul este semnat dreapta jos, cu negru, monogramă împletită: „CD” și datat: (18)93. | Muzeul Național Brukenthal, Sibiu         | Cimec    |
|      | Tânăr citind Autor: Smigelschi, Octavian | Datare: sfârșitul sec. XIX Școală: pictur[ românească din Transilvania Dimensiuni: L: 650 mm; LA: 750 mm Material: ulei pe pânză | Lucrarea în care îl reprezintă pe fratele artistului, Cornel, citind, întins pe o canapea stil Biedermeier, cu tapiserie decorată cu motive vegetale în brunuri, ocruri și griuri. Băiatul se sprijină pe o pernă albă, cu intervenții de dantelă, și ține în mâini o carte sau, poate, un caiet. Are o cămașă albă, descheiată la piept și pantaloni cafenii. În culori calde, o lumină blândă cade pe hainele de pat și pe cămașa albă, pretext pentru redarea reflexelor luminii pe fond alb. | Muzeul Național Brukenthal, Sibiu         | Cimec    |
|      | Țăran meditând Autor: Smigelschi, Octavian | Datare: sfârșitul sec. al XIX-lea - începutul sec al XX-lea Școală: pictură românească din Transilvania Dimensiuni: L: 980 mm; LA: 650 mm Material: ulei pe carton | Portretul este unul dintre studiile pregătitoare pentru compoziția Strana. Țăranul este redat în semiprofil, mărime trei sferturi, pe un fond neutru, cafeniu. Într-un desen sigur, personajul este redat într-o atitudine monumentală, obținută și prin ușorul racursiu de jos în sus. Are o ținută semeață. Chipul este sever, cu privirea meditativă, fruntea ridată, colțurile gurii ușor lăsate. Poartă mustață. Mâinile mari, puternice, încrucișate la piept, sunt tratate cu multă atenție. Poartă o cămașă țărănească albă, lungă, iar pe umeri o haină de postav, siena închis. | Muzeul Național Brukenthal, Sibiu         | Cimec    |
|      | Peisaj Autor: Smigelschi, Octavian | Datare: începutul sec. al XX-lea Școală: pictură românească din Transilvania Dimensiuni: L: 540 mm; LA: 1100 mm Material: tempera pe carton | Compoziția peisajului (un triunghi cu latura mare spre primul plan) este structurată pe curba desenată de șirul oilor ce vin înspre primul plan al lucrării. Pădurea – cu copaci desfrunziți –, pe ambele laturi, desparte acest plan de norii ce par să se miște în direcția opusă. Valea acoperită de zăpadă se întinde într-o mișcare semicirculară, și e accentuată de curbele pârâului și ale turmei de oi. În fundal, la orizont, se văd dealurile acoperite de zăpadă în alburi albăstrii și cerul la apus, în griuri irizate și violet. Ritmicitatea liniilor și a planurilor accentuează latura decorativă. | Muzeul Național Brukenthal, Sibiu         | Cimec    |
|      | Peisaj Autor: Smigelschi, Octavian | Datare: începutul sec. al XX-lea Școală: pictură românească din Transilvania Dimensiuni: L: 480 mm; LA: 1020 mm Material: tempera pe carton | Ca și în alte lucrări aparținând acestui gen, în acest peisaj compoziția este realizată prin alternarea volumelor masive marcate de jocuri de curbe. În primul plan, central, este desenată aproape caligrafic, o tufă de mărăcini. Dinspre dreapta o pantă cu iarbă măruntă, uscată, redată în ocru auriu și intervenții de verzuri albăstrii, coboară în diagonală spre colțul stânga. Dincolo de valea care ocupă planul central pe o altă culme, pădurea, în verzuri și brunuri de toamnă, se întinde până în fundal. Cerul, care ocupă aprox. o pătrime din economia tabloului, e acoperit cu o perdea fină de nori, realizat în griuri (dreapta) și alburi (stânga) colorate. Ritmicitatea liniilor și a planurilor creează o impresie decorativă. | Muzeul Național Brukenthal, Sibiu         | Cimec    |
|      | Sofia de Barcsay, născută baroneasă Brukenthal Autor: Wellman, Robert | Școală: pictură germană din Transilvania Dimensiuni: L: 800 mm; LA: 640 mm Material: ulei pe pânză | Lucrarea reprezintă o descendentă a familiei Brukenthal. A fost executată la solicitarea custodelui Heinrich Müller, pentru completarea galeriei de portrete a familiei Brukenthal din colecția muzeului. Baroana este redată în semiprofil ¾, bust pe fond neutru, gri verzui. Femeie are o vârstă relativ înaintată. Chipul ei nu se remarcă prin frumusețe, mai degrabă printr-o expresivitate ce rezultă din expresia trăsăturilor: frunte înaltă, sprâncene groase, nas mare, maxilar proeminent, buze groase, păr frumos pieptănat prins în bonetă de mătase albă, decorată cu dantelă. Poartă o rochie neagră, cu mânecă lungă, închisă până sub bărbie cu nasturi. Tablou semnat stânga sus, cu negru: R. W.; datat: 1893. | Muzeul Național Brukenthal, Sibiu         | Cimec    |
|      | Comitele Johann Zabanius Sachs von Harteneck Autor: Wellman, Robert | Școală: pictură germană din Transilvania Dimensiuni: L: 1610 mm; LA: 1010 mm Material: ulei pe pânză | Tablou semnat dreapta jos, cu roșu: Wellmann; datat: (18)87. | Muzeul Național Brukenthal, Sibiu         | Cimec    |
|      | Țărani sălișteni la târg Autor: Barabás Miklós | Datare: mijlocul secolului al XIX-lea Școală: pictură maghiară Dimensiuni: L: 468 mm; LA: 363 mm Material: ulei pe pânză | | Muzeul Național Brukenthal, Sibiu         | Cimec    |
|      | Portret de bărbat Autor: Barabás Miklós | Datare: mijlocul secolului al XIX-lea Școală: școala maghiară Dimensiuni: L: 900; LA: 720 mm Material: ulei pe pânză | Lucrarea reprezintă un bărbat de vârstă destul de înaintată, șezând într-un fotoliu, cu mâna dreaptă ținută sub haină. Are fruntea înaltă, sprâncene bine conturate, ochi căprui, nas mare, mustață și barbă bogate, albe, ca și părul destul de lung, purtat cu cărare pe partea dreaptă. Poartă o haină de culoare neagră, cu guler înalt, închisă până sub bărbie. Figura pe care cade lumina se profilează cu forță pe fundalul neutru. Fotoliul baroc cu tapiserie roșie este realizat destul de fugar. | Muzeul Național Brukenthal, Sibiu         | Cimec    |
|      | Soția preotului Autor: Barabás Miklós | Școală: Școala maghiară Dimensiuni: L. 650 mm; LA: 524 mm Material: ulei pe pânză | Lucrarea este portretul unei tinere femei, redat bust, semiprofil ¾, pe un fond neutru. Are un chip frumos, o privire luminoasă. Părul pieptănat cu cărare la mijloc este prins sub boneta de mătase albă, decorată cu volane și buchețel de flori tot de mătase, după moda orășenească a epocii. La modă este și rochia de atlas, cu decolteu amplu, ușor căzută peste umeri, cu tighele peste corsaj, o fundă din același material peste umărul stâng și mânecă amplă, bufantă. La gât poartă patru șiruri de perle. Tablou semnat dreapta jos, spre centru, cu ocru: Barabás; datat: 1837 | Muzeul Național Brukenthal, Sibiu         | Cimec    |
|      | Natură moartă cu două păsări Autor: Dorschlag, Carl | Școală: pictură germană din Transilvania Dimensiuni: L: 760 mm; LA: 900 mm Material: ulei pe pânză | Natură statică inspirată de compozițiile flamand olandeze ale secolelor XVII-XVIII. Pe o masă acoperită cu un covor anatolian se ordonează, de la stânga la dreapta, piersici, ciorchini de struguri și un bostan, o carafă de sticlă cu vin, în spatele ei un pocal de argint (sau argintat) decorat cu scene mitologice, și o jumătate de pepene roșu deasupra căruia este un fluture. Pe farfuria de argint din dreapta se află o felie de pepene galben pe care se sprijină un cuțit și un pahar de vin. În fundal, pe stânga, pe tija draperiei ce acoperă fereastră sunt două păsări. Cromatica este vie, în nuanțe de galben auriu, portocaliu, roșu vermillon, gri argintiu, intervenții de verde (frunzele de viță de vie) și albastru (cerul). Tablou semnat dreapta sus, cu roșu: C. Dörschlag; datat: 1872. | Muzeul Național Brukenthal, Sibiu         | Cimec    |
|      | Episcopul sas, Dr. Georg Daniel Teutsch Autor: Dorschlag, Carl | Școală: pictură germană din Transilvania Dimensiuni: L: 760 mm; LA: 400 mm Material: ulei pe pânză | Portret redat bust, frontal, pe fond neutru. Personajul are părul alb, pieptănat cu cărare pe dreapta. Sunt accentuate ridurile de expresie și cele de vârstă. Bărbatul poartă o haină de costum negru, cu rever lat, cu cămașă albă și papion negru, după moda celei de-a doua jum. a secolului al XIX-lea. Tablou semnat stânga sus, cu roșu: C. Dörschlag n.d.N.; datat: 1888. | Muzeul Național Brukenthal, Sibiu         | Cimec    |
|      | Rudolf Draser Autor: Dorschlag, Carl | Datare: a doua jum. a sec. al XIX-lea Școală: pictură germană din Transilvania Dimensiuni: L: 780 mm; LA: 595 mm Material: ulei pe pânză | Portret bust, pe fond neutru, redat frontal, foarte ușor întors spre dreapta. Personajul este un tânăr, păr buclat, pieptănat pe o parte, ochi albaștri, mustață. Poartă lornion. Are o haină de velur de culoare închisă, încheiată pănă sus. Deasupra se vede gulerul cămășii albe. | Muzeul Național Brukenthal, Sibiu         | Cimec    |
|      | Jenny Schmidt Autor: Dorschlag, Carl | Datare: Sec. XIX;4/4 Școală: pictură germană din Transilvania Dimensiuni: L: 1080 mm; LA: 8250 mm Material: ulei pe pânză | Femeia este portretizată stând în picioare, într-un interior, mărime naturală, ¾, în semi-profil 3/4. Are părul lung, coafat într-un coc după moda timpului, prins în ace de păr și cu o fundă neagră. Poartă un costum elegant după moda vieneză a epocii, cu fustă și jachetă din mătase gri, cu pliuri la umăr, tigheluri la mâneci și pliuri la fustă. Cămașa de mătase albă are gulerul ușor ridicat pe gât și e prinsă cu o broșă. De haină este prins cu o agrafă un pandantiv și lănțișorul unui ceas pe care îl are în buzunarul hainei. Femeia își sprijină mâna dreaptă de spătarul unui scaun stil Biedermeier. Fundal neutru. | Muzeul Național Brukenthal, Sibiu         | Cimec    |
|      | Tinera Anna Dorschlag Autor: Dorschlag, Carl | Școală: pictură germană din Transilvania Dimensiuni: L: 560 mm; LA: 410 mm Material: ulei pe pânză | Anna Dörschlag, fiica pictorului Carl Dörschlag este portretizată în această lucrare de tatăl ei la vârsta de 22 ani. Tânăra este redată bust, aproape frontal, ușor întoarsă înspre dreapta, reprezentată cu atenție pentru trăsăturile delicate, chipul prelung, ochii mari, albaștri, obrajii trandafirii. Are părul lung prin în coc, cu o diademă și zulufi pe frunte. Poartă o rochie din voal, cu corset roz, decoltată, cu mâneci scurte, bufante. Paleta cromatică luminoasă, rozuri, griuri, ocru deschis; transparența tonurilor. Tablou semnat dreapta sus, cu gri verzui: C. Dörschlag; datat: (18)91. | Muzeul Național Brukenthal, Sibiu         | Cimec    |
|      | În pădure Autor: Schullerus, Fritz | Datare: sfârșitul secolului al XIX-lea Școală: pictură germană din Transilvania Dimensiuni: L: 252 mm; LA: 173 mm Material: ulei pe hârtie | Artistul folosește cadrajul de apropiere. Lucrarea este organizată într-o verticalitate accentuată, în care cadrajul îngust potențează sensul ascensional. O cărare pleacă din primul plan și se îngustează pătrunzând în pădure, între cele două șiruri de brazi care marchează lateralele. Verdele intens vibrează în prezența ocrurilor și a intervențiilor de negru, dând un puternic sentiment de vitalitate. Lumina este prinsă în pastă. Culoarea este așezată în tușe nervoase. | Muzeul Național Brukenthal, Sibiu         | Cimec    |
|      | Pădure de brazi Autor: Schullerus, Fritz | Datare: sfârșitul secolului al XIX-lea Școală: pictură germană din Transilvania Dimensiuni: L: 252 mm; LA: 173 mm Material: ulei pe hârtie | Câteva trunchiuri de brazi sunt redate în perspectivă ușor montantă, pentru accentuarea monumentalității, în cadraj de apropiere, pentru reducerea perspectivei. Alternanța de forme verticale care se înalță obturând orizontul, dau sentimentul de vibrare, de dinamism. Cromatica este în nuanțe de ocru, brun, cafeniu, verzuri reci și calde. | Muzeul Național Brukenthal, Sibiu         | Cimec    |
|      | Schola italica picturae Autor: Perini, Giuseppe Sforza; (SC.); Michelangelo Buonarotti; (IN.); Hamilton, Gavin; (EX.) | Datare: 1771 Școală: Școală italiană; Roma Dimensiuni: I: 645 mm.; LA: 475 mm.; I: 560 mm.; LA: 350 mm.; (În Registrul inventar: 0,353 : 0,56) Material: Gravură cu dăltița; (În Reg. Inv.: „gravură”) | Gavin Hamilton (1723-1798), un pictor scoțian stabilit la Roma a constituit o galerie ideală cu lucrări celebre din creația lui Raffael, Michelangelo, Leonardo, Correggio, Giorgione, Tizian, Tintoretto, Veronese, Carracci, Reni, Guercino, Carravaggio și alți maeștrii. Cele 40 de opere au fost gravate de cei mai buni gravori de reproducere ai epocii: Domenico Cunego, Giovanni Volpato, Angelo Campanella, Antonio Capellan, Camillo Tinti, Giuseppe Perini și François-Joseph Lonsing. Planșele au fost editate treptat, între anii 1769-1772, inclusiv pagina de titlu, datată în 1771. Albumul (40 de planșe și pagina de titlu) a fost publicat de Gavin Hamilton în 1773. Pagina de titlu a albumului „Schola italica” a fost gravată de Giuseppe Sforza Perini, un gravor activ la Roma, apreciat pentru planșele sale care ilustrau antichități. Inscripția este scrisă cu majuscule (Capitalis Monumentalis, quadrata) imitând stilul inscripțiilor păstrate pe monumentele Romei antice. Coronamentul profilat al plăcii conține un medalion ornamentat cu o ghirlandă împletită din frunze de laur, prinsă cu un ribon. În medalion este amplasat un bust al zeiței Minerva, „Dea Roma”. Giuseppe Perini a reprodus un fragment din statuia Minervei Pacifera, piesă din Galeria Clementina, colecția de sculptură antică a papei Clemente XIII (1693-1769). Pe antablament, Perini a amplasat două dintre cele mai frumoase figuri de „ignudi” pictate de Michelangelo Buonarroti (1475-1564) pe plafonul capelei Sixtine în 1512. În compoziția lui Michelangelo, figurile încadrează scena „Prima zi a creației” (Geneza: 1: 3-5), în care Dumnezeu a separat Lumina de Întuneric. Figurile au fost interpretate ca personificări ale momentelor zilei și nopții. La fel ca în compoziția lui Michelangelo, cele două figuri sunt unite printr-o ghirlandă împletită din frunze și ghinde de stejar și un medalion circular. Compoziția acestui medalion nu reproduce scena reprezentată pe plafonul Sixtinei, și anume „Ridicarea la cer a prorocului Ilie, într-un car de foc”. Giuseppe Perini a ales o altă imagine simbolică a Romei, „Lupoaica alăptând pe Romulus și Remus”, interpretând nu faimoasa Lupa Capitolina, ci un relief antic datat în sec. II, descoperit la Ostia, în care lupoaica întoarce capul spre cei doi prunci, prototip adesea interpretat în pictura Renașterii și a Barocului. | Muzeul Național Brukenthal, Sibiu         | Cimec    |
|      | Harta Principatului Transilvaniei Autor: Homann, Johann Baptist; (SC.); (EX.) | Datare: Primul sfert al secolului XVIII Școală: Atelier german; Nürnberg Dimensiuni: I: 520 mm.; LA: 645 mm.; I: 495 mm.; LA: 580 mm. (În Reg. Inv.: 48,5x57) Material: Gravură colorată manual | Harta Principatului Transilvania a fost realizată de Johann Baptist Homann, cartograful împăratului Carol al VI-lea, la începutul secolului al XVIII-lea, după integrarea Transilvaniei în Imperiul Habsburgic. Pe hartă sunt marcate scaunele săsești Nosner Land (Ținutul Bistriței), Saxonicum Fundus (Țara sașilor, Pământul Crăiesc) și Burzen Land (Țara Bârsei), cu districtul Fogaras (Făgăraș). În vestul scaunelor săsești se situau comitatele maghiare, iar la nord-est se afla Siculorum Sedes (Scaunele secuiești). Fiecare regiune este colorată diferit și are marcate cursurile de apă, drumurile principale, orașele fortificate, târgurile, satele, bisericile fortificate și trecerile peste munții Carpați în Walachia (Țara Româneacă) și Moldova. Harta nu are legendă, doar un cartuș decorativ în stânga, conținând titlul și inscripția. Cartușul este surmontat de acvila cu aripile deschise și sabie ridicată, semnificând cucerirea Transilvaniei de către Imperiul Habsburgic. Cartușul este delimitat de grupul soldaților costumați all’antiqua, trofee militare și frunze de acant. În partea inferioară, în dreapta se află scara miliară exprimată în ore de mers (Horae itineris), mile germane și mile maghiare. Inscripția oferă informații referitoare la Transilvania și la locuitorii săi de diferite etnii, religii și limbi. Inscripția menționează trecerea Transilvaniei de sub suzeranitatea Imperiului Otoman sub cea a Imperiului Habsburgic, situație definitivată în 1699, o dată cu încheierea tratativelor de pace de la Karlowitz, la sfârșitul războiului austriaco-otoman din anii 1683-1697. | Muzeul Național Brukenthal, Sibiu         | Cimec    |
|      | Harta Marelui Principat al Transilvaniei Autor: Albrecht, Ignatz; (SC.); Reilly, Franz Johann Joseph von; (EX.) | Datare: 1789 Școală: Atelier din Viena Dimensiuni: I: 268 mm.; LA: 374 mm.; I: 216 mm.; LA: 293 mm. (În Reg. Inv.: 21x29) Material: Gravură cu conturul provinciei colorat (În Reg. Inv.: gravură cu acul) | Harta prezintă Marele Principat al Transilvaniei, învecinat cu Ungaria la nord-vest, Moldova la est și Valahia la sud-est. Sunt menționate trecătorile din Munții Carpați, spre țările învecinate. Pe hartă sunt marcate cursurile superioare ale râurilor Mureș și Olt, drumurile principale, orașele fortificate, târgurile, satele și bisericile Transilvaniei. Deși nu apar delimitările interioare ale provinciei, pe hartă sunt notate în partea de nord și vest comitatele administrate de nobilimea maghiară (Land Ungarn), în nord și sud-vest scaunele administrate de sași (Land Sachsen) și în sud-est Țara Bârsei (Burzen Land); în zona montană a Carpaților Meridionali sunt notate satele românești (Wallachische Dörffer); în nord și est se situează scaunele administrate de secui (Land Zeckler). Toponimia este redată în germană, maghiară, în versiunea română transcrisă fonetic, sau în latină, în cazul fostei capitale a Daciei romane, Ulpia Traiana. Harta nu are legendă, doar un cartuș decorativ, conținând titlul. Cartușul este surmontat de acvila cu aripile deschise și sabia ridicată, semnificând cucerirea Transilvaniei de către Imperiul Habsburgic. Sub titlu este inclusă stema Marelui Principat al Transilvaniei. Ghirlande împletite din laur și frunze de acant încadrează cartușul decorativ, ce conține și semnătura gravorului Ignaz Albrecht (cunoscut și sub numele Alberti). În partea stângă, în partea inferioară se găsește scara miliară, exprimată în mile germane și poloneze, verste și mile turcești. Harta Marelui Principat al Transilvaniei a fost realizată de cartograful vienez Franz Johann Joseph von Reilly, editorul unui ambițios proiect intitulat „Schauplatz der Fünf Theile der Welt”, ce conținea 830 de hărți, publicate între anii 1789-1806. Harta Principatului Transilvaniei, gravată de Ignaz Albrecht este harta cu numărul 7, inclusă de Franz Johann Joseph von Reilly în primul volum al Atlasului său, publicat în anul 1789. | Muzeul Național Brukenthal, Sibiu         | Cimec    |
|      | Portret de femeie din Câmpulung (Doamna Georgescu) Autor: Popp, Mișu | Datare: Mijlocul spre a doua jumătate a secolului al XIX-lea Școală: Școala românească Dimensiuni: L: 995 mm; LA: 695 mm Material: ulei pe pânză | Lucrarea reprezintă o tânără femeie șezând, cu corpul orientat înspre dreapta, în semi-profil dreapta, cu mâinile ținute în poală (dreapta se sprijină de brațul unui fotoliu, probabil, iar în stânga, în poală, ține un trandafir). Are chipul tânăr și proaspăt, iar părul pieptănat cu cărare pe mijloc este prins sub maramă. Poartă un costum popular românesc elegant, din zona Muscelului, cu iie și maramă de borangic cu cusături bogate, cu cătrință de culoare închisă decorată cu motive florale roșii și bordură cusută cu motive populare geometrice. Are inel, brățară, mărgele și cercei. Fundal neutru. Cromatica rafinată, în griuri și alburi colorate, ocru, negru, cu accente de roșu și albastru. | Muzeul Național Brukenthal, Sibiu         | Cimec    |
|      | Portret de bărbat Autor: Lecca, Constantin | Datare: mijlocul secolului al XIX-lea Școală: Școala românească Dimensiuni: L: 1022 mm; LA: 790 mm Material: ulei pe pânză | Portret de bărbat, redat trei sferturi, într-un peisaj. Bărbatul este tânăr, poartă părul ondulat pieptănat cu cărare pe partea dreaptă, are mustață și barbă scurtă, după moda epocii. Poartă redingotă de culoare cafenie, peste vestă neagră și cămașa albă, la al cărei guler are legată o eșarfă neagră cu motive florale roșii. La brâu atârnă lănțișorul unui ceas de buzunar. Ține mâna stângă în șold, iar cu dreapta se sprijină într-un baston. Portretul se proiectează pe un peisaj cu un masiv muntos în dreapta și deschiderea largă a unei văi, în stânga compoziției. Cromatica: brunuri și griuri, negru și alb, ocru și rozuri în realizarea chipului. Peisajul este realizat în griuri colorate, nuanțe de albastru și verde. Semnat și datat dreapta jos: C. Lecca 1848. | Muzeul Național Brukenthal, Sibiu         | Cimec    |
|      | Portretul lui Drotleff Autor: Fiala, Anton | Datare: mijlocul secolului al XIX-lea Școală: Școală transilvăneană Dimensiuni: L: 670 mm; LA: 527 mm Material: ulei pe pânză | Portret de bărbat, bust, redat din ușor semi-profil spre dreapta. Bărbatul este de vârstă mijlocie, are părul ușor ondulat, tuns, pieptănat pe spate, are mustață mare, puțin întoarsă, după moda timpului. Poartă costum, cămașă albă, papion, și lănțișorul unui ceas de buzunar ținut la piept dă eleganță ținutei. Fond neutru. Semnat și datat stânga lateral jos, zgâriat în pastă: A. Fiala (1)852. | Muzeul Național Brukenthal, Sibiu         | Cimec    |
|      | Portretul Elizei Manoliu Autor: Tonitza, Nicolae | Datare: Perioada interbelică Școală: Școala românească Dimensiuni: L: 480 mm; LA: 350 mm Material: ulei pe carton | Portret de fată, bust, semi-profil spre stânga, citind dintr-o carte, pe fond neutru. Are părul negru legat cu o fundă roșie, decorativă și o bluză de culoare închisă. Fond gri deschis. | Muzeul Național Brukenthal, Sibiu         | Cimec    |
|      | Vas cu mimoze Autor: Tonitza, Nicolae | Datare: Perioada interbelică Școală: Școala românească Dimensiuni: L: 500 mm; LA: 600 mm (În Registrul Inventar: 50 x 60 Material: ulei pe pânză | Natură moartă cu flori. Un vas ceramic cu smalț negru, în care se află câteva fire de mimoză care se arcuiesc elegant în jurul vazei (în nuanțe calde de galben și verde), este plasat în centrul compoziției. Fond gri deschis. Semnat dreapta jos, cu negru. | Muzeul Național Brukenthal, Sibiu         | Cimec    |
|      | Peisaj Autor: Tonitza, Nicolae | Datare: Perioada interbelică Școală: Școala românească Dimensiuni: L: 550 mm; LA: 430 mm Material: ulei pe carton | Peisaj urban. În centrul stânga primului plan două siluete feminine, în negru, înaintează aplecate. Pozițiile lor sunt repetate în formele naturii: copacii cu frunze răzlețe din centrul dreapta primului plan. Ele se desenează decorativ pe formele caselor (în ocru și brun) care obturează desfășurarea în adâncime, proiectându-se pe griul albăstriu al cerului. Gamă predominant caldă, în nuanțe de ocru, brun și verde, pe care se desenează pregnant formele în negru și brun închis din primul plan. Semnat stânga sus, cu negru. | Muzeul Național Brukenthal, Sibiu         | Cimec    |
|      | Cafeneaua mică la Mangalia Autor: Tonitza, Nicolae | Datare: Perioada interbelică Școală: Școală românească Dimensiuni: L: 720 mm; LA: 560 mm Material: ulei pe pânză | Peisaj din Mangalia. În centrul imaginii, dincolo de intersecția (care deschide perspectiva) a două străduțe din primul plan, se află un grup de case, printre care cafeneaua cu copertină galbenă, unde la o masă se distinge un personaj feminin șezând. Dincolo de acoperișurile în nuanțe de brun și ocru ale caselor, pe cerul parțial acoperit de nori în alburi și griuri colorate, se proiectează turlele unei biserici. Cromatica în nuanțe de ocru, galben, brun, alburi și griuri colorate, accente de verde și albastru. Semnat dreapta jos, cu brun. | Muzeul Național Brukenthal, Sibiu         | Cimec    |
|      | Flori de câmp Autor: Tonitza, Nicolae | Datare: Perioada interbelică Școală: Școala românească Dimensiuni: L: 270 mm; LA: 420 mm Material: ulei pe carton | Artistul decupează un colț de natură cu flori în nuanțe de roșu, de la roz la roșu intens, în contrast (de complementare) cu masa de vegetație (în nuanțe de verde) pe care sunt redate. Semnat dreapta sus, cu negru. | Muzeul Național Brukenthal, Sibiu         | Cimec    |
|      | Peisaj citadin Autor: Tonitza, Nicolae | Datare: Perioada interbelică Școală: Școala românească Dimensiuni: L: 200 mm; LA: 240 mm Material: ulei pe carton | Peisaj urban, la cotitura unei străzi flancate de copaci cu trunchiuri gracile; în stânga parțial redată, o clădire cu etaj; în centru dreapta compoziției, dincolo de șirul de pomi, o casă cu un singur nivel. În primul plan centru stânga o siluetă masculină văzută din spate. Cromatica: nuanțe de ocru și brun cu accente de roșu, verde și albastru. Semnat dreapta jos, cu negru. | Muzeul Național Brukenthal, Sibiu         | Cimec    |
|      | Păpuși Autor: Tonitza, Nicolae | Datare: Perioada interbelică Școală: Școala românească Dimensiuni: L: 430 mm; LA: 400 mm Material: ulei pe carton | | Muzeul Național Brukenthal, Sibiu         | Cimec    |
|      | Băiat de țăran din Făgăraș Autor: Tonitza, Nicolae | Datare: Perioada interbelică Școală: Școală românească Dimensiuni: L: 317 mm; LA: 184 mm Material: Tuș, peniță pe hârtie | Portret de băiat, în picioare, redat frontal, în costum popular din Țara Făgărașului. Tânărul este plasat în fața unei case, schițate în fundal. Semnat dreapta jos, cu negru. | Muzeul Național Brukenthal, Sibiu         | Cimec    |
|      | Marte și Venus prinși în plasă de Vulcan Autor: Anonim italian (în registrul inventar: anonim din școala bologneză) | Datare: sfârșitul secolului XVI Școală: școală bologneză Dimensiuni: L: 320 mm; LA: 420 mm Material: ulei pe cupru | Tabloul, de mici dimensiuni, reprezintă surprinderea cuplului adulterin Venus și Marte, de către soțul zeiței, Vulcan. Autorul anonim, probabil un pictor manierist, de la sfârșitul veacului al XVI-lea, (influențat de sculptura nudurilor lui Michelangelo), tratează subiectul într-o compoziție pe două registre verticale, dominată de trupurile nude ale celor doi amanți în stânga lucrării. Lateral dreapta sus, pe nori, sunt redate nouă personaje feminine, zeități ce asistă la scenă și care, prin gesturile ce le fac, par să îi avertizeze pe cei doi de prezența lui Vulcan, furișat în penumbră, în spatele lor, cu intenția de a-i surprinde. Central, divizând parcă întreaga compoziție, apare Cupidon, în picioare, trăgând de o draperie întunecată ce-i proteja pe Marte și Venus. În ciuda dimensiunilor mici ale lucrării, personajele principale sunt redate monumental, artistul fiind preocupat de redarea musculaturii pronunțate la Venus și puternic reliefate la Marte, spre deosebire de zeitățile feminine care asistă la scenă (reprezentându-le pe muze), a căror nuditate este mai senzuală, mai feminină. Paleta cromatică este dominată de ocrul gri deschis al nudurilor, cu accente roșiatice în zona superioară (lateral dreapta) și cu o puternică pată roșie cuprinsă în armura lui Marte, aruncată parcă în prim planul inferior al zonei din dreapta. | Muzeul Național Brukenthal, Sibiu         | Cimec    |
|      | Anunțarea nașterii lui Christos Autor: Bassano, Jacopo da Ponte (după) (în registrul inventar: Școala pictorilor Da Ponte) | Datare: Sec. XVII Dimensiuni: L: 1275 mm; LA: 970 mm (în registrul inventar: 1,375 x 0,975) Material: ulei pe pânză | Compoziția de față pare a fi imaginea în oglindă a lucrării cu inv. nr. 910, respectiv același nucleu de personaje în prim plan, dar văzute de la stânga la dreapta: un bărbat șezând, o femeie îngenunchiată în atitudine de muls vaca și cei trei păstori în picioare, dintre care numai doi, respectiv cei ce sunt redați în mișcare, percep anunțul făcut de înger. Cromatica lucrării este și ea comună celor două tablouri în discuție. La această lucrare însă, spre deosebire de cele două tratate anterior, apar stângăcii evidente în execuție, la brațul drept, diform, al bărbatului șezând, ca și la cel din extremitatea dreaptă a compoziției sau la redarea în racursiu a picioarelor îngerului și a mâinii sale drepte. Nu este exclus ca acest tablou să fie o copie după cel cu inv. nr. 910. | Muzeul Național Brukenthal, Sibiu         | Cimec    |
|      | Băiat cu bască Autor: Tonitza, Nicolae | Datare: Perioada interbelică Școală: Școală românească Dimensiuni: L: 208 mm; LA: 175 mm Material: Acuarelă pe hârtie | Portret de băiat cu bască, redat frontal, ¾. | Muzeul Național Brukenthal, Sibiu         | Cimec    |
|      | Mama și copilul Autor: Tonitza, Nicolae | Datare: Perioada interbelică Școală: Școală românească Dimensiuni: L: 130 mm; LA: 104 mm Material: acuarelă și tuș pe hârtie | Compoziție (schiță) cu mama și copil, într-un interior ușor schițat. Femeia redată frontal, poartă pălărie și o rochie cu mânecă lungă și ține copilul în poală. Efecte cromatice obținute prin alăturarea complementarelor (roșu și verde) și valorificarea contrastelor cu suportul de hârtie. Semnat dreapta jos, cu negru. | Muzeul Național Brukenthal, Sibiu         | Cimec    |
|      | Coadă la pâine (studiu) Autor: Tonitza, Nicolae | Datare: Perioada interbelică Școală: Școală românească Dimensiuni: L: 133 mm; LA: 160 mm Material: Tuș și creion colorat pe hârtie | Schiță pentru compoziția Coadă la pâine. Cu un desen simplificat, expresiv, artistul redă personaje din lumea celor sărmani, cu capul plecat, în fața unui galantar, stând la coadă. Sunt vizibile linii de construcție a compoziției. | Muzeul Național Brukenthal, Sibiu         | Cimec    |
|      | Obosiții - studiu Autor: Tonitza, Nicolae | Datare: Perioada interbelică Școală: Școală românească Dimensiuni: L: 260 mm; LA: 170 mm Material: Desen tuș pe hârtie | Schiță pregătitoare cu o fetiță, pentru lucrarea Obosiții. Însemnare și semnătură, dreapta spre mijloc. | Muzeul Național Brukenthal, Sibiu         | Cimec    |
|      | Țărăncuțe din Țara Oltului Autor: Tonitza, Nicolae | Datare: Perioada interbelică Școală: Școală românească Dimensiuni: L: 270 mm; LA: 174 mm Material: Tuș pe hârtie | Două portrete de fetițe în picioare, în costum popular din Țara Făgărașului. Unul este redat frontal, plasat în centrul stânga, celălalt, poziționat mai jos, spre dreapta, redat semiprofil spre stânga, ¾. Semnat stânga jos, cu negru. | Muzeul Național Brukenthal, Sibiu         | Cimec    |
|      | Profil de băiat Autor: Tonitza, Nicolae | Datare: Perioada interbelică Școală: Școală românească Dimensiuni: L: 122 mm; LA: 70 mm Material: Tuș și pastel pe hârtie (în Registrul inventar: tuș și laviu de cafea) | Portret de băiat redat din spate, cu capul întors spre privitor, în semi-profil spre dreapta, 3/4. Semnat stânga jos, cu tuș. | Muzeul Național Brukenthal, Sibiu         | Cimec    |
|      | Studiu pentru „Fetița acrobatului” Autor: Tonitza, Nicolae | Datare: Perioada interbelică Școală: Școală românească Dimensiuni: L: 210 mm; LA: 133 mm Material: Cârbune pe hârtie (In Registrul inventar: cărbune, creion și tuș negru) | Compoziție cu o fetiță șezând pe un scaun, în semi-profil ușor spre dreapta. Schiță pentru lucrarea Fetița acrobatului, realizată în ulei la mijlocul anilor 1920. Semnată dreapta sus, sub inscripție. | Muzeul Național Brukenthal, Sibiu         | Cimec    |
|      | Portretul lui Rachis Ali Autor: Tonitza, Nicolae | Datare: Perioada interbelică Școală: Școală românească Dimensiuni: L: 355 mm; LA: 280 mm Material: Tuș / pergament | Portret de tătăroaică (Rachiș Ali), bust, în profil spre stânga. Intitulat, localizat și datat centru jos: Rachiș Ali Balcic 1936. Notațiile sunt organic integrate compoziției. Semnat dreapta sus. | Muzeul Național Brukenthal, Sibiu         | Cimec    |
|      | Portretul lui Rachis Ali Autor: Tonitza, Nicolae | Datare: Perioada interbelică Școală: Școală românească Dimensiuni: L: 480 mm; LA: 320 mm Material: Tuș / pergament | Portret de tătăroaică șezând pe podea, cu picioarele încrucișate și mâinile lăsate în poală. Fetița are părul prins sub un batic. Formele bustului și capului sunt subliniate prin accentele de negru care le înconjoară. Notațiile referitoare la numele modelului, localizarea și datarea, sunt integrate compoziției. Intitulat, localizat și datat dreapta spre mijloc: Rachiș Ali / Balcic / 1936. | Muzeul Național Brukenthal, Sibiu         | Cimec    |
|      | Portretul lui Rachiș Ali Autor: Tonitza, Nicolae | Datare: Perioada interbelică Școală: Școală românească Dimensiuni: L: 370 mm; LA: 240 mm Material: Tuș / pergament | Portret de tătăroaică șezând pe un scaun schițat în câteva linii, în profil spre dreapta, cu mâinile împreunate în poală. Are părul prins sub un batic legat într-un mod specific. Însemnare dreapta mijloc, referitoare la intitulare, localizare și datare: Rachiș Ali / Balcic 1936. Semnat stânga sus. | Muzeul Național Brukenthal, Sibiu         | Cimec    |
|      | Portretul lui Rachiș Ali Autor: Tonitza, Nicolae | Datare: Perioada interbelică Școală: Școală românească Dimensiuni: L: 410 mm; LA: 215 mm Material: Tuș / pergament | Portret de tătăroaică șezând, redată frontal. Fetița are părul prins sub un batic legat într-un mod specific. Forma capului și parțial a bustului sunt subliniate printr-un contur negru. Dreapta mijloc spre jos: notații referitoare la intitulare, localizare și datare: Rachiș Ali / Balcic 1936. Semnat stânga mijloc. | Muzeul Național Brukenthal, Sibiu         | Cimec    |
|      | Portretul lui Rachiș Ali Autor: Tonitza, Nicolae | Datare: Perioada interbelică Școală: Școală românească Dimensiuni: L: 370 mm; LA: 250 mm Material: Tuș / pergament | Portret de tătăroaică bust, în profil, spre stânga. Are părul prins sub un batic legat într-un mod specific. Formele corpului și capului sunt subliniate printr-un contur negru. Dreapta sus spre mijloc: notații referitoare la intitulare, localizare și datare: Rachiș / Ali / Balcic / 1936. Semnat dreapta sus spre mijloc, sub notații. | Muzeul Național Brukenthal, Sibiu         | Cimec    |
|      | Portretul lui Rachiș Ali Autor: Tonitza, Nicolae | Datare: Perioada interbelică Școală: Școală românească Dimensiuni: L: 360 mm; LA: 240 mm Material: Tuș / pergament | Portret de tătăroaică bust, frontal. Fetița are părul prins sub un batic legat într-un mod specific și o floare la urechea dreaptă. Formele capului și, mai puțin accentuat și parțial, ale bustului sunt subliniate printr-un contur negru. Dreapta mijloc: notații referitoare la intitulare, localizare și datare: Rachiș Ali / Balcic 1936. Semnat stânga mijloc. | Muzeul Național Brukenthal, Sibiu         | Cimec    |
|      | Portretul lui Gürli Ali Pelivan Autor: Tonitza, Nicolae | Datare: Perioada interbelică Școală: Școală românească Dimensiuni: L: 355 mm; LA: 250 mm Material: Tuș / pergament | Portret de tătăroaică șezând, redată frontal, cu mâinile împreunate în poală. Are părul prins sub un batic legat într-un mod specific. Formele corpului și capului sunt subliniate printr-un contur negru. În dreapta elemente ornamentale, asemănătoare stampei japoneze, continuate cu notații referitoare la intitulare, localizare și datare: Gürli-Ali / Pelivan / Balcic / 1936. | Muzeul Național Brukenthal, Sibiu         | Cimec    |
|      | Portretul lui Gürli Ali Pelivan Autor: Tonitza, Nicolae | Datare: Perioada interbelică Școală: Școală românească Dimensiuni: L: 365 mm; LA: 260 mm Material: Tuș / pergament | Portret de tătăroaică șezând cu picioarele încrucișate sub ea, ușor orientată spre stânga, cu mâinile împreunate în poală. Are părul prins sub un batic legat într-un mod specific și părul împletit în două codițe. Interiorul este redat sumar, sugerat prin câteva linii și puncte. Dreapta mijloc spre sus: notații referitoare la intitulare, localizare și datare: Gürli-Ali / Pelivan / Balcic 1936. Semnat stânga mijloc. | Muzeul Național Brukenthal, Sibiu         | Cimec    |
|      | Peisaj cu sate; pandant: Peisaj cu un desenator Autor: Brand, Christian Hülfgott | Datare: prima jumătate a sec. XVIII Școală: Școala austriacă Dimensiuni: L. 160 mm, LA. 250 mm Material: ulei pe lemn | Prim-planul, în brunuri, sugerează un drum pe lângă mici coline la malul unei ape redată în centrul compoziției, cu copci în jur (verzuri, alb, griuri). Pe panta din dreapta apare un cioban cu câteva oi (roșu, griuri, alb). Câțiva copaci cu coroane bogate (redați în verde și brun) în centru-dreapta și extrema dreaptă, echilibrați de alți copaci ce flanchează compoziția în extrema stângă. În centrul compoziției se deschide o perspectivă amplă, ce cuprinde apa și copcii din jur (în planul central), apoi spre fundal, sub cerul vast în albastru și alb, un sat cu o biserică cu turn (roșu, alb, brun, gri), iar în zare (fundal, centru-dreapta), pe un deal, o altă biserică sătească cu un turn pe fațada de vest (alb, tonuri de verde, griuri, atente de albastru). | Muzeul Național Brukenthal, Sibiu         | Cimec    |
|      | Mic peisaj deluros; pandant: Mic peisaj cu copaci Autor: Brand, Christian Hülfgott | Datare: prima jumătate a sec. XVIII Școală: Școala austriacă Dimensiuni: L. 110 mm, LA. 130 mm Material: ulei pe lemn | O compoziție studiat dezechilibrată, în partea dreaptă fiind redat un copac cu coroană deasă și tufe în jur (verde, brun) și trei personaje-stafaj pe panta lină a colinei, lângă tufe. În stânga apare (doar parțial redat), frunzișul unui copac (brunuri, nuanțe de verde), iar în centrul compoziției se deschide o perspectivă adâncă, în planuri succesive, marcate în adâncime de mici dealuri redate în brun, verde, albastru. În depărtare se zăresc contururile vagi ale unui munte și cerul vast deasupra, ocupând întregul registru superior al imaginii (albastru, alb, tente de oranj). | Muzeul Național Brukenthal, Sibiu         | Cimec    |
|      | Mic peisaj cu copaci; pandant: Mic peisaj deluros Autor: Brand, Christian Hülfgott | Datare: prima jumătate a sec. XVIII Școală: Școala austriacă Dimensiuni: L.110 mm , LA. 130 mm Material: ulei pe lemn | În primele planuri ale peisajului apare o lizieră de copaci la marginea unei câmpii, redată în brunuri cu tonuri de verde. Lângă un copac, în extrema dreaptă, sunt două siluete-stafaj în brun, roșu, gri, albastru. Apoi se desfășoară verdele câmpiei, până în depărtare unde se zăresc munții (în tonuri de gri-albastru), sub cerul redat în albastru cu alburi și nuanțe de oranj. | Muzeul Național Brukenthal, Sibiu         | Cimec    |
|      | Casă țărănească; pandant: Drum în pădure Autor: Schinnagel, Max Josef | Datare: mijlocul sec. XVIII Școală: Școpala austriacă Dimensiuni: L. 810 mm , LA. 1050 mm Material: ulei pe pânză | Un peisaj de margine de pădure în care în dreapta apare printre copaci o casă de cărămidă cu bârne de lemn (în brunuri, oranj, verde) în fața ei un personaj-stafaj în roșu. Un bolovan în prim-plan și câțiva copaci în plan central, despart compoziția în două, iar în partea stângă în prim-plan sunt redate pe marginea unui drum câteva personaje ghemuite ce par să cerșească. În mijlocul drumului văzut din spate, un personaj cu mantie roșie și pălărie cu panaș pe cap, călare pe un cal și aplecându-se spre un copil ce întinde mâna cu o pălărie spre a cere pomană. În fața personajelor din stânga continuă drumul și se deschide o perspectivă spre o poiană înconjurată de copaci, iar în fundal se văd munții în zare, sub cerul alb-albastru cu tonuri de oranj. | Muzeul Național Brukenthal, Sibiu         | Cimec    |
|      | Drum în pădure; pandant: Casă țărănească Autor: Schinnagel, Max Josef | Datare: mijlocul sec. XVIII Școală: Școala austriacă Dimensiuni: L. 810 mm, LA. 1050 mm Material: ulei pe pânză | Un peisaj de pădure concentrat în prim-plan, cu copaci mari în jumătatea dreaptă, iar în centrul compoziției alți copaci, având trunchiuri strâmbe și frunziș bogat, parțial redat á contre-jour, (brun, oranj, verzuri, terruri, gri). În stânga compoziției, o casă din cărămidă cu bârne de lemn și acoperiș de stuf, la marginea unui drum. Un personaj-stafaj și un câine apar în jurul casei, iar pe drum un om pe un cal alb, altul pe jos, cu pălării brun și vestimentație în roșu, gri, albastru. În plan secund, în spatele casei apar alți copaci în verde (dreapta), apoi spre centru, printre crengi și frunzișuri verzi, se deschide o strâmtă perspectivă spre o apă, iar în fundal se zăresc munții prin cețuri albăstrii, sub cerul în tonuri de oranj. | Muzeul Național Brukenthal, Sibiu         | Cimec    |
|      | Doi urși; pandant: Leoparzi jucându-se Autor: Viechter, Johann Christoph | Datare: mijlocul sec. XVIII Școală: Școala austriacă Dimensiuni: L. 740 mm, LA. 600 mm Material: ulei pe pânză | În prim-plan, văzuți de aproape, pictați în brunuri și gri, un urs în 4 labe, redat din semi-profil și un al doilea așezat în fața lui, pe burtă, cu capul văzut din profil. În areière-planul destul de apropiat, apar două stânci una-lângă alta, cu vegetație săracă (brunuri, gri, vrzuri, accente de oranj), iar deasupra lor apare cerul cu câțiva nori, totul redat în albastru, gri și tonuri de oranj. | Muzeul Național Brukenthal, Sibiu         | Cimec    |
|      | Leoparzi jucându-se; pandant: Doi urși Autor: Viechter, Johann Christoph | Datare: mijlocul sec. XVIII Școală: Școala austriacă Dimensiuni: L. 730 mm , LA. 600 mm Material: ulei pe pânză | În centrul compoziției, în prim-plan, apar trei leoparzi, doi așezați în stânga și dreapta celui de-al treilea, care stă pe-o parte cu laba ridicată (fiind pictați în brun-roșcat și alb, cu mici pete negre). Brunul-roșcat cu tonuri de oranj și accente de verde al prim-planului, se diferențiază de brunurile cu griuri ale areière-planului apropiat, unde apare, ca o fosă în stâncă, vizuina animalelor. Deasupra vizuinii și în stânga compoziției, e redată sumar o vegetație de tufe și arbuști, în verzuri, oranj, cu accente de brun și apoi cerul, parțial văzut, în partea de sus și în stânga, cu tonuri de albastru gri și oranj. | Muzeul Național Brukenthal, Sibiu         | Cimec    |
|      | Împăratul Iosif al II-lea Autor: Zollicher (Zollinger), Johann | Datare: sfârșit de sec. XVIII Școală: Școala austriacă Dimensiuni: L 1295 mm, LA. 940 mm Material: ulei pe pânză | Redat în semi-profil în avan-planul tabloului, împăratul apare într-o vestă roșie cu tigheluri aurii și pantaloni roșii, având o redingotă albă tot cu tigheluri și nasturi aurii. La gât are un jabou gri cu alb și ordinului „Lâna de aur” ce i se așează pe piept peste panglica roșu-alb în diagonală. Mâna dreaptă a personajului e în buzunar, iar cea stângă se sprijină de masa (parțial reprezentată) din dreapta compoziției, pe care se află sceptrul auriu și coroana Imperiului Romano-German, așezată pe o pernă roșie. Figura este redată frontal, cu un nas proeminent și buze groase, fruntea înaltă și o perucă albă cu câte o buclă mare în stânga și dreapta capului împăratului. | Muzeul Național Brukenthal, Sibiu         | Cimec    |
|      | Peisaj de munte Autor: Schinnagel, Max Josef | Datare: mijlocul sec. XVIII Școală: Școala austriacă Dimensiuni: L. 390 mm, LA. 530 mm Material: ulei pe pânză | Perspectiva diagonală din prim-plan stânga spre fundal centru-dreapta, împarte peisajul în două părți. În stânga e redat parțial un relief masiv, stâncos și abrupt, cu vegetație de tufe și arbori, cu o stâncă formând un fel de poartă ca o intrare de peșteră, pe sub care trece un drum (brunuri, verde, tușe de galben) Partea dreaptă a peisajului redă perspectiva spre fundalul cu munți (sub cerul albastru cu nori albi), cu un râu între ei. Linia de fugă este jalonată de câteva personaje-stafaj, mergând pe jos, pe cai, un câine (brun, roșu, alb, gri, verde albastru), iar spre fundal-stânga se zărește un turn pe malul râului. | Muzeul Național Brukenthal, Sibiu         | Cimec    |
|      | Peisaj cu ruine Autor: Schinnagel, Max Josef | Datare: mijlocul sec. XVIII Școală: Școala austriacă Dimensiuni: L.340 mm, LA. 450 mm Material: ulei pe pânză | Un râu marcând o perspectivă din prim-plan până în fundal, împarte peisajul în două părți inegale. În dreapta, în tonuri estompate de verde și brun, cu nuanțe de gri, oranj, alb, sunt redate malurile râului, cu câteva personaje-siluete în centru-dreapta și dreapta, pescuind, sau aflate într-o barcă (gri, albastru, alb, brunuri). Spre fundal apar dealuri cu tufe și copaci, și ruina unui castel la malul apei. Cerul în registrul superior, (albastru, oranj, alb) și dealurile din fundal (în tonuri de verde), unesc cele două părți ale peisajului, al cărui centru e marcat de verticala unui copac înfrunzit (verde, oranj, gri). Partea stângă a peisajului, în lumină mai puternică, cu un desen mai acuzat și culori mai vii, redă în prim-plan 2 personaje-siluete pe un drum (alb, roșu, albastru, gri), apoi alte 3, în fața porții unui castel cu ziduri și turnuri în ruină, cu o fațadă triunghiulară și un turn vertical ruinat. În dreapta, alt deal în fundal (verzuri) și un copac în extrema dreaptă, cu coroana (în brunuri), proiectată pe cer. | Muzeul Național Brukenthal, Sibiu         | Cimec    |
|      | Peisaj cu turnuri și pod Autor: Brand, Christian Hülfgott | Datare: Prima jumătate a sec. XVIII Școală: Școala austriacă Dimensiuni: L. 230 mm, LA. 320 mm Material: ulei pe pânză | Imaginea e flancată în stânga și dreapta de ramurile înfrunzite (verde, brunuri) ale unor copaci, iar în primele planuri apare un drum cotind la stânga pe malul unei ape (brun, galben-oranj, verde-albastru-alb). Pe drum (dreapta), apare un personaj desculț mergând în urma a două vaci, câteva oi și un țap (roșu, albastru, negru, gri, alb, brun, oranj). În centrul compoziției apare un pod peste apă, câțiva copaci și în centru dreapta două turnuri ruinate ale unui castel, apoi zidul ruinat (în dreapta) și o clădire. În stânga compoziției se vede același castel, în spatele copacilor, cu curtina crenelată și câteva clădiri redate parțial (brunuri, oranj, verzuri). În spatele castelului, linia sinuoasă a unor dealuri și în fundal-dreapta munți văzuți în pâclă sub cerul albastru, ce ocupă tot registrul superior. | Muzeul Național Brukenthal, Sibiu         | Cimec    |
|      | Peisaj deluros cu moară Autor: Brand, Christian Hülfgott | Datare: început de sec. XVIII Școală: Școala austriacă Dimensiuni: L. 375 mm, LA. 530 mm Material: ulei pe pânză | În centru și dreapta compoziției, în plan median, văzute în perspectivă semi-plonjantă, mai multe clădiri rustice ale morii, un corp de casă cu etaj și poarta cu arc semi-rotund, apoi în spate, alte magazii, iar în curtea morii trei personaje-stafaj, unul cu un sac în spate. Redări în brun cu tonuri de oranj și gri, personajele în albastru, roșu, alb, gri, tonuri de verde la tufa de lângă poartă și copacii ce flanchează compoziția în extrema dreaptă și în spatele caselor. În fața morii în primele planuri, pe un drum două stafaje în avanscenă și mai departe un om cu un cal, pe lângă gardul morii (brunuri oranj, gri, personajele în tușe de roșu, brun, alb-albastru, gri). În stânga compoziției apar tufe și copaci și un spațiu gol cu alte personaje (verzuri, brunuri, accente de roșu, alb, albastru, gri), iar spre fundal, dealuri golașe, tufe, în aceleași tonalități, și alte personaje vag schițate. | Muzeul Național Brukenthal, Sibiu         | Cimec    |
|      | Portret de bătrân Autor: Brandel, Johann Peter | Datare: început de sec.XVIII Școală: Școala austriacă Dimensiuni: L. 585 mm, LA. 440 mm Material: ulei pe pânză | Portretul eboșă, în tușe spontane, largi de alburi, brunuri accente de negru și brun-roșu, a unui bătrân, cu păr alb și barbă albă. Lumina evidențiază centrul compoziției, cu figura personajului în ușor semi-profil, având un nas proeminent și privirea îndreptată spre stânga-jos, cu o expresie stoic-melancolică. Partea din dreapta a figurii modelului e în semi-obscuritate, întreaga fizionomie fiind subliniată de alburile părului și bărbii și de contrastul cu fondul neutru în brun. Partea de jos a bustului e doar sugerată în tușe onctuoase de brun, fără detalieri. | Muzeul Național Brukenthal, Sibiu         | Cimec    |
|      | Peisaj stâncos cu ruine; pandant: Peisaj muntos cu ruine Autor: Steinwald, Anton | Datare: sfârșit de sec. XVIII Școală: Școala austriacă Dimensiuni: L. 740 mm, LA. 1080 mm Material: ulei pe pânză | Doi copaci cu coroane înfrunzite în mijloc (verde, brun), împart compoziția în două. În partea dreaptă un castel ruinat, cu un turn profilat pe cerul în amurg (oranj), aflat pe un deal înalt pe malul unui râu. Un brad este lângă castel, iar în primele planuri apar câteva personaje, un câine, un pod din bușteni de lemn peste un braț al râului (dominantă de brun, verde, roșu, alb, negru). În jumătatea stângă, râul și un om trecând cu vaca prin vad (brunuri, alb, roșu-brun, verde), pe malul celălalt pe o diagonală de-a lungul râului, se deschide o panoramă amplă asupra arhitecturilor în „stil italian” ale unui oraș, iar în centru-dreapta alte clădiri și dealurile în zare sub lumina de amurg pe cerul cu câțiva nori (brunuri, griuri, oranj, alb, tonuri de albastru). | Muzeul Național Brukenthal, Sibiu         | Cimec    |
|      | Peisaj muntos cu ruine; pandant: Peisaj stâncos cu ruine Autor: Steinwald, Anton | Datare: sfârșit de sec. XVIII Școală: Școala austriacă Dimensiuni: L. 730 mm, LA. 1090 mm Material: ulei pe pânză | În stânga compoziției, pe un deal înalt, apare un castel în „stil italian”, cu mai multe clădiri și un turn pătrat, totul fiind redat în brunuri și griuri. Pe drumeagul ce coboară de la castel spre râu, câteva personaje-stafaj, un cal, apoi un dâmb cu doi copaci cu frunzișul rărit, profilați pe cerul de amurg, redat în tonuri de oranj. Două personaje și un cal în prim-plan în fața copacilor de pe dâmb (brunuri, roșu), apoi în jumătatea dreaptă, o panoramă largă cu meandrele râului. Pe mal câteva clădiri cu turnuri, cupole și arcade văzute până departe, dominate de albastrul-oranj al cerului. În extrema dreaptă munți flancând râul, iar în zare apar vag contururile altor munți (brunuri, griuri, tușe de roșu). | Muzeul Național Brukenthal, Sibiu         | Cimec    |
|      | Peisaj cu castel pe deal; pandant: Peisaj de munte cu fortificații Autor: Brand, Christian Hülfgott | Datare: prima jumătate a sec. XVIII Școală: Școala austriacă Dimensiuni: L. 300 mm, LA. 410 mm Material: ulei pe pânză | În centrul compoziției, în primele planuri, sunt redate 5 personaje (unul cu spatele, având o coasă, altul aplecat ridicând un sac), redate în roșu, alb, gri și verde, cu accente de brun și albastru. În dreapta compoziției, pe un deal înalt (în brunuri și cu accente de oranj), și profilându-se pe cerul albastru (cu tonuri de oranj și gri), se vede ruina unui castel cu ziduri și un donjon dreptunghiular, înconjurat de vegetație (brun, verde, oranj). Dinspre centru-stânga, din spatele personajelor, se deschide o perspectivă spre fundalul cu copaci depărtați și cu munții în zare (gri, alb, verde, albastru), iar cerul deasupra lor, e redat în alb, albastru, gri și oranj. În stânga, compoziția apare ușor dezechilibrată, fiind flancată de o pantă de deal scund, cu copaci și tufe, în brunuri, verde și oranj. | Muzeul Național Brukenthal, Sibiu         | Cimec    |
|      | Timpul dezvăluie adevărul Autor: Strudel von Strudendorf, Peter | Datare: sfârșit de sec. XVII Școală: Școala austriacă Dimensiuni: L. 1720 mm, LA. 2490 mm Material: ulei pe pânză | În stânga compoziției bustul gol al unui bătrân cu păr alb, cu privirea încruntată (Cronos), ținând o draperie în mâini, pe care o ridică de pe trupul unei tinere fete dormind nudă, reprezentată într-un semi racourci pe un pat (redat fragmentar), înconjurată de alte draperii (roșu, alb, albastru). Plutind, în diferite poziții, apar în dreapta compoziției trei putti nuzi, unul cu spatele, cu o draperie roșu-violet în jurul trupului și o coasă, altul arătând cu mâna spre fata nudă și al treilea (dreapta jos, cu o aripioară albă pe spate), ținând un glob de sticlă în fața unei oglinzi sparte. În fundal-dreapta, în spatele celor trei putti, apare o schiță de peisaj cu munți și cerul în amurg (brunuri, oranj, gri). | Muzeul Național Brukenthal, Sibiu         | Cimec    |
|      | Tarquinius și Lucreția Autor: Strudel von Strudendorf, Peter | Datare: sfârșit de sec. XVII Școală: Școala austriacă Dimensiuni: L. 1840 mm, LA. 2480 mm Material: ulei pe pânză | Întinsă pe un pat cu așternut alb și o pernă roșie la căpătâi, Lucreția se sprijină cu mâna stângă de pernă și întinde dreapta spre Tarquinius, cu un gest de apărare. Acesta apare în stânga compoziției, cu chipul redat sumar, din profil, în armură romană (gri-argintiu), cu mantie roșie și coif roman pe cap, aplecându-se amenințător asupra Lucreției, cu pumnalul în mână. Redată pe diagonală și nudă până sub talie, ea are o cuvertură albastră peste șolduri, iar gestul de apărare e amplificat de figura ei speriată. Fundalul cu draperii în tonuri de albastru evidențiază cuplul celor doi, iar în dreapta compoziției, redat parțial, din spate și fără să i se vadă capul, apare un alt personaj ce pare că vrea să fugă pe după perdeaua verde din fundal-dreapta. Acesta are sandale romane legate cu curele pe gamba piciorului, pantaloni albaștri și o cămașă galbenă. | Muzeul Național Brukenthal, Sibiu         | Cimec    |
|      | Sântul Petru tămăduind un bolnav; pandant: Socrate în închisoare Autor: Troger, Paul | Datare: mijlocul sec. XVIII Școală: Școala austriacă Dimensiuni: L. 760 mm, LA. 620 mm Material: ulei pe pânză | În fața intrării unui templu (redat parțial), cu coloane și trepte (în centru și dreapta în plan median în tonuri de brun-oranj), apare în avan-plan un grup de oameni în jurul unui bolnav, slab, palid, întins pe o targă improvizată așezată pe trepte. Între personajele redate în culori diferite cu contraste și armonizări de roșu, alb brun, oranj, verde și albastru, se remarcă silueta în roșu-vermillon și alb a Sfântului, cu mâna dreaptă ridicată spre cer. Pe o ușoară diagonală spre stânga, apare un personaj (cu veșminte în roșu-brun și albastru), ce face o plecăciune. Spre extrema stângă a compoziției, alt personaj, cu spatele (cu o haină galbenă), în dreptul unor ruine de templu având fragmente de coloane sparte deasupra. | Muzeul Național Brukenthal, Sibiu         | Cimec    |
|      | Socrate în închisoare; pandant: Sfântul Petru tămăduind un bolnav Autor: Troger, Paul | Datare: mijlocul sec. XVIII Școală: Școala austriacă Dimensiuni: L. 480 mm, LA. 620 mm Material: ulei pe pânză | Într-un interior de beci (redat în brunuri), amintind de tenebrele „misericordiilor” lui Caravaggio, apar în dreptul unei porți de lemn stricate, două personaje cu o torță (centru-dreapta, în plan secund). În dreapta jos un alt individ, văzut parțial (din spate), cu bustul gol și părând înlănțuit de o piatră. În centrul compoziției, redat în lumina palidă a făcliei, Socrate, drapat cu un veșmânt albastru, stă așezat pe un bolovan, ținând în mână paharul cu otravă, în timp ce discută cu un adept care stă aplecat dinaintea lui și probabil îl implora să nu bea cucuta. | Muzeul Național Brukenthal, Sibiu         | Cimec    |
|      | Sfântul Francisc Autor: Troger, Paul | Datare: prima jumătate a sec. XVIII Școală: Școala austriacă Dimensiuni: L.1210 mm, LA. 930 mm Material: ulei pe pânză | Pe un fond întunecat în brunuri și tonuri vagi de verde, sfântul Francisc apare redat trei-sferturi, pregnant reliefat în prim-plan, în rasa brun-verzuie a ordinului franciscan de mai târziu și încins cu o frânghie în jurul taliei. E așezat în dreptul unei mese (dreapta jos) cu o carte deschisă în față, pe care își sprijină mâinile împreunate în rugăciune. Capul său e înclinat spre dreapta și cu ochii închiși el adoră un crucifix ce stă pe un craniu omenesc. Lumina cade asupra gâtului și obrazului său, evidențiind mâinile și parțial crucifixul, în timp ce figura e puternic umbrită, apărând ca o mască ciudată. | Muzeul Național Brukenthal, Sibiu         | Cimec    |
|      | Peisaj cu fântână Autor: Brand, Christian Hülfgott | Datare: prima jumătate a sec. XVIII Școală: Școala austriacă Dimensiuni: L. 340 mm , LA. 500 mm Material: ulei pe carton maruflat pe pânză | Peisaj împărțit în două părți inegale, în dreapta un arrière-plan apropiat, obturat în registrul inferior de capătul stâncos al unui deal, în dreptul căruia se află o fântână de piatră, având în față un bazin pentru adăpat vitele. În extrema dreaptă doi copaci cu crengile profilate pe cerul albastru, descriind o diagonală. Câteva stafaje lângă fântână și centrul primului plan (roșu, alb, gri, brun, negru), animă această parte a compoziției, redată în dominantă de brun cu tușe de oranj și cu accentele de verde ale frunzelor și vegetației. În partea stângă, prim-planul redă în brunuri pământul și câțiva bolovani, iar din planul median până în fundal se deschide o perspectivă aeriană cu o apă, cu tufe și copaci pe mal, apoi un spațiu vast (în verde, albastru, gri) cu munții în zare, redați în tonuri cețoase de albastru, gri, alb, sub cerul în albastru și alb. | Muzeul Național Brukenthal, Sibiu         | Cimec    |
|      | Vas cu flori (Buchet de flori cu iepuri de casă) Autor: Tamm, Franz Werner, zis Dapper | Datare: sfârșit de sec. XVII, început de sec. XVIII Școală: Școala austriacă Dimensiuni: L. 1340 mm, LA. 990 mm Material: ulei pe pânză | Pe fundalul cerului cu nori, se profilează un bogat buchet cu flori diverse și divers colorate (zorele, garoafe, trandafiri, nalbă, liliac), ce stă într-un mare vas ce grădină din ceramică (brunuri), parțial redat în centrul compoziției. În avan-scenă, printre alte flori, apare în dreapta un fragment de la baza unei coloane (brun), iar în stânga se văd doi iepuri de casă (unul cu blană albă, celălalt brun cu câteva pete de alb), așezați aproape față în față, în poziție caracteristică de repaus. Compoziție simplă concentrată în primele planuri și centrată în jurul marelui buchet de flori. | Muzeul Național Brukenthal, Sibiu         | Cimec    |
|      | Procesiune Autor: Brand, Christian Hülfgott | Datare: prima jumătate a sec. XVIII Școală: Școala austriacă Dimensiuni: L. 320 mm, LA. 520 mm Material: ulei pe pânză | Un gol în avanscenă (brunuri), și apoi în centru-dreapta, pe marginea unui drum câteva siluete umane și un copil, un câine (brun, roșu, alb, gri). Pe drumul ce deschide o perspectivă spre fundal, un lung șir de oameni, siluete ce se înșiră până în fundal, redate în alb, gri, brun, roșu, albastru, verde, iar în fața lor, un preot și alți doi inși ce duc un prapur. Procesiunea religioasă trece pe lângă un deal pietros, pe care se vede o casă de lemn (dreapta-sus) și câțiva copaci, totul redat în dominantă de brun cu accente de verde și oranj, în dreapta compoziției. Spre fundal, în centru-stânga, turnul ascuțit al unei biserici (brun, gri, verde, oranj), apoi în depărtare, pantele unui deal pe care se zărește o ruină de castel și munții în zare (verde, gri, alb, oranj). În stânga compoziției, pe o margine joasă de deal, apar doar câțiva copaci și cerul deasupra lor (brun, verde, albastru, oranj, griuri). | Muzeul Național Brukenthal, Sibiu         | Cimec    |
|      | Peisaj de munte cu fortificații; pandant: Peisaj cu castel pe deal Autor: Brand, Christian Hülgott | Datare: prima jumătate a sec. XVIII Școală: Școala austriacă Dimensiuni: L. 300 mm , LA. 410 mm Material: ulei pe pânză | În plan secund, în centrul compoziției, flancați de tufe și copaci (brun și verde), sunt redați un bărbat, o femeie și un copil, opriți în fața unui alt bărbat așezat jos, (văzut din spate), având un băț în mână (roșu, brun, alb, albastru, verde, gri, galben). Un spațiu ce sugerează un drum în spatele personajelor, duce la un castel cu ziduri ruinate și un donjon rotund, aflat în centrul compoziției și redat în tonuri de brun, printre nuanțele de verde ale vegetației din jur. În fundal apar munții, în tonuri de gri, alb, oranj, verde, și deasupra lor cerul cu nori, în alte tonuri și nuanțe cețoase de alb, gri, oranj, albastru. | Muzeul Național Brukenthal, Sibiu         | Cimec    |
|      | Scenă de târg (Iarmarocul) Autor: Canton, Franz Thomas | Datare: început de sec. XVIII Școală: Școala austriacă Dimensiuni: L. 265 mm., LA. 360 mm. Material: ulei pe placă ce cupru | Compoziția se desfășoară pe o diagonală din prim-plan dreapta spre fundal stânga și e încadrată între copacul din stânga și clădirea din dreapta, cu acoperișul ruinat, acoperit de vegetație (brun, verde). Pe această linie de fugă (în registrul inferior), sunt redate în maniera scenei de gen olandeze, numeroase personaje cu diverse gesturi și în poziții diferite, bărbați, femei, copii, tineri și vârstnici. Veșminte în culori numeroase, în contraste temperate cu dominanta de brun a pământului și clădirilor din dreapta, parțial ruinate și cu copci între ele. Lateral apar câteva tarabe marcate de coviltire, iar printre personajele stafaj câteva animale, un câine (centru), un cal alb (dreapta). Registrul superior e dominat de cerul albastru, verdele coroanelor copacilor, brunul și griul acoperișurilor. | Muzeul Național Brukenthal, Sibiu         | Cimec    |
|      | Peisaj cu pescari; pandant: Peisaj cu pescari și băiat cu flaut Autor: Canton, Franz Thomas | Datare: început de sec. XVIII Școală: Școala austriacă Dimensiuni: L. 290 mm., LA. 420 mm. Material: ulei pe lemn | În centrul compoziției pe malul unei ape, sunt reprezentate câteva personaje, un bărbat (redat din spate) și o femeie în centru-dreapta, ghemuiți (gri, albastru, alb, brun). O femeie cu o undiță, cu veșminte în roșu, galben, alb, făcând un gest larg cu mâna stângă, în timp ce discută cu un alt pescar, văzut din spate, cu picioarele în apa râului și având în mâna stângă un fel de trident de pescuit (vesminte în gri-alb, oranj, roșu). În plan secund și fundal (dreapta), câțiva copaci cu crengi strâmbe și frunziș văzut à contre-jour, iar apoi un băiat și o fată alegând cu un câine în urma lor. În centru (în plan median, în spatele femeii cu undița), o tufă, iar lângă ea un om cu un baston (sapă?) și apoi în stânga, cerul cu nori ocupând registrul superior. | Muzeul Național Brukenthal, Sibiu         | Cimec    |
|      | Peisaj cu pescari și băiat cu flaut; pandant: Peisaj cu pescari Autor: Canton, Franz Thomas | Datare: început de sec. XVIII Școală: Școală austriacă Dimensiuni: L. 285 mm. , LA. 420 mm. Material: ulei pe lemn | Lucrarea se concentrează în centru-dreapta, unde apar câteva personaje (galben, alb, roșu, brun, albastru), în jurul unei movilițe, pe care e un sac și lângă el un copil ce stă pe vine, apoi altul cântând din flaut așezat pe o buturugă. În prim-plan e sugerat un râu, pe malul căruia o femeie curăță pește, iar un pescar cu pălărie, ține undița în apă (brunuri, alb). Jumătatea stângă a lucrării e dominată de cerul înnorat, deasupra unor tufe și un copac bătrân (extrema stângă), cu o ramură ruptă (verzuri, brunuri). În extrema dreaptă apar frunzișurile unor copaci și cerul înnorat, iar în centru doi copaci uscați. | Muzeul Național Brukenthal, Sibiu         | Cimec    |
|      | Peisaj cu un desenator; pandant: Peisaj cu sate Autor: Brand, Christian Hülfgott | Datare: prima jumătate a sec. XVIII Școală: Școala austriacă Dimensiuni: L. 170 mm , LA. 250 mm Material: ulei pe lemn | Într-o poiană la margine de pădure, o baltă înconjurată de vegetație, pe malul căreia sunt două personaje-stafaj (roșu, brun, alb, gri), unul cu o tăblie pe genunchi și părând că desenează. Niște copaci în extrema dreaptă a compoziției (brunuri, accente de galben, roșu), apoi o perspectivă spre fundalul cu copci și câmpie (verde, brun, alb), sub cerul albastru cu nori și lumină de soare (alb, oranj). În centru și stânga compoziției, în spatele personajelor, e redată o perdea deasă de copaci (verde, brunuri, oranj), ce obturează fundalul. Deasupra cerul albastru cu nori albi. | Muzeul Național Brukenthal, Sibiu         | Cimec    |
|      | Case în port; pandant: Zidul unui port Autor: Eigen, Karl | Datare: început de sec. XVIII Școală: Școala germană Dimensiuni: L. 200 mm., LA. 250 mm. Material: ulei pe lemn | O compoziție animată și încărcată în prim-plan, o teleguță cu două butoaie, trasă de doi cai (unul alb), un om care-i mână (în veșminte albastru și brun, cu pălărie pe cap), în dreapta un grup de oameni (stafaje), în diverse poziții și cu gesturi diverse. În stânga alt grup de oameni în două bărci cu vele, la mal, în extremă și fundal-stânga, apărând alte bărci cu vele. În plan median și fundal, alte grupuri de satfaje, o vacă și câteva animale domestice, apoi două case (magazii), obturând perspectiva în centrul compoziției și dreapta. În registrul superior, cerul cu nori albi, armonizând și calmând agitația grupurilor de siluete redate în diverse culori (brunuri, roșu, albastru, alb, gri). | Muzeul Național Brukenthal, Sibiu         | Cimec    |
|      | Zidul unui port; pandant: Case în port Autor: Eigen, Karl | Datare: început de sec. XVIII Școală: Școala germană Dimensiuni: L. 200 mm., LA. 250 mm. Material: ulei pe lemn | Compoziția concentrează în prim-plan și avan-plan întreaga scenă, cu numeroase personaje-stafaj în stânga și dreapta celor doi cai din centru (unul alb cu samarul, celălalt brun, cu un om călare, în albastru, cu pălărie neagră). În stânga compoziției un zid de fortificație și un turn rotund, apoi o clădire redată parțial, cu un personaj la intrare (brunuri). În dreapta compoziției în spatele agitației personajelor, la mal și în apropierea malului, câteva bărci cu vele profilându-se pe cerul albastru cu nori și pe albastrul apei mării. Stafajele în diverse ipostaze și diverse culori (roșu, alb, brunuri, albastru, griuri…), sugerează mișcarea, dar marea, parțial redată e liniștită, fără efecte plastice și cromatice. | Muzeul Național Brukenthal, Sibiu         | Cimec    |
|      | Călăreț cu cravașa ridicată Autor: Hamilton, Johann Georg Von | Datare: început de sec. XVIII Școală: Școala austriacă Dimensiuni: L. 1120 mm. , LA. 950 mm. Material: ulei pe pânză | În centrul atenției e plasat un cal cabrând, cu un personaj călare, având cizmele negre pe scările șeii, și hamul în mâna stângă. E îmbrăcat cu haină roșie, cu perucă și tricorn negru pe cap, cu cravașa din mâna dreaptă, ridicată. În spatele calului mai apare un personaj, cu un baston în mână, cu haina albastră, o cămașă albă largă, pantaloni roșii și o tichie roșie cu ciucure, având și o sabie la șold. În spatele acestui personaj, un soclu cu o urnă decorativă din piatră (redată în brunuri), apoi un șir de rododendroni decorativi cu vârfurile profilate pe cerul albastru cu nori, care ocupă o mare parte a registrului superior și a fundalului unde în depărtare, mai apar câțiva copaci și un havuz. | Muzeul Național Brukenthal, Sibiu         | Cimec    |
|      | Cal bălan cu un harap Autor: Hamilton, Johann Georg Von | Datare: 1725 Școală: Școala austriacă Dimensiuni: L. 480 mm. , LA. 620 mm. Material: ulei pe pânză | Profilați pe cerul cu nori albi ce ocupă trei-sferturi din suprafața fundalului, apar un cal bălan cu ham roșu și un copil negru cu turban și pană, cu haină neagră și brandenburguri argintii, peste o cămașă roșie lungă până la genunchi și cizme roșii. Calul are o cruciuliță neagă pe crupă, iar în stânga jos lângă tufe și copaci, se află o șea mare roșie, decorată cu motive vegetale în alb. În fundal, departe, se zăresc câteva clădiri și turnul unei biserici (griuri) și apoi munții în zare. În dreapta compoziției, printre crengile unui arbust (brun-verde, oranj), se vede un bust în piatră pe un soclu înalt, redate în oranj și brun. | Muzeul Național Brukenthal, Sibiu         | Cimec    |
|      | The exposition of Cyrus/Descoperirea lui Cirus Autor: Boydell, John; (SC.); Earlom, Richard; (DEL.); Castiglione, Giovanni Benedetto; (PX.); Boydell, John; (EX.) | Datare: 1765 Școală: Atelier din Anglia; Londra; Școala italiană; Genova Dimensiuni: I: 680 mm; LA: 523 mm.; I: 507 mm.; LA: 430 mm. (în reg. inv.: 0,48 : 0,51 cm.) Material: Acvaforte; dăltiță; pointe-sèche; hârtie vărgată cu filigran; În Reg. Inv.: „gravură”; stadiul 2 cu literă. | Stampa „Descoperirea lui Cyrus” a fost gravată de John Boydell și editată în 1765, când a fost prezentă în expoziția “Societății Artiștilor”. Stampa și desenul pregătitor au fost expuse și la expoziția organizată de Boydell la „Hay-Market”, în catalogul căreia sunt incluse. Era una dintre ultimele lucrări gravate personal de Boydell, ulterior artistul s-a dedicat editării stampelor și coordonării proiectelor de popularizare a celor mai cunoscute picturi prin gravură de reproducere. Pictura aleasă de Boydell era „Descoperirea lui Cyrus” aparținând maestrului genovez din Seicento, Giovanni Benedetto Castiglione (1616-1670). Elev al lui Van Dyck, influențat de Poussin și Rubens, Castiglione era genul de pictor care întrunea toate calitățile apreciate de colecționari. Tabloul “Păstorița descoperind pe Cyrus copil” a fost pictat între 1651-1659, pentru ducele de Mantua, rămânând în posesia familiei până în 1765, când a fost vândut contelui Lincoln. Pentru a marca această achiziție, noul proprietar a împrumutat lucrarea lui Boydell, cu scopul reproducerii prin gravură. Tema pictată de Castiglione ilustrează episodul din copilăria lui Cyrus, fondatorul de mai târziu al Imperiului Persan, în varianta redată de Herodot. Regelui Mediei Astyages i s-a prezis, că va fi detronat de nepotul său. De aceea, Cyrus a fost abandonat în munți, hrănit de o cățea și apoi descoperit de o păstoriță, care l-a crescut. Încă din secolul al XVII-lea, pictura era considerată una dintre cele mai frumoase lucrări ale lui Castiglione. Boydell a interpretat cu fidelitate detaliile compoziției lui Castiglione. Peisajul este minuțios desenat în acvaforte, gravorul intervenind cu dăltița și pointe-sèche pentru precizarea detaliilor. Atenția gravorului se îndreaptă spre redarea personajelor din prim plan. Elementele explicative ale discursului narativ sunt sugerate plastic prin redarea luminii, concentrată pe figura lui Cyrus și a celorlalte două personaje ale compoziției. Boydell a uzat o diversitate de mijloace plastice, de la hașurile încrucișate la liniile paralele ondulate, punctate și romburi, specifice manierei de a grava a timpului. | Muzeul Național Brukenthal, Sibiu         | Cimec    |
|      | Apollo herdsman to King Admetus/Apollo, păstor la regele Admetus (în registrul inventar: „Apolo ca cioban la Admetus”) Autor: Byrne, William; (SC.); Earlom, Richard; (DEL.); Lauri, Filippo; (PX.); Boydell, John; (EX.) | Datare: 1768 Școală: Atelier din Anglia; Londra; Școală italiană; Roma Dimensiuni: I: 534 mm.; LA: 705 mm.; I: 410 mm.; LA: 515 mm. (în reg. inv. : 0,52: 0,41 cm.) Material: Acvafore; dăltiță; hârtie vărgată; În Reg. Inv.: „gravură”; stadiul doi cu literă | Stampa “Apollo, păstor la regele Admetus” a fost editată de John Boydell în pandant cu lucrarea “Diana și Acteon”, planșă menționată în inventarul colecției Brukenthal, dar care nu se mai păstrează. Desenul reductiv este semnat de Richard Earlom și a fost prezentat în expoziția organizată de John Boydell, la „Hay Market”, la Londra. Boydell a încredințat gravarea acestei planșe gravorului William Byrne. Stampa “Apollo, păstor la regele Admetus”, după pictura lui Filippo Lauri, a fost expusă în expoziția din 1768 a “Societății Artiștilor” din Londra. Tema este o ilustrare a unei scene din “Metamorfozele” lui Ovidiu. După uciderea Ciclopilor, Apollo a fost izgonit din Olimp de către Zeus și pedepsit să slujească unui muritor. Timp de nouă ani, Apollo a păzit turmele lui Admetus, regele Pherae-ei din Thesalia. William Byrne a lucrat în tehnica acvaforte pentru redarea peisajului, obținând tonuri argintate, prin suprapunerea unei fine liniaturi, mult apreciate de cunoscători. Figurile au fost transpuse cu o mare acuratețe a desenului, bine integrate în peisaj, într-o compoziție ce întrunea pe deplin, cerințele amatorilor și colecționarilor. William Byrne a fost un gravor de succes, recunoscut mai ales pentru măiestria cu care grava peisaje. De aceea a fost ales de Boydell să interpreteze pictura lui Filippo Lauri. Stampa lui W. Byrne a fost mult admirată, Nagler considerând-o o capodoperă a genului. | Muzeul Național Brukenthal, Sibiu         | Cimec    |
|      | Helena Forman Rubens' second wife/Hélène Fourment, a doua soție a lui Rubens (în registrul inventar: ”Helene Fourment”) Autor: Chambars, Thomas; (SC.); Earlom, Richard; (DEL.); Rubens, Pieter Paul (PX.); Boydell, John; (EX.) | Datare: 1767 Școală: Atelier din Anglia; Londra; Școala flamandă; Anvers Dimensiuni: I: 597 mm.; LA: 452 mm.; I: 510 mm.; LA: 380 mm. (în reg. inv.: 0,385: 0,515 cm.) Material: Acvaforte; dăltiță; hârtie vărgată, cu filigran; În Reg. Inv.: „gravură”; stadiul doi cu literă. | Gravurile lui Thomas Chambars erau elogiate de P. Fr. Basan, H. Heinecken, Gori Gondellini și Fuessli. Una dintre cele mai bune gravuri ale lui Thomas Chambars este portretul Hélènei Fourment, a doua soție a lui Rubens. Stampa face parte din colecția Brukenthal, fiind înregistrată în inventarul manuscris de la sfârșitul secolului al XVIII-lea, sub numele pictorului Anton Van Dyck, căruia îi era atribuit portretul, în inscripția stampei. Multă vreme s-a crezut că lucrarea aparține creației lui Anton Van Dyck, cercetarea ulterioară a stabilit însă, că P. P. Rubens a pictat acest portret în perioada anilor 1630-1631. În 1767, la data gravării, tabloul se afla încă la Houghton Hall, reședința familiei Walpole. Tabloul era una din achizițiile favorite ale fostului prim-ministru al Angliei, Robert Walpole. În 1779, tabloul a fost vândut împreună cu întreaga colecție Ecaterinei a II-a, împărăteasa Rusiei și a fost expus în palatul Ermitaj, la Sankt Petersburg. Thomas Chambers a beneficiat de studiul atent al lucrării lui Rubens, întreprins de Richard Earlom, la Houghton Hall. Desenul a fost expus, împreună cu gravura în expoziția organizată în 1767, de John Boydell la „Hay Market” în Londra. Pe baza desenului pregătitor făcut de Richard Earlom, Chambars a redat întreaga bogăție tonală a picturii rubensiene. Hélène Fourment este prezentată în picioare, purtând o somptuoasă rochie, ale cărei falduri sunt redate de gravor, cu hașuri încrucișate terminate în romb, sugerând greutatea și lucirile mătăsii. Figura este monumentală, profilată în peisaj. Cerul ocupă trei pătrimi din fundal, doar în registrul inferior fiind plasate câteva elemente de peisaj, sumar caracterizat și abia diferențiat de fundal. Atenția gravorului, urmând pe cea a pictorului, se concentrează pe chipul Hélènei, redat prin linii ondulate paralele și puncte care se contopesc cu albul suportului. Cu aceeași atenție sunt tratate mâinile și accesoriile vestimentare. Gravura, în același sens cu pictura tratează figura, fundalul și detaliile într-o manieră armonioasă, echilibrată, cu o tehnică bine stăpânită. | Muzeul Național Brukenthal, Sibiu         | Cimec    |
|      | The Royal Academy Of Arts/Academia regală de arte Autor: Earlom, Richard; (SC.); Zoffany, Johann (PX.); Sayer, Robert; (EX.) | Datare: 1773 Școală: Atelier din Anglia; Londra; Școala germană Dimensiuni: I: 508 mm.; LA: 720 mm.; I: 502 mm.; LA: 707 mm.; (marginile reduse); în reg. inv.: 0,71:0,505 cm. Material: Mezzotinto; hârtie dublată; În Reg. Inv.: „gravură”; Stadiul doi, cu modificarea titlului. | Lucrarea pictorului Johann Zoffany, reprezentând o clasă a Academiei Regale de Arte, se află în Galeria de pictură a palatului Buckhingham din Londra. Când a fost expusă prima dată în 1772, în sala Academiei nou înființate de regele George al III-lea, pictura a stârnit un mare entuziasm, numeroși vizitatori dorind să o vadă. În acest context, realizarea unei gravuri după o pictură contemporană deja celebră, răspundea unui interes general. Stampa a fost încredințată de Zoffany gravorului Richard Earlom, a fost editată de Robert Sayer la 2 august 1773 și dedicată regelui. În palatul regal din Strand, ”Old Somerset House”, artiștii-academicieni beneficiau de o sală de conferințe, o sală în care era expusă colecția de gipsuri după plastică antică și o sală de studiu în care pozau în fiecare seară două modele, câte două ore, măsurate cu clepsidra. Această sală era destinată desenului după nud, așa numita ”Academy of Living Models” sau ”Life School”. În compoziția sa, Zoffany a combinat însă cele două clase, așa încât, în același spațiu în care grupul de academicieni asista la o clasă de desen după nud, se află și colecția de gipsuri și ecorșeul, utilizat la lecțiile de anatomie. În mod firesc, pictorul a dorit să cuprindă mai multe aspecte din activitatea academiei de artă. De altfel, titlul primului stadiu al gravurii lui Richard Earlom era „Life School at the Royal Academy” (Clasă de desen după nud, la Academia Regală). | Muzeul Național Brukenthal, Sibiu         | Cimec    |
|      | The Battle of the Boyne/Lupta de la Boyne Autor: Hall, John; (SC.); West, Benjamin; (PX.); West, B.; Hall, J.; Woollett, W.; (EX.) | Datare: 1781 Școală: Atelier din Anglia; Londra; Școala americană Dimensiuni: I: 532 mm.; LA: 664 mm.; I: 487mm.; LA: 618 mm. (în reg. inv.: 0,62: 0,495 cm.) Material: Acvaforte; dăltiță; hârtie vărgată cu filigran; În Reg. Inv.: „gravură”; stadiul 2 final | Stampa prezintă un moment important din istoria Marii Britanii, așa numita bătălie pentru Irlanda. Lupta a avut loc pe râul Boyne, la 1 iulie 1690, în cursul căreia William al III-lea de Orania l-a învins pe Iacob al II-lea Stuart, conducând la divizarea Irlandei. Tabloul pictat de Benjamin West (1738-1820) este cunoscut și sub titlul „Moartea generalului Schomberg în lupta de pe râul Boyne”. Tabloul se înscria în seria de picturi cu teme istorice contemporane, alături de „Moartea generalului Wolfe” sau „Bătălia de la Hogue” (Bătălia pentru Canada). John Hall a transpus în gravură tema pictată de Benjamin West, utilizând cu măiestrie desenul în acvaforte, pentru elementele definitorii ale compoziției. Finisarea cu dăltița dă acuratețe detaliilor, urmărind caracterizarea cu mijloace cât mai adecvate a expresiilor personajelor aflate în acțiune. Scena se încadrează într-un peisaj tratat sumar. | MUZEUL NAȚIONAL BRUKENTHAL - Sibiu, Sibiu | Cimec    |
|      | Rembrandt, Autoportret Autor: Townley, Charles; (SC.); Townley, Charles; (DEL.); Pascal, Jean Marc; (EX.); În reg. Inv.: Jamoley, Charles | Datare: 1778 Școală: Atelier german; Berlin; Școala engleză Dimensiuni: I: 500 mm.; LA: 345 mm.; I: 420 mm.; LA: 288 mm. (în reg. inv.: 0,29:0,418 cm.) Material: Mezzo-tinto; hârtie cu filigran; În Reg. Inv.: „gravură”; Stadiul 2 final | În perioada când activa la Florența, Charles Townley a realizat desenele după șapte din autoportretele artiștilor aflate în Galeria Medici. Ulterior a gravat în “maniera neagră” unul din celebrele autoportrete ale lui Rembrandt, pictat între 1633-1634. Charles Townley a gravat această lucrare în colecția Gerini, când se afla încă la Florența, apoi la întoarcerea spre țara natală, s-a oprit la Berlin. Aici, placa a fost editată și imprimată, la 1 martie 1778 de Jean Marc Pascal. Succesul de care se bucurau portretele artiștilor celebri, l-a determinat pe editor să imprime un tiraj mare, ceea ce în cazul mezzo-tintei, duce la uzura rapidă a plăcii. Imprimările după placa uzată nu mai păstrează întreaga gamă de tonuri intermediare, atât de caracteristice acestei tehnici. Stampa din colecția sibiană este imprimată după placa deja uzată. Fondul vibrat inițial, menit să redea cât mai exact tonalitatea picturii rembrandtiene, este în exemplarul nostru, aproape nediferențiat valoric. Veșmântul faldat, dar mai ales platoșa, sunt reduse la câteva tonuri, luminile părând din această cauză, izolate într-o masă amorfă. Figura este mai bine păstrată. Gravorul a transpus în tonuri gradate volumele și contrastele catifelate de clar-obscur, specifice maestrului olandez. | Muzeul Național Brukenthal, Sibiu         | Cimec    |
|      | Iisus pe Muntele Măslinilor Autor: Jackson, John Baptist; (SC.); Bassano, Jacopo; (PX.); Pasquali, Giovanni Battista; (EX.) | Datare: 1743 Școală: Școală engleză; Școală italiană; Veneția Dimensiuni: I: 637 mm.; LA: 447 mm.;I: 565 mm.; LA: 383 mm. (în reg. inv.: 0,385:0,57 cm.) Material: Xilogravură imprimată cu patru blocuri, în tonuri de umbra și ocru; hârtie vărgată subțire, cu bosaj; În Reg. Inv.: „gravură”                                                                                                 | “Rugăciunea pe Muntele Măslinilor” este opera lui Jacopo Bassano (1515-1592), atribuită de unii cercetători lui Francesco Bassano (1549-1592). Xilogravura de interpretare semnată de Jackson a fost realizată în 1743. Compoziția redă momentul relatat în Evangheliile lui Matei (36-46), Marcu (32-42) și Luca (39-46). Scena nocturnă îl înfățișează pe Isus rugându-se în grădina Ghetsimani. Ucenicii săi, Petru și cei doi fii ai lui Zebedei, Iacob și Ioan, au adormit. Gravorul a transpus cu virtuozitate scena nocturnă, speculând puținele accente de lumină - cea divină, proiectată asupra îngerului și a chipului lui Christos și cea selenară, străbătând grădina, până la figurile ucenicilor adormiți. Trei tonuri calde de umbra naturală și un ocru redau peisajul și veșmintele personajelor. Stampa este dedicată nobilului venețian Paolo Contareno. | Muzeul Național Brukenthal, Sibiu         | Cimec    |
|      | Coborârea în mormânt Autor: Jackson, John Baptist; (SC.); Bassano, Jacopo; (PX.); Jackson, J. B.; (EX.) | Datare: 1739 Școală: Școală engleză; Școală italiană; Veneția Dimensiuni: I: 638 mm.; LA: 446 mm.;I: 560 mm.; LA: 383 mm. (în reg. inv.: 0,385:0,56 cm.) Material: Xilogravură imprimată cu patru blocuri, în tonuri de umbra și ocru; hârtie vărgată, cu bosaj; În Reg. Inv.: „gravură” | Gravorul dă măsura întregii sale abilități în redarea plină de dramatism a scenei biblice, bazată pe relatarea din Evanghelie, Ioan (19, 39-41). Trupul lui Iisus, susținut de Iosif din Arimathea și Nicodim, grupul celor trei Marii și Maria Magdalena, grădina în care se află mormântul, Ierusalimul și crucile Răstignirii în fundal, sunt elementele unei compoziții redate în nocturnă, la luminile torțelor și ale lunii. Stampa este imprimată în tonuri reci de umbră și ocru, cu bosaj accentuat în zonele de umbră intensă și puține accente de alb, pe trupul lui Cristos, vălul Mariei și sursele de lumină. Gravorul a reușit să transpună complexitatea compoziției lui Bassano, într-o xilogravură tonală de mare efect. | Muzeul Național Brukenthal, Sibiu         | Cimec    |
|      | Prezentarea Mariei la Templu Autor: Jackson, John Baptist; (SC.); Jackson, John Baptist; (DEL.); Vecellio, Tiziano zis Tițian (PX.); Jackson, John Baptist; (EX.) | Datare: 1742 Școală: Școală engleză; Școală italiană; Veneția Dimensiuni: I: 565 mm.; LA: 1245 mm. (trei planșe asamblate, cu dimensiunile reduse prin decuparea chenarelor și colare: 555 x 380 mm.; 550 x 460 mm.; 555 x 420 mm). în reg. inv.: 125:0,57 cm. Material: Xilogravură imprimată cu patru blocuri, în tonuri de ocru și umbra; hârtie groasă, cu bosaj; În Reg. Inv.: „gravură”    | “Prezentarea Mariei la Templu” a fost pictată de Tițian între 1534-1538, pentru „Scuola Grande de la Carità”, fiind integrată acum în circuitul expozițional al Galeriei Academiei din Veneția. Jackson a gravat patru blocuri, obținînd prin suprapunere nouă tonuri, însă a fost nevoit să simplifice mult gama tonală. Raporturile dintre lumini și umbre sunt redate corect, însă gravorul nu reușește să transpună toate gradările intermediare, ce dau strălucire compoziției lui Tițian. Cele două spații rezervate în compoziția originară pentru deschiderea ușilor, sunt folosite de gravor pentru includerea a două cartușe cu inscripții - în cea din stânga este exprimată admirația pentru celebra pictură a lui Tițian, iar în cea din dreapta, surmontată de blazonul comanditarului, se află dedicația către baronetul Erasm Philipps, scriitor și amator de artă. Stampa este formată din trei planșe unite vertical, cu diferențe de imprimare, în tonuri calde de ocru și umbra. Jackson menționează în eseul său din 1752 că și în cazul acestei lucrări, a încercat să imite maniera de a hașura uzitată de Andrea Andreani și Bartolomeo Coriolanus, gravori din secolul al XVI-lea. | Muzeul Național Brukenthal, Sibiu         | Cimec    |
|      | Coborârea Sfântului Duh Autor: Jackson, John Baptist; (SC.); Jackson, John Baptist; (DEL.); Vecellio, Tiziano zis Tițian (PX.); Jackson, John Baptist; (EX.) | Datare: 1742 (?) Școală: Școală engleză; Școală italiană; Veneția Dimensiuni: I: 645 mm.; LA: 454 mm.; I: 570 mm.; LA: 380 mm. (în reg. inv.: 0,385:0,56 cm.) Material: Xilogravură imprimată cu patru blocuri, în tonuri de ocru și umbra; hârtie vărgată subțire, cu bosaj; În Reg. Inv.: „gravură”                                                                                            | “Coborârea Sfântului Duh” a fost pictată de Tițian în 1550 pentru altarul bisericii „San Spirito di Isola” din Veneția, reamplasat din 1656, în biserica „Santa Maria della Salute”. În acestă xilogravură care interpretează o capodoperă tizianescă, Jackson a încercat să imite maniera de hașurare utilizată de Andrea Andreani și Bartolomeo Coriolanus la sfârșitul secolului al XVI-lea. Pe placa ce conținea tonul cel mai închis, gravorul a redat umbrele printr-o fină rețea liniară. Inscripția dedicatorie este către Jacob Stewart Mackinzie, nobil englez și om politic, cel care avea să intermedieze mai târziu, vânzarea colecțiilor de artă ale consulului Joseph Smith către regele George al III-lea al Marii Britanii. Stampa este imprimată cu două tonuri de umbra naturală, ocru, alb și negru și a șocat prin asprimea ei, pe amatorii de artă ai secolului al XVIII-lea. | Muzeul Național Brukenthal, Sibiu         | Cimec    |
|      | Madona în Glorie, cu Sfântul Francisc, Sfânta Ecaterina, Sfântul Sebastian, Sfântul Petru, Sfântul Anton și Sfântul Nicolae (în registrul inventar: „Apariția Mariei”) Autor: Jackson, John Baptist; (SC.); Jackson, John Baptist; (DEL.); Vecellio, Tiziano zis Tițian (PX.); Jackson, John Baptist; (EX.)                                          | Datare: 1742 Școală: Școală engleză; Școală italiană; Veneția Dimensiuni: I: 642 mm; LA: 443 mm.; I: 594 mm; LA: 372 mm. (în reg. inv.: 0,374: 0,596 cm.) Material: Xilogravură imprimată cu două blocuri în tonuri de ocru și umbra; hârtie vărgată, subțire, cu bosaj; În Reg. Inv.: „gravură”                                                                                                 | Tițian a pictat panoul de altar „Madona în glorie, împreună cu Sfinții Ecaterina, Nicolae, Petru, Anton din Padova, Francisc și Sebastian” în 1535, pentru capela mare a bisericii „San Niccolò dei Frari”, din Veneția. În 1742 când o grava Jackson, „Madonna di San Nicoletto” se bucura de mare faimă, după cum arată Vasari și Lodovico Dolce. În 1733, Anton Maria Zanetti descrie entuziast lucrarea. În această stampă, Jackson a experimentat noi modalități de expresie, inspirat de studiul xilogravurilor din secolul al XVI-lea, ale lui Niccolò Boldrini și Andrea Andreani. J. B. Jackson a utilizat o tăietură fină și a dozat atent valorile de clar-obscur. Stampa are o liniatură fină, cu hașuri simple, încrucișate, așa cum erau în gravurile lui Dürer și ale gravorilor italieni din secolul al XVI-lea. Lucrarea este imprimată numai cu două plăci, pentru a respecta și în această privință, tehnica veche. Cu o placă a fost imprimat desenul și umbrele, iar cu cealaltă placă au fost imprimate tonurile mai deschise, imitând tehnica desenului în peniță. Stampa a fost dedicată anticarului venețian Filippo Farsetti (1703-1773), cunoscut colecționar și patron al artiștilor, unul din susținătorii constanți ai gravorului englez. | Muzeul Național Brukenthal, Sibiu         | Cimec    |
|      | Melchisedec binecuvântează pe Abraham Autor: Jackson, John Baptist; (SC.); Jackson, John Baptist; (DEL.); da Ponte, Francesco zis Bassano (PX.); Jackson, John Baptist; (EX.) | Datare: 1743 (?) Școală: Școală engleză; Școală italiană; Veneția Dimensiuni: I: 643 mm; LA: 457 mm.; I: 573 mm.; LA: 380 mm. (în reg. inv.: 0,383:0,576 cm.) Material: Xilogravură imprimată cu patru blocuri, în tonuri de umbra și ocru; hârtie vărgată subțire, cu bosaj; În Reg. Inv.: „gravură”                                                                                            | J. B. Jackson a interpretat în xilogravură o compoziție pictată de Francesco Bassano cel Tânăr (1549-1592). Tabloul face parte dintr-un triptic de mici dimensiuni. Panoul reprezentând tema „Melchisedec binecuvântează pe Abraham” a aparținut consulului englez la Veneția Joseph Smith și a fost vândut în 1762, regelui Angliei. “Melchisedec binecuvântează pe Abraham” era o temă vechi-testamentară (Geneza, 17-24) frecvent întâlnită în pictura venețiană din secolele XVI-XVIII, datorită concordanțelor ce se stabileau între teme ale Vechiului Testament, ce prefigurau Noul Testament. După ce l-a eliberat pe Lot, împreună cu oamenii și turmele sale, Abraham a primit binecuvântarea Marelui Preot Melchisedec, după ce acesta a făcut ofrande de pâine și vin în fața altarului. Se credea că Melchisedec l-a prefigurat pe Christos, întrucât i-a împărtășit pe oamenii lui Abraham cu pâine și vin. Jackson a studiat temeinic pictura maestrului venețian și a transpus diferențiat din punct de vedere tonal, cele două registre ale compoziției. În prim plan, episodul binecuvântării lui Abraham este redat cu multe detalii, în tonalități calde de ocru și umbra, în timp ce peisajul cu figuri și animale din fundal este caracterizat sumar, în monocromie. Stampa a fost dedicată doctorului John Read, om de știință și colecționar, prieten al lui Isaac Newton. | Muzeul Național Brukenthal, Sibiu         | Cimec    |
|      | Răstignirea Autor: Jackson, John Baptist; (SC.); Jackson, John Baptist; (DEL.); Robusti, Jacopo zis Tintoretto (PX.); Jackson, John Baptist; (EX.) | Datare: 1741 Școală: Școală engleză; Școală italiană; Veneția Dimensiuni: I: 552 mm.; LA: 1221 mm. (trei planșe asamblate, cu dimensiuni reduse prin decupare ); în reg. inv. : 124:0,55 cm. Material: Xilogravură imprimată cu patru blocuri, în tonuri de ocru și umbra; hârtie groasă, cu bosaj; diferențe de tonalitate, la imprimarea celor trei planșe componente; În Reg. Inv.: „gravură” | “Marea Răstignire” a fost pictată de Tintoretto în 1565, pentru Sala dell’Albergo a Școlii “Sf. Rocco” din Veneția, descrisă laudativ de Malvasia și de Boschini. Ca și în alte gravuri ale sale, Jackson a lucrat atât după pictura originală, cât și după stampe mai vechi ale lui Agostino Carracci și Aegidius Sadeler. Panoul central conține scena “Răstignirii lui Isus”, așa cum este relatată în Evanghelii. De o parte și de alta se desfășoară însă scene cu numeroase figuri, prinse într-o narațiune plină de detalii și mișcare. În partea inferioară a panoului central, se află o lungă dedicație înscrisă în două cartușe decorative, având în mijloc blazonul lui Richard Boyle, Conte de Burlington (1694-1753). Cunoscut Maecena, Lordul Burlington a fost unul din cei mai generoși susținători ai artiștilor italieni și englezi ai timpului său. Legătura cu proiectul lui Jackson s-a făcut probabil, prin Marchizul Hartington, soțul fiicei sale, cel care asista în 1740, la desenarea blocurilor “Răstignirii”. | Muzeul Național Brukenthal, Sibiu         | Cimec    |
|      | Uciderea pruncilor Autor: Jackson, John Baptist; (SC.); Jackson, John Baptist; (DEL.); Robusti, Jacopo zis Tintoretto (PX.); Jackson, John Baptist; (EX.) | Datare: 1739 (?) Școală: Școală engleză; Școală italiană; Veneția Dimensiuni: l: 456 mm.; LA: 640 mm.; I: 395 mm.; LA: 540 mm. (în reg. inv. 0,54:0,396 cm.) Material: Xilogravură imprimată cu patru blocuri, în tonuri de ocru, umbra și sienna arsă; hârtie subțire vărgată, cu bosaj; În Reg. Inv.: „gravură”                                                                                | Stampa „Uciderea pruncilor” era dedicată celui de-al treilea susținător al proiectului, Smart Lethieullier, erudit cercetător al antichității clasice. Stampa este o interpretare după “Uciderea pruncilor” pictată de Tintoretto între 1583-1587, pentru sala de la parterul Școlii „San Rocco” din Veneția. Prima gravură după această lucrare a fost făcută de Aegidius Sadeler (1570-1629), iar Jackson a folosit această stampă ca punct de plecare pentru interpretarea sa. J. B. Jackson a perceput mesajul patetic al temei iconografice, inspirată din Evanghelia lui Matei (2, 16-18). Gravorul a reușit să transpună dramatica punere în scenă a maestrului venețian. Figurile sunt tratate viguros, în plină mișcare, compuse pe axe diagonale, iar regia luminilor accentuează efectul terifiant al scenei biblice. Pentru a spori intensitatea efectelor dramatice, gravorul a imprimat compoziția lui Tintoretto în tonuri roșietice, trecând de la ocru spre sienna arsă și umbra. | Muzeul Național Brukenthal, Sibiu         | Cimec    |
|      | Miracolul sclavului salvat de Sfântul Marcu Autor: Jackson, John Baptist; (SC.); Jackson, John Baptist; (DEL.); Robusti, Jacopo zis Tintoretto (PX.); Jackson, John Baptist; (EX.) | Datare: 1740 (?) Școală: Școală engleză; Școală italiană; Veneția Dimensiuni: I: 566 mm.; LA: 790 mm. (dimensiuni reduse prin suprapunerea și colarea a două planșe); (în reg. inv.: 0,79:0,50 cm.) Material: Xilogravură imprimată cu patru blocuri în tonuri de umbra și ocru ; hârtie groasă, cu bosaj; În Reg. Inv.: „gravură”                                                               | În 1542, Tommaso Rangone, epitrop la „Scuola Grande di San Marco” din Veneția i-a cerut lui Tintoretto să picteze trei tablouri cu miracolele Sfântului Marcu, patronul școlii. Tabloul, care i-a servit lui Jackson ca model, a fost terminat în 1548 și a fost instalat în sala capitulară a școlii, astăzi fiind expus la Galeria Academiei din Veneția. Subiectul este relatat în „Legenda aurea” de Jacopo da Voragine și reprezintă episodul în care slujitorul unui nobil din Provența s-a dus să venereze relicvele Sf. Marcu, împotriva voinței stăpânului său. Drept pedeapsă, stăpânul său a pus să fie orbit și să i se zdrobească picioarele. În momentul începerii torturii, slujitorul a fost salvat în mod miraculos, chiar de Sf. Marcu. Intervenția „deus ex machina” a Sf. Marcu era considerată o neîntrecută realizare, de toți comentatorii operei lui Tintoretto. Compoziția plină de dinamism, construită pe opoziția diagonalelor, cu personaje în racursi și efecte de lumină dramatice, era privită cu uimire și admirație. Xilogravura lui J. B. Jackson interpretează corect proporțiile și redă cu măiestrie valorile clar-obscurale, însă omite două personaje în extremitatea dreaptă a gravurii. Nu era prima dată când Jackson opera simplificări ale compoziției originare, fiind preocupat mai ales de raporturile de lumină și umbră și de transpunerea acestora în valori tonale. În eseul său publicat în 1752, Jackson declara că a lucrat această xilogravură, împreună cu „Răstignirea” în maniera lui Ugo da Carpi, a cărui tehnică a redescoperit-o și a perfecționat-o. Imprimarea s-a făcut în tonuri de ocru-sienna arsă-umbra arsă, cu o dominantă roșiatică, potrivită unei scene de martiraj. Liniile de unire ale celor două planșe nu se situează pe axa mediană, ci urmează destul de abil, contururile personajelor principale, în așa fel încât reconstituirea compoziției să se poată face aproape insesizabil. | Muzeul Național Brukenthal, Sibiu         | Cimec    |
|      | Nunta din Cana Autor: Jackson, John Baptist; (SC.); Jackson, John Baptist; (DEL.); Veronese, Caliari Paolo numit Il (PX.); Jackson, John Baptist; (EX.) | Datare: 1740 Școală: Școală engleză; Școală italiană; Veneția Dimensiuni: I: 580 mm.; LA: 825 mm.; (două planșe asamblate median); (în reg. inv.: 0,83: 0,582 cm.) Material: Xilogravură imprimată cu 4 blocuri, în tonuri de ocru și umbra; hârtie groasă, cu bosaj; În Reg. Inv.: „gravură” | În 1562, Veronese obținea prima comandă la Veneția, la solicitarea călugărilor benedictini de la „San Giorgio Maggiore”. Tema aleasă era destinată decorării refectoriului mănăstirii și se baza pe relatarea din Evanghelia lui Ioan, 2, 1-12. Compoziția cu numeroase figuri și multiple puncte de perspectivă este situată într-un cadru grandios, de scenografie palladiană. Marea punere în scenă a unei sărbători venețiene, constituie fundalul narațiunii evanghelice. Stampa a fost imprimată în tonuri reci de umbra naturală, pe două planșe „in folio”, unite median pe axul vertical. În „Cercetare asupra originilor imprimeriei” J. B. Jackson preciza în 1752, că placa de pe care a imprimat umbrele conținea o întreagă gamă de hașuri diferențiate, la fel cum procedaseră în secolulul al XVI-lea maeștrii xilogravurii în chiaroscuro Andrea Andreani și Bartholomeo Coriolanus. | Muzeul Național Brukenthal, Sibiu         | Cimec    |
|      | Prezentarea la Templu. Circumciziunea Autor: Jackson, John Baptist; (SC.); Jackson, John Baptist; (DEL.); Veronese, Caliari Paolo numit Il (PX.); Jackson, John Baptist; (EX.) | Datare: 1739 Școală: Școală engleză; Școală italiană; Veneția Dimensiuni: I: 637 mm; LA: 447 mm.; I: 535 mm.; LA: 382 mm.; în reg. inv.: 0,382: 0,536 cm. Material: Xilogravură imprimată cu patru blocuri, în tonuri de ocru și umbra;/ hârtie vărgată subțire, cu bosaj; În Reg. Inv.: „gravură”                                                                                               | “Prezentarea lui Isus la Templu - Circumciziunea” a fost pictată între 1559-1560, pentru biserica „San Sebastiano” din Veneția. Tema era extrasă din Evanghelia lui Luca (2, 21-24) și era pictată pe exteriorul ușilor orgii. Grandiosul program iconografic al bisericii „San Sebastiano” era opera lui Veronese, care a început să picteze frescele sacristiei în 1555. Cu ajutorul fratelui său Benedetto, întregul ansamblu a fost terminat în 1565. O copie a “Circumciziunii”, atribuită lui Sebastiano Ricci era în posesia consulului Joseph Smith și este foarte probabil ca Jackson să fi lucrat după această copie. Maniera în care Jackson transpune pictura lui Veronese este influențată și de gravura lui Francesco Villamena (1566-1624), având același prototip veronesian. Pentru a reda volumul, Villamena folosea linii paralele care circumscriau formele și numeroase gradații tonale. Jackson a obținut efecte prin tăietura fină, cu același tip de linii, suprapuse însă de petele de culoare, pornind de la tonuri de ocru, până la umbra. Cu patru plăci suprapuse, gravorul a obținut zece tonuri. | Muzeul Național Brukenthal, Sibiu         | Cimec    |
|      | Logodna Mistică a Sfânta Ecaterina Autor: Jackson, John Baptist; (SC.); Jackson, John Baptist; (DEL.); Veronese, Caliari Paolo numit Il (PX.); Jackson, John Baptist; (EX.) | Datare: 1740 Școală: Școală engleză; Școală italiană; Veneția Dimensiuni: I: 634 mm.; LA: 444 mm.; I: 557 mm.; LA: 382 mm.; ( în reg. inv. : 0,383:0,56 cm.) Material: Xilogravură imprimată cu patru blocuri, în tonuri de umbra; hârtie subțire vărgată, cu bosaj; În Reg. Inv.: „gravură” | “Logodna mistică a Sfintei Ecaterina” a fost pictată de Veronese în 1575, pentru biserica „Santa Catarina” din Veneția și se păstrează la Galeria Academiei venețiene. Boschini admira în această lucrare frumusețea coloritului lui Veronese, asemuindu-l cu strălucirea pietrelor prețioase. Lucrarea lui Veronese a mai fost gravată anterior de Agostino Carracci și de Giuseppe Dalla. Jackson a redat destul de schematic compoziția lui Veronese, acordând mai multă atenție elementelor decorative și drapajelor, excedat de complexitatea cromatică a paletei maestrului din Cinquecento. Lectura gravorului este selectivă, mult simplificată și redusă la monocromie. Cu patru plăci a imprimat tonurile de umbra naturală, a adaugat alb și negru, a aplicat un bosaj accentuat, dar a captat în gravură prea puțin din strălucirea tabloului pictat de Veronese. | Muzeul Național Brukenthal, Sibiu         | Cimec    |
|      | Madona cu Sfântul Francisc, Sfântul Ieronim, Sfântul Ioan și Sfânta Cecilia (în registrul inventar: „Găsirea lui Moise”) Autor: Jackson, John Baptist; (SC.); Jackson, John Baptist; (DEL.); Veronese, Caliari Paolo numit Il (PX.); Jackson, John Baptist; (EX.)                                                                                    | Datare: 1739 Școală: Școală engleză; Școală italiană; Veneția Dimensiuni: I: 583 mm.; LA: 365 mm.; I: 563 mm.; LA: 345 mm.; (în reg. inv.: 0,346:0,565 cm.) Material: Xilogravură imprimată cu patru blocuri, în tonuri de gri-terra verde; hârtie subțire vărgată, cu bosaj; În Reg. Inv.: „gravură”                                                                                            | Panoul de altar “Sfânta Familie cu Sfinți”, cunoscut sub numele de „Pala di San Zaccaria” a fost pictat de Veronese în 1562, pentru sacristia bisericii “Sf. Zaharia” din Veneția, unde se mai afla încă în secolul al XVIII-lea, acum fiind conservată la Galeria Academiei venețiene. Madona cu Pruncul, împreună cu Iosif, primesc închinarea Sfinților Francisc, Ieronim, Ioan Botezătorul copil și Cecilia, într-un cadru arhitectural decorat cu stucaturi și bogate draperii. Jackson se referă la această lucrare în „Cercetarea originilor imprimeriei în Europa” precizând că a redat umbrele în maniera lui Albrecht Dürer. Stampa este imprimată cu patru plăci, în tonuri de gri-terra verde, iar inscripția cuprinsă pe soclu, în cadrul imaginii, ne face cunoscută dedicația gravorului către baronul englez Bourchier Wrey, unul dintre cei care au susținut financiar realizarea seriei de xilogravuri în culori. | Muzeul Național Brukenthal, Sibiu         | Cimec    |
|      | Descoperirea lui Moise Autor: Jackson, John Baptist; (SC.); Jackson, John Baptist; (DEL.); Ricci, Sebastiano (PX.); Jackson, John Baptist; (EX.) | Datare: 1741 Școală: Școală engleză; Școală italiană; Veneția Dimensiuni: I: 637 mm.; LA: 448 mm.; I: 566 mm.; LA: 378 mm.; (în reg. inv.: 0,38:0,563 cm.) Material: Xilogravură imprimată cu patru blocuri, în tonuri de ocru și umbra; hârtie vărgată subțire, cu bosaj; În Reg. Inv.: „gravură”                                                                                               | Tema vechi-testamentară (Exodul, sau a doua Carte a lui Moise, 2, 1-10) nu este decât un pretext pentru pictarea unui peisaj cu figuri în costume de secol XVIII, un „capriccio” tipic pentru rococo-ul venețian. Era genul de lucrare solicitată de nobilii englezi, aflați în „Grand Tour”, în prima jumătate a secolului al XVIII-lea. Fiind o lucrare de mici dimensiuni, Jackson a avut răgazul să o studieze îndeaproape, astfel încât gravura redă în detaliu compoziția. Afinitatea pe care Jackson o avea pentru maniera pictorului Sebastiano Ricci este determinantă în interpretarea gravorului. Jackson a desenat cu abilitate și a dozat luminile cu multă măiestrie, reușind să transpună luminozitatea specifică maestrului venețian. Tonuri de ocru degradate până la alb și trei tonuri de umbra naturală, un bosaj puternic pe umbrele purtate, reușesc să capteze bogăția tonală a picturii. La data gravării, Jackson credea că pictura îi aparține lui Veronese. | Muzeul Național Brukenthal, Sibiu         | Cimec    |
|      | Uciderea Sfântul Petru Martirul Autor: Jackson, John Baptist; (SC.); Jackson, John Baptist; (DEL.); Vecellio, Tiziano zis Tițian (PX.); Jackson, John Baptist; (EX.) | Datare: 1739 Școală: Școală engleză; Școală italiană; Veneția Dimensiuni: I: 644 mm.; LA: 445 mm.; I: 545 mm.; LA: 342 mm. (în reg. inv. : 0,383: 0,56 cm.) Material: Xilogravură imprimată cu patru blocuri, în tonuri de gri - terra verde; hârtie vărgată subțire, cu bosaj; În Reg. Inv.: „gravură”.                                                                                         | Cea dintâi planșă a setului venețian a fost gravată după o pictură (distrusă în 1867) a lui Tițian, “Sf. Petru Martirul”. Tabloul fusese pictat între 1526-1530, pentru altarul “Fraternității Sf. Petru Martirul”, din biserica „Santi Giovanni e Paolo” din Veneția. Tema avea o semnificație specială pentru biserica aparținând ordinului dominicanilor, întrucât reprezenta un episod din istoria ordinului. Călugărul dominican Petru Martirul fusese ucis în 1252, într-o pădure. De atunci, copacii tăiați în acel loc sângerau. Tema iconografică permitea pictorului să încadreze figurile în peisaj și totodată să trateze emoții și sentimente puternice, ce provocau uimirea plină de admirație a privitorului. Gravorul a lucrat patru plăci pentru fiecare culoare, le-a suprapus la imprimare, obținând efecte puternice de clar-obscur, de la negru, la griuri verzui și până la albul hârtiei. Tonurile suprapuse de terra verde sunt dozate cu multă virtuozitate, în așa fel încât să redea eclerajul dramatic. Desenul era riguros, proporțiile păstrate și detaliile tratate diferențiat. Jackson conturează formele din linii ondulate, paralele, în maniera lui Faldoni, ambii având ca model tehnica perfectată de Claude Mellan. | Muzeul Național Brukenthal, Sibiu         | Cimec    |
|      | The Death of the Stag. La mort du Cerf/Moartea cerbului Autor: Lawrence, Andrew (SC.); Major, Thomas (SC.); Lawrence, Andrew (DEL.); Wouverman, Phillips (PX.); Major, Thomas (EX.) | Datare: 1753 Școală: Școală engleză; Școală olandeză; Paris Dimensiuni: I: 576 mm.; LA: 802 mm.; I: 495 mm.; LA: 656 mm.; în reg. inv. nu sunt trecute dimensiunile Material: Acvaforte; dăltiță; hârtie vărgată, cu filigran; stadiul 3 cu literă; În Reg. Inv.: „gravură”. | Pictura după care a gravat Lawrence și Major era atribuită în inscripția stampei lui Philip Wouwermans, însă este vorba despre o lucrare a unui pictor anonim ce interpretează mai multe elemente din creația maestrului olandez. Scena de vânătoare este înscrisă într-un amplu peisaj, în care cerul ocupă mai mult de o treime, modalitate caracteristică a pictorului Wouwermans. În punctul central al compoziției este situat cerbul doborât, păzit de câini și vânătorul călare, închinând cupa oferită pentru sărbătorirea succesului. Grupuri de personaje îl înconjoară, participând la petrecere. Compoziția este delimitată lateral, în dreapta, de clădirile unei ferme, iar în stânga, de un grup de păstori. Scenele de gen, incluse în peisaj erau des uzitate în pictura olandeză a secolului al XVII-lea și mult apreciate de colecționarii veacului următor. Andrew Lawrence a transpus cu multă virtuozitate figurile integrate în peisaj, desenând cu mare libertate în acvaforte, folosind tonuri luminoase, rezultate din fine liniaturi paralele și încrucișate. Thomas Major a definitivat desenul în acvaforte, conturând mai precis personajele și completând cu detalii și accente tonale, într-o gamă argintată ce descrește până la albul hârtiei-suport. Întreaga compoziție câștigă unitate prin finisarea atentă cu dăltița, Major reușind să redea structura tonală complexă a picturii. Andrew Lawrence era unul din gravorii englezi angajați în atelierul lui J. Ph. Le Bas la Paris. Thomas Major l-a cunoscut pe Lawrence la Paris și a preluat o placă gravată parțial de acesta, pe care a finisat-o în acvaforte și dăltiță, în 1750 și a editat stampa împreună cu alte lucrări ale lui Lawrence, în 1753. | Muzeul Național Brukenthal, Sibiu         | Cimec    |
|      | Venus blinding Cupid/Venus orbindu-l pe Cupidon Autor: Strange, Robert; (SC.); Strange, Robert; (DEL.); Vecellio, Tiziano zis Tițian (PX.); Strange, Robert; (EX.); În reg inv.: Clark John | Datare: 1769; (Gavura); 1761; (Desenul) Școală: Școală engleză; Școală italiană Dimensiuni: I: 503 mm.; LA: 680 mm.; I. 400 mm.; LA: 487 mm.; în reg. inv. : 0,49:0,40 cm. Material: Acvaforte; pointe-sèche; hârtie vărgată cu filigran; Stadiul 2 cu literă; În Reg. Inv.: „gravură”. | Tabloul pictat în 1565 de Tițian „Venus orbindu-l pe Cupidon” face parte din colecția cardinalului Scipione Borghese, fiind expus în galeria palatului Borghese din Roma. Iconografia acestei picturi a stârnit polemici încă de la sfârșitul secolului al XVI-lea. În secolul al XVII-lea pictura era cunoscută cu titlul „Cele trei Grații”, iar mai târziu a fost considerată un episod din ciclul „Educația lui Cupidon”. Sursa iconografică este un comentariu al lui Angelo Firenzuola la o ediție a „Măgarului de aur” (Asinus Aureus) a scriitorului latin Lucius Apuleius. Pasajul ilustrat de Tițian este cel în care Venus îl pedepsește pe Amor/Cupido pentru că nu i-a îndeplinit dorința în privința lui Psyche. R. Strange a gravat cu virtuozitate compoziția lui Tițian. | Muzeul Național Brukenthal, Sibiu         | Cimec    |
|      | Antiochus and Stratonice/Antiochus și Stratonice Autor: Ryland, William Winne; (SC.); Cortona, Pietro da; (PX.); Boydell, John; (EX.) | Datare: 1772 Școală: Școală engleză; Școală italiană Dimensiuni: I: 525 mm.; LA: 657 mm.; I: 435 mm.; LA: 540 mm.; în reg. inv.: 0,545:0,44 cm. Material: Acvaforte; dăltiță; stipple; hârtie vărgată, cu filigran; Stadiul 2 final; În Reg. Inv.: „gravură”. | Stampa semnată de Ryland este o interpretare după fresca pictată între 1641-1647 de Pietro da Cortona, în „Sala Venerei” a palatului Pitti din Florența. Frescele se numărau printre cele mai apreciate lucrări ale picturii baroce. Datorită faimei lor și a celebrității pictorului Pietro da Cortona, numeroase còpii au fost comandate de colecționari, una dintre acestea fiind cea după care a gravat Ryland, aflată în 1772 în colecția lordului Grosvenor la Londra. Ulterior, pictura a fost atribuită pictorului vienez, activ în Italia, Daniel Seiter (1647-1705). De mare faimă se bucura în secolul al XVIII-lea și tema picturii, o poveste de dragoste a cărei morală trebuia să se impună ca un „exemplum virtutis”. „Antiochus și Stratonice” era o temă extrasă din istoria lui Demetrios, relatată de Plutarh. Seleucus, fondatorul regatului seleucizilor din Siria, fusese unul din generalii lui Alexandru. Seleucus a renunțat la tânăra sa soție, în favoarea fiului său, bolnav din dragoste pentru Stratonice, acceptând căsătoria ei cu Antiochus și divizarea regatului său. Relatarea episodului ilustrat de Pietro da Cortona aparține de fapt, retorului Valerius Maximus, scriitor latin din vremea lui Tiberius. Doctorul Erasistratus, chemat de Seleucus să îl consulte pe muribundul prinț, constată luându-i pulsul, că Antiochus revenea la viață, în prezența reginei Stratonice. Vorbindu-i în pilde lui Seleucus, Erasistratus îl convinge să ia o decizie înțeleaptă, salvându-și astfel, fiul și regatul. W. W. Ryland a utilizat întreaga sa măiestrie tehnică pentru a transpune prin cele mai adecvate tonuri, complexitatea compoziției și a expresiilor personajelor participante la dramă. Gravorul utilizează multiple tonuri intermediare, abil stăpânite, pentru redarea diferențiată valoric a carnației, a veșmintelor, a elementelor de arhitectură și a peisajului. Regizarea luminilor urmează efectele clarobscurale ale maestrului baroc din Seicento, fiind construite de gravor, din liniaturi fine, ce redau bogăția tonală a picturii. W. W. Ryland a expus desenul pregătitor și stadiul gravurii înainte de literă, la expoziția organizată de John Boydell, în 1767, la „Hay Market”, iar stadiul final a fost inclus în cataloagele editate de Boydell, începând din 1772.                                                                                         | Muzeul Național Brukenthal, Sibiu         | Cimec    |
|      | Venus and Cupid (Venus și Cupidon) Autor: Clarke, John; (SC.); Torres, Anthony; (EX.); În Reg. Inv.: Strange Robert | Datare: 1802 Școală: Școală engleză Dimensiuni: I: 507 mm.; LA: 385 mm.; I: 312 mm.; LA: 234 mm.; în reg. inv. :0,236: 0,315 cm. Material: Gravura în maniera punctată (Stipple) în culori; hârtie; stadiul 2 final; În Reg. Inv.: „gravură”. | Stampa editată în 1802 este o reprezentare neoclasică a cuplului mitologic Venus și Cupidon. Tema ilustrată este de fapt „Dezarmarea lui Cupidon”. Compoziția se înscrie într-un cadru oval, în așa fel încât să permită o înrămare somptuoasă. O tânără femeie semi-drapată se joacă cu un copil, așezată într-un interior de epocă Empire. Singura trimitere la tema enunțată în inscripția stampei o constituie aripile și arcul - obiecte ale jocului celor două personaje. Autorul acestei stampe este John Clarcke, un elev din atelierul londonez al lui Francesco Bartolozzi. „Venus și Cupidon” este o stampă în tehnica numită în engleză „stipple”. Ca și mezzo-tinto, gravura în „manieră punctată” (pointillé, stipple) este un proces tonal. După primele experimente, efectuate în 1760, tehnica a fost adoptată pe scară largă în mediul artistic englez. Delicatețea texturii, a trecerilor graduale de la lumină la umbră, ce permit modelarea formelor cu mare finețe, explică marele succes al acestei tehnici, derivate din “maniera creionului”. | Muzeul Național Brukenthal, Sibiu         | Cimec    |
|      | Venus Autor: Strange, Robert; (SC.); Strange, Robert; (DEL.); Vecellio, Tiziano zis Tițian (PX.); Strange, Robert; (EX.) | Datare: 1764; (desenul); 1768; (gravura) Școală: Școală engleză; Școală italiană Dimensiuni: I: 505 mm.; LA: 677 mm.; I: 396 mm.; LA: 487 mm.; în reg. inv. : 0,49:0:40 cm. Material: Acvaforte; Pointe-sèche; Hârtie vărgată cu filigran; Stadiul 2 cu literă; În Reg. Inv.: „gravură”. | În călătoria sa în Italia, Robert Strange a admirat celebra „Venus din Urbino”, de Tițian, expusă în Galeria Medici, la „Tribuna de la Uffizi”. Strange a revenit la Florența pentru a realiza desenul reductiv, transpus după patru ani în gravură. Studiul capodoperei lui Tițian a constituit o încercare pentru gravor. Strange a rezolvat problema transpunerii valorilor cromatice în valori de clar-obscur, cu o multitudine de hașuri încrucișate și zone punctate, evitând delimitările ferme ale volumelor și tratând drapajul și texturile cu multă delicatețe. | Muzeul Național Brukenthal, Sibiu         | Cimec    |
|      | Justiția/Justice Autor: Strange, Robert; (SC.); Strange, Robert; (DEL.); Rafael, Sanzio (Rafaello); (PX.); Strange, Robert; (EX.) | Datare: 1761; (desenul); 1765; (gravura) Școală: Școală engleză; Școală italiană Dimensiuni: I: 670 mm.; LA: 500 mm.; I: 504 mm.; LA: 347 mm.; în reg. inv.: 0,35:0,505 cm. Material: Acvaforte; pointe-sèche; hârtie vărgată cu filigran; stadiul 2 cu literă; În Reg. Inv.: „gravură”. | În 1761, prin bunăvoința prințului Rezzonico, Strange a obținut permisiunea specială a papei Clement al XIII-lea să amplaseze o schelă pentru studiu, oriunde ar dori în Vatican, o favoare pe care ultimul pontif o retrăsese din cauza deteriorării frescelor. Artistul englez dorea să transmită posterității capodoperele „nemuritorului Rafael”. Strange a făcut studii pregătitoare și a desenat cu febrilitate în cursul lunii iulie 1761, figurile alegorice ale „Justiției” și „Bunăvoinței”, din „Sala lui Constantin”, pictată de Rafael și elevii săi. Alegoria „Justiției” flanca împreună cu cea a „Carității”, portretul papei Urban I. Desenele finisate, extrem de elaborate, ale alegoriilor „Justiției” și „Bunăvoinței” au fost prezentate de Robert Strange la expoziția organizată de „Societatea Artiștilor” la Londra, în vara anului 1764. În februarie 1765 placa gravată a fost finalizată, fiind imprimată și publicată la Londra. | Muzeul Național Brukenthal, Sibiu         | Cimec    |
|      | Comitas/Meekness/Bunăvoința Autor: Strange, Robert; (SC.); Strange, Robert; (DEL.); Rafael, Sanzio (Rafaello); (PX.); Strange, Robert; (EX.) | Datare: 1761; (desenul); 1765; (gravura) Școală: Școală engleză; Școală italiană Dimensiuni: I: 675 mm.; LA: 493 mm.; I: 504 mm.; LA: 348 mm.; în reg. inv.: 0,35:0,505 cm. Material: Acvaforte; pointe-sèche; hârtie vărgată cu filigran; Stadiul 2 cu literă; În Reg. Inv.: „gravură”. | În 1761, Robert Strange a studiat și a făcut desene reductive după frescele atribuite astăzi atelierului lui Rafael, pictate în palatul Vatican, în sala în care figura „Victoria lui Constantin asupra lui Maxențiu” și „Apariția Crucii”. Alegoria “Bunăvoinței” făcea pandant cu reprezentarea „Modestiei”, ca atribute ale papei Clemens I. Strange a completat dalajul și a introdus peisajul în compoziția originară, devenită ternă prin degradări și repictări succesive. Desenele finisate, extrem de elaborate, ale alegoriilor „Justiției” și „Bunăvoinței” au fost prezentate de Robert Strange la expoziția organizată de „Societatea Artiștilor” la Londra, în vara anului 1764. În februarie 1765 placa gravată a fost finalizată, fiind imprimată și publicată la Londra. | Muzeul Național Brukenthal, Sibiu         | Cimec    |
|      | St. Caecilia attended by the Magdalen, ST. Paul, ST. John, ST. Augustin & CA/Sfânta Cecilia, împreună cu Magdalena, Sfântul Paul, Sfântul Ioan, Sfântul Augustin (în registrul inventar: „Sfânta Cecilia”) Autor: Strange, Robert; (SC.); Strange, Robert; (DEL.); Rafael, Sanzio (Rafaello); (PX.); Strange, Robert; (EX.)                          | Datare: 1763; (desenul); 1771; (gravura) Școală: Școală engleză; Școală italiană Dimensiuni: I: 680 mm.; LA: 502 mm.; I: 513 x 358 mm. în reg. inv.: 0,365:0,515 cm. Material: Acvaforte; pointe-sèche; hârtie vărgată, cu filigran; Stadiul 2 final cu literă; În Reg. Inv.: „gravură”. | “Sf. Cecilia, cu Magdalena, Sf. Paul, Sf. Ioan și Sf. Augustin” este o gravură de interpretare după un desen executat de R. Strange la Bologna, în 1763. Modelul era tabloul lui Rafael, pictat între 1513-1516, pentru o capelă din biserica “San Giovanni in Monte” din Bologna, la comanda Elenei Duglioli, aflat astăzi, la Pinacoteca Nazionale din Bologna. Gravorul a transpus cu virtuozitate în tehnica acvaforte finisată cu acul, o lucrare apreciată de amatorii de artă din secolul al XVIII-lea. | Muzeul Național Brukenthal, Sibiu         | Cimec    |
|      | Virgo Deipara Correggi/The Celebrated Madonna of Correggio with the Magdalen, St. Jerom & Ca/Celebra Madonă a lui Correggio, cu Magdalena, Sfântul Ieronim și ceilalți sfinți (în registrul inventar: „Madona”) Autor: Strange, Robert; (SC.); Strange, Robert; (DEL.); Corregio, Allegri Antonio numit Il; (PX.); Strange, Robert; (EX.)            | Datare: 1763 (desenul); 1771 (gravura) Școală: Școală engleză; Școală italiană Dimensiuni: I.: 678 mm.; LA: 497 mm.; I: 510 mm.; LA: 364 mm.; în reg. inv.: 0,365: 0,513 cm. Material: Acvaforte; pointe-sèche; hârtie vărgată cu filigran;Stadiul 2 final, cu literă; În Reg. Inv.: „gravură”.                                                                                                  | R. Strange a vizitat în 1763 Parma, unde a studiat și a desenat după lucrări ale lui Correggio. În 1771 Strange a gravat una dintre capodoperele sale, o interpretare după “Madona Sfântului Ieronim”, de Correggio. Pictura era celebră încă din secolul al XVI-lea. Gravorul a transpus printr-o mare varietate a liniilor și a valorilor tonale atât calitățile formei, cât și ale culorii, acordând o atenție specială redării luminii emanate de prezența divină. | Muzeul Național Brukenthal, Sibiu         | Cimec    |
|      | Parmigiani Amica/Iubita lui Parmigianino Autor: Strange, Robert; (SC.); Strange, Robert; (DEL.); Parmigianino, Mazzola Francesco; (PX.); Strange, Robert; (EX.) | Datare: 1762 (desenul); 1774 (gravura) Școală: Școală engleză; Școală italiană Dimensiuni: I: 670 mm.; LA: 500 mm.; I: 420 mm.; LA: 310 mm.; în reg. inv. : 0,31: 0,425 cm. Material: Acvaforte; pointe-sèche; hârtie vărgată, cu filigran; Stadiul 2 cu literă; În Reg. Inv.: „gravură”. | În 1774 Robert Strange a gravat și a editat stampa după Parmigianino, o mărturie a stilului său elaborat, pe care îl va folosi, până la sfârșitul carierei sale. Iconografia acestei presupuse Madone cu Pruncul stârnea controverse în epocă. Părea mai degrabă portretul unei mame cu copilul său, surprinsă în timp ce îi verifica dinții, fapt ce a dus la intitularea lucrării „Madonna delle Dente”. Strange a optat însă pentru o altă versiune propusă de cunoscători, și anume că Parmigianino a pictat-o pe prietena sa Antea, mama copilului său. „Parmigiani Amica”, era o lucrare celebră în secolul al XVIII-lea, păstrată în colecția regală din Neapole. | Muzeul Național Brukenthal, Sibiu         | Cimec    |
|      | Cupido Autor: Strange, Robert; (SC.); Strange, Robert; (DEL.); Schidone, Bartolomeo; (PX.); Strange, Robert; (EX.); Hacquet | Datare: 1762 (desenul); 1774 (gravura) Școală: Școală engleză; Școală italiană Dimensiuni: I: 588 mm.; LA: 503 mm.; I: 423 mm.; LA: 313 mm.; în reg. inv. : 0,316: 0,425 cm. Material: Acvaforte; pointe-sèche; hârtie vărgată, cu filigran; Stadiul 2 cu literă; În Reg. Inv.: „gravură”. | Stampa „Cupido” este reprezentativă pentru stilul elaborat, utilizat de Robert Strange pentru reproducerea capodoperelor picturii italiene din Seicento. Gravorul a transpus cu virtuozitate tehnică efectele luminii, în special în redarea carnației. | Muzeul Național Brukenthal, Sibiu         | Cimec    |
|      | Josephi Puditia/Joseph and Potiphar's Wife/Iosif și soția lui Putifar sau Castitatea lui Iosif (în registrul inventar: „Iosef și femeia lui Putifar”) Autor: Strange, Robert; (SC.); Strange, Robert; (DEL.); Reni, Guido; (PX.); Strange, Robert; (EX.);                                                                                            | Datare: 1762 (desenul); 1769 (gravura) Școală: Școală engleză; Școală italiană Dimensiuni: I: 507 mm.; LA: 585 mm.; I: 400 mm.; LA: 486 mm.; în reg. inv. : 0,49: 0,40 cm. Material: Acvaforte; pointe-sèche; hârtie vărgată, cu filigran; Stadiul 2 cu literă; În Reg. Inv.: „gravură”. | În setul de stampe publicat în anul 1769, R. Strange a experimentat posibilitățile de transpunere ale desenului și culorii, punând în pandant două lucrări semnificative: “Castitatea lui Iosif”, după Guido Reni și “Venus legându-l la ochi pe Cupidon”, după Tițian. Comparând modalitatea de a trata figurile, texturile și peisajul în cele două stampe, se poate constata cât de bine stăpânea gravorul redarea formelor, în spiritul școlii bologneze și cât de analitic era în încercarea de a traduce pictura venețiană. | Muzeul Național Brukenthal, Sibiu         | Cimec    |
|      | Amoris Primitiae/The offspring of Love/Vlăstarul dragostei Autor: Strange, Robert; (SC.); Strange, Robert; (DEL.); Reni, Guido; (PX.); Strange, Robert; (EX.); | Datare: 1766 Școală: Școală engleză; Școală italiană Dimensiuni: I: 496 mm.; LA: 680 mm.; I: 377 mm.; LA: 435 mm.; în reg. inv. : 0,44: 0,382 cm. Material: Acvaforte; pointe-sèche; hârtie vărgată cu filigran; Stadiul 2 cu literă; În Reg. Inv.: „gravură”. | Maniera austeră cu care Robert Strange mânuiește dăltița și acul, obținând tonuri argintate și delicate liniaturi dau nota specifică de frumusețe acestei stampe de interpretare a unei lucrări celebre pictate de Guido Reni. R. Strange era convins că natura elevată a subiectului ales și măiestria neasemuită a pictorului, pot fi translate în gravură doar cu probitatea unei tehnici desăvârșite. | Muzeul Național Brukenthal, Sibiu         | Cimec    |
|      | Cupido dormiens/Cupid sleeping Autor: Strange, Robert; (SC.); Strange, Robert; (DEL.); Reni, Guido; (PX.); Strange, Robert; (EX.); | Datare: 1766 Școală: Școală engleză; Școală italiană Dimensiuni: I: 500 mm.; LA: 680 mm.; I: 372 mm.; LA: 435 mm.; în reg. inv. : 0,44: 0,378 cm. Material: Acvaforte; pointe-sèche; hârtie vărgată; Stadiul 2 cu literă; În Reg. Inv.: „gravură”. | Robert Strange a achiziționat în Italia lucrări de artă, pe care intenționa să le reproducă ulterior prin gravură. În această categorie se include și stampa editată în 1766 “Cupidon dormind” după Guido Reni, un tablou pe care îl cumpărase la Bologna, pentru baronul Lawrence Dundas. Stampa este gravată cu virtuozitate, fiind foarte apreciată de amatorii și colecționarii din cea de-a doua jumătate a secolului al XVIII-lea. Tema era de asemenea atractivă pentru o largă clientelă, stampa fiind utilizată și ca „furniture print”, pentru decorarea saloanelor din epoca georgiană. | Muzeul Național Brukenthal, Sibiu         | Cimec    |
|      | Liberality and Modesty/Generozitate și Modestie Autor: Strange, Robert; (SC.); Strange, Robert; (DEL.); Reni, Guido; (PX.); Strange, Robert; (EX.); | Datare: 1755 Școală: Școală engleză; Școală italiană Dimensiuni: I: 680 mm.; LA: 500 mm.; I: 505 mm.; LA: 340 mm.; în reg. inv. : 0,34: 0,51 cm. Material: Acvaforte; pointe-sèche; hârtie vărgată; Stadiul 2 cu literă; În Reg. Inv.: „gravură”. | În corespondența sa, Robert Strange comentează cu multă admirație tabloul „Generozitate și Modestie”, pictat de Guido Reni, aflat în colecția Lordului Henry Furnese. Gravorul a acordat un interes special problemei tratării nudului, după cum rezultă din însemnările sale referitoare la tabloul lui Guido Reni. Strange s-a concentrat asupra redării cât mai adecvate a volumelor și a calităților diferite ale carnației și ale drapajului; dalajul și parapetul au fost transpuse cu o liniatură dreaptă, paralelă, cu hașuri în unghi drept pentru umbre și hașuri oblice, pentru sugerarea profunzimii. Maniera clasicistă a gravorului, urmând celei a pictorului crea o puternică impresie amatorilor din secolul al XVIII-lea, iar colecționarii își mărturiseau fără rezerve admirația pentru transpunerea desăvârșită în gravură de către Robert Strange. | Muzeul Național Brukenthal, Sibiu         | Cimec    |
|      | Venus gratiarum artibus exornata/Venus attired by the Graces/Venus împodobită de Grații (în registrul inventar: „Venus gratiarum”) Autor: Strange, Robert; (SC.); Strange, Robert; (DEL.); Reni, Guido; (PX.); Strange, Robert; (EX.); | Datare: 1759 Școală: Școală engleză; Școală italiană Dimensiuni: I: 690 mm.; LA: 500 mm.; I: 510 mm.; LA: 382 mm.; în reg. inv. : 0,385: 0,515 cm. Material: Acvaforte; pointe-sèche; hârtie vărgată; Stadiul 2 cu literă; În Reg. Inv.: „gravură”. | Guido Reni era considerat la mijlocul veacului al XVIII-lea unul din cei mai mari maeștrii italieni, reprezentativ pentru școala bologneză. R. Strange a avut o mare afinitate pentru arta lui Guido Reni, alegând pentru a interpreta prin gravură lucrarea “Venus împodobită de Grații”. Tabloul se afla în colecția regală engleză și era expus la data gravării în palatul Kensington. În prezent face parte din colecția Galeriei Naționale din Londra și este considerată o lucrare din atelierul lui Reni. Tema este preluată din relatarea lui Homer, referitoare la dragostea lui Venus pentru Anchises. În timp ce eroul era purtat spre Paphos, pentru a o întâlni pe zeița dragostei și a frumuseții, Venus asistată de Cupidon, era pregătită de cele trei Grații. Stampa era menită să încânte publicul, atât prin temă, cât și prin transpunerea gravată a unei picturi celebre în epocă și a fost executată de Robert Strange cu toată virtuozitatea. Gravorul dispunea deja de o tehnică desăvârșită, elaborată în cele mai mici detalii, perfect adaptată manierei ecclectice a maestrului bolognez din Seicento. | Muzeul Național Brukenthal, Sibiu         | Cimec    |
|      | Moartea Cleopatrei Autor: Strange, Robert; (SC.); Strange, Robert; (DEL.); Reni, Guido; (PX.); Strange, Robert; (EX.); | Datare: 1753 Școală: Școală engleză; Școală italiană Dimensiuni: I: 595 mm.; LA: 432 mm.; I: 415 mm.; LA: 308 mm.; în reg. inv. : 0,31: 0,42 cm. Material: Acvaforte; pointe-sèche; hârtie vărgată; Stadiul 3 cu literă; În Reg. Inv.: „gravură”. | “Moartea Cleopatrei” este una dintre primele stampe editate de Robert Strange la Londra, cu acordul Parlamentului, în 1753. Era o interpretare a unei capodopere a pictorului Guido Reni, păstrată în colecția regală engleză. “Moartea Cleopatrei” era un subiect des abordat în pictura secolului al XVII-lea și se bucura de unanimă admirație în secolul al XVIII-lea. Tema era preluată din “Viața lui Antoniu” scrisă de Plutarch, unde se relatează evenimentele ce au urmat înfrângerii lui Marcus Antonius de către Octavian, în lupta de la Actium, și moartea Cleopatrei, mușcată de o viperă, strecurată într-un coș cu smochine. Gravorul a studiat cu maximă atenție pictura și a reușit într-adevăr să redea armonia întregului. Desenul a fost transpus pe placă și gravat în acvaforte, apoi detaliile au fost lucrate în pointe-sèche, iar pentru fiecare element al formei și ton al culorii gravorul a utilizat o liniatură cât mai apropiată de tonalitatea originalului. | Muzeul Național Brukenthal, Sibiu         | Cimec    |
|      | Abraham ancillam Agar dimittit/Abraham giving up the hand maid Hagar/Abraham izgonind-o pe Hagar (în registrul inventar: „Abraham și Agar”) Autor: Strange, Robert; (SC.); Strange, Robert; (DEL.); Barbieri, Francesco, zis Guercino; (PX.); Strange, Robert; (EX.)                                                                                 | Datare: 1763 (desenul); 1767 (gravura) Școală: Școală engleză; Școală italiană Dimensiuni: I: 500 mm.; LA: 680 mm.; I: 400 mm.; LA: 486 mm.; în reg. inv. : 0,49: 0,405 cm. Material: Acvaforte; pointe-sèche; hârtie vărgată; Stadiul 2 cu literă; În Reg. Inv.: „gravură”. | În 1767, R. Strange a editat un set de stampe, interpretări gravate după Guercino, pentru care nutrea o mare admirație. Din creația lui Guercino, gravorul a selectat pictura cu tema din Vechiul Testament, “Abraham izgonind-o pe slujnica Agar”. Stampa era din categoria “pictures for the parlour” – picturi pentru salon, destinată decorării interioarelor. Strange a introdus pentru prima dată, un chenar profilat, gravat, care să sugereze posibilitatea înrămării și expunerii stampei, în același mod cu un tablou. Gravorul a lucrat îndelung placa, redând cu acuratețe desenul și utilizând o mare varietate de hașuri pentru transpunerea diferitelor calități ale materialelor. | Muzeul Național Brukenthal, Sibiu         | Cimec    |
|      | Esther coram Assuero supplex/Esther a supliant before Ahasuerus/Estera cerând îndurare în fața lui Ahasverus (în registrul inventar: „Esthera și Ahasverus”) Autor: Strange, Robert; (SC.); Strange, Robert; (DEL.); Barbieri, Francesco, zis Guercino; (PX.); Strange, Robert; (EX.)                                                                | Datare: 1762 (desenul); 1767 (gravura) Școală: Școală engleză; Școală italiană Dimensiuni: I: 500 mm.; LA: 680 mm.; I: 398 mm.; LA: 485 mm.; în reg. inv. : 0,49: 0,405 cm. Material: Acvaforte; pointe-sèche; hârtie vărgată; Stadiul 2 cu literă În Reg. Inv.: „gravură”. | R. Strange avea o mare admirație pentru Guercino, maestru celebru din Seicento-ul italian. Din creația lui Guercino, gravorul a selectat tema vechi testamentară “Esther, cerând îndurare pentru evrei, regelui Ahasverus”, lucrare aflată în palatul Barberini din Roma. Strange considera această lucrare printre cele mai bune ale școlii bolognese, o compoziție plină de demnitate și adevăr. Stampa a fost gravată și editată în 1767, fiind difuzată cu succes în Europa. | Muzeul Național Brukenthal, Sibiu         | Cimec    |
|      | Le retour du marché Autor: Strange, Robert; (SC.); Strange, Robert; (DEL.); Wouwermans, Philip; (PX.); Strange, Robert; (EX.) | Datare: 1750 Școală: Școală engleză; Școală olandeză Dimensiuni: I: 585 mm.; LA: 430 mm.; I: 377 mm.; LA: 267 mm.; în reg. inv. : 0,27: 0,383 cm. Material: Acvaforte; dăltiță; pointe-sèche; hârtie vărgată; Stadiul 2 cu literă; În Reg. Inv.: „gravură”. | „Întoarcerea de la târg” este singura scenă de gen gravată de Strange, la începutul carierei sale, când era încă influențat de J. Ph. Le Bas, în atelierul căruia învățase să interpreteze pictura maeștrilor olandezi ai secolului al XVII-lea. Scena descrisă de Charles Le Blanc ca “subiect de fantezie”, surprinde o familie de țărani întoarcându-se de la târg, cu o căruță de provizii. Wouwermans a încadrat figurile într-un peisaj colinar, cu linia orizontului situată la treimea inferioară a tabloului, așa încât întreaga scenă din prim plan se profilează pe un cer înnorat. Efectele de atmosferă sunt caracteristice peisagiștilor olandezi ai secolului al XVII-lea, iar gravorul le-a interpretat cu virtuozitate, în maniera aerată a gravorilor rococo, din școala lui Boucher. Gradarea tonurilor ce redau efectele de atmosferă se face prin trăsături libere, ușoare, gravate în acvaforte, iar diversitatea hașurilor, cu care sunt desenate figurile sunt realizate cu dăltița și cu acul. | Muzeul Național Brukenthal, Sibiu         | Cimec    |
|      | Accipite hanc animam… /Moartea lui Dido Autor: Strange, Robert; (SC.); Strange, Robert; (DEL.); Barbieri, Giovanni Francesco, zis Guercino; (PX.); Strange, Robert; (EX.) | Datare: 1761 (desenul); 1776 (gravura) Școală: Școală engleză; Școală italiană Dimensiuni: I: 575 mm.; LA: 730 mm.; I: 480 mm.; LA: 580 mm.; în reg. inv. : 0,585: 0,482 cm. Material: Acvaforte; pointe-sèche; hârtie vărgată, cu filigran; Stadiul 4 final, cu literă; În Reg. Inv.: „gravură”.                                                                                                | “Moartea lui Dido” este ultima stampă achiziționată de S. von Brukenthal dintre lucrările gravate și editate de R. Strange în 1776, la Paris. Tema pictată de Guercino era o ilustrare a poemului eroic “Eneida” de Virgiliu. Când a văzut această pictură în palatul Spada la Roma, Strange a fost puternic impresionat. Figurile din prim plan, gravate cu o tehnică desăvârșită, se profilează pe un peisaj, desfășurat în fundal, gravat în maniera aerată pe care o deprinsese în atelierul lui Le Bas. Redarea expresiilor diferite ale personajelor în momentul cel mai dramatic al istoriei relatate a fost speculată deopotrivă de pictor și de gravor, fiecare cu mijloace proprii. Stampa era o încununare a manierei de a grava a lui Robert Strange, finisarea în pointe-sèche fiind atât de perfecționată, încât dă impresia unei gravuri cu dăltița, așa cum se practica în secolul al XVII-lea. | Muzeul Național Brukenthal, Sibiu         | Cimec    |
|      | Christus post resurectionem Matri apparens/Christ appearing to his Mother after Resurrection/Cristos apărând Mamei Sale, după Înviere (în registrul inventar: „Iisus apare Mariei”) Autor: Strange, Robert; (SC.); Strange, Robert; (DEL.); Barbieri, Giovanni Francesco, zis Guercino; (PX.); Strange, Robert; (EX.)                                | Datare: 1764 (desenul); 1773 (gravura) Școală: Școală engleză; Școală italiană Dimensiuni: I: 683 mm.; LA: 500 mm.; I: 504 mm.; LA: 352 mm.; în reg. inv. : 0,355: 0,51 cm. Material: Acvaforte; dăltiță; pointe-sèche; hârtie vărgată; Stadiul 2 cu literă; În Reg. Inv.: „gravură”. | R. Strange a admirat fără rezerve pictura lui Guercino. Compoziția reprezentând o apariție a lui Isus, după Înviere, bazată pe o scriere apocrifă, l-a impresionat puternic pe Strange, când a văzut-o la Cento, în biserica „Il Nome di Dio”. Mult mai târziu însă s-a încumetat să o interpreteze prin gravură, după ce și-a perfecționat metoda de a grava după vechii maeștri. Când a apărut în 1773, stampa stârnea marea admirație a amatorilor și cunoscătorilor de artă, fiind recenzată elogios în presa vremii. | Muzeul Național Brukenthal, Sibiu         | Cimec    |
|      | Apollo rewarding Merit and punishing Arrogance/Apollo recompensând Meritul și pedepsind Aroganța (în registrul inventar: „Judecata lui Apolo”) Autor: Strange, Robert; (SC.); Strange, Robert; (DEL.); Sacchi, Andrea; (PX.); Strange, Robert; (EX.)                                                                                                 | Datare: 1755 Școală: Școală engleză; Școală italiană Dimensiuni: I: 680 mm.; LA: 490 mm.; I: 505 mm.; LA: 338 mm.; în reg. inv. : 0,34: 0,505 cm. Material: Acvaforte; dăltiță; pointe-sèche; hârtie vărgată; Stadiul 2 cu literă; În Reg. Inv.: „gravură”. | Tabloul pictat de Andrea Sacchi “Marcantonio Pasqualini încoronat de Apollo” a fost gravat de Strange, ca pandant al stampei “Generozitatea și Modestia”. Pentru a accentua conținutul moral al acestei alegorii, incluse într-o temă mitologică, Strange i-a atribuit titlul “Apollo recompensând meritul și pedepsind Aroganța”. Marcantonio Pasqualini (1614-1691) a fost unul dintre cei mai talentați soliști sopran din vremea sa, precum și un compozitor renumit. Din 1630 a cântat în corul Sixtinei, susținut de cardinalul Antonio Barberini. Andrea Sacchi îl reprezintă pe Pasqualini înveșmântat în tunica purtată de coriștii Sixtinei, în fața unui clavecin, cu o ușoară întoarcere spre privitor. Apollo, a cărui poză este preluată din cea a lui Apollo Belvedere, susține cu o mână citera și cu cealaltă îl încoronează pe Pasqualini, cu o cunună de lauri. Citatul clasic este inclus în tema mitologică a întrecerii dintre Apollo și Marsyas, care apare în plan secund, înfrânt, legat de copac, având alături cimpoiul. Concursul dintre citera lui Apollo și cimpoiul lui Marsyas, încheiat cu victoria lui Apollo și a artei de sorginte clasică întrunea deplina adeziune a lui Strange. Gravorul a reușit să capteze în stampa sa, armonia compoziției originare și expresia personajelor, atât de admirate în epocă. | Muzeul Național Brukenthal, Sibiu         | Cimec    |
|      | Herculis judicium/The judgement of Hercules Autor: Strange, Robert; (SC.); Strange, Robert; (DEL.); Poussin, Nicolas; (PX.); Strange, Robert; (EX.) | Datare: 1759 Școală: Școală engleză; Școală franceză Dimensiuni: I: 640 mm.; LA: 500 mm.; I: 510 mm.; LA: 382 mm.; în reg. inv.: 0,385: 0,51 cm. Material: Acvaforte; dăltiță; pointe-sèche; hârtie vărgată; Stadiul 3 cu literă; În Reg. Inv.: „gravură”. | Stampa “Judecata lui Hercules”, după pictura lui Nicolas Poussin, a fost concepută de Robert Strange ca pandant al stampei „Venus împodobită de Grații” și ca o încheiere emblematică, a unei etape din creația sa. Tabloul pictat de Poussin în perioada anilor 1636-1637, făcea parte dintr-o serie de compoziții alegorice cu conținut moralizator, recomandate de André Félibien (1619-1695), ca exemple de „grand genre”, situate pe treapta cea mai înaltă a picturii „de istorie”. Poussin a reprezentat momentul de cumpănă a lui Hercule, pus în situația de a alege între virtute și viciu. Figura alegorică a Virtuții îi indică lui Hercules să urmeze calea aridă, plină de încercări, sugerată prin peisajul stâncos, în timp ce figura seducătoare a Viciului, îl invita să rămână pe pajiștea înflorită. Poussin urmează tradiția, după relatarea lui Xenophon din „Memorabilia”, sugerând alegerea corectă făcută de Hercules, pe drumul virtuții, spre glorie. Robert Strange a gravat „Judecata lui Hercules” oferind amatorilor transpunerea vizuală a unei teme des invocate în dezbaterea de idei din Anglia secolului al XVIII-lea. | Muzeul Național Brukenthal, Sibiu         | Cimec    |
|      | Carolus Magnae Britanniae Rex/Charles Ist King of Great Britain/Carol I Stuart, rege al Marii Britanii (în registrul inventar: „Carol I al Angliei”) Autor: Strange, Robert; (SC.); Strange, Robert; (DEL.); Van Dyck, Anton; (PX.); Strange, Robert; (EX.)                                                                                          | Datare: 1770 Școală: Școală engleză; Școală flamandă Dimensiuni: I: 640 mm.; LA: 470 mm.; I: 540 mm.; LA: 355 mm.; în reg. inv.: 0,36: 0,543 cm. Material: Acvaforte; dăltiță; pointe-sèche; hârtie vărgată; Stadiul 3 cu literă; În Reg. Inv.: „gravură”. | Robert Strange participa în fiecare an la “Colegiul scoțian” din Paris la comemorarea regelui Charles I Stuart. Stampa din 1770, reprezentându-l pe Charles I Stuart cu toate atributele regalității a fost probabil gravată pentru a fi distribuită exilaților scoțieni întruniți la Paris. Tabloul care i-a servit drept model era pictat de Anthony Van Dyck. Din inscripția stampei aflăm că o versiune a portetului se găsea în posesia lui Robert Strange la Roma, în 1764, provenind de la executorii testamentari ai unui scoțian iacobit exilat. | Muzeul Național Brukenthal, Sibiu         | Cimec    |
|      | Charles Prince of Wales, James Duke of York, and Princess Mary, Children of King Charles the Ist/Charles Prinț de Wales, James, duce de York, și Prințesa Mary, copiii Regelui Charles I Stuart (în registrul inventar : „Carol I, copil”) Autor: Strange, Robert; (SC.); Strange, Robert; (DEL.); Van Dyck, Anton; (PX.); Strange, Robert; (EX.)    | Datare: 1758 Școală: Școală engleză; Școală flamandă Dimensiuni: I: 502 mm.; LA: 670 mm.; I: 393 mm.; LA: 444 mm.; în reg. inv.: 0,45: 0,395 cm. Material: Acvaforte; dăltiță; pointe-sèche; hârtie vărgată; Stadiul 2 cu literă; În Reg. Inv.: „gravură”. | R. Strange a gravat portretul copiilor regelui Charles I Stuart după tabloul pictat de Anthony Van Dyck, conservat în colecția regală, la Windsor. Van Dyck a pictat portretul lui Charles, Prinț de Wales, James, Duce de York și al Prințesei Mary în 1635, la solicitarea regelui Carol I Stuart. Tabloul era considerat unul dintre cele mai bune portrete pictate de Anton van Dyck și unul dintre cele mai frumoase portrete de copii din arta secolului al XVII-lea. Pentru Robert Strange, un fervent susținător al partidei Stuart, portretul avea o încărcătură simbolică specială, întrucât toți cei trei descendenți ai regelui Charles I, urcaseră ulterior pe tronul Marii Britanii. Desenul în acvaforte, atent finisat cu pointe-sèche redă carnația prin demitente abil puse în valoare. O varietate de tente transpun cu măiestrie veșmintele și elementele de decor. Compoziția este bine echilibrată prin efectele de lumină și de umbră, dând măsură abilității gravorului. Portretul gravat era apreciat de cunoscătorii timpului, pentru corectitudinea desenului, forța expresiei și desăvârșirea tratării detaliilor, redate cu o tehnică de cea mai bună calitate. | Muzeul Național Brukenthal, Sibiu         | Cimec    |
|      | Belisarius/Belizarie (în registrul inventar: „Belisariu”) Autor: Strange, Robert; (SC.); Strange, Robert; (DEL.); Rosa, Salvator; (PX.); Strange, Robert; (EX.) | Datare: 1757 Școală: Școală engleză; Școală italiană Dimensiuni: I: 675 mm.; LA: 495 mm.; I: 506 mm.; LA: 350 mm.; în reg. inv.: 0,355: 0,51 cm. Material: Acvaforte; dăltiță; pointe-sèche; hârtie vărgată; Stadiul 3 cu literă; În Reg. Inv.: „gravură”. | Belisarius, general bizantin, a nimicit regatul vandal din Africa și pe cel al goților din Italia și a fost acuzat în anul 563, de conspirație contra lui Iustinian. Tradiția a perpetuat imaginea lui Belisarius orb, cerșind pe străzile Constantinopolului, așa cum îl înfățișează și Salvator Rosa, dar, în realitate, el a fost ținut prizonier în propriul său palat, apoi eliberat și repus în drepturi. Strange își adaptează maniera de a grava, stilului lui Salvator Rosa. Calitatea fiecărui element al compoziției este translată cu finețe, printr-o rețea de hașuri variate, menite să redea cât mai fidel, întreaga atmosferă a picturii. Stampa gravată și editată de R. Strange în 1757, reproduce tabloul lui Salvator Rosa, “Belisarius”, dăruit vicontelui Charles Townshend, de către Friedrich Wilhelm, markgraf al Prusiei, viitorul rege Friederich cel Mare. Tabloul era considerat de către amatorii englezi o capodoperă a pictorului Salvator Rosa. | Muzeul Național Brukenthal, Sibiu         | Cimec    |
|      | Diana and Callisto/Diana și Callisto Autor: Walker, William; (SC.); Greese, John; (DEL.); Le Moine Francois; (PX.); Boydell, John; (EX.) | Datare: 1767 Școală: Școală engleză; Școală franceză Dimensiuni: I: 530 mm.; LA: 683 mm.; I: 445 mm.; LA: 533 mm.; în reg. inv.: 0,54: 0,45 cm. Material: Acvaforte; dăltiță; hârtie vărgată; În Reg. Inv.: „gravură”. | Stampa “Diana și Callisto” este gravată de William Walker, după desenul pregătitor al lui J. Greese, și pictura lui François Le Moine (1688-1737). Tema era preluată din “Metamorfozele” lui Ovidiu (2:442-453) și prezintă povestea nimfei Callisto, din suita Dianei, sedusă de Zeus. François Le Moine pictează tema în “marea manieră” a picturii franceze de dinainte de Watteau. Figurile înscrise în peisaj sunt tratate rubensian, în poze dinamice și expresii diversificate. Tabloul lui Fr. Le Moine se afla la data gravării în colecția lui Nathaniel Webb, fiind ulterior pierdut. Gravura lui William Walker, datată 1767 este singura mărturie referitoare la această pictură și a fost folosită ca model pentru câteva versiuni pictate ulterior. | Muzeul Național Brukenthal, Sibiu         | Cimec    |
|      | The country attorney and his clients/Avocatul și clienții săi Autor: Walker, Anthony; (SC.); Walker, Anthony; (DEL.); Brueghel Pieter I; (PX.); Boydell, John; (EX.); În Reg. Inv.: Walker William | Datare: 1764 Școală: Școală engleză; Școală flamandă Dimensiuni: I: 520 mm.; LA: 630 mm.; I: 430 mm.; LA: 535 mm.; în reg. inv.: 0,54: 0,433 cm. Material: Acvaforte; dăltiță; hârtie vărgată cu filigran; În Reg. Inv.: „gravură”. | Anthony Walker a expus această stampă în 1764, la Londra, în expoziția organizată de “Societatea Artiștilor”. “Avocatul de țară și clienții săi” este o lucrare gravată de Anthony Walker, după un desen propriu, interpretând o pictură atribuită lui Holbein, în inscripția stampei. Era de fapt o variație pe una din temele de succes ale atelierului condus de Pieter Brueghel cel Bătrân. Stampa a fost editată de John Boydell la 1 martie 1764 și dedicată lui Robert Bragg, negustor de artă, deținătorul picturii interpretate. A. Walker a gravat într-o manieră destul de ternă reproducând cu acuratețe compoziția unui pictor anonim care lucrează în maniera atelierului Bruegel. Compoziția este structurată în trei registre orizontale. În planul median se situează avocatul și ucenicul său, așezați la masa încărcată cu documente și pungi de bani. Țăranul care a venit la avocat, dă punga cu bani în schimbul unui document. Un grup de patru țărani, surprinși în atitudini diferite, asistă, așteptându-și rândul. Scena de gen se petrece într-un interior modest, cu două deschideri, pictată în maniera maeștrilor neerlandezi din secolul al XVI-lea . | Muzeul Național Brukenthal, Sibiu         | Cimec    |
|      | Deborah Kip wife of Sir Balthasar Gerbier and her children/Deborah Kip, soția domnului Balthasar Gerbier și copiii săi (în registrul inventar: „Familia Paul Rubens”) Autor: Macardell, James; (SC.); Jett, William; (DEL.); Rubens, Peter Paul; (PX.); Jett, William; (EX.); În Reg. Inv.: Walker William                                           | Datare: 1755 Școală: Școală engleză; Școală flamandă Dimensiuni: I: 505 mm.; LA: 664 mm.; I: 440 mm.; LA: 453 mm.; (marginile reduse). în reg. inv.: 0,46: 0,445 cm. Material: Mezzotinta; stipple; hârtie vărgată subțire; În Reg. Inv.: „gravură”. | James Macardell a gravat în manieră neagră un portret de familie, după o pictură de P. P. Rubens. În 1629, Rubens a petrecut câteva luni la York House, în apropierea Londrei, ca oaspete al lui Balthasar Gerbier, artist flamand, negustor de artă, agent secret și consilier al ducelui de Buckingham. Soția sa Deborah Kip Gerbier, era fiica unui gravor și editor olandez, stabilit la Londra. Rubens a pictat între 1629-1630 un portret de grup cu Deborah și copiii, inspirat de o lucrare a lui Tițian, văzută în colecția regală engleză. Rubens a finalizat portretul la Anvers, între 1631-1640 și lucrarea a rămas în atelierul său, fiind vândută de Hélène Fourment Rubens. La aproape un secol după pictarea sa, tabloul a revenit în Anglia, fiind achiziționat de Samson Gideon, cel care a comandat pictorului William Jett un desen pregătitor pentru gravură, transpus în mezzotinta de gravorul James Macardell. | Muzeul Național Brukenthal, Sibiu         | Cimec    |
|      | Peisaj italian Autor: Jukes, Francis; (SC.); Chatelain, John Baptist Claude; (DEL.); Ryland, W. William; (EX.) | Datare: 1775 Școală: Școală engleză Dimensiuni: I: 350 mm.; LA: 510 mm.; I: 250 mm.; LA: 350 mm.; în reg. inv.: 0,35: 0,25 cm. Material: Acvaforte; acvatinta în culori; hârtie vărgată subțire; În Reg. Inv.: „gravură”. | Stampa gravată de Francis Jukes este unul dintre cele mai timpurii experimente ale tehnicii acvatinta în Anglia. „Peisaj italian” transpune un desen de John B. C. Chatelain, unul dintre primii peisagiști englezi. Gravura a fost editată de W. W. Ryland la 2 ianuarie 1775 și a fost expusă la expoziția “Socității Artiștilor” organizată la Londra în primăvara anului 1775. Peisajele lui Chatelain erau desenate în peniță și laviu, compuse din doar câteva elemente. Francis Jukes i-a surprins îndeaproape tehnica, gravând în acvaforte desenul și redând valorile tonale cu ajutorul acvatintei, printr-o succesiune de tonuri, ce transpun efectele de atmosferă. Imprimarea în tonuri de brun, urmărește transpunerea cât mai fidelă a unor desene în laviu de bistru. | Muzeul Național Brukenthal, Sibiu         | Cimec    |
|      | Peisaj italian Autor: Jukes, Francis; (SC.); Chatelain, John Baptist Claude; (DEL.); Ryland, W. William; (EX.) | Datare: 1775 Școală: Școală engleză Dimensiuni: I: 352 mm.; LA: 510 mm.; I: 255 mm.; LA: 353 mm.; în reg. inv.: 0,355: 0,255 cm. Material: Acvaforte; acvatinta în culori; hârtie vărgată subțire; În Reg. Inv.: „gravură”. | Stampa gravată de Francis Jukes este unul dintre cele mai timpurii experimente ale tehnicii acvatinta în Anglia. Gravorul a transpus un desen în peniță și laviu semnat de John B. C. Chatelain, unul dintre primii peisagiști englezi. Gravura „Peisaj italian” a fost editată de W. W. Ryland în 1775 și a fost expusă la expoziția “Socității Artiștilor” organizată la Londra. Prin tehnica acvatinta și imprimarea în culori, Francis Jukes a reușit o transpunere fidelă a desenului. | Muzeul Național Brukenthal, Sibiu         | Cimec    |
|      | Frederic II Roi de Prusse/Friederich Ii und der Kronprinz auf der Heerschau zu Potsdam/Frederic al II-lea, Regele Prusiei și Prințul moștenitor la parada militară de la Potsdam (în registrul inventar: „Frederik II-lea, regele Prusiei”) Autor: Chodowiecky, Daniel Nikolaus; (SC.); Chodowiecky, Daniel Nikolaus; (DEL.); Sayer & Bennett; (EX.) | Datare: 1778 Școală: Școală germană Dimensiuni: I: 320 mm.; LA: 415 mm.; I: 270 mm.; LA: 335 mm.; în reg. inv.: 0,338: 0,27 cm. Material: Acvaforte; dăltiță; Hârtie groasă cu vergatură, fără filigran | Daniel Nikolaus Chodowiecki a gravat după un desen propriu, o inspecție a trupelor făcută de regele Frederich II al Prusiei la Berlin, în 1778. Regele este reprezentat călare, însoțit de alte patru figuri ecvestre, în costumele timpului. Scena cotidiană surprinde raportul comandantului, în fața trupei aliniate pentru inspecție. Scena este amplasată într-un peisaj caracterizat sumar. | Muzeul Național Brukenthal, Sibiu         | Cimec    |
|      | The cottager's wealth/Bogăția gospodarului Autor: Keating, George; (SC.); Morland, George; (PX.); Morgan & C.o; (EX.) | Datare: 1798 Școală: Școală engleză Dimensiuni: I: 393 mm.; LA: 493 mm.; I: 354 mm.; LA: 448 mm.; în reg. inv.: Nu sunt trecute dimensiunile Material: Mezzotinta; acvatinta în laviu; imprimată în tonuri de brun; hârtie vărgată; În Reg. Inv.: „tipăritură” | “Bogăția locuitorului de la țară” a fost gravată de George Keating în 1798 și imprimată în tonuri de bistru. Keating a transpus o pictură a lui George Morland, din seria dedicată ilustrării scenelor rurale, cu sens moralizator. Urmând tradiția scenei de gen olandeze, Morland a fost un exponent al pitorescului rustic și a devenit foarte cunoscut, tocmai datorită gravurilor după lucrările sale. Scena gravată de Keating reprezintă interiorul unui grajd, într-o gospodărie la țară; o femeie, însoțită de fiul ei și de câine, hrănește animalele. Scena este desenată liber de G. Keating, cu o caracterizare sumară a personajelor și a animalelor. Atmosfera voit idilică a picturii lui Morland este sugerată de gravor printr-o accentuată luminozitate. Marea varietate a tonurilor luminoase sunt obținute prin intervenții repetate asupra tonalității de bază a plăcii. Stampa era considerată încă de la începutul secolului al XX-lea, ca foarte rară. | Muzeul Național Brukenthal, Sibiu         | Cimec    |
|      | Peisaj din Sibiu (Biserica evanghelică din Sibiu) Autor: Bobel, Johann | Datare: a doua jum.sec. XIX Școală: Atelier transilvănean Dimensiuni: 104 x 81 cm Material: ulei pe pânză | Realizată cu migală și corectitudine, lucrarea redă un peisaj din Sibiul celei de-a doua jumătăți a secolului al XIX-lea, dominat de biserica evanghelică, văzută dinspre Orașul de Jos. Lucrarea este construită în trei planuri principale. În primul plan artistul desfășoară o animată scenă de gen, cu numeroase personaje aparținând diferitelor categorii sociale: doamnele de vază în elegante ținute orășenești, domnii cu joben și baston, negustori și negustorese și țărani care se pregătesc să părăsească orașul, cu carele cu boi. Planul median, centrul compoziției, este ocupat de „locuitorii de piatră” ai orașului: șirul de case de pe strada Gușteriței și intrarea pe strada Turnului, înspre Orașul de Sus. Pe stradă, personaje similare celor din primul plan, siluete în mișcare dinamizează ansamblul imaginii. Biserica evanghelică domină ultimul plan, profilându-se, impunătoare, pe cer. În dreapta și stânga bisericii se înalță, fără a fi la fel evidențiate de opțiunea perspectivală a artistului, alte două însemne devenite simbol al orașului: turnul Bisericii catolice și „Turnul Sfatului”. | Muzeul Național Brukenthal, Sibiu         | Cimec    |
|      | Peisaj italian Autor: Wittel, Gaspar van, zis Vanvitelli | Școală: Școala flamanda Dimensiuni: 1600 x 2750 Material: Ulei pe pânză | Peisaj panoramic italienizant cu ruine și vegetație silvestră, animat cu scene de gen de tipul viziunii directe, grupate astfel: cea mai importantă, în dreapta jos a compoziției, o scenă de petrecere, a doua în centru jos, spre stânga, o scenă aniamlieră, a treia, mijloc, planurile II și III, o scenă de gen cu călători. Cromatica este dominată de teruri, verzuri, albastruri și griuri în gama respectivă. Factura este in general lipsă, cu ușoare împăstări. | Muzeul Național Brukenthal, Sibiu         | Cimec    |
|      | Moartea lui Seneca Autor: Altomonte, Martino zis Hohenberg | Datare: Începutul Secolului XVIII Școală: Școală austriacă/Școală italiană Dimensiuni: 850 x 1410 mm Material: Ulei pe pânză | Lucrarea redă momentul din istoria Romei, (Tacitus Anales; XV, 60-65) în care filosoful Seneca, obligat de împăratul Nero, se sinucide, punându-si sclavul să-i taie vinele. În tablou scena se desfășoară dinaintea lui Nero și a sfetnicilor săi (stânga), Seneca apărând în dreapta, gol, ghemuit și cu sângele curgându-i din răni. În ansamblu lucrarea are notele din eboșe, grupul personajelor din jurul împăratului apărând redate destul de sumar, mai ales ca fizionomii. Filosoful și sclavul său sunt subliniați prin lumină și ca prezențe fizice, bine reprezentate anatomic, dar având de asemenea figurile sumar conturate. Dominanta cromatică în brun-roșcat din dreapta și intervenția parțială a desenului, conferă lucrării caracterul unui studiu. | Muzeul Național Brukenthal, Sibiu         | Cimec    |
|      | Fecioară îndurerată Autor: Altomonte, Martino zis Hohenberg | Datare: Începutul Secolului XVIII Școală: Școală austriacă/Școală italiană Dimensiuni: 840 x 660 mm Material: Ulei pe pânză | Un portret de tânără, redată trei-sferturi, cu mâinile la piept, în mâna dreaptă ținând o carte (de rugăciuni, Bibila) și având chipul îndurerat, dar cu o expresie vag meditativă ce sugerează suferința apărută datorită lecturii (poate biblice). Un văl alb acoperă capul personajului sublinindu-i discret figura. Pe fondul în brun închis, personajul se reliefează pregnant și datorită veșmântului violet, cu o mantie albastră, ce apare redată pe umeri și pe brațul drept, dar și strânsă la piept lângă carte. Mâinile bine reprezentate, cu degetul celei drepte între foile cărții, completează fericit expresia fizionomică a portretului. | Muzeul Național Brukenthal, Sibiu         | Cimec    |
|      | Răstignirea lui Iisus Autor: Aachen, Hans von | Datare: Sfârșitul Secolului XVI - Începutul Secolului XVII Școală: Școala germană Dimensiuni: 330 x 460 mm Material: Ulei pe lemn | Concepută după modelul icoanelor din altarele gotice, compoziția se structurează în funcție de verticalele cleor trei cruci cu răstigniți, în centru aflându-se cea a Mântuitorului. Grupul de personaje se concentrează în primele planuri, în fața crucii lui Christos apărând Sfânta Maria căzută jos, ca trezită dintr-un leșin, sprijinită de două femei, apoi în stânga compoziției, lângă crucea lui Isus, stau Maria Magdalena și Maria, iar în dreapta e redat Ioan Evanghelistul. Se remarcă soldații români având coifuri cu panaș și sulițele cu însemnele legiunilor și cohortelor. Apar în stânga pe cai, Pilat și suita sa, asistând la râstignire, guvernatorul scriind el însuși cunoscuta inscripție I.N.R.I. Lucrarea are elemente caracteristice picturii manieriste flamande. | Muzeul Național Brukenthal, Sibiu         | Cimec    |
|      | Abraham sacrificând pe Isaac Autor: Brew, Johann Anton | Datare: 1579 Școală: Școala de la Augsburg Dimensiuni: 920 x 690 mm Material: Ulei pe lemn | Compoziția se concentrează în prim-plan asupra celor trei personaje bibilce: Isaac, îngenuncheat, cu bustul gol și cu capul plecat deasupra altarului (dreapta, jos), Abraham cu sabia ridicată (centru) și îngerul care-i tine arma (în registrul superior, central). Contrastul de roșu al veșmântului lui Abraham, cu galbenul drapajelor îngerului, evidențiază cele două personaje și gestica lor încordată. Rapeluri de alb și roșu brun apar în sumarul veșmânt al lui Isaac, făcând legătura cu personajele centrale. Cadrul ambiental este relativ restrâns, în dreapta un copac pe a cărui ramură de jos stă ridicat un berbec, cerul dominând fundalul din stânga, unde apare și un peisaj cu un castel (sau o mânâstire), în adâncul unei văi (stânga-jos). | Muzeul Național Brukenthal, Sibiu         | Cimec    |
|      | Păsări și iepure mort; pandant; Păsări moarte cu cocoș de munte Autor: Tamm, Franz Werner, zis Dapper | Datare: 1714 Școală: Școală germană Dimensiuni: 1280 x 940 mm Material: Ulei pe pânză | Într-o manieră tenebroasă, tabloul redă o natură moartă cu vânat, pe fundalul unui peisaj doar vag sugerat, cu cerul înnorat și câteva ramuri de copaci, readate în verde închis și griuri. Într-o etalare impunătoare apar câteva păsări ucise cu aripile desfăcute și legate cu capul în jos de o creagă, iar dedesupt, un iepure mort așezat peste o altă pasăre (redată parțial) și peste o tolbă de vânătoare. Pe fondul întunecat, vântul apare luminta parțial, blana în alb și brun a iepurelui, tolba în brun-roșcat, tonuri de brun, roșu și negru cu accente de alb, în redarea penajelor și aripilor păsărilor. | Muzeul Național Brukenthal, Sibiu         | Cimec    |
|      | Păsări moarte cu cocoș de munte; pandant; Păsări și iepure mort Autor: Tamm, Franz Werner, zis Dapper | Datare: 1714 Școală: Școală germană Dimensiuni: 1280 x 940 mm Material: Ulei pe pânză | Concentrată în prim-plan, natură moartă cu vânat se proiectează pe fundalul unui peisaj vag sugerat în stânga: cerul cu nori și o lumină roșietică de sore la amurg. Centrul compoziției e dominat de uriașul cocoș de munte, atârnat de o creangă cu capul în jos și aripile desfăcute, redat în negru și alb, cu câteva accente de gri-oranj. Alte câteva păsări mici, cu penaje în alb, negru și roșu, apar în avan-scenă, completând cromatic și compozițional (ca și în lucrarea pandantă), întregul etalaj monumental-dramatic al trofeelor de vânătoare. | Muzeul Național Brukenthal, Sibiu         | Cimec    |
|      | Portret de bărbat cu barbă | Datare: 1555 Școală: Școala germană, München, Mielich Hans (cercul) Dimensiuni: 875 x 650 mm Material: Ulei pe pânză | Portretul bărbatului se profilează pe un fond neutru, în brun, ce-i ecranează figur, evidențiindu-l ca personaj și conferind spațialitate ansamblului compozițional. Vestimentația e redată în tonuri închise fără decorații și accesorii, cu excepția gulerului de blană ce formează un rever amplu care-i încadrează silueta până la nivelul umerilor. Cămașa albă ce se ivește pe piept și la guler, are un rol bine definit din punct de vedere cromatic și compozițional, ca și pălăria ce acoperă capul, și de aseamenea, lunga barbă căruntă. Deși redată cu amănuntime cvasi-miniaturistică (fiecare fir din barbă, cutele gulerului...), această recuzită vestimentară, doar sugerează poziția socială a celui portretizat, fiind clar subordonată fizionomicului și impunând atenției. | Muzeul Național Brukenthal, Sibiu         | Cimec    |
|      | Peisaj cu stejari; pandant: Peisaj cu coloană ex-voto Autor: Brand, Johann Christian | Datare: A doua jumătate a secolului XVIII Școală: Școală austriacă Dimensiuni: 390 x 510 mm Material: Ulei pe lemn | Un peisaj cu grupul de stejari așezați în centru-dreapta compoziției, lângă un gard de lemn, cu o poartă din trei pari. Frunzișul copacilor se profilează pe cerul albastru luminat de soarele dimineții, cu câțiva nori apărând în dreapta. Primele planuri, în brunuri și verde, lasă să se vadă spre centrul compoziției, câteva personaje și un cal (stafaje), redate în roșu și brun cu accente de alb. În stânga mai apare un fel de galerie săpată în pământ, cu un ancadrament dreptunghiular de piatră marcând intrarea, iar deasupra se ivesc doi copii ca alte stafaje, tot în tușe scurte de brun și roșu, de albastru și alb. În centru-dreapta, un râu ce face meandre scurte printre colinele joase, cu iarbă și câteva tufe, cu niște copaci în depărtare. | Muzeul Național Brukenthal, Sibiu         | Cimec    |
|      | Peisaj cu coloană ex-voto; pandant: Peisaj cu stejari Autor: Brand, Johann Christian | Datare: A doua jumătate a sec. XVIII Școală: Școală austriacă Dimensiuni: 400 x 510 mm Material: Ulei pe lemn | Peisaj pe malul unui rău; apar peste tot copaci și tufe, partea dreaptă fiind dominată de coroanele bogate ale câtorva arbori. În stânga, în umbră, apare o casă pe malul apei, iar în zare câteva culmi de munți, dominate de cerul cu nori. În brunuri și teruri, cu intervenții de verde, primul plan e populat de personaje-stafaj ale căror culori dominate tot de brun (cu accente de roșu, alb, gri), animă spațiul, fără să tulbure unitatea compoziției, în care natura crează atmosfera de liniște și calm. Cerul, cu rapel în registrul inferior, apa râului, are un rol important în realizarea atmosferei. În centru-dreapta, la marginea unui drum pe care se văd câteva personaje, apare un ex voto (asemănătoar unei troițe), în fața căruia este un personaj feminin îngenuncheat. | Muzeul Național Brukenthal, Sibiu         | Cimec    |
|      | Împăratul Carol al VI-lea; pandant: Elisabeta, soția lui Carol al VI-lea Autor: Auerbach, Johann Gottfried | Datare: 1730 Școală: Școală austriacă Dimensiuni: 770 x 660 mm Material: Ulei pe pânză | Pe un fond neutru brun cu nuanțe de orange, portretul bust al împăratului, ce pare în ținută de doliu. Personajul apare în haină neagră și fără decorații, cu excepția ordinului 'Lâna de aur" și a fularului alb de mătase de pe piept. Figura tristă, îngândurată accentuează atmosfera funerară. În dreapta apare coroana imperială, redată sumar, parcă ignorată de personajul imperial. | Muzeul Național Brukenthal, Sibiu         | Cimec    |
|      | Elisabeta, soția lui Carol al VI-lea; pandant: Împăratul Carol al VI-lea Autor: Auerbach, Johann Gottfried | Datare: 1730 Școală: Școală austriacă Dimensiuni: 790 x 650 mm Material: Ulei pe pânză | În portretul împărătesei e și mai evidentă ținuta de doliu, cu rochia neagră și vălul, cu figura foarte puțin fardată și privirea melancolică, vădind o durere stăpânită. Același fundal neutru în tonuri închise de brun cu accente de orange, ca și în portretul pandant al soțului ei Carol al VI-lea. Coroana din stânga, rerpezentată în umbră, lipsa oricăror bijuterii sau decorații, cromatica în tonuri închise și cu mult negru, accentuează atmosfera de doliu. | Muzeul Național Brukenthal, Sibiu         | Cimec    |
|      | Peisaj marin cu cactuși Autor: Eder, Hans | Datare: 1927 Școală: Școală românească Dimensiuni: 95x100 cm Material: ulei pe pânză | Peisaj cu amprentă expresionistă înfățișțnd un peisaj marin. Primul plan este dominat de un cactus supradimensionat, realizat într-o manieră cu tendințe decorative. Planta se profilează pe un peisaj arid, reprezentând un țărm înalt, stâncos. Planul central cuprinde țărmul stâncos și marea a cărei suprafață liniștită e realizată în nuanțe de albastruri și verzui. Pe mare, aproape de linia orizontului, plutește o barcă cu pânze. Cerul ocupă o mică parte din registrul superior, delimitând și cromatic suprafața mării. Semnat și datat dreapta jos, cu gri, în monogramă: „H.E (19)27”. | Muzeul Național Brukenthal, Sibiu         | Cimec    |
|      | Peisaj de toamnă cu gard Autor: Konnerth, Hermann | Datare: Sec. XX;1/2 Școală: Școală românească Dimensiuni: 45,5x65,5 cm Material: ulei pe pânză | Peisaj de toamnă, realizat în manieră post-impresionistă, structurat pe două planuri, în perspectivă plonjantă. În primul plan sunt redați câțiva arbori cu desenul accentuat al trunchiurilor brune, ce accentuează verticalele. Orizontalele sunt compuse succesiv din gardul ce înscrie un accent cromatic intens, drumul și casele din fundal. Frunzișul este redat pe suprafețe mari, în tușe scurte, păstoase, ce alternează cu cele largi, într-o gamă caldă de ocruri, roșuri și galben, evocând o liniștită zi de toamnă. Nesemnat, nedatat. | Muzeul Național Brukenthal, Sibiu         | Cimec    |
|      | I.G. Duca Autor: Han, Oscar | Datare: 1934 Dimensiuni: 140 x 137 x 65 cm; 240 kg Material: bronz; sculptură, ronde-bosse | Lucrarea reprezintă pe marele om politic liberal I.G. Duca. Personajul este prezentat bust, în poziție frontală, cu accentuarea elementelor care țin de fizionomie și expresie. Semnat și datat pe spate: „O. Han 1934”. | Muzeul Național Brukenthal, Sibiu         | Cimec    |
|      | Vas cu flori Autor: Maniu-Mützner, Rodica | Datare: 1930-1940 ? Școală: Românească Dimensiuni: 53 x 61 Material: ulei/carton | Lucrarea reprezintă un vas cu flori viu colorate, așezat pe o masă. Lucrarea se distinge prin preocuparea pentru efectul decorativ și accentele cromatice de roșu vermillon pe fundalul realizat în galben și verde. | Muzeul Național Brukenthal, Sibiu         | Cimec    |
|      | Portret de bătrână Autor: Maniu-Mützner, Rodica | Datare: 1929 Școală: Românească Dimensiuni: 67 x 51 cm Material: ulei/carton | Lucrarea reprezintă un portret de bătrână într-un costum în negru și alb pe un fundal decorat în tonuri de brun-roșcat. | Muzeul Național Brukenthal, Sibiu         | Cimec    |
|      | Bărci Autor: Maniu-Mützner, Rodica | Datare: 1920 - 1925 ? Dimensiuni: 32,5 x 49 cm (49,5 x 65 cm) Material: cărbune și acuarelă / carton | | Muzeul Național Brukenthal, Sibiu         | Cimec    |
|      | Corăbii în port Autor: Maniu-Mützner, Rodica | Datare: 1922 Școală: Românească Dimensiuni: 34 x 51 cm (46,7 x 63,8 cm) Material: acuarelă/carton | Lucrarea reprezintă un grup de ambarcațiuni, într-un debarcader, la malul mării. | Muzeul Național Brukenthal, Sibiu         | Cimec    |
|      | Sfântul Eustatiu (Hubertus) Autor: Anonim german | Datare: Sec. XVI Dimensiuni: L: 37 cm., l: 27,5 cm. Material: ulei pe lemn | Un peisaj muntos cu castel în fundal și o sumară scenă de vânătoare în primele planuri: câțiva câini, apoi Eustatiu lângă calul său alb, îngenuncheat în fața cerbului ce se poate observa printre câțiva copaci. Văzând între coarnele cerbului crucifixul, cavalerul vânător are o revelație în urma căreia se convertește, devenind un credincios fervent, viitorul Sfânt Eustatiu (Hubertus la germani). Cromatica e axată pe culoarea locală, în dominanta de verde, gri și accente de brun, cu sublinierea în alb a calului cu șeaua roșie și a personajului principal, evidențiat prin pălăria albă și eșarfa aurie care ține cornul de vânătoare și pumnalul. | Muzeul Național Brukenthal, Sibiu         | Cimec    |
|      | Tarquinius și Lucreția Autor: Meytens, Martin van | Datare: A doua jum. a sec XVIII-lea Școală: Viena Dimensiuni: 198 x 146 cm. Material: ulei pe pânză | Tablolul, copie după Tițian, reprezintă subiectul epic al momentului în care virtuoasa Lucreția este amenințată cu pumnalul de către Tarquinius, spre a-i ceda. Cele două personaje sunt redate monumental, pe întreaga suprafață a pânzei, într-o compoziție triunghiulară, cu vârful în jos, în atitudini și gesturi variate, de spaimă și încercare de respingere, la Lucreția, și violență expresivă, la agresor, năpustit asupra femeii, pe care o ține cu mâna st'ngă, în vreme ce în dreapta are pumnalul îndreptat asupra acesteia. Paleta cromatică este etalată pe zone largi de culoare, în tonalități de roșu, alb, gri, ocru, cu accente de albastru. | Muzeul Național Brukenthal, Sibiu         | Cimec    |
|      | Portret de sultan Autor: Tamás, Emerich | Datare: Sfârșitul sec. XIX Școală: Atelier transilvănean Dimensiuni: I: 555 mm.; LA: 400 mm. (În registrul inventar: 0,405:560 cm.) Material: Desen cărbune; hârtie subțire gălbuie cu vergatură și filigran: VD&T între 4 linii decorative cu volute în capete, formând un romb deschis și literele PL BAS.                                                                                     | Studiu în cărbune reprezentând figura unui bărbat cu turban. | Muzeul Național Brukenthal, Sibiu         | Cimec    |
|      | Orientală Autor: Mahlknecht, Karl; (Sc.); Amerling, Friedrich von; (PX.) | Datare: A doua jumătate a secolului al XIX-lea Școală: Școală austriacă; Viena Dimensiuni: I: 145 mm.; LA: 116 mm.; I: 115 mm.; LA: 93 mm. (În registrul inventar: 0,115:0,146 cm.) Material: gravură în oțel; hârtie cașerată pe carton | Figură feminină, în costum oriental, reprezentată 3/4, cu mâini. | Muzeul Național Brukenthal, Sibiu         | Cimec    |
|      | Asaltul fortăreței Oczakov (În registrul inventar: „Asaltul fortăreței Oczahom”) Autor: Bartsch, Adam von; (SC.); Casanova, Francesco; (PX.); Mollo T.; (EX.) | Datare: 1792 Școală: Școală austriacă; Viena Dimensiuni: I: 683 mm.; LA: 800 mm.; I: 650 mm.; LA: 760 mm. (În registrul inventar: 0,760:0,650 cm.) Material: Acvaforte; dăltiță; hârtie groasă | Scenă de bătălie în timpul asaltului asupra fortăreței Oczakov de către trupele ruse conduse de prințul Potemkin. Adam von Bartsch a gravat după o pictură de Francesco Casanova, aflată în colecția Potemkin. Casanova a pictat atacul fortăreței cucerită de trupele țariste de la turci, după un desen comandat și trimis pictorului de către mareșalul Potemkin. Gravura este dedicată împărătesei Ecaterina a II-a a Rusiei. Sub cadru central, blazonul: acvilă bicefală cu trei coroane, cu sceptru și glob cruciger. Pe pieptul acvilei un scut cu reprezentarea „Sf. Gheorghe ucigând balaurul”. În jurul scutului colanul Ordinului, cu pandantiv, crucea Sf. Andrei și acvila bicefală. Sub scut deviza, parțial lizibilă: „Jupiter (…)”. | Muzeul Național Brukenthal, Sibiu         | Cimec    |
|      | Deschiderea festivă a Dietei Transilvaniei la 16 iulie 1863 (În registrul inventar: „Deschiderea dietei transilvane în 1863”) Autor: Anonim; (SC.) | Datare: 1863 Școală: Școală germană Dimensiuni: I: 111 mm.; LA: 182 mm.; I: 90 mm.; LA: 148 mm. (În registrul inventar: 0,154:0,094 cm.) Material: Litografie; hîrtie gălbuie (În registrul inventar: „litografie contemp.”) | Compoziție cu figuri reprezentând deschiderea festivă a Dietei Transilvaniei la 16 iulie 1863, în sala de festivități din incinta hotelului „Împăratul Romanilor” (Zum römischen Kaiser). | Muzeul Național Brukenthal, Sibiu         | Cimec    |
|      | Sala de festivități, Sibiu Autor: Atelierul litografic Krabs, F. A. R.; (SC.); EX.) | Datare: Sec. XIX Școală: Atelier sibian Dimensiuni: I: 110 mm.; LA: 150 mm.; (În registrul inventar: 9 x 14,5 cm.) Material: Litografie; hârtie subțire gălbuie (În registrul inventar: „gravură/ tipar”) | Sală de festivități din Sibiu, în a doua jumătate a secolului al XIX-lea. | Muzeul Național Brukenthal, Sibiu         | Cimec    |
|      | Francesco de Moncada Autor: Morghen, Rafaello; (SC.); Toffanelli, Stefano; (DEL.); Van Dyck, Anton; (PX.) | Datare: 1793 Școală: Școală italiană; Școală flamandă Dimensiuni: I: 666 mm.; LA: 460 mm.; I: 620 mm.; LA: 415 mm. (În registrul inventar: 0,46: 0,65 cm.) Material: Acvaforte și dăltiță; hârtie groasă gălbuie; Stadiul 2 din 3, cu literă, înainte de adresa editorului (În registrul inventar: „gravură”)                                                                                    | Portret ecvestru al lui Francesco de Moncada (1586-1635), conte de Osuna, marchiz de Aytonna, comandant suprem al trupelor spaniole din Flandra și autor al unei tratat militar publicat în 1623. Portretul pictat de Anton van Dyck se păstrează în colecțiile Muzeului Luvru, iar desenul reductiv îi aparține pictorului Stefano Toffanelli (1750-c. 1810). Raffaelo Morghen a fost unul dintre cei mai renumiți gravori în stil neoclasic. Portretul ecvestru al contelui Francesco de Moncada este una dintre cele mai apreciate lucrări ale lui Raffaello Morghen. Gravura este dedicată de gravor Papei Pius al VI-lea. | Muzeul Național Brukenthal, Sibiu         | Cimec    |
|      | Sosirea Prințului la locul de întâlnire al vânătorilor (În registrul inventar: „Vînat de principe”) Autor: Ridinger, Johann Elias; (SC.); (DEL.); (EX.) | Datare: 1756 Școală: Școala germană; Augsburg Dimensiuni: I: 355 mm.; LA: 520 mm.; I: 315 mm.; LA: 487 mm. (În registrul inventar: 0,490:0,320 cm.) Material: Acvaforte; dăltiță; hârtie groasă gălbuie | Planșă din ciclul dedicat plăcerilor vânătorii de către Johann Elias Ridinger, cel mai cunoscut gravor animalier din secolul al XVIII-lea. Prințul sosește cu suita sa la locul de întâlnire, într-un luminiș din pădure, unde este așteptat de vânători. Inscripția stampei descrie momentul surprins din vânătoarea cerbului „Par force”. | Muzeul Național Brukenthal, Sibiu         | Cimec    |
|      | BÁNFFI GYÖRGY Autor: Ehrenreich, Adam Sandor; (SC.); (DEL.); (EX.) | Datare: 1823-1839 Școală: Școală maghiară Dimensiuni: I: 318 mm.; LA: 230 mm.; I: 256 mm.; 184 mm. (În registrul inventar: „25,5 x 18,5 cm.) Material: Acvaforte; dăltiță; pointillé; hârtie groasă gălbuie (În registrul inventar: „dăltiță, tipar”) | Portretul contelui Gheorghe Banffy II (1747-1822), guvernator al Transilvaniei între anii 1787-1822. Gravură după portretul pictat aflat în posesia familiei. | Muzeul Național Brukenthal, Sibiu         | Cimec    |
|      | Maria Christierna, Principesa Transilvaniei Autor: Anonim; (SC.); Passe, Crispijn van de; (DEL.) | Datare: Începutul secolului al XVIII-lea Școală: Atelier central-european; Școală olandeză Dimensiuni: I: 215 mm.; LA: 160 mm.; I: 172 mm.; LA: 117 mm.; (În registrul inventar: 15 / 11,2 cm.) Material: Acvaforte; pointe sèche; hârtie vărgată, aplicată pe hârtie veche ripsată verzuie; (În registrul inventar: dăltiță)                                                                    | Maria Christierna (1574-1621) a fost Arhiducesă de Austria, fiica Arhiducelui Karl II al Austriei interioare și a Mariei Anna de Bavaria. În 1595 a devenit soția lui Sigismund Báthory (1572-1613), principe al Transilvaniei între anii 1581-1598. Maria Christierna este reprezentată bust, întoarsă spre stânga. Poartă un costum specific sfârșitului de secol XVI, cu un corsaj brodat deschis în forma literei V, cu un colan bogat decorat, de care este prins un pandantiv cu perle, iar în jurul gâtului are o coleretă închisă, din pânză și dantelă plisată. Părul este prins într-o rețea decorată cu perle, având un mic pandantiv frontal. | Muzeul Național Brukenthal, Sibiu         | Cimec    |
|      | Fragment de steag cu portretul Împăratului Leopold I; (În registrul inventar: „Stegar”) Autor: Anonim; (PX.); Thelot, Andreas (SC.) | Datare: Sfârșitul sec. al XVII-lea -începutul secolului al XVIII-lea Școală: Atelier din Viena; Școală germană Dimensiuni: I. 276 mm.; LA: 227 mm. (În registrul inventar: 0,228: 0,279 cm.) Material: Tempera; mătase maruflată pe carton; (În registrul inventar: aquarelă”) | Portretul Împăratului Leopold I este realizat după gravuri din secolul al XVII-lea, una dintre cele mai apropiate versiuni fiind portretul gravat de Reinhard Andreas, după o altă gravură semnată de Johann Andreas Thelot, datată în anul 1696. Leopold este reprezentat bust, întors spre dreapta, îmbrăcat în armură și mantie brodată, ținând cu mâna dreaptă un stindard. Împăratul poartă o perucă „alongée”, un guler de dantelă și colanul Ordinului „Lâna de Aur”. Portretul este păstrat fragmentar, cu o repictare târzie fără calități artistice. După cum menționează inscripția de pe verso, portretul făcea parte din decorația unui steag donat orașului Hermannstadt de Împăratul Leopold. | Muzeul Național Brukenthal, Sibiu         | Cimec    |
|      | Carol al VI-lea Împăratul Romanilor, al 48-lea Rege al Ungariei (În registrul inventar: „Carol al VI-lea, Regele Ungariei”) Autor: Pfeffel, Johann Andreas; (SC.) | Datare: c.1728 Școală: Atelier din Viena Dimensiuni: I: 296 mm.; LA: 193 mm.; (În registrul inventar: 30 / 19 cm.) Material: Acvaforte și dăltiță; hârtie subțire cu vergatură; (În registrul inventar: dăltiță) | Împăratul Carol al VI-lea este reprezentat așezat pe tron, într-un cadru arhitectural. Împăratul poartă armură și mantie, colanul Ordinului „Lâna de Aur”, iar în mâna dreaptă ține bastonul de comandant militar. Tronul este susținut de două acvile, iar acvila bicefală, emblema casei de Austria, surmontează tronul. Pe dalajul din fața tronului se află doi putti în costume „all’antica”, susținând fiecare câte un medalion oval. Pe medalionul din stânga figurează blazonul împăratului, iar pe cel din dreapta se află o reprezentare a Maicii Domnului cu Pruncul. Portretul Împăratului este înconjurat de o cunună de lauri, la care face referire și inscripția stampei. Pe frunzele de laur din arcul exterior se află portretele miniaturale ale regilor Ungariei, începând cu Sf. Ștefan, iar pe arcul interior, corespunzând fiecărui portret se află inscripția cu numele regelui și numerotarea lui în ordinea succesiunii la tronul Ungariei. Coroana regatului Ungariei este ținută de doi îngeri deasupra portretului Sfântului Rege Ștefan I, implicit deasupra celui de-al 48-lea rege, respectiv Carol al VI-lea al Austriei, dar Carol al III-lea al Ungariei. Îngerul din stânga susține cu o mână coroana Sfântului Ștefan, iar cu cealaltă sabia și sceptrul, însemne ale puterii; îngerul din dreapta susține coroana, iar cu cealaltă mână globul și crucea. Întreaga compoziție se înscrie într-o ramă rectangulară, sprijinită de un cadru arhitectural profilat. În acest cadru este amplasat cartușul cu inscriția stampei, surmontat de stema Regatului Ungariei și înconjurat în partea inferioară de stemele parțial fanteziste ale provinciilor sud-estice anexate posesiunilor casei de Habsburg. | Muzeul Național Brukenthal, Sibiu         | Cimec    |
|      | Împărăteasa și regina Maria Theresia (În registrul inventar: „Maria Tereza”) Autor: Mansfeld, Johann Ernst; (SC.); Ducreux, Joseph; (PX.) | Datare: c.1770-1780 Școală: Școală austriacă; Școală franceză Dimensiuni: I: 223 mm.; LA: 156 mm.; I: 170 mm.; LA: 106 mm. (În registrul inventar: 0,118: 0,170 cm.) Material: Acvaforte și ruletă; hârtie cu vergatură și filigran (fragment) | Portretul Împărătesei Maria Theresia este înscris într-un medalion oval, cu ramă profilată, suprapus unei nișe rectangulare. Maria Theresia este reprezentată bust, întoarsă spre dreapta, îmbrăcată în veșmintele de doliu pe care le-a purtat după moartea soțului său din 1765 și până la sfârșitul vieții sale. Împărăteasa a renunțat și la bijuterii, singura podoabă purtată fiind marea cruce a Ordinului „Maria Theresia”. | Muzeul Național Brukenthal, Sibiu         | Cimec    |
|      | Împărăteasa Maria Theresia, văduvă (În registrul inventar: „Maria Theresia”) Autor: Schmutzer, Jacob Mathias; (SC.); Ducreux, Joseph; (PX.) | Datare: 1770 Școală: Școală austriacă; Școală franceză Dimensiuni: I: 430 mm.; LA: 315 mm.; I: 400 mm.; LA: 285 mm. (În registrul inventar: 0,290:0,400 cm.) Material: Acvaforte, dăltiță, pointe-sèche și ruletă; hârtie cu vergatură | Împărăteasa Maria Theresia este reprezentată bust, întoarsă trei sferturi spre dreapta, profilată pe un fundal neutru. Gravura este în același sens cu pictura, având în plus un fundal arhitectonic. Împărăteasa este înfățișată în costumul cernit de văduvă pe care l-a purtat după moartea în 1765 a soțului ei, Împăratul Franz Stephan I. Împărăteasa nu poartă bijuterii, doar marea cruce a Ordinului „Maria Theresia”. | Muzeul Național Brukenthal, Sibiu         | Cimec    |
|      | Franz I, Împărat al Sfântului Imperiu Romano-German (În registrul inventar: „Franciscus I”) Autor: Schmutzer, Jacob Mathias; (SC.); Liotard, Jean-Étienne; (PX.) | Datare: 1769 Școală: Școală austriacă; Școală elvețiană Dimensiuni: I: 425 mm.; LA: 320 mm.; I: 400 mm.; LA: 290 mm. (În registrul inventar: 0,300:0,410 cm.) Material: Acvaforte, dăltiță, pointe-sèche și ruletă; hârtie cu vergatură | Jakob Mathias Schmutzer a gravat acest portret în 1769, după moartea împăratului Francisc I, „din preaînaltă însărcinare, după portretul pictat în viață de Liotard”. La solicitarea Mariei Theresia, Jakob Mathias Schmutzer a gravat și portretul pandant al împărătesei nu după pastelul lui Liotard, ci după cel pictat de Joseph Ducreux, în veșmintele de văduvă. Portret bust, întors spre dreapta, în cadru arhitectural și draperie. Împăratul poartă perucă, uniformă de general și ordinul ”Lâna de Aur”. | Muzeul Național Brukenthal, Sibiu         | Cimec    |
|      | Iosif al II-lea copil, în costum maghiar, împreună cu trei arhiducese (În registrul inventar: „Iosif II-lea copil”) Autor: Gregori, Carlo; (SC.); Pazzi, Pietro Antonio; (SC.); Meytens, Martin von; (PX.) | Datare: c. 1750-1770 Școală: Școală italiană; Școală austriacă Dimensiuni: I: 646 mm.; LA: 497 mm.; I: 458 mm.; LA: 325 mm.; (În registrul inventar: 0,330: 0,460 cm.) Material: Acvaforte, pointe sèche și ruletă; hârtie subțire cu vergatură | Portretul de grup a patru dintre copiii împărătesei Maria Theresia a fost pictat de Martin Meytens și gravat de artiștii Carlo Gregori și Pietro Antonio Pazzi din Florența. În interiorul unui palat, pe o sofa cu spătarul timbrat de coroană, sunt așezați de la stânga spre dreapta arhiducesa Maria Anna (1738-1789), arhiducele Joseph (1741-1790), arhiducesa Maria Christine (1742-1798) și arhiducesa Maria Elisabeth (1743-1808). Joseph este reprezentat la vârsta de patru ani și poartă un costum de nobil maghiar. Împreună cu sora sa mai mare Maria Anna, Joseph se joacă cu colanul ordinului „Lâna de Aur”. Sora mai mică Maria Christine întinde spre Joseph un mic buchet de flori, iar Maria Elisabeth privește spre exterior, neparticipând la jocul fratelui și al surorilor mai mari. | Muzeul Național Brukenthal, Sibiu         | Cimec    |
|      | Împăratul Joseph al II-lea Autor: Mansfeld, Johann Ernst; (SC.); (DEL.); Artaria (EX.) | Datare: 1781 Școală: Școală austriacă Dimensiuni: I: 150 mm.; LA: 85 mm. (marginile reduse, colțurile secționate); (În registrul inventar: 0,086:0,150 cm.) Material: Acvaforte, dăltiță și ruletă; hârtie groasă | Joseph al II-lea este reprezentat în profil, privind spre dreapta; portretul este înscris într-un medalion circular cu ramă simplă, având în partea superioară inscripția de titlu. Deasupra se află acvila cu aripile deschise, ținând în gheara stângă ramuri de măslin și în cea dreaptă un mănunchi de fulgere. Medalionul se sprijină pe un postament, având frontal inscripția prin care sunt omagiați predecesorii împăratului Joseph II din dinastia de Habsburg. | Muzeul Național Brukenthal, Sibiu         | Cimec    |
|      | Maria Christina, Arhiducesă de Austria, ducesă de Saxa-Teschen ( În registrul inventar: „Portret Maria Christina”) Autor: Mansfeld, Johann Ernst; (SC.); (DEL.) | Datare: 1773 Școală: Școală austriacă Dimensiuni: I: 362 mm.; LA: 241 mm. (În registrul inventar: 0,170:0,260 cm.) Material: Acvaforte și dăltiță; hârtie subțire cu vergatură și filigran: MUNGEN | Portretul arhiducesei este înscris într-un medalion oval, cu ramă simplă, sprijinit pe un postament profilat, având pe latura frontală inscripția de titlu. Maria Christina este reprezentată trei sferturi, privind spre stânga, pe un fundal neutru. Arhiducesa poartă o rochie bogat ornamentată cu broderii și dantele, iar pe umeri are o mantie bordată cu hermină. Coafura este simplă, cu o mică diademă abia vizibilă. În jurul gâtului poartă o legătură cu mai multe bijuterii montate, de care este acroșat un colier cu pandantiv. | Muzeul Național Brukenthal, Sibiu         | Cimec    |
|      | Peter Leopold, Arhiduce de Austria, Mare Duce al Toscanei (În registrul inventar: „Portret Pierre Leopold”) Autor: Trattner, Johann Thomas; (EX.) | Datare: c. 1765 Școală: Școală austriacă Dimensiuni: I: 370 mm.; LA: 275 mm.; I: 342 mm.; LA: 240 mm. (În registrul inventar: 0,240: 0,340 cm.) Material: Acvaforte și dăltiță; hîrtie cu vergatură | Tânărul arhiduce Peter Leopold este reprezentat trei sferturi, privind spre stânga. Poartă perucă scurtă cu coadă prinsă cu panglică neagră, o haină „juste au corps” cu broderii, vestă și o cămașă cu jabou de dantelă. Prins pe un ribon poartă însemnul primit în anul 1755, de cavaler al Ordinului „Lâna de Aur”. Pe umărul și brațul drept are o mantie bordată cu blană. Portretul este profilat pe un fond neutru, înscris într-o ramă rectangulară. | Muzeul Național Brukenthal, Sibiu         | Cimec    |
|      | Arhiducesa Maria Luisa, Infantă de Spania Autor: Trattner, Johann Thomas; (EX.) | Datare: c. 1765 Școală: Școală austriacă Dimensiuni: I: 370 mm.; LA. 280 mm.I: 342 mm.; LA: 240 mm. (În registrul inventar: 0,240: 0,340 cm.) Material: Acvaforte și dăltiță; hîrtie cu vergatură | Maria Luisa (Ludovica) de Bourbon (1745-1792) a fost fiica regelui Carol al III-lea al Spaniei și al Mariei Amalia von Sachsen, căsătorită formal la Madrid în 1764 și la Innsbruck în 1765, cu arhiducele Toscanei Peter Leopold, fiul Mariei Theresia. Portret de tinerețe al infantei Maria Luisa, realizat după anul 1765, când prin căsătoria cu arhiducele Austriei Peter Leopold a dobândit titlurile de arhiducesă de Austria și mare ducesă de Toscana. Maria Luisa este reprezentată trei sferturi, privind spre stânga, profilată pe un fond neutru, spre deosebire de prototipul pictat, în care arhiducesa se află într-un cadru arhitectural. Tânăra soție a arhiducelui Peter Leopold poartă o mică diademă, cercei cu pandantiv, o rochie decorată cu broderii, funde și dantelă, iar în jurul gâtului o legătură de dantelă suprapusă de un colier cu pandantiv. | Muzeul Național Brukenthal, Sibiu         | Cimec    |
|      | Arhiducele Karl Ludwig de Austria Autor: Adam, Jacob; (SC.); Posch, Leonard; (IN.) | Datare: 1792 Școală: Școală austriacă; Viena Dimensiuni: I: 191 mm.; LA: 131mm.; I: 170 mm.; LA: 113 mm. (În registrul inventar: 0,115: 0,76 cm.) Material: Acvaforte, ruletă și pointe-sèche; hărtie groasă cu vergatură. Detalii colorate ulterior, cu acuarelă. | Karl Ludwig Johann Joseph Laurenz, arhiduce de Austria (1771-1847) a fost cel de-al treilea fiu al marelui duce al Toscanei Peter Leopold și al soției sale Maria Louisa (Ludovica) de Bourbon. Portretul arhiducelui Karl Ludwig este înscris într-un medalion oval, cu o ramă înconjurată de o cunună de lauri, suprapusă central de un ribon faldat. Medalionul se sprijină pe un postament de piatră, conținând pe latura frontală inscripția cu versurile poetului latin Virgilius. Arhiducele Karl Ludwig este reprezentat în profil, purtând perucă pudrată, cu coada lungă prinsă cu ribon de satin negru, vestonul uniformei militare cu guler drept, înalt, cămașă cu jabou și însemnul Ordinului „Lâna de Aur”, prins la gât cu o panglică. | Muzeul Național Brukenthal, Sibiu         | Cimec    |
|      | Karl Ludwig Arhiduce de Austria, guvernator general al Țărilor de Jos Autor: Mark, Quirinus; (SC.) | Datare: c. 1793 Școală: Școală austriacă; Viena Dimensiuni: I: 255 mm.; LA: 176 mm.; I: 244 mm.; LA: 170 mm. (În registrul inventar: 0,176: 0,256 cm.) Material: Acvaforte și ruletă; hârtie groasă cu vergatură; stampă colorată cu acuarelă | Arhiducele Karl Ludwig este reprezentat trei pătrimi, în profil, privind spre stânga. În interiorul unui salon, arhiducele stă în picioare, lângă o masă, pe care a desfășurat o hartă militară a Țărilor de Jos. Pe masă se află și pălăria tricorn. Recuzita încăperii este completată de un scaun și de o draperie faldată, prinsă cu șnur. Personajul este surprins în poză, cu mâna stângă sprijinită în șold, unde se află sabia și legătura eșarfei de comandor al Ordinului „Maria Theresia”, decorată cu crucea mică a ordinului. Arhiducele poartă uniforma de general, având pe piept crucea mare a Ordinului „Maria Theresia” și pe ribon însemnul de cavaler al Ordinului „Lâna de Aur”. Portretul poate fi datat după 1793, când Karl Ludwig a devenit general comandant al Țărilor de Jos. | Muzeul Național Brukenthal, Sibiu         | Cimec    |